# Penmarch
Ne pas confondre avec la seigneurie de Penmarc'h en Léon, située sur le territoire de Kersaint-Plabennec, qui a joué un rôle important dans l'histoire locale, ni avec les seigneurs de Penmarc'h qui habitaient le manoir de Penmarc'h en Saint-Frégant.

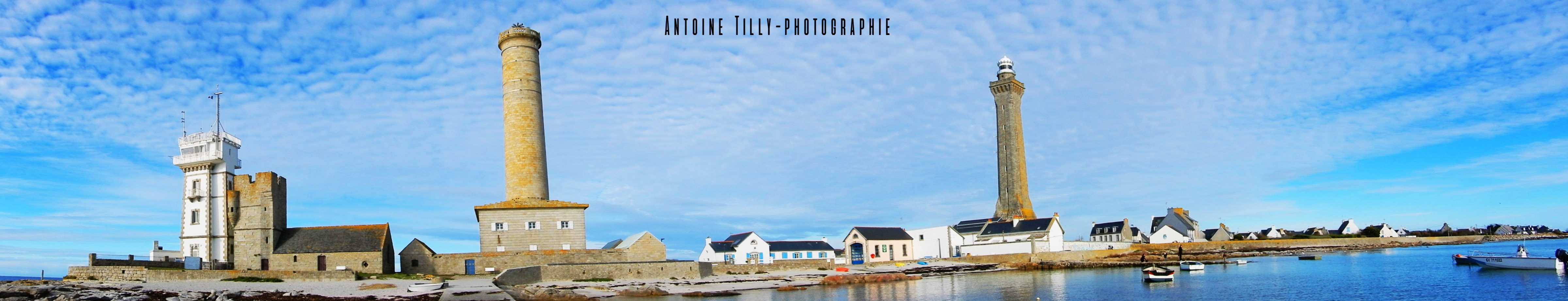
Penmarc'h, le phare.

Penmarch [pɛ̃maʁ] (nommée également Penmarc'h ; anciennement Tréoultré) est une commune française du département du Finistère, en région Bretagne.

## Géographie

### Localisation
Penmarc'h est la commune la plus au sud-ouest du Pays Bigouden. Elle est située à l'extrémité sud de la baie d'Audierne. Le bourg de Penmarch est à vol d'oiseau à 30 km de Quimper. Elle est la plus peuplée du canton de Guilvinec, avec une population de 5 532 habitants en 2012 (18 279 pour l'ensemble du canton) ; la commune comprend aussi les hameaux portuaires de Saint-Guénolé, Saint-Pierre et Kérity.

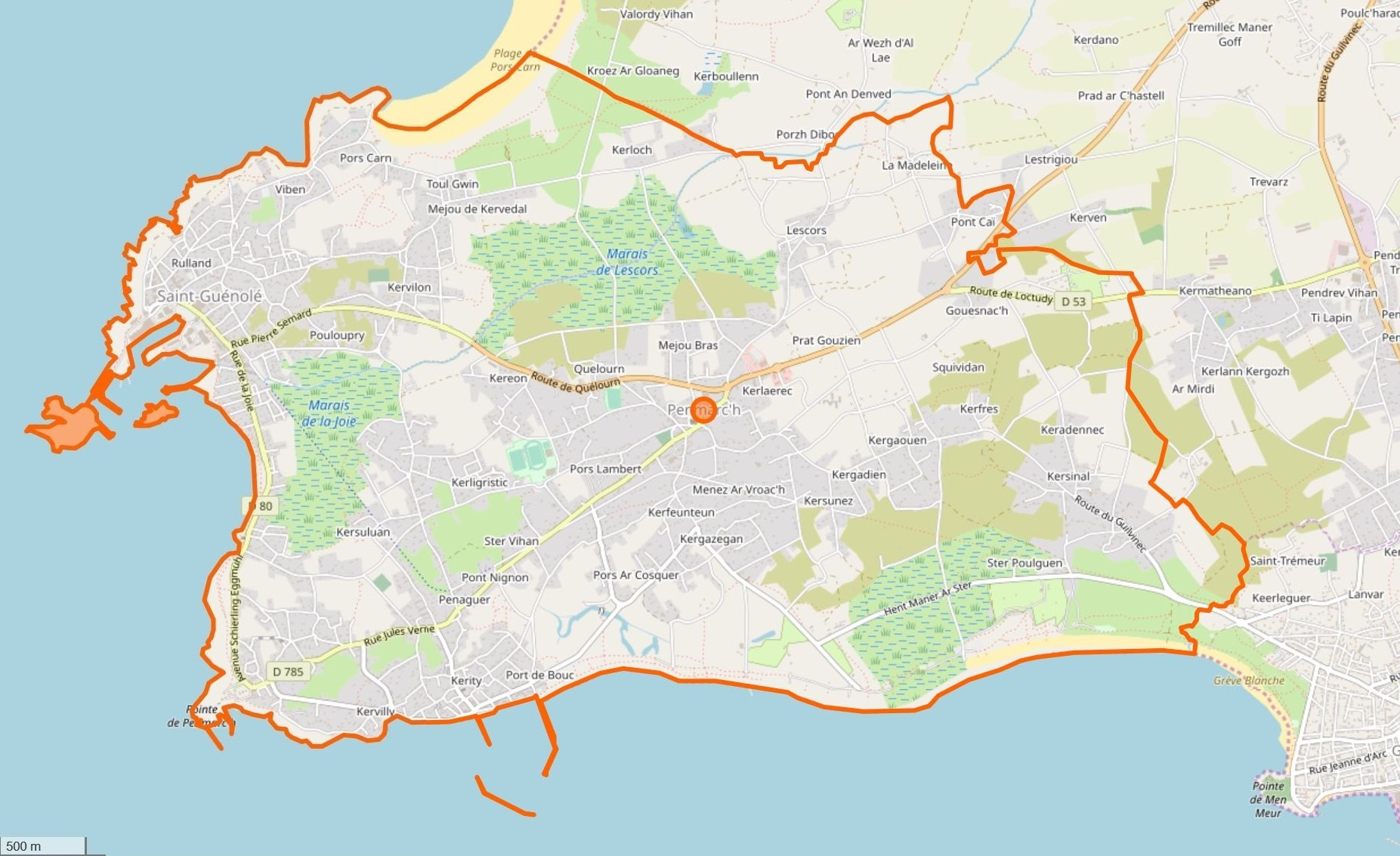
Carte de la commune de Penmarch (limite communale en orange).

| Océan atlantique | Plomeur          | Plomeur   |
| Océan atlantique | Penmarch         | Plomeur   |
| Océan atlantique | Océan atlantique | Guilvinec |

### Communes limitrophes
Limitée au sud et à l'ouest par l'océan Atlantique, Penmarch n'a que deux communes limitrophes :
- Guilvinec au sud-est ;
- Plomeur au nord et à l'est.

### Géologie et relief

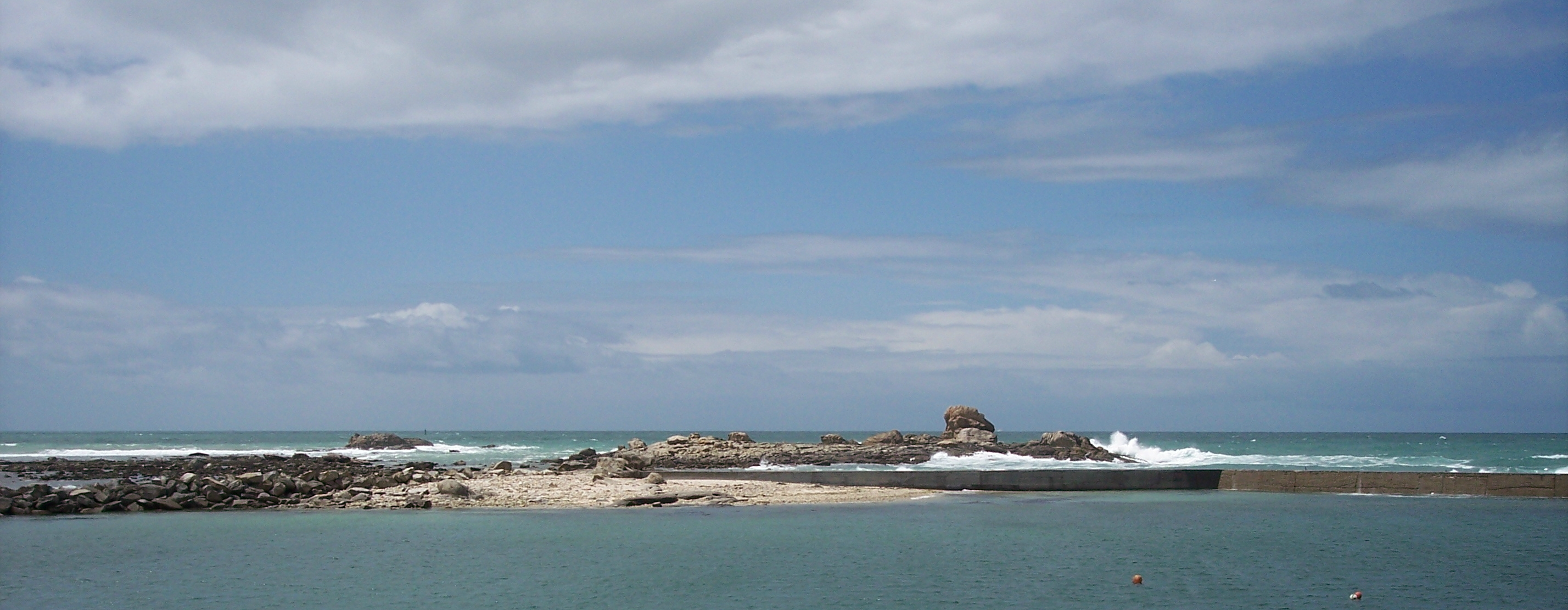
La presqu'île de Conq.

Sur le plan géologique, Penmarc'h fait partie du domaine sud armoricain du Massif armoricain marqué par le cisaillement sud-armoricain. Cette immense faille se manifeste essentiellement par des roches magmatiques de type granite armant les reliefs qui constituent les contreforts du haut pays Bigouden.

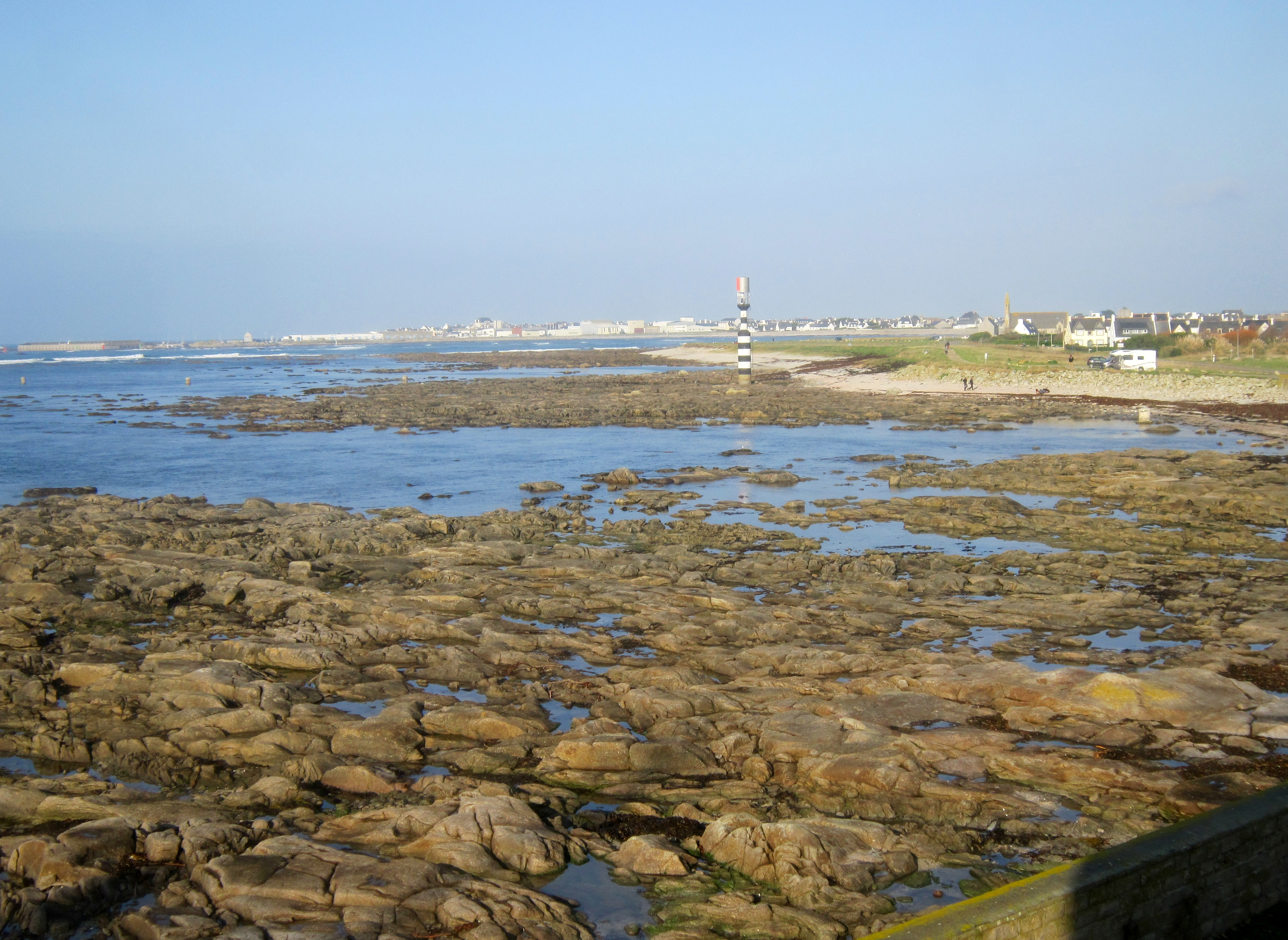
Vue d'ensemble du littoral entre Saint-Pierre (au premier plan) et, à l'arrière-plan, Saint-Guénolé ; au milieu la chapelle Notre-Dame-de-la-Joie.

Une bonne partie de la commune est formée de leucogranite dit de Pont-l'Abbé. Ce leucogranite est un granite de teinte claire à deux micas (biotite et muscovite) ; il est le plus souvent à gros grain, mais peut aussi présenter un aspect plus feuilleté ou être fissuré par des diaclases, donnant alors à cause de l'érosion des rochers aux formes spectaculaires, comme ceux de Saint-Guénolé en Penmarc'h ou de la Pointe de la Torche en Plomeur.

#### Risque de submersion marine
Le territoire de la commune est particulièrement plat et d'une très faible altitude, souvent inférieure à 5 mètres. On y trouve de nombreux marais lagunaires (lochs) dont certains ont été drainés et comblés, en particulier à Saint-Guénolé, afin de gagner de l'espace pour l'habitat ou l'installation de locaux artisanaux. En conséquence, 2 500 bâtiments de la commune se trouvent en zone inondable "risque de submersion marine" (dont 950 avec un risque très fort).
Selon un index global correspondant à l'agrégation de 5 critères effectué en 2011 par l'Observatoire National des Risques Naturels, Penmarc'h est, après La Fresnais (Ille-et-Vilaine), la commune de Bretagne la plus exposée au risque de submersion marine avec 51,20 % de sa population totale concernée et 28,63 hectares de bâti exposé au risque de submersion.
Serge Duigou décrit ainsi le relief et la répartition de l'habitat : « La presqu'île de Penmarc'h, pointe avancée de la presqu'île du Cap Caval (...) est formée de plusieurs isolats. Les trois principaux pôles d'habitation Tréoultré [le bourg de Penmarc'h], Kérity - Saint-Pierre et Saint-Guénolé sont séparés, isolés les uns des autres, par des zones humides, marais ou vasières, le Ster au sud, la Joie à l'ouest, Lescors au nord (...) reliés par deux ponts, le pont de Kéréon entre Tréoultré et Saint-Guénolé et le pont Ninon entre Tréoultré et Kérity ». On a pu parler d'un "archipel terrestre".
Per Jakez Helias décrit ainsi, dans le conte La rivière de Kido, de manière imagée, les conséquences de l'envasement et de l'ensablement progressif de la région :

« Le pays de Penmarc'h, en ce temps-là, était un archipel d'îles basses entre lesquelles on circulait par des canaux. Tout au long de la Baie d'Audierne, il y avait des ports ouverts. Et c'est par la route de mer que les pèlerins arrivaient de toute part au grand pardon de Languidou. Ils venaient même de pays étrangers tant était grande la réputation du seigneur saint Kido, qui protégeait les hommes et les biens sur l'eau salée. (...) Et puis il vint un temps où la mer attrapa mal au ventre, on ne sait pourquoi, ni comment. (...) À force de convulsions, elle dérouta ses courants, elle bannit ses poissons au large, elle encombra ses canaux de sa vase, elle finit par dégorger; sur ses bords, les galets qui lui faisaient mal. (...) La baie de Kido se trouva polie d'un cordon de galets polis et se dessécha derrière ce mur. La rivière devint un étang et les cloches de Languidou sonnèrent le glas du grand pardon. Pendant plusieurs années encore, des navires d'outre-mer, chargés de pèlerins, se présentèrent devant la Baie d'Audierne, cherchant l'entrée de la rivière de Kido. Mais ils avaient beau croiser de Pors-Karn à Pors-Poulhan, il n'y avait plus d'entrée »

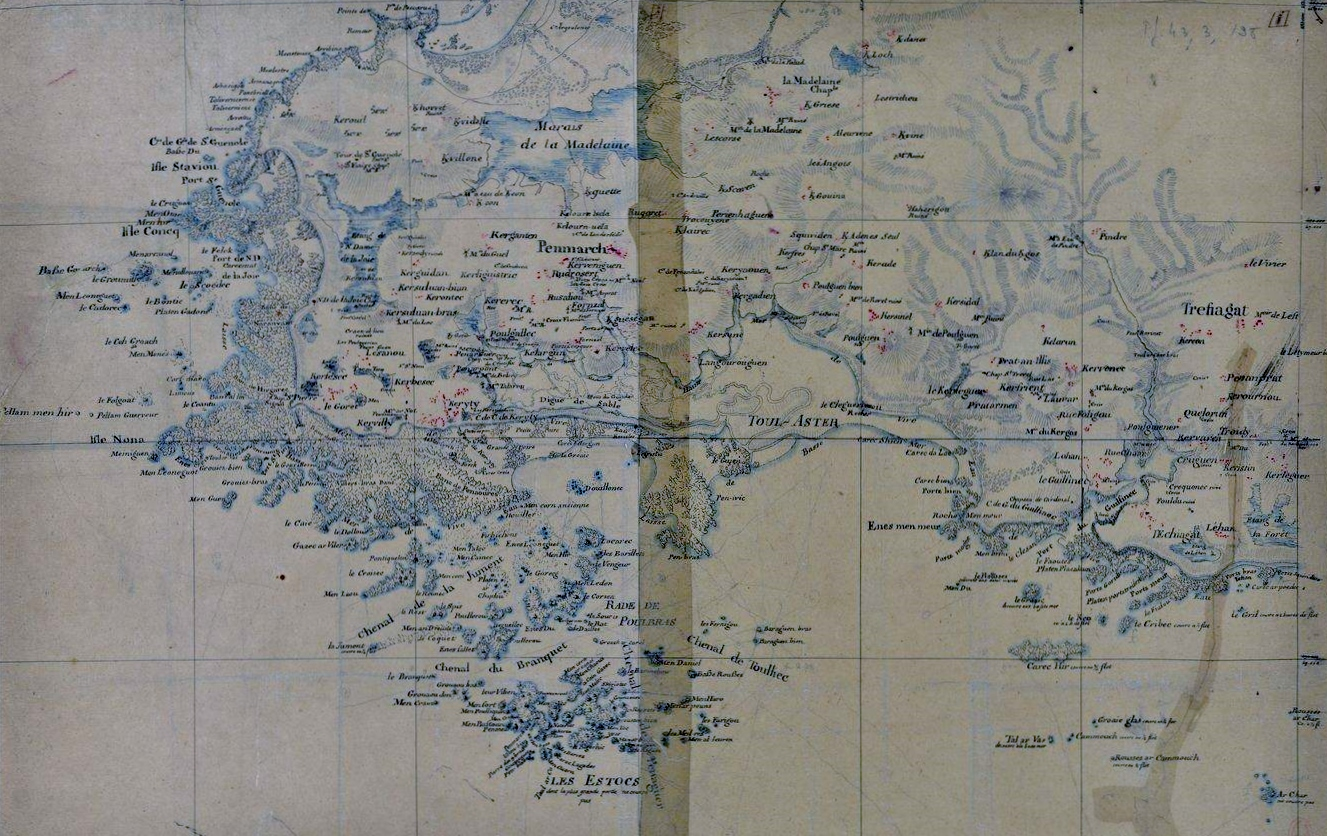
Carte de la Pointe de Penmarc'h (entre 1771 et 1785)

De nombreux îlots ou écueils de dimensions très variables ponctuent toute la côte de Penmarc'h : les plus importants sont les Étocs au sud de Kérity, l'île Saint-Nonna à l'ouest de Saint-Pierre.
Le tracé de la côte évolue de manière importante au fil du temps. Un rapport publié en 1913, basé sur les relevés effectués par un ingénieur hydrographe, La Porte, entre 1901 et 1912 et comparés avec ceux effectués par Beautemps-Beaupré entre 1818 et 1821, écrit : « La Pointe de Penmarc'h, entre Saint-Guénolé et Kerity, sur une longueur de 3 500 mètres, a partout reculé ; le recul atteint parfois plus de 60 mètres ; la moyenne est de 35 mètres pour 86 ans, soit 40 mètres par siècle. De Penmarc'h à Loctudy, le recul est moins prononcé. Il prédomine et atteint une quarantaine de mètres à la pointe de Saint-Oual ».
Le port de Saint-Guénolé qui présente une passe ouverte plein ouest réputée dangereuse par gros temps, est protégé par deux presqu'îles granitiques : Krugen au sud, Conq au nord-ouest. Krugen est reliée à la côte par un isthme sableux. Conq est reliée à la côte par une digue artificielle, elle-même protégée par des blocs de béton qui permettent de mieux briser le déferlement de la houle.

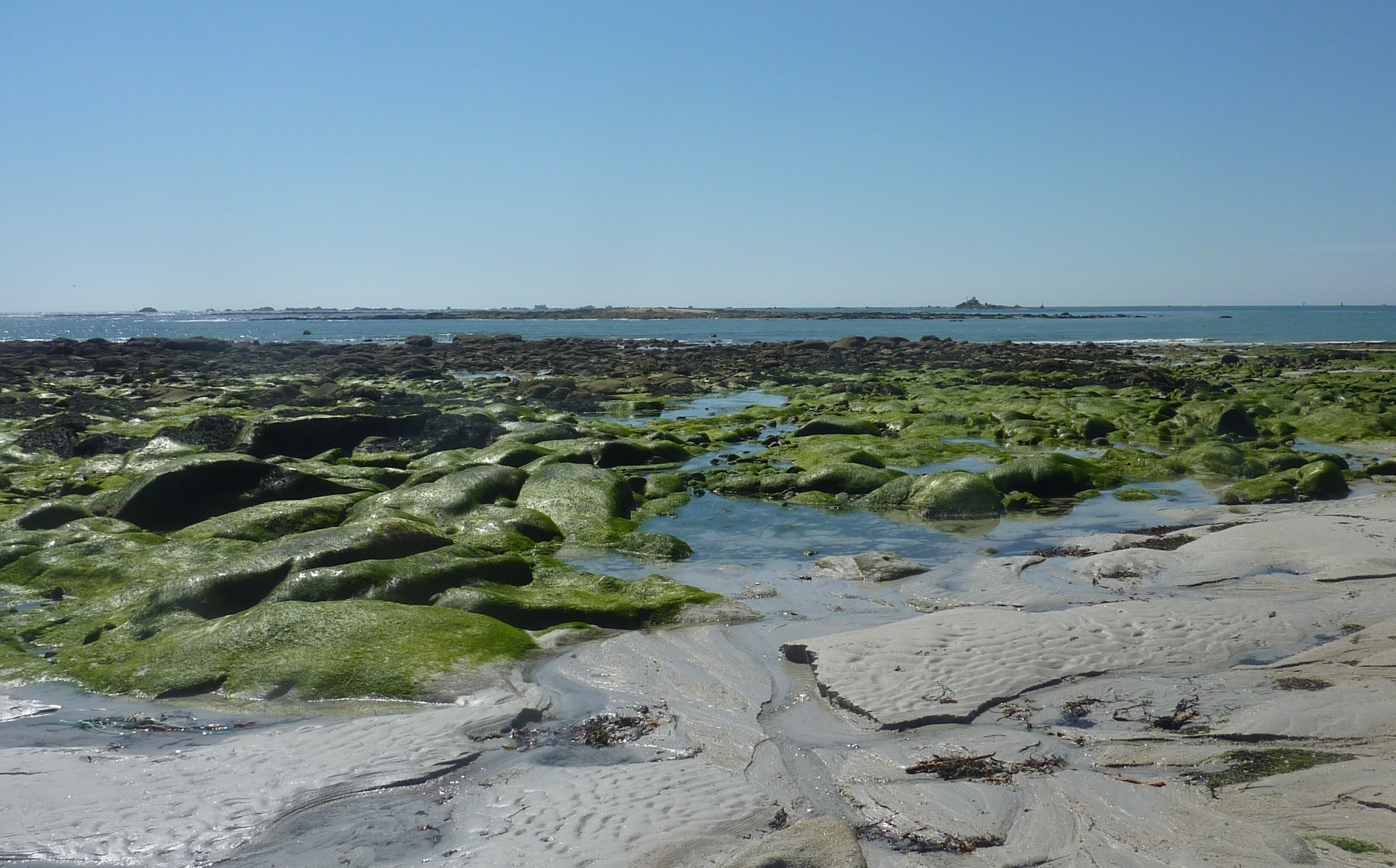
Les Étocs vus de la plage du Stêr Poulguen

La côte rocheuse granitique, (dite « côte sauvage » à Saint-Guénolé), est entrecoupée de plusieurs plages :
- au nord, la plage de Pors-Carn qui se prolonge jusqu'à la pointe de la Torche (commune de Plomeur) ;
- à l'ouest, la plage de La Joie ;
- au sud, la plage du Stêr (ou Steir) qui commence à Kérity et se prolonge jusqu'au Guilvinec.

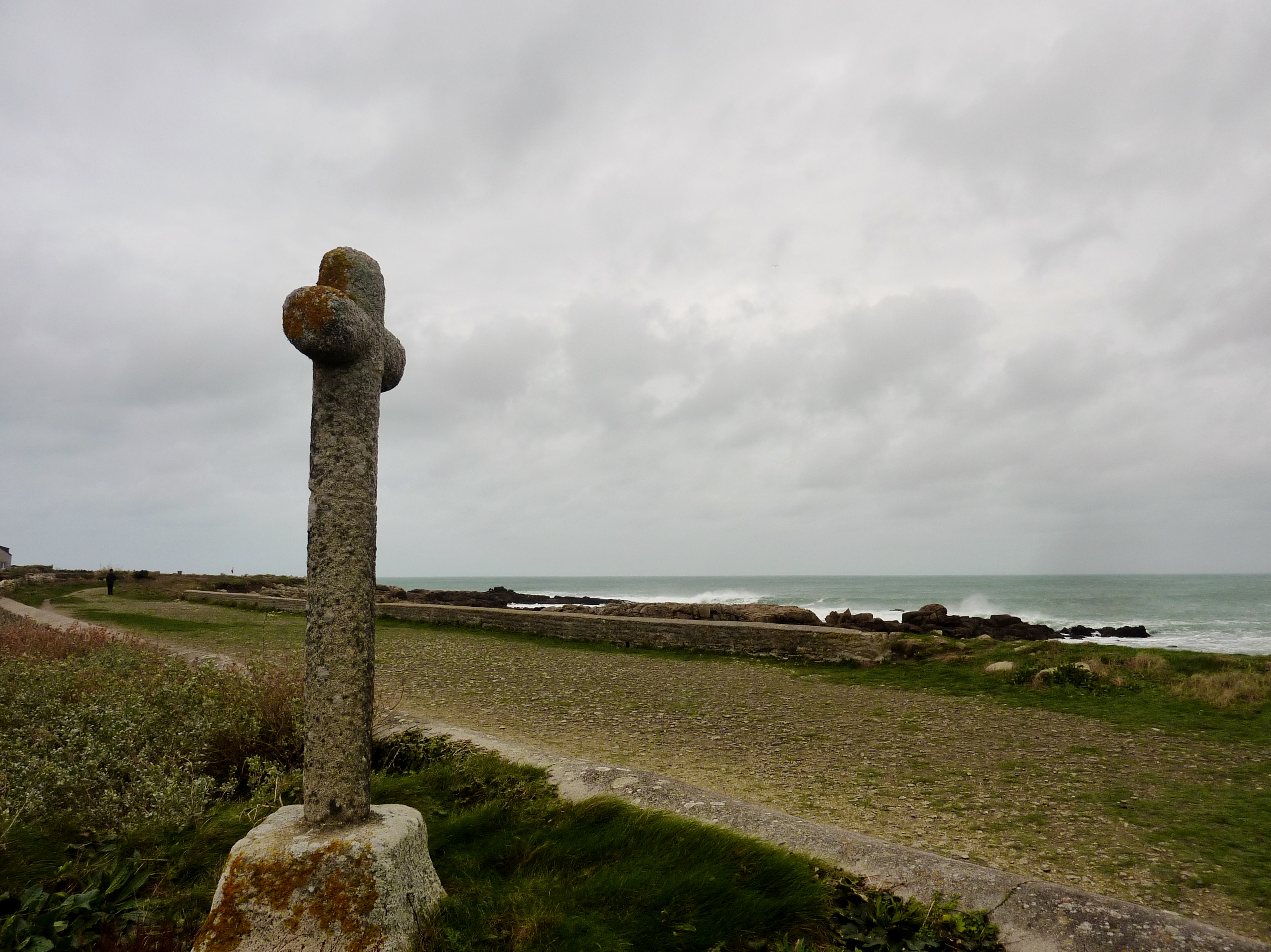
Penmarch : la pointe de Pors Carn.
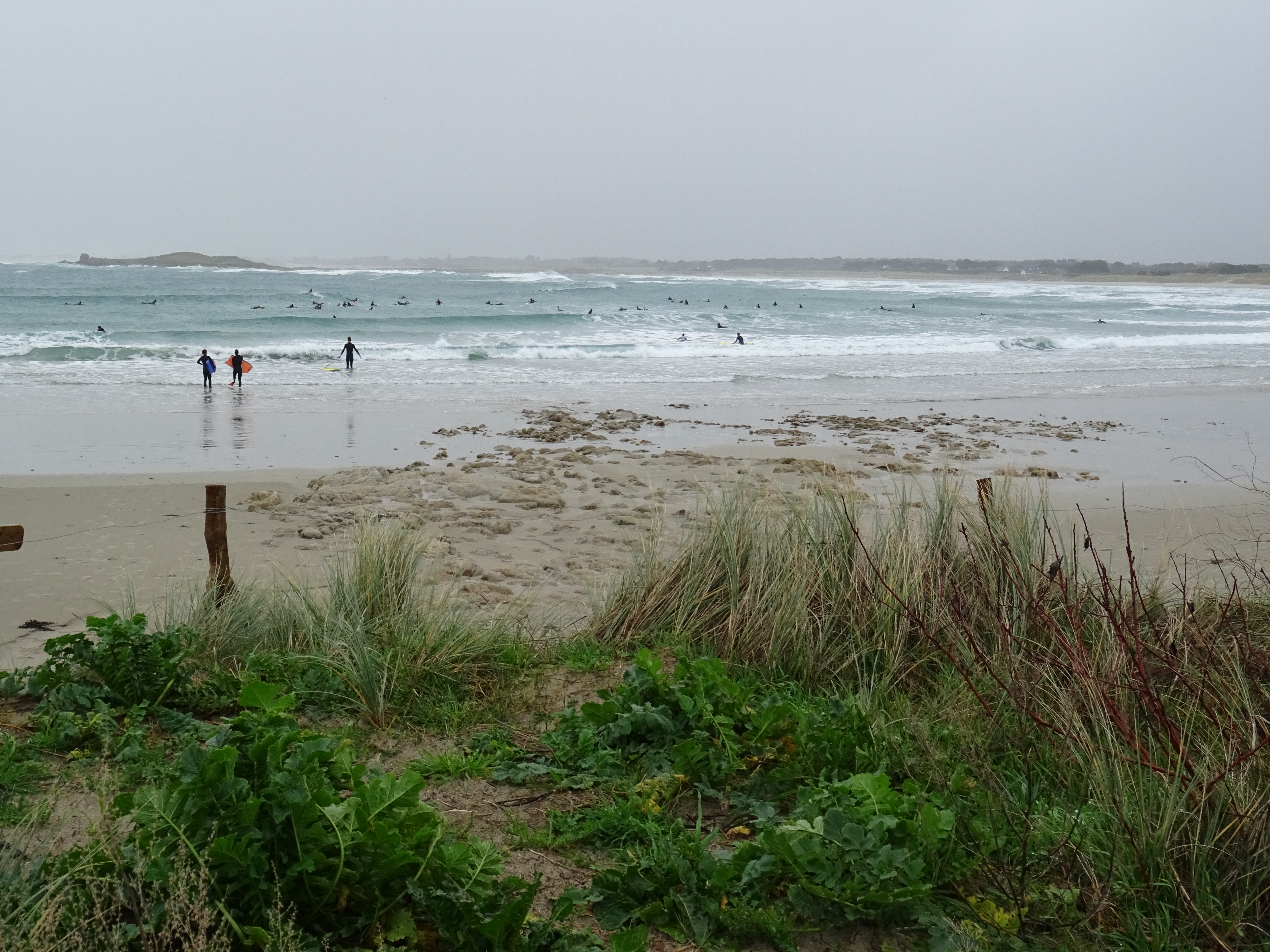
Surfeurs sur la plage de Pors Carn.
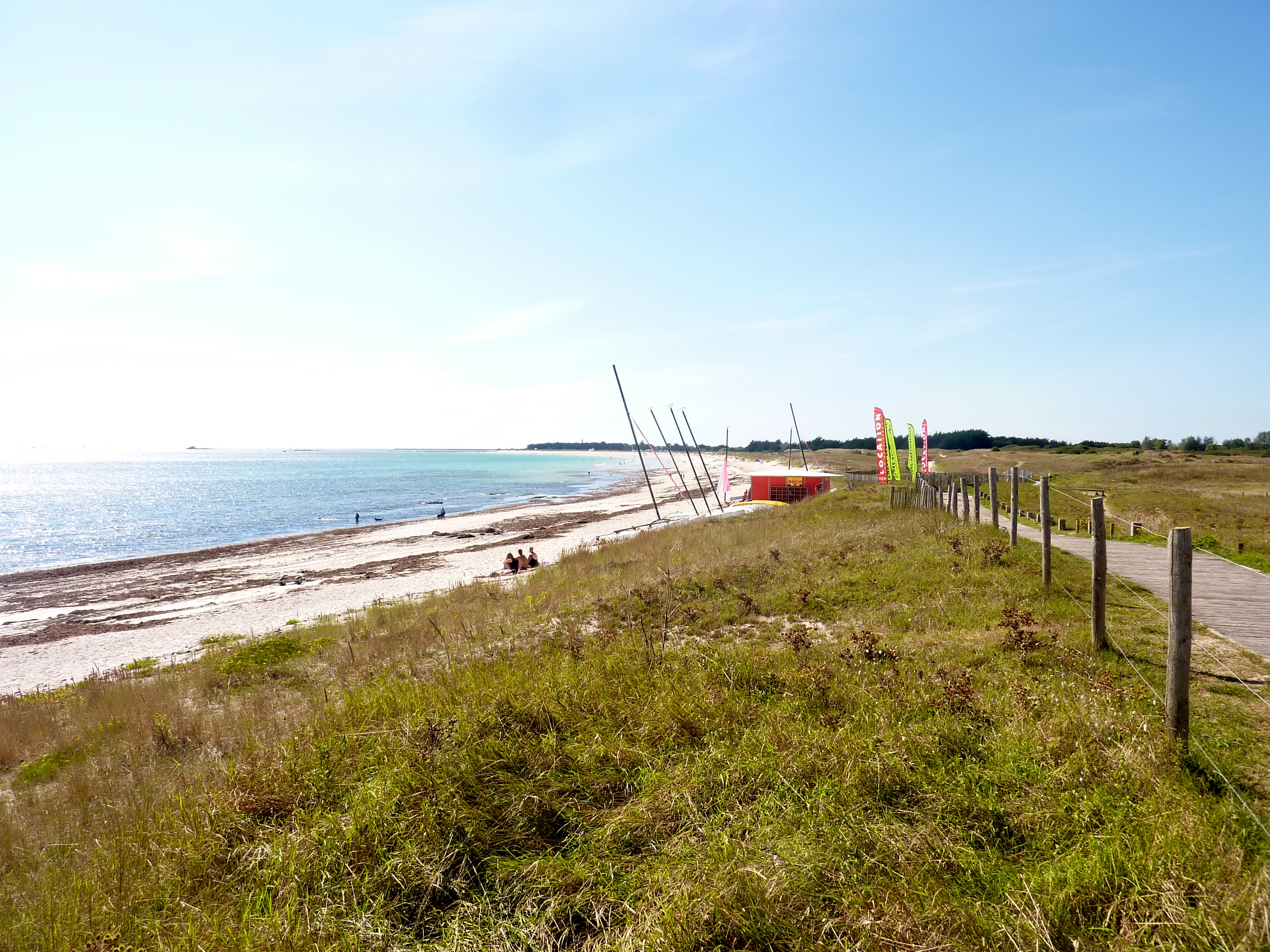
Penmarc'h : la plage et les dunes du Stêr vues en direction de l'ouest ; à droite le sentier de grande randonnée GR 34
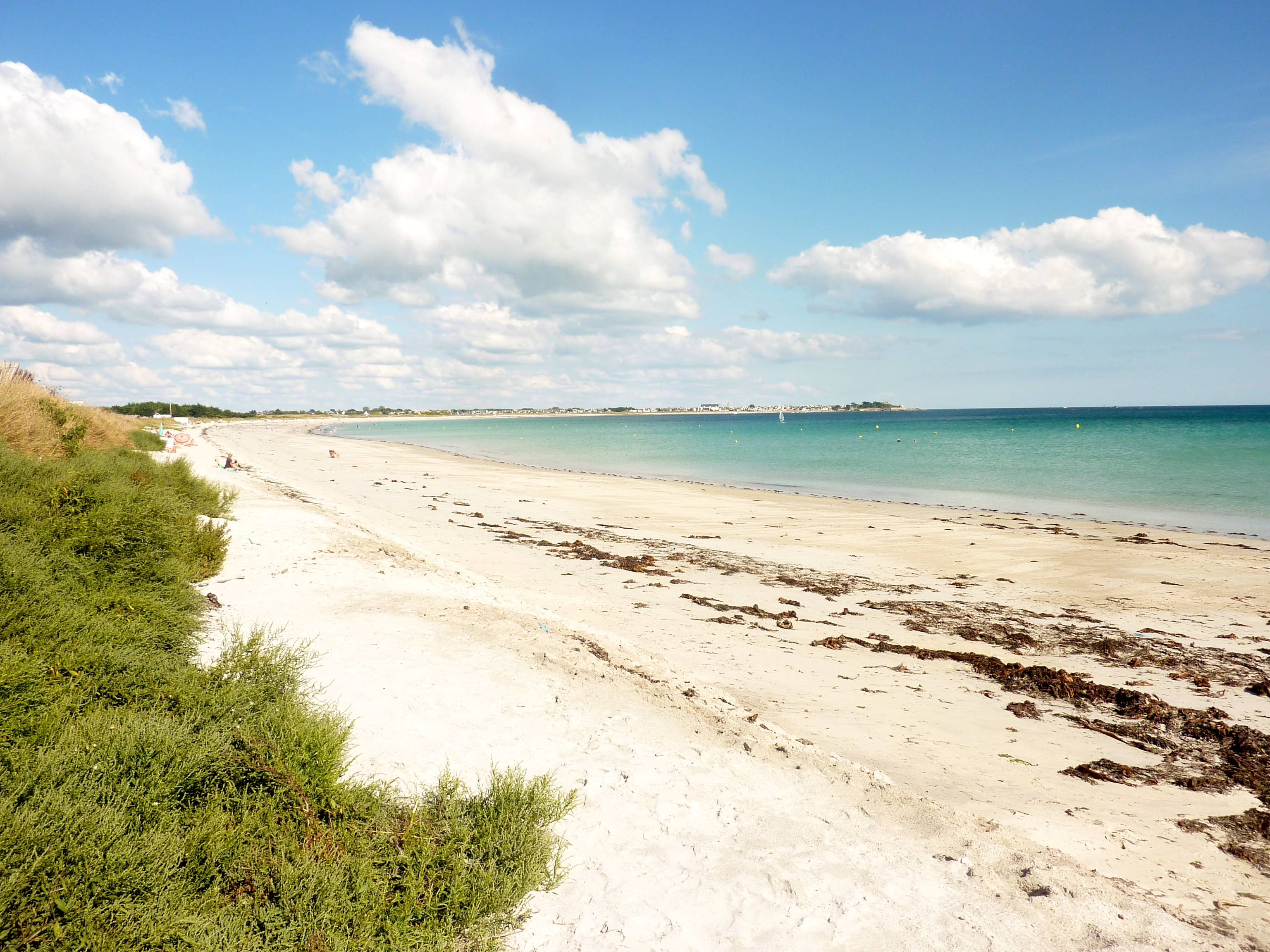
Penmarc'h : la plage du Stêr vue en direction de l'est ; à l'arrière-plan la pointe de Men Meur (en Guilvinec)
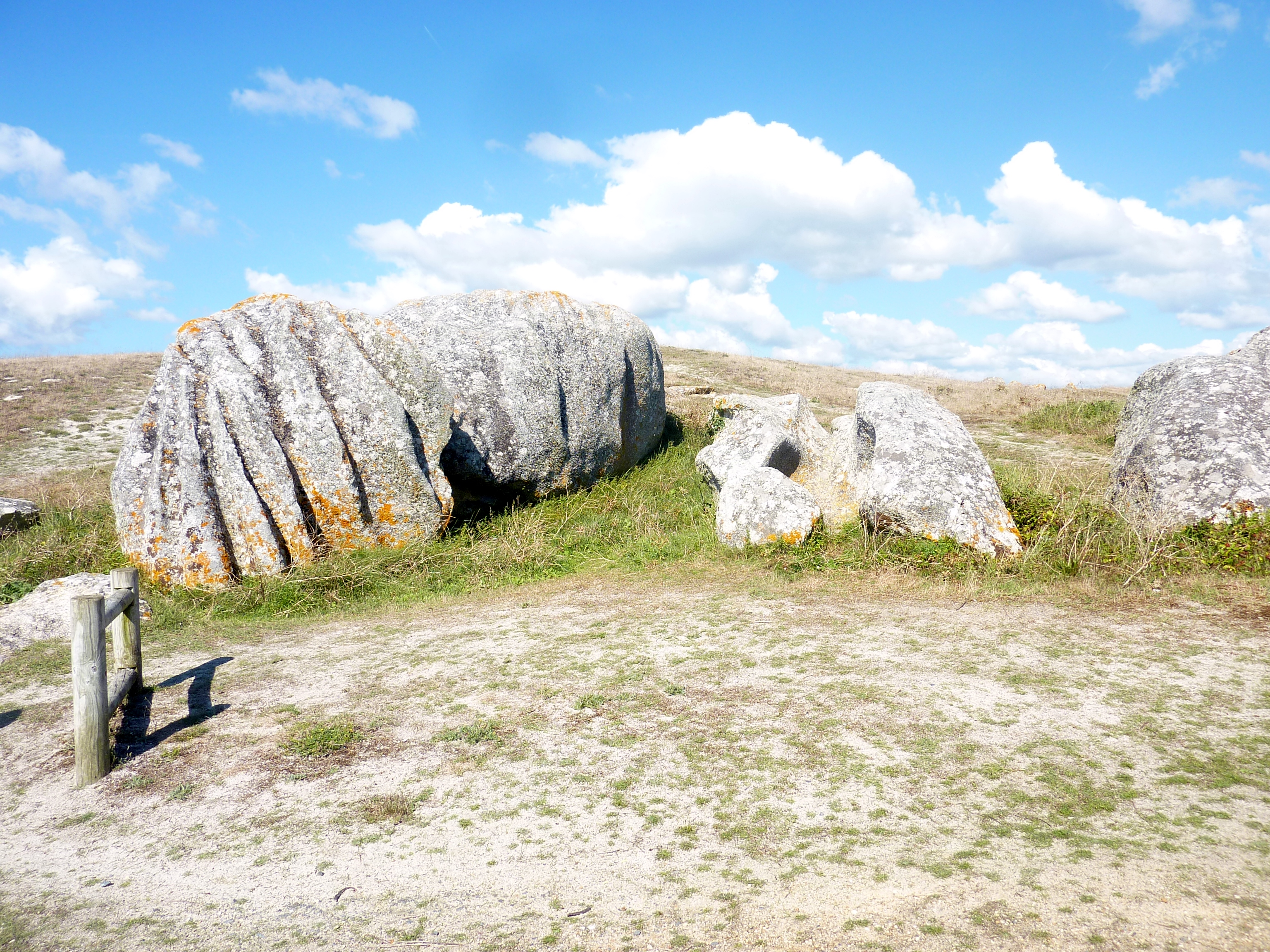
Rochers dans les dunes proches de la plage du Stêr 1
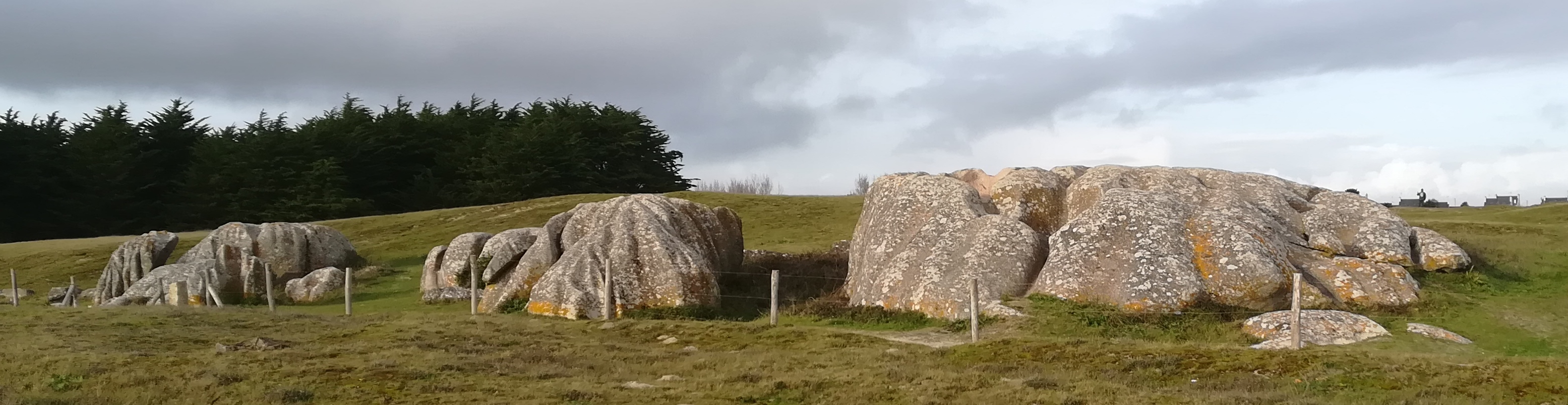
Rochers dans les dunes proches de la plage du Stêr 2
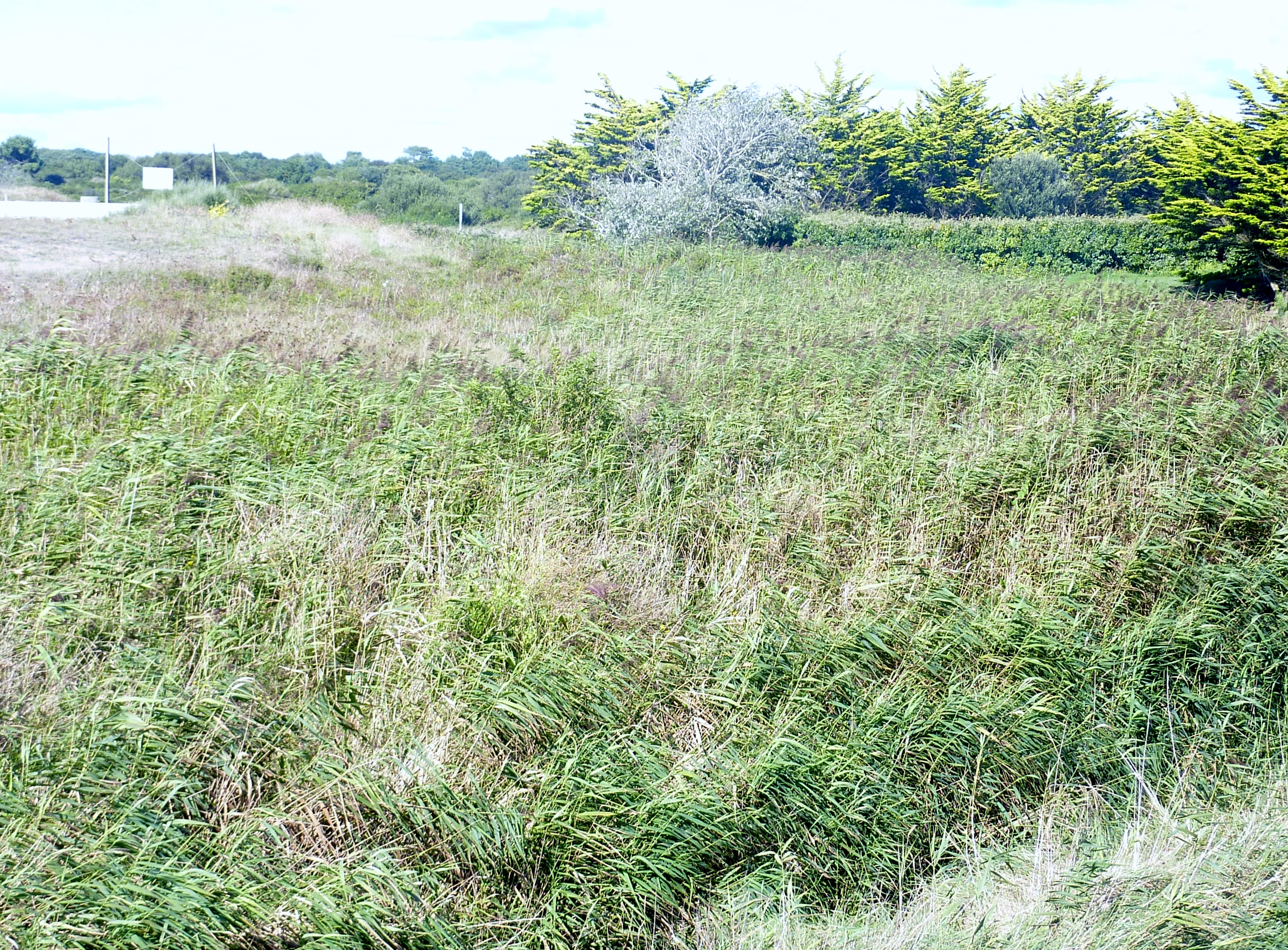
La roselière de la Dour Red (palud situé à la limite communale entre Penmarc'h et Le Guilvinec près de la plage du Stêr)

Devant Penmarc'h, le plateau granitique submergé sert de socle aux "Roches de Penmarc'h", une trentaine de rochers, jamais recouverts par la mer, dont les plus hauts atteignant de 10  à   12 mètres de hauteur, sont les Étocs.
En raison de la configuration du territoire et des vents forts qui y soufflent tout au long de l'année, la végétation est rase sur la commune ; les arbres de quelque importance qui y grandissent adoptent souvent une forme « en drapeau » avant d'être un jour ou l'autre abattus par une tempête.
Henry Reverdy a décrit ainsi Penmarc'h en 1903 :

« Dans les brumes de l'Atlantique, une terre plate, faisant à peine saillie au-dessus du flot, effilochée pour ainsi dire par la tempête. Tout autour de cette pointe avancée, une meute hurlante d'écueils : les Étocs, Poul-Bras, Villers-Bras, Nona, Bassé-Névés, Feloir. Sur ces brisants le flot déferle avec un bruit incessant que domine, à intervalles réguliers, le cri étrange, l'espèce de respiration monstrueuse de l'Anse de la Torche. (...) Sur la terre râpée par la fougue des vents, point d'arbres ; à peine quelques champs de pommes de terre et de vagues pâtures, où l'eau reste stagnante. La végétation est remplacée par une étrange poussée de granite : des clochers, des tours, des ruines. Dans la commune, il y a six églises : Saint-Nonna, Sainte-Thumette, Saint-Pierre, Notre-Dame-de-la-Joie, Saint-Fiacre, Saint-Guénolé ; de nombreuses maisons-fortes du XVe siècle ; deux anciens phares déclassés et le phare le plus puissant de France : Eckmühl. »

Charles Géniaux a écrit pour sa part : « La presqu'île de Penmarc'h, c'est une terre posée comme un radeau trop chargé sur la mer, et, depuis les saints jusqu'aux ivrognes, tous ses habitants doivent être marins afin d'avoir le droit d'y vivre ».

### Tempêtes et raz-de-marée

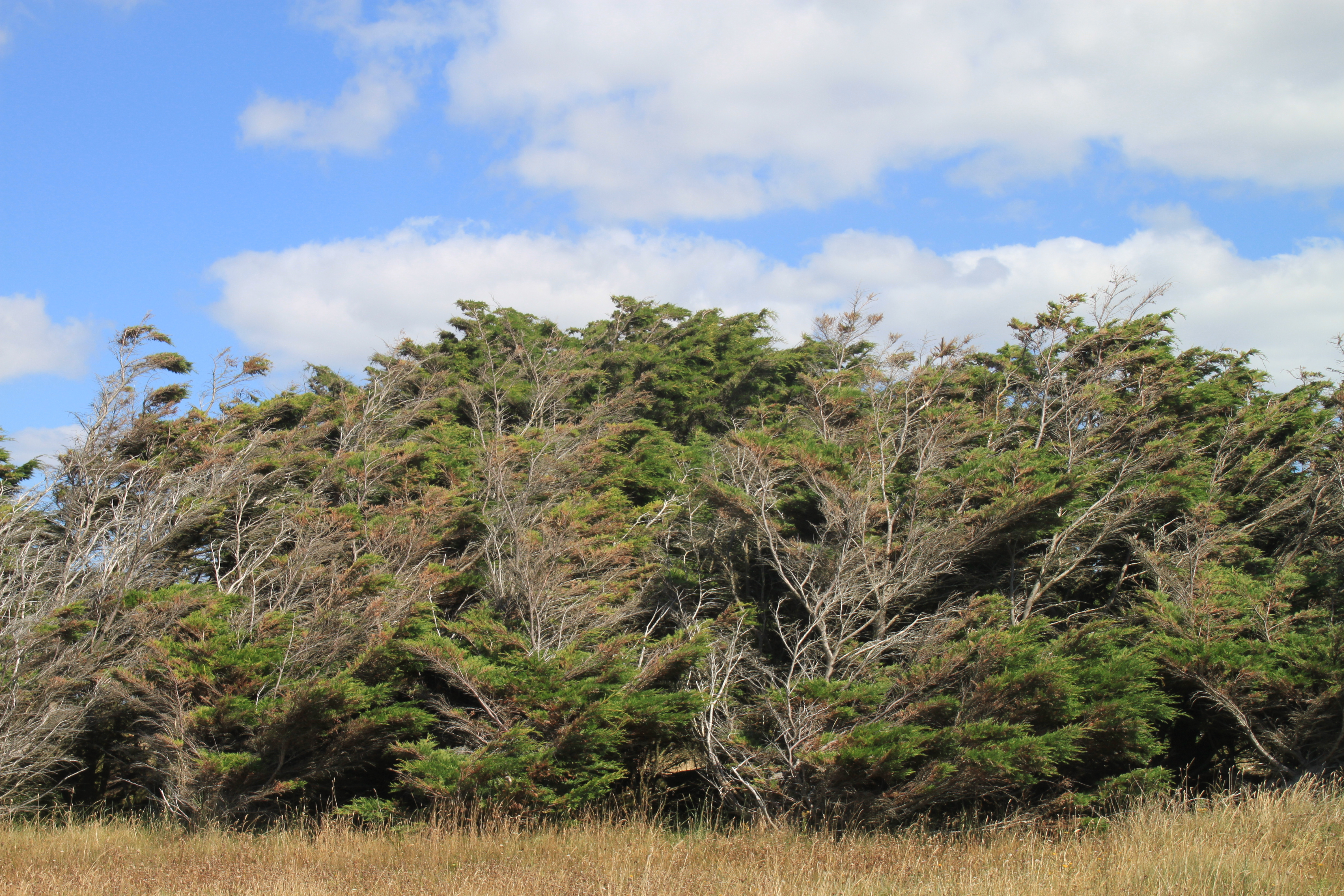
Arbres battus par le vent dans le marais de Lescors.

La situation péninsulaire et la platitude de la commune expliquent qu'elle soit très exposée aux tempêtes (celles du 30 septembre 1912 et du 25 mai 1925 par exemple sont restées célèbres) et aux submersions marines lors des marées à fort coefficient avec fort vent de sud-ouest, dénommées parfois à tort raz-de-marée, particulièrement à Saint-Guénolé et à Saint-Pierre, comme celle du 4 décembre 1896, ou encore celles de 1899, 1900, 1904 et 1924. Par exemple le 11 novembre 1891, un ouragan emporta, au bourg de Penmarch, le toit de l'église Saint-Nonna.
Jacques Cambry a décrit en 1793 une tempête à Penmarc'h :

« J'avois attendu le moment d'une tempête pour me rendre à Penmarck, je fus bien servi par les élémens ; la mer étoit dans un tel état de fureur, que les habitans du pays, accoutumés à ce spectacle, quittoient leurs travaux pour la contempler. (...) D'épais nuages de vapeurs roulent en tourbillon : le ciel et la mer se confondent. Vous n'appercevez dans un sombre brouillard que d'énormes globes d'écume ; ils se lèvent, se brisent, bondissent dans les airs avec un bruit épouvantable ; on croit sentir trembler la terre. (...) Les flots amoncelés menacent de tout engloutir. »

Marcel Proust a décrit la violence de la tempête à Penmarch en 1895 dans son roman Jean Santeuil :

« Et ce fut par un beau soleil attachés ensemble pour offrir quelque résistance au vent, ils montèrent la rue, puis le chemin qui monte vers les rochers, d'où lon peut voir la mer. La violence de tout devenait de plus en plus incroyable. On ne distinguait pas au passage ce qui vous croisait en volant, tant cela volait vite. Sans voir la mer, et à une lieue d'elle on recevait des paquets d'eau dans la figure. Il commençait à pleuvoir et on ne recevait pas de pluie qui au lieu de tomber était emportée par le vent. Ils arrivèrent en haut de l'éminence, quand, tout à coup, ils entrèrent dans le royaume du vent dont ces collines défendaient l'entrée, et ils durent y entrer malgré eux à genoux, car sa force n'avait pas encore été éprouvée et à laquelle ils ne s'attendaient pas, les souleva de terre et les jeta quelque spas plus loin, prosternés, accrochés des pieds et des mains au sol pour s'y retenir, n'osant pas relever la tête pour ne pas être étouffés. »

— Marcel Proust, Jean Santeuil
- Les raz-de-marée des nuits du 1er au 2 février 1904 et du 8 au 9 janvier 1924 à Saint-Guénolé :

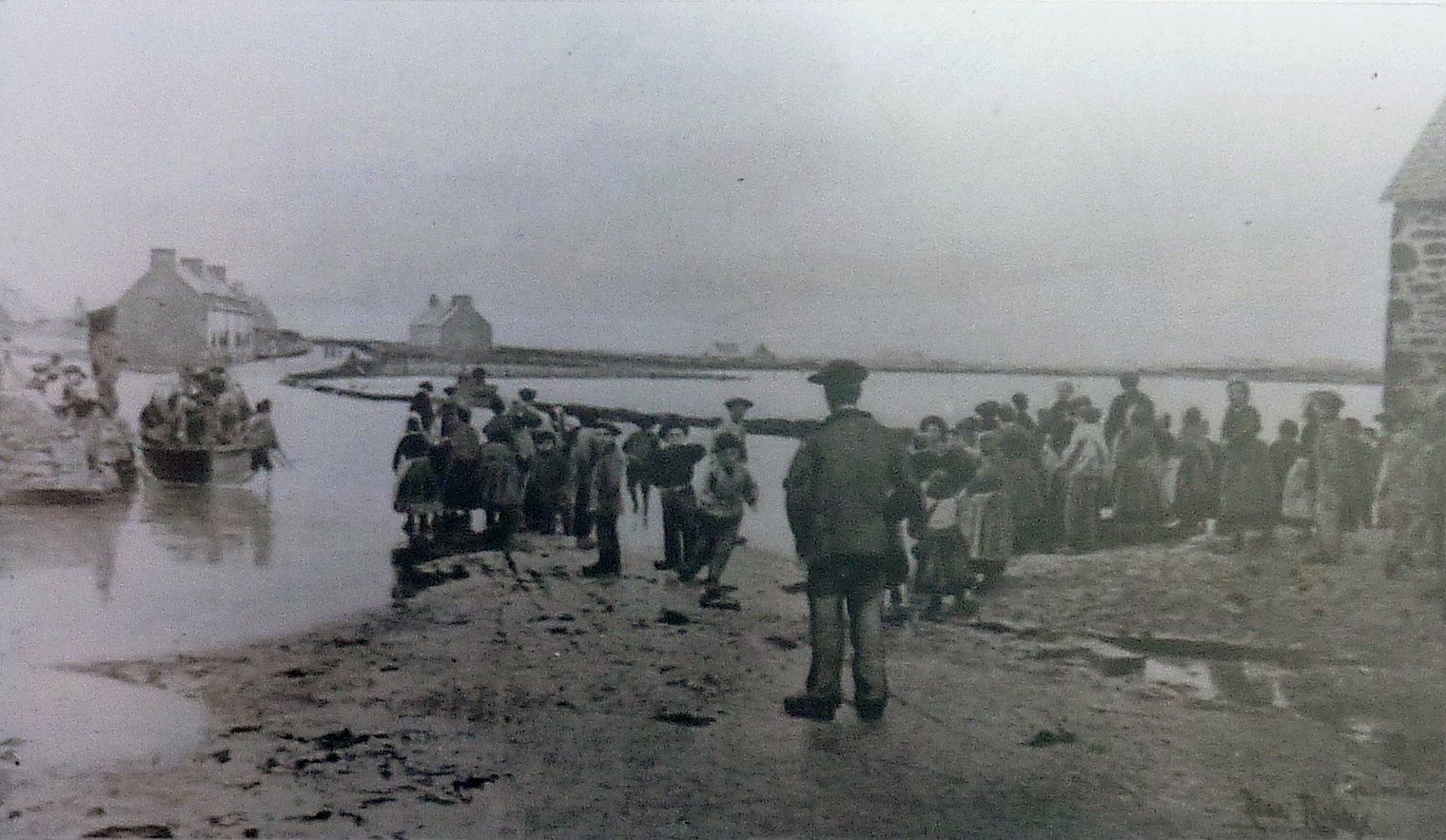
Saint-Guénolé : le raz-de-marée de la nuit du 8 au 9 janvier 1924, route et champs envahis par la mer
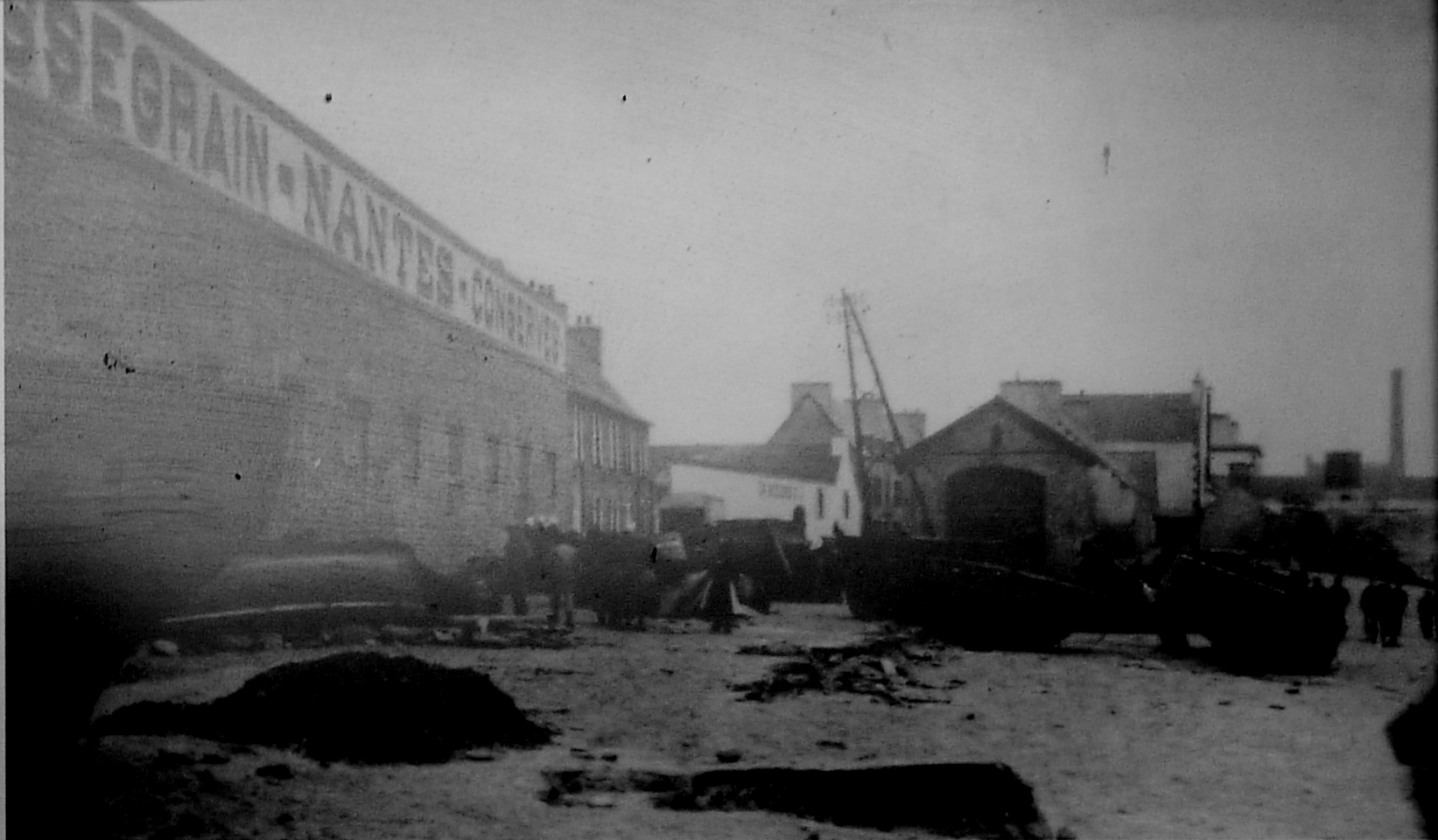
Saint-Guénolé : le raz-de-marée de la nuit du 8 au 9 janvier 1924, bateaux déportés sur le quai près de l'usine Cassegrain 1
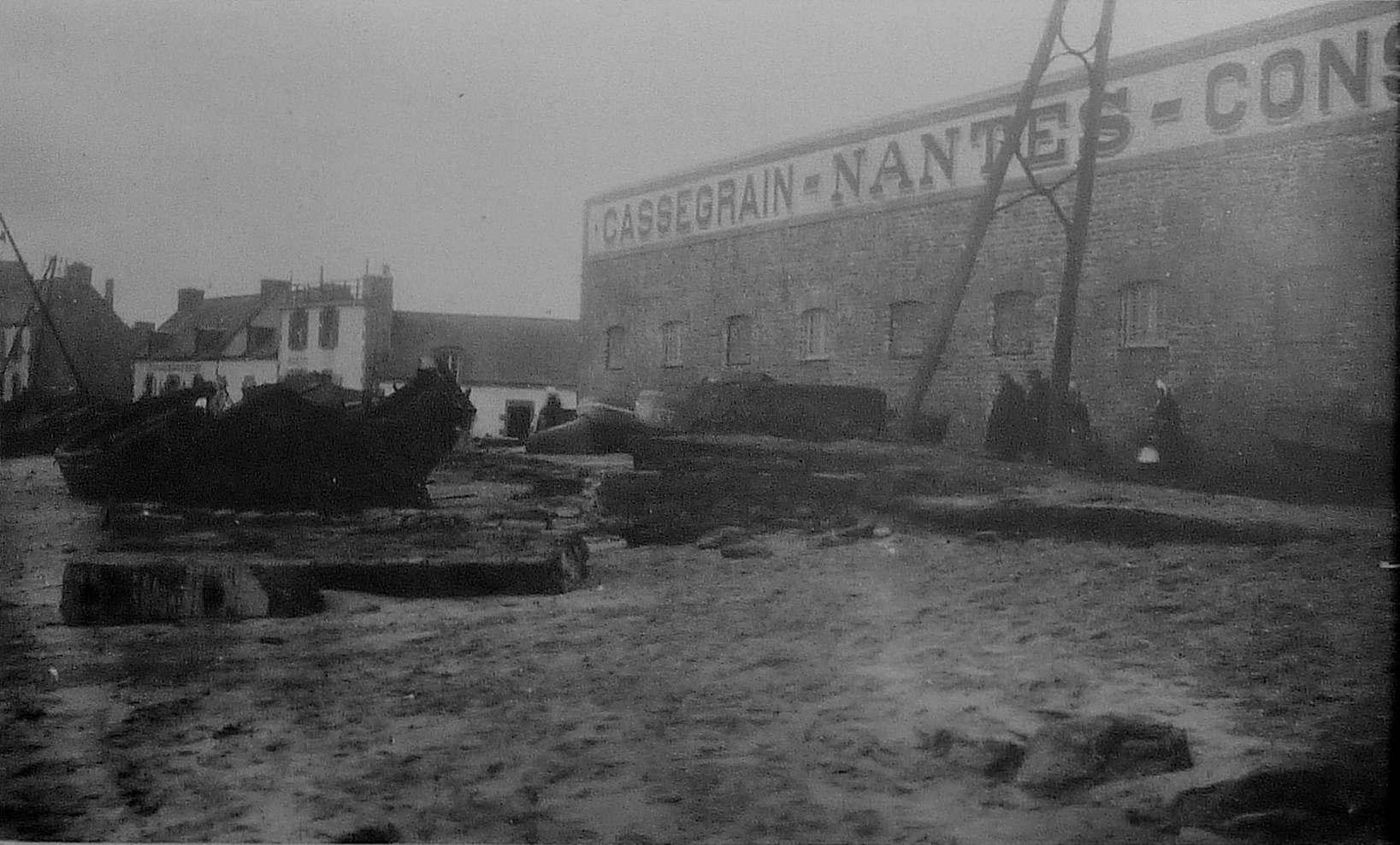
Saint-Guénolé : le raz-de-marée de la nuit du 8 au 9 janvier 1924, bateaux déportés sur le quai près de l'usine Cassegrain 2
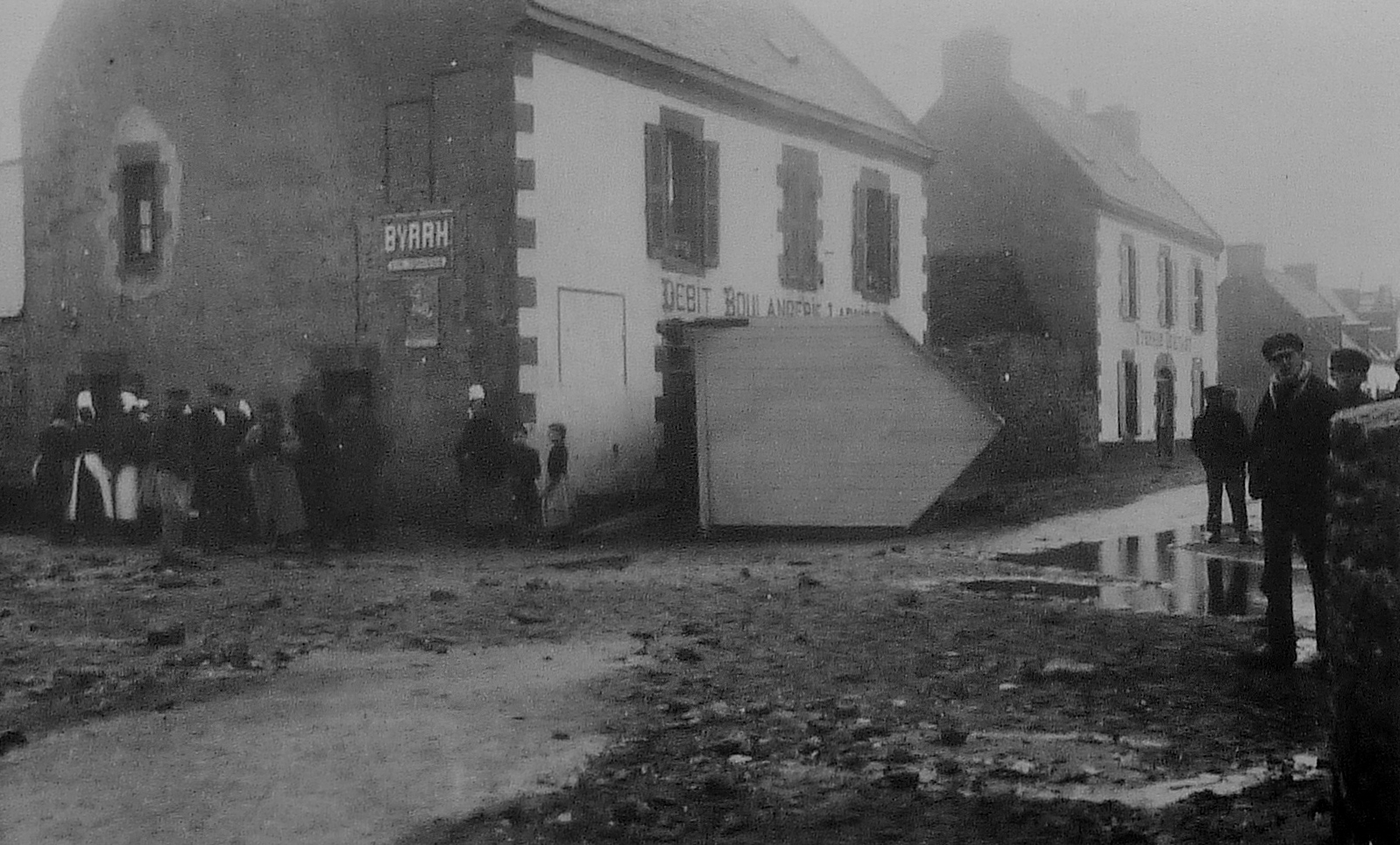
Saint-Guénolé : le raz-de-marée de la nuit du 8 au 9 janvier 1924, cabane renversée dans une rue inondée
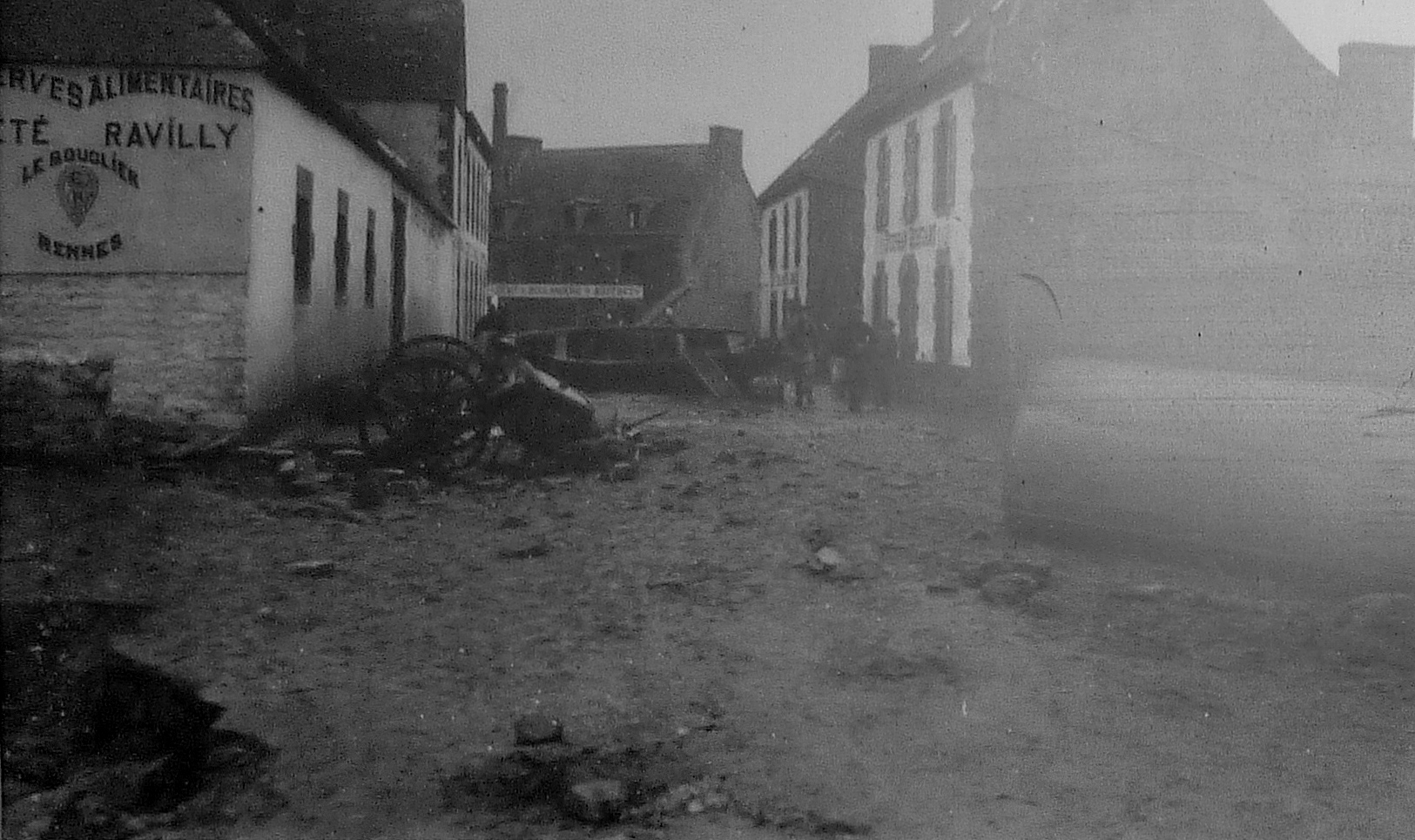
Saint-Guénolé : le raz-de-marée de la nuit du 8 au 9 janvier 1924, galets et objets divers encombrant la rue après l'inondation
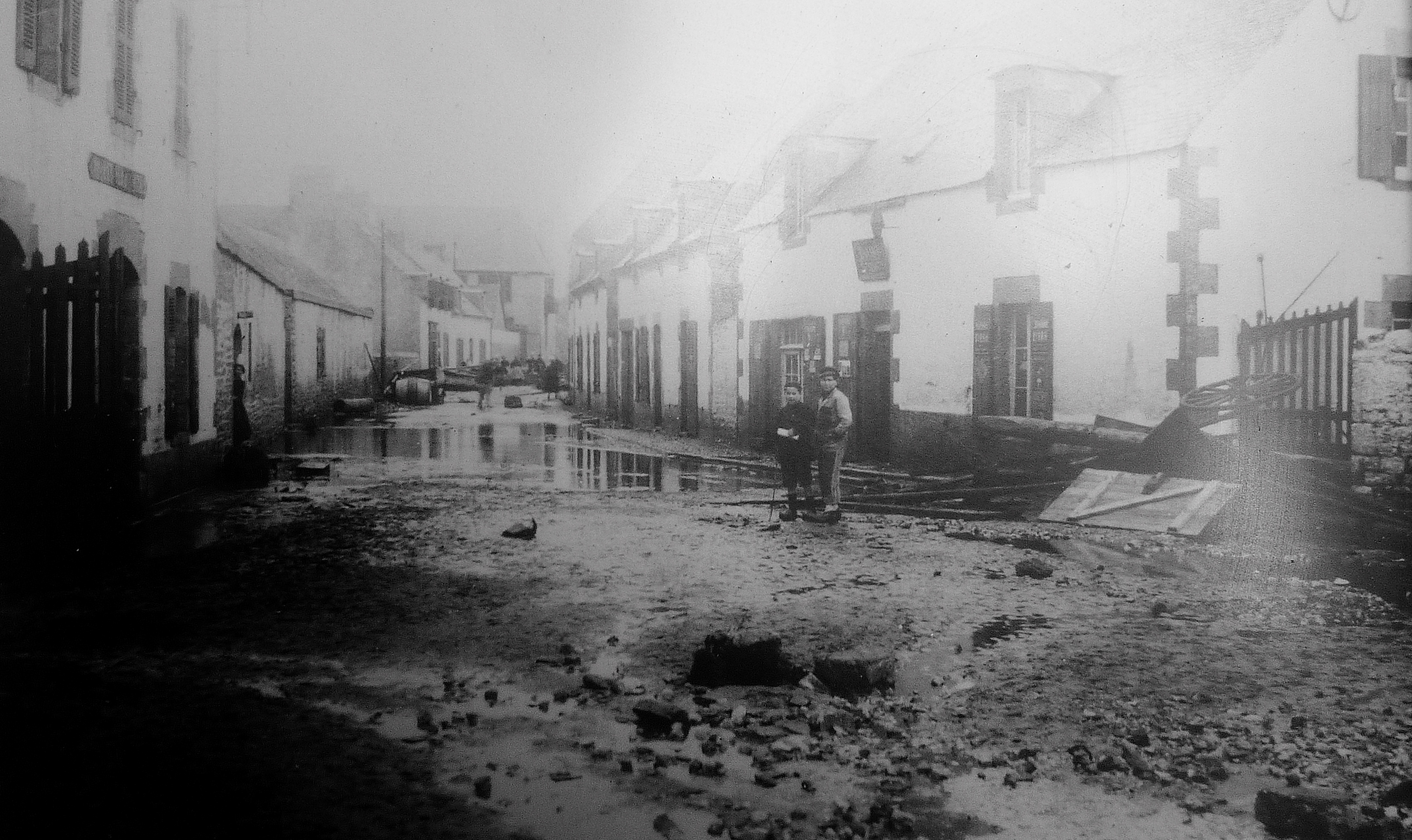
Saint-Guénolé : une rue après le raz-de-marée de la nuit du 8 au 9 janvier 1924

Le journal La Dépêche de Brest décrit ainsi le raz-de-marée de 1904 : « Le raz de marée a causé surtout des dégâts à Saint-Guénolé (...). La mer a en effet tout submergé, les maisons et les champs, sur une étendue de plusieurs kilomètres. Les usines ont été ravagées. Les maisons ont eu leurs portes et fenêtres brisées, ont été envahies par la mer. Les barques de pêche ont été transportées sur les routes, lesquelles transformées en torrents sont complètement défoncées. (...). Toutes les récoltes en terre sont perdues et plusieurs hectares de terres cultivables ne pourront être utilisées avant quatre ans à cause des éléments salins qui y ont été déposés ».
L'hebdomadaire Le Courrier du Finistère écrit quant à lui :

« C'est vers trois heures du matin environ que la mer s'est précipitée, avec un fracas épouvantable, sur la terre, emportant tout ce qui s'opposait à son passage, inondant les maisons, les routes et les champs, et les couvrant de sable et de gravier jusqu'à deux kilomètres de la côte. À Saint-Pierre, cinq bateaux de pêche ont été lancés à plus de cent mètres de leur point d'attache et brisés. Toutes les maisons de ce village ont eu plus ou moins à souffrir. À Saint-Guénolé, le désastre n'a pas été moins grand. De nombreux murs ont été démolis, d'énormes blocs de rochers ont été transportés comme des fêtus. Les usines Clergeau, Tirlot et Frocher ont subi des dégâts considérables tant dans leurs constructions que dans les diverses fournitures qu'elles contenaient. »

Cette tempête ne fit toutefois qu'un seul mort à Penmarc'h : un jeune homme de 17 ans, Michel Cornec, à Saint-Guénolé.
- La tempête du 1er janvier 2014 à Saint-Guénolé :

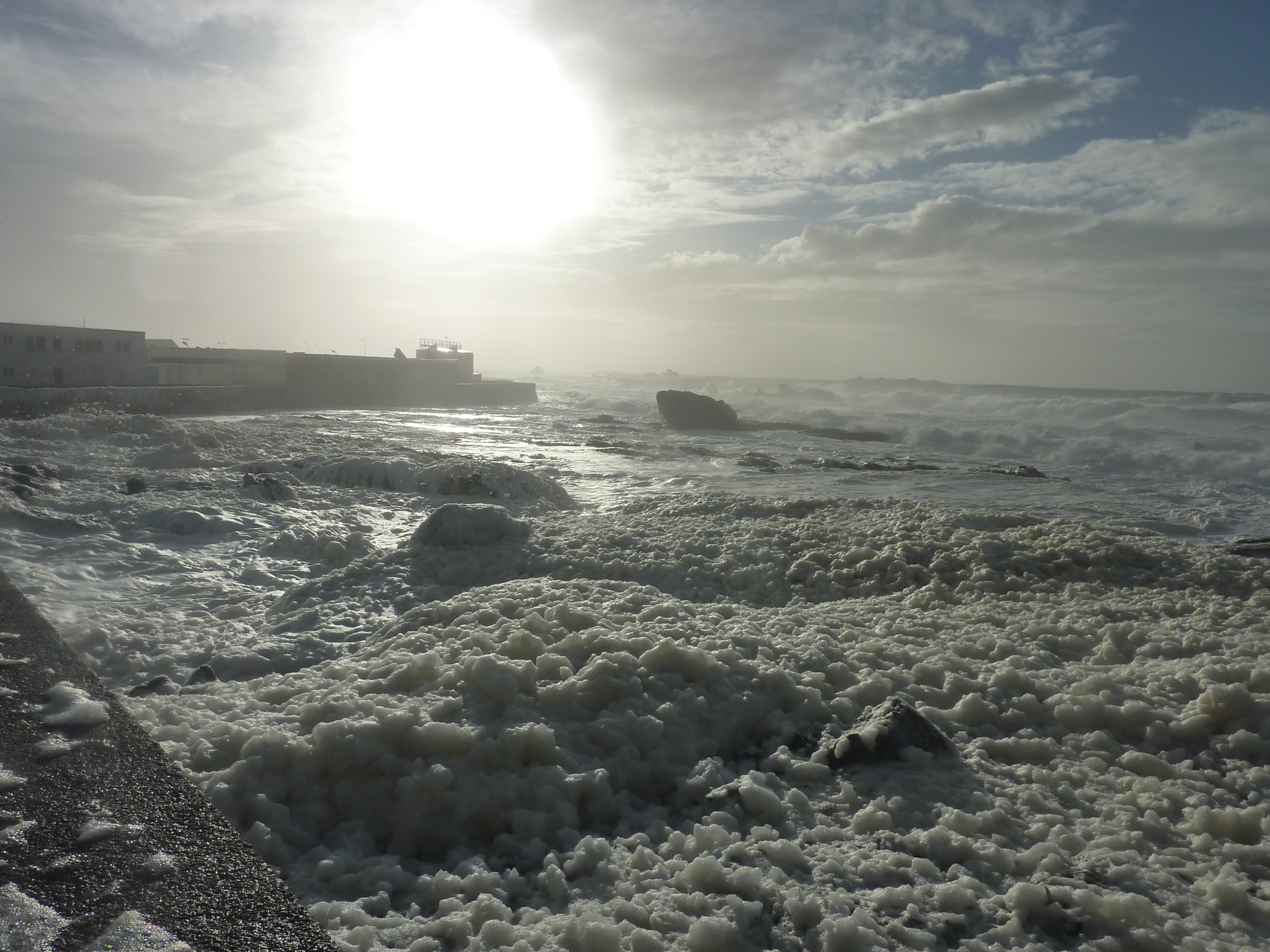
La tempête du 1er janvier 2014 à Saint-Guénolé 1
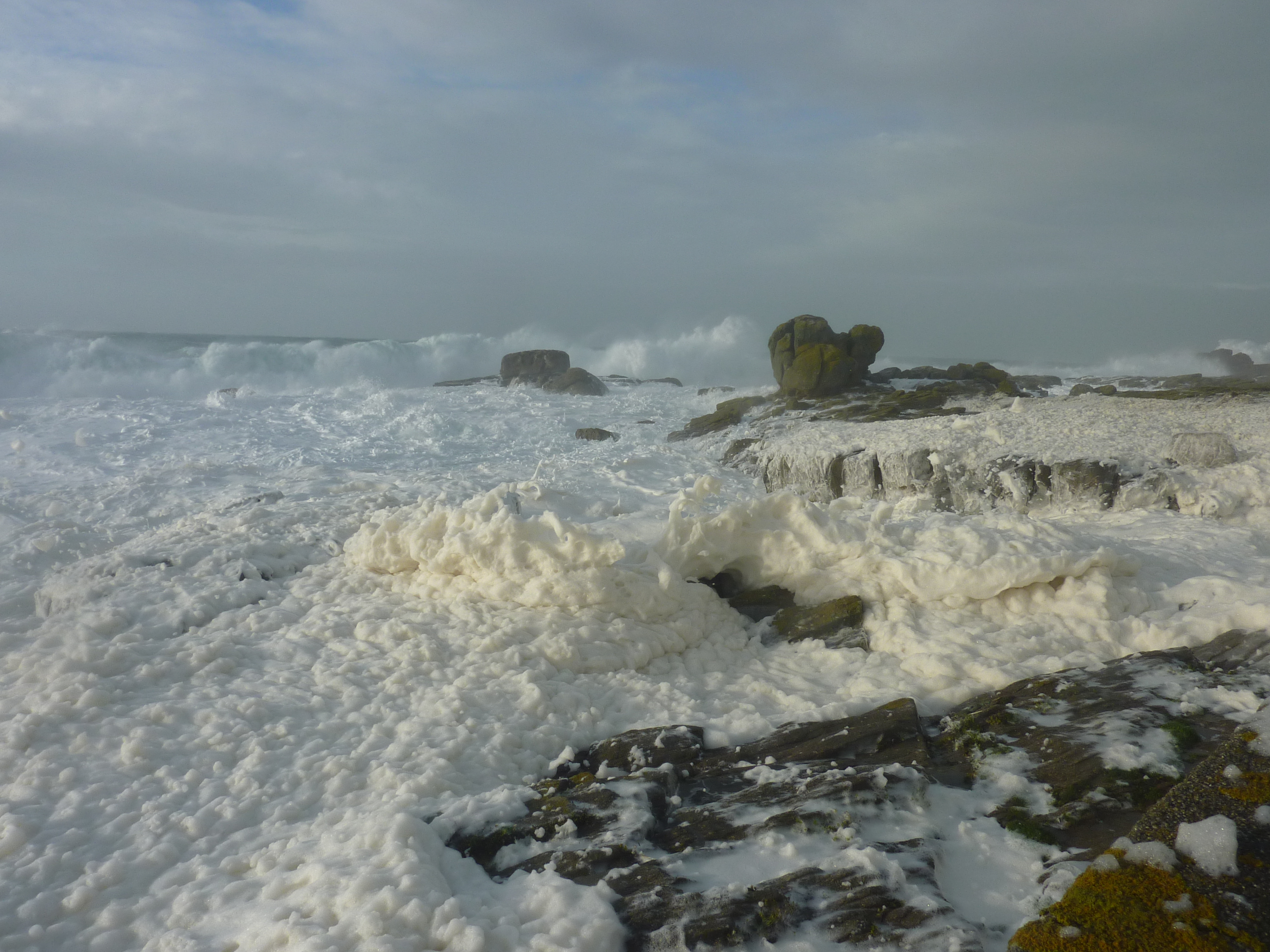
La tempête du 1er janvier 2014 à Saint-Guénolé 2
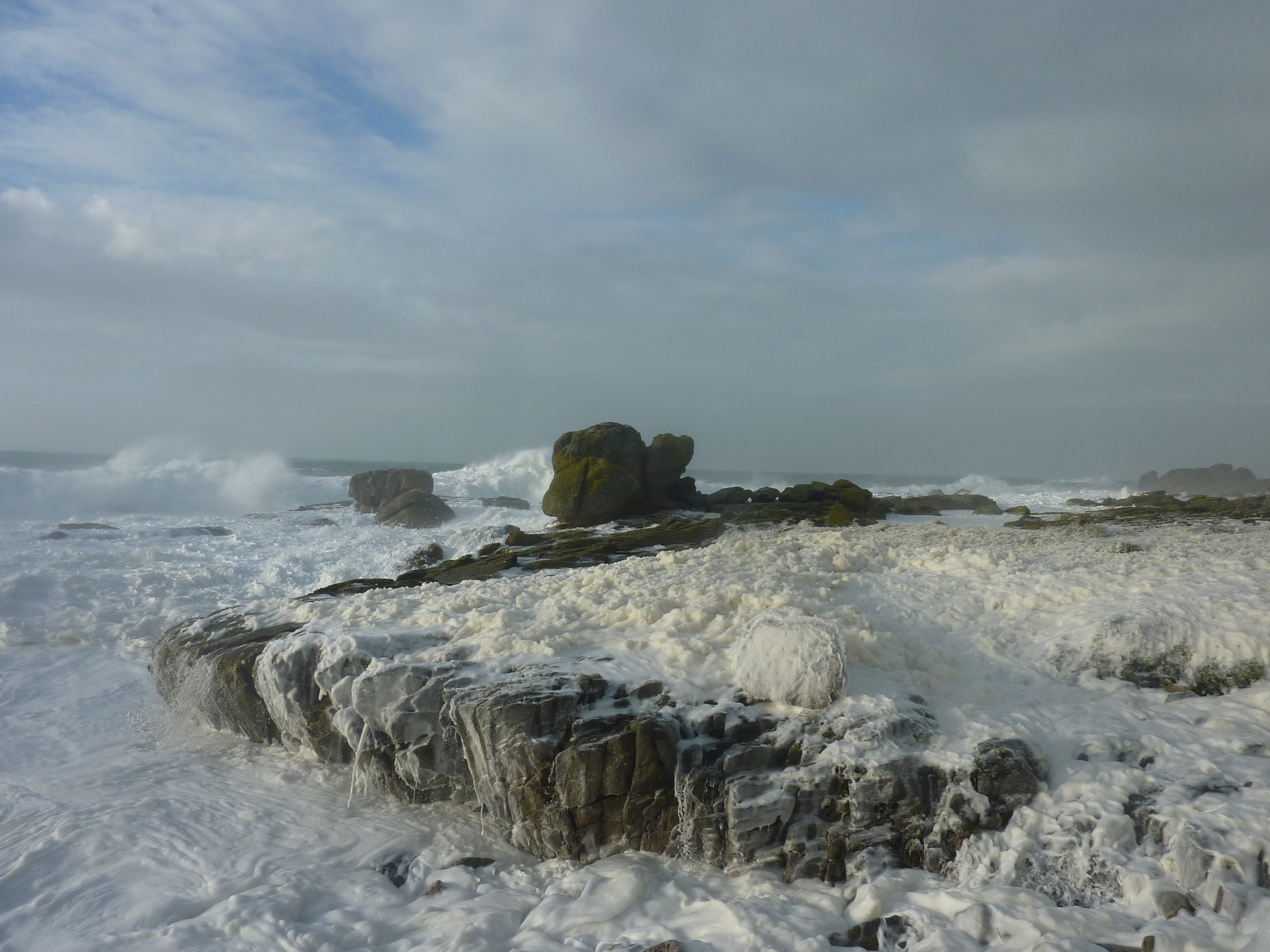
La tempête du 1er janvier 2014 à Saint-Guénolé 3
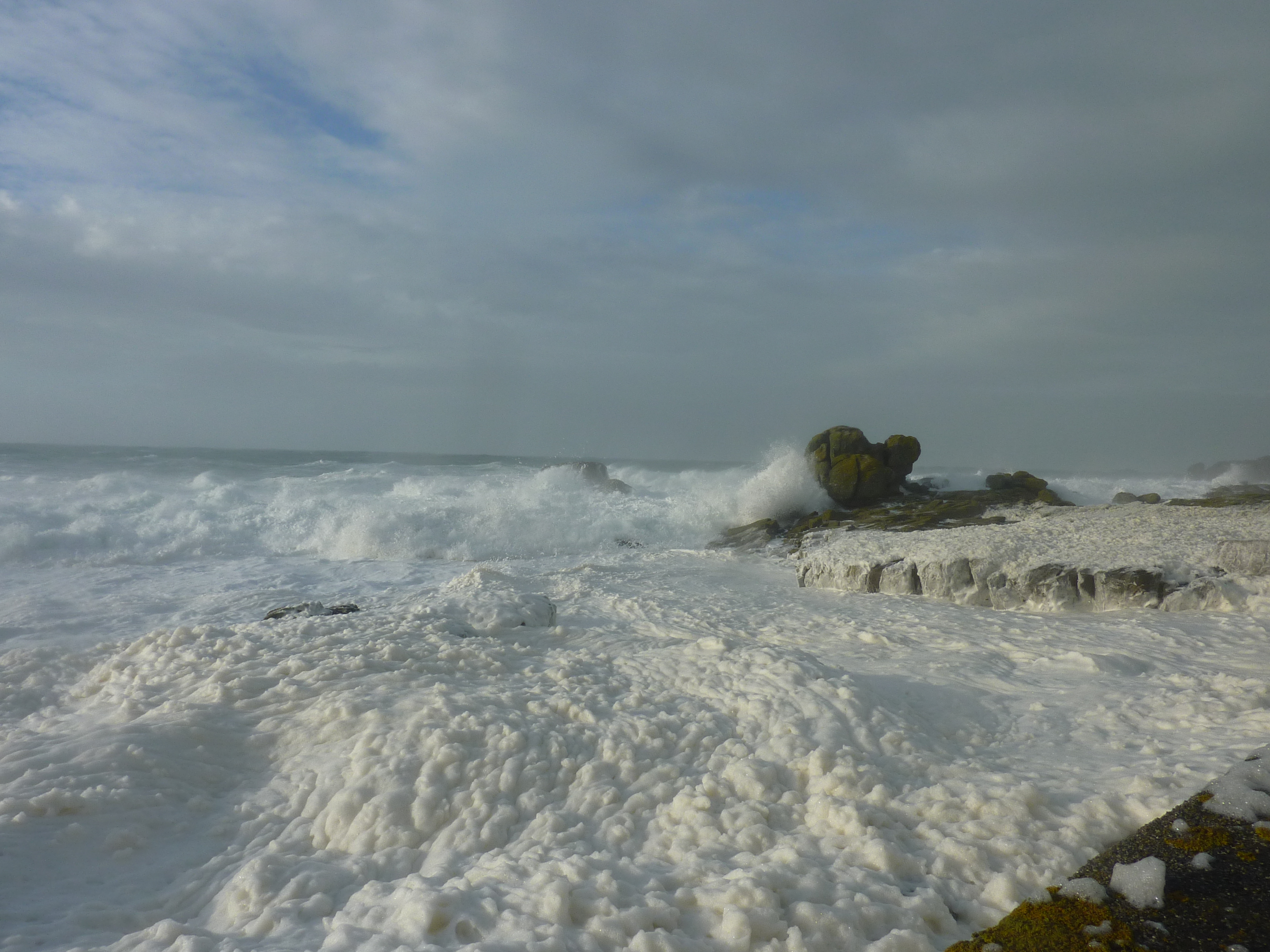
La tempête du 1er janvier 2014 à Saint-Guénolé 4
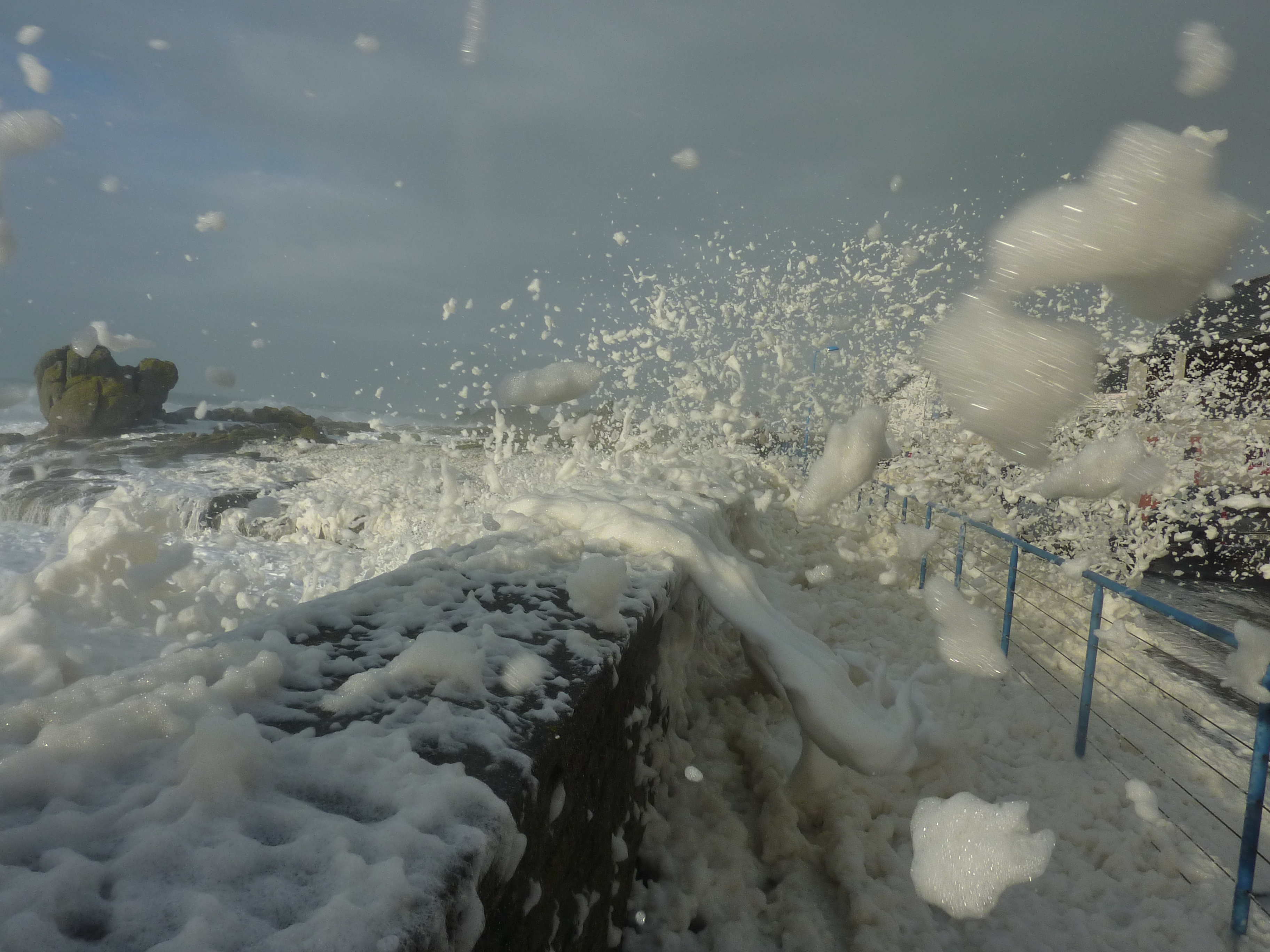
La tempête du 1er janvier 2014 à Saint-Guénolé 5
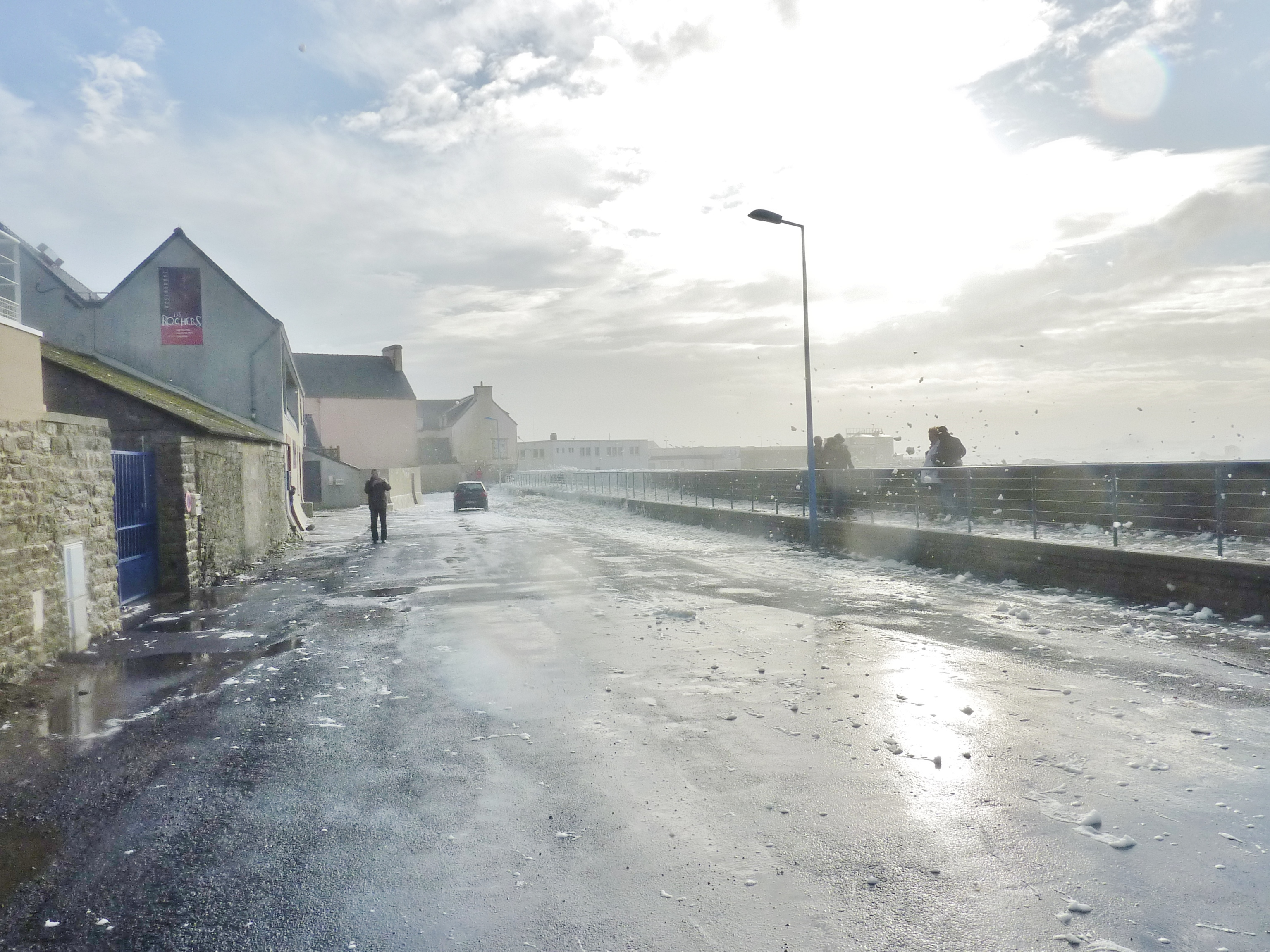
La tempête du 1er janvier 2014 à Saint-Guénolé 6
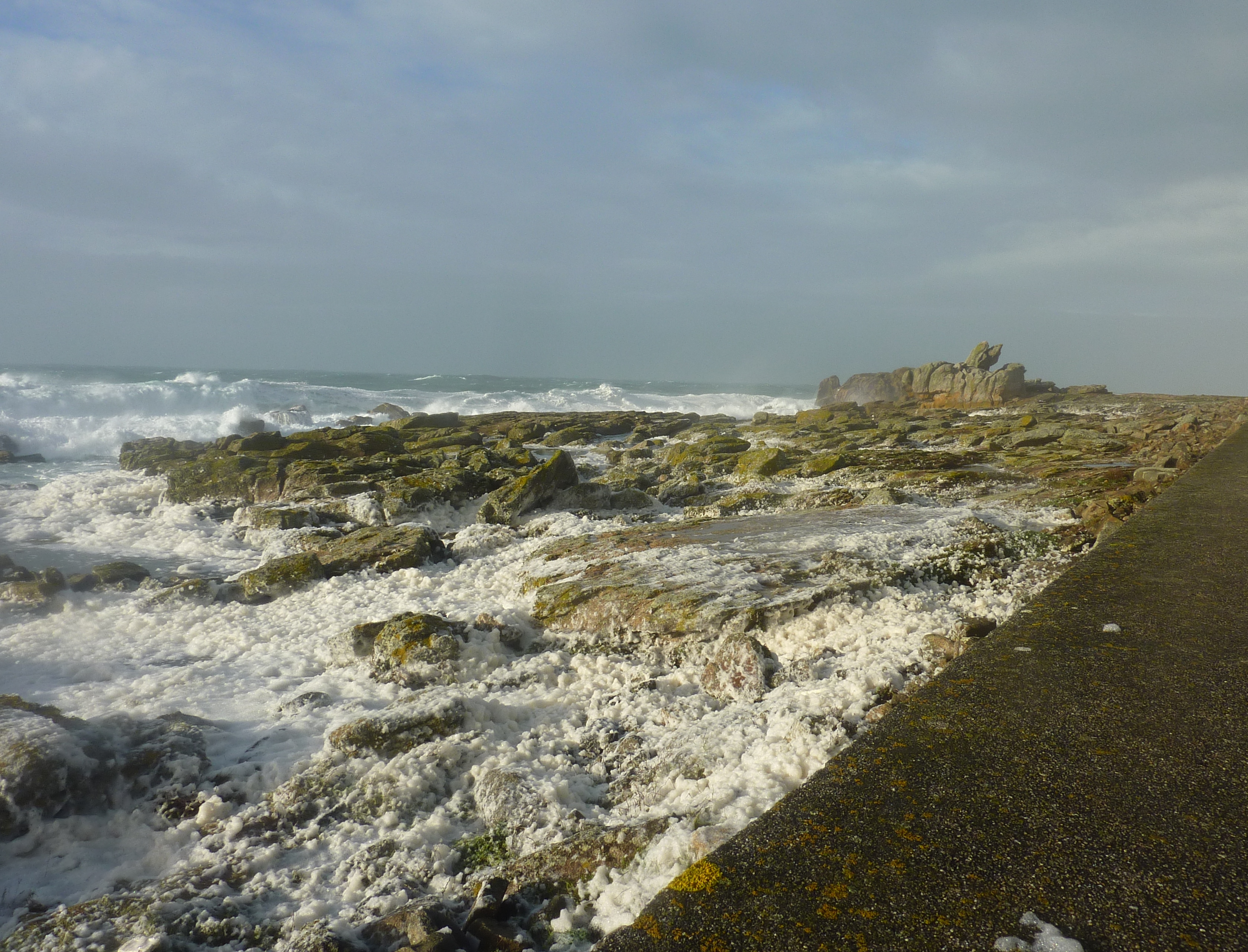
La tempête du 1er janvier 2014 à Saint-Guénolé 7

- La tempête du 5 février 2014 à Saint-Guénolé :

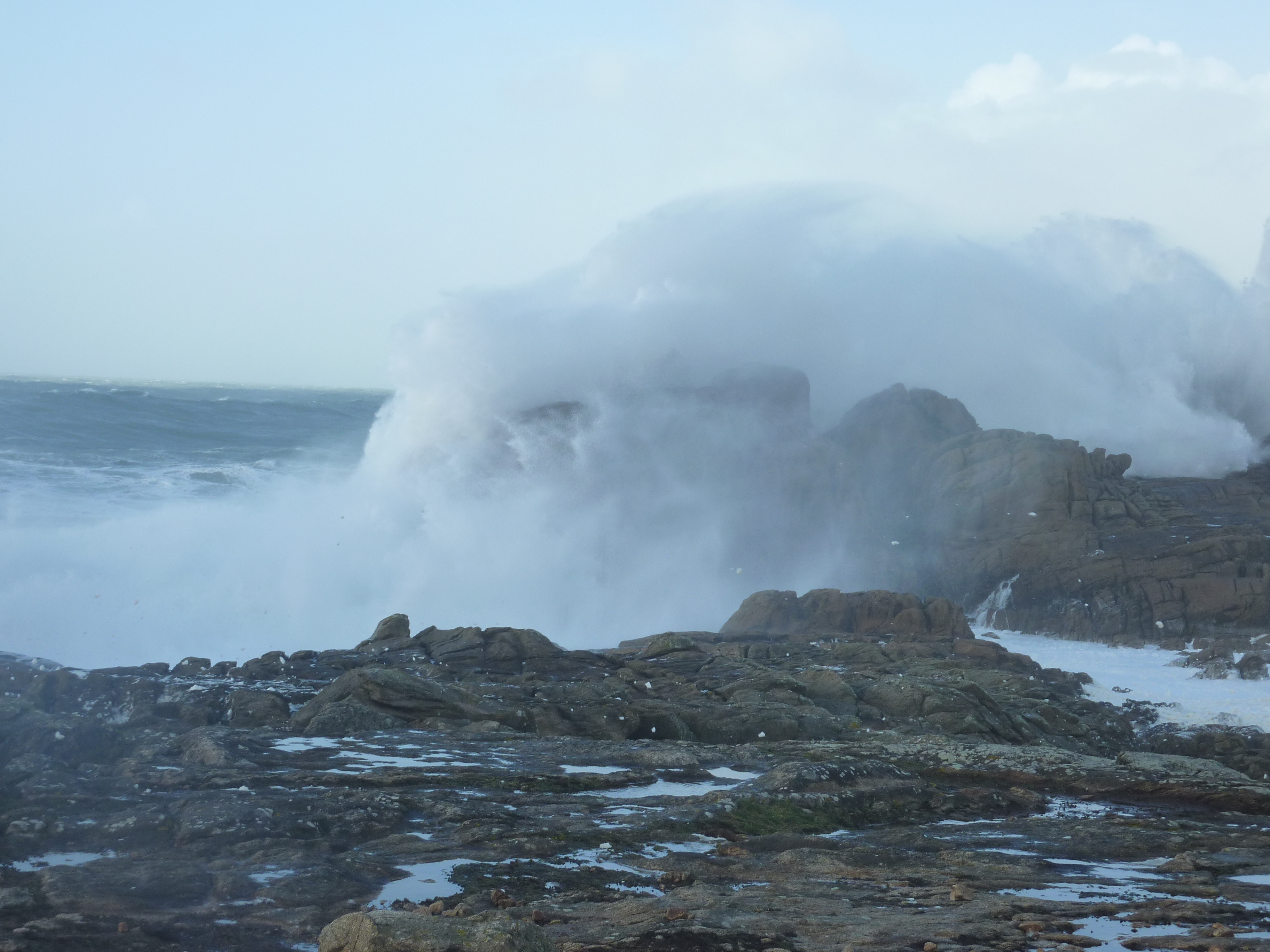
La tempête du 5 février 2014 à Saint-Guénolé : vagues dans les rochers de Saint-Guénolé 1
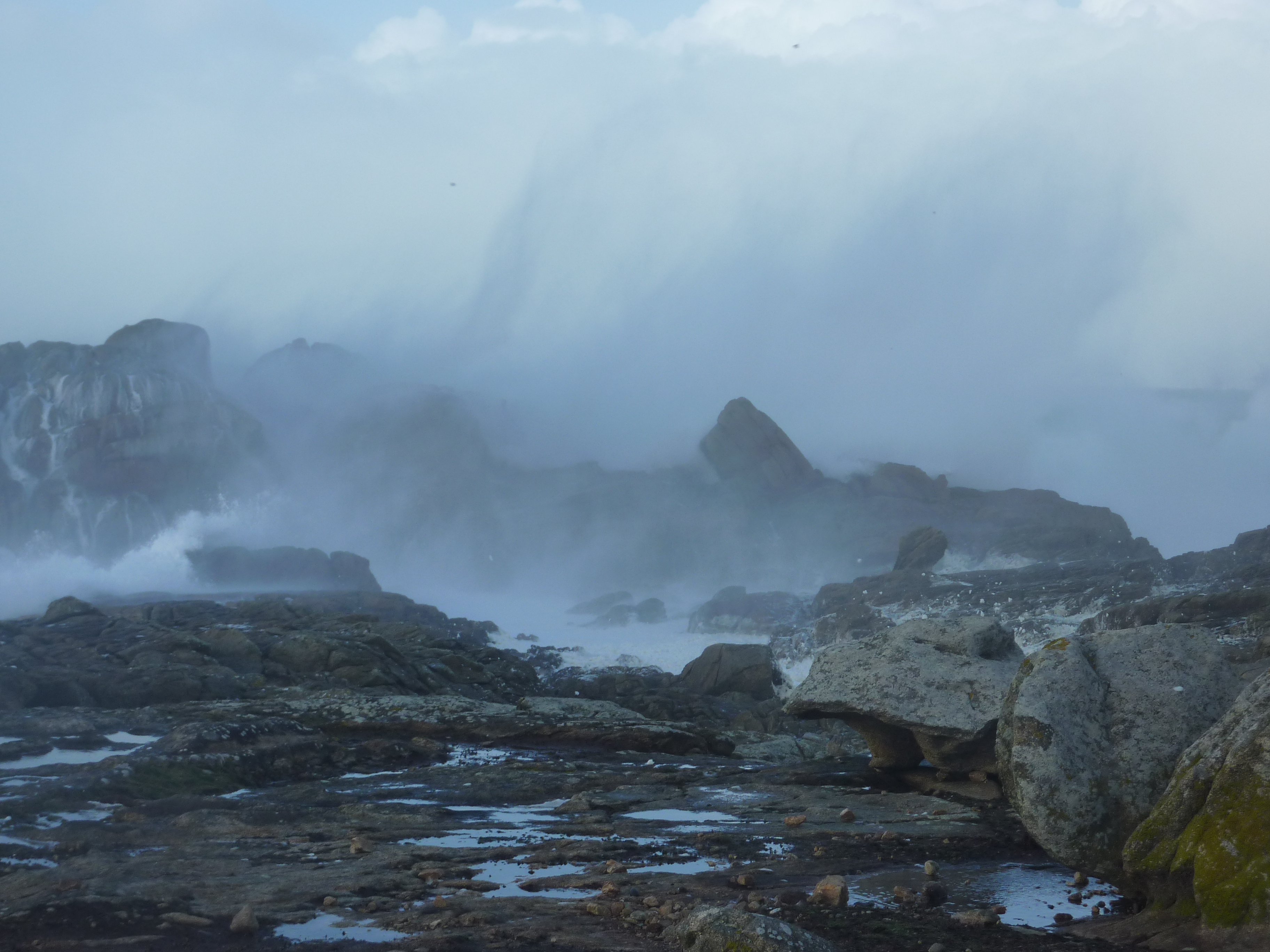
La tempête du 5 février 2014 à Saint-Guénolé : vagues dans les rochers de Saint-Guénolé 2
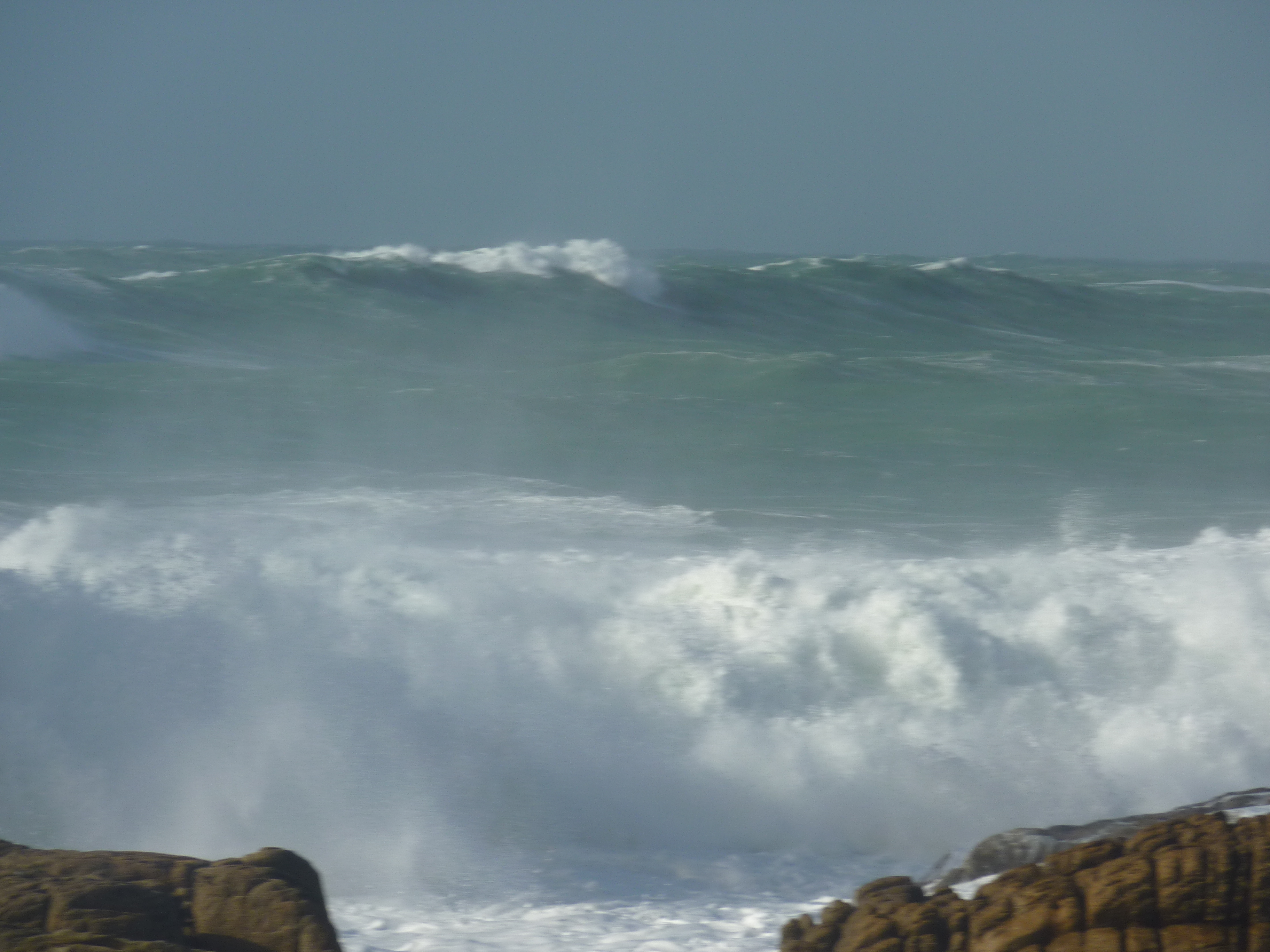
La tempête du 5 février 2014 à Saint-Guénolé : vagues dans les rochers de Saint-Guénolé 3
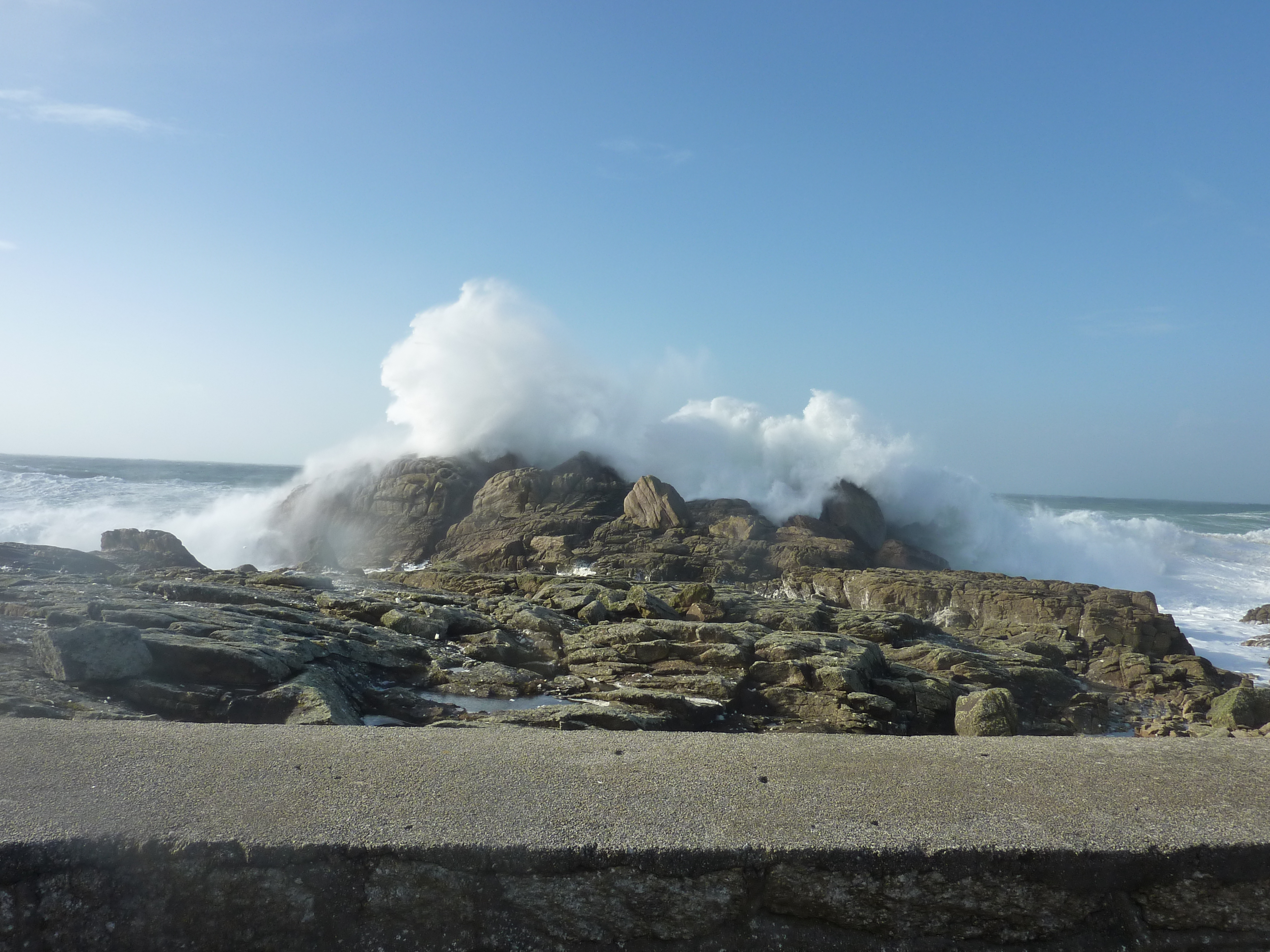
La tempête du 5 février 2014 à Saint-Guénolé : vagues dans les rochers de Saint-Guénolé 4
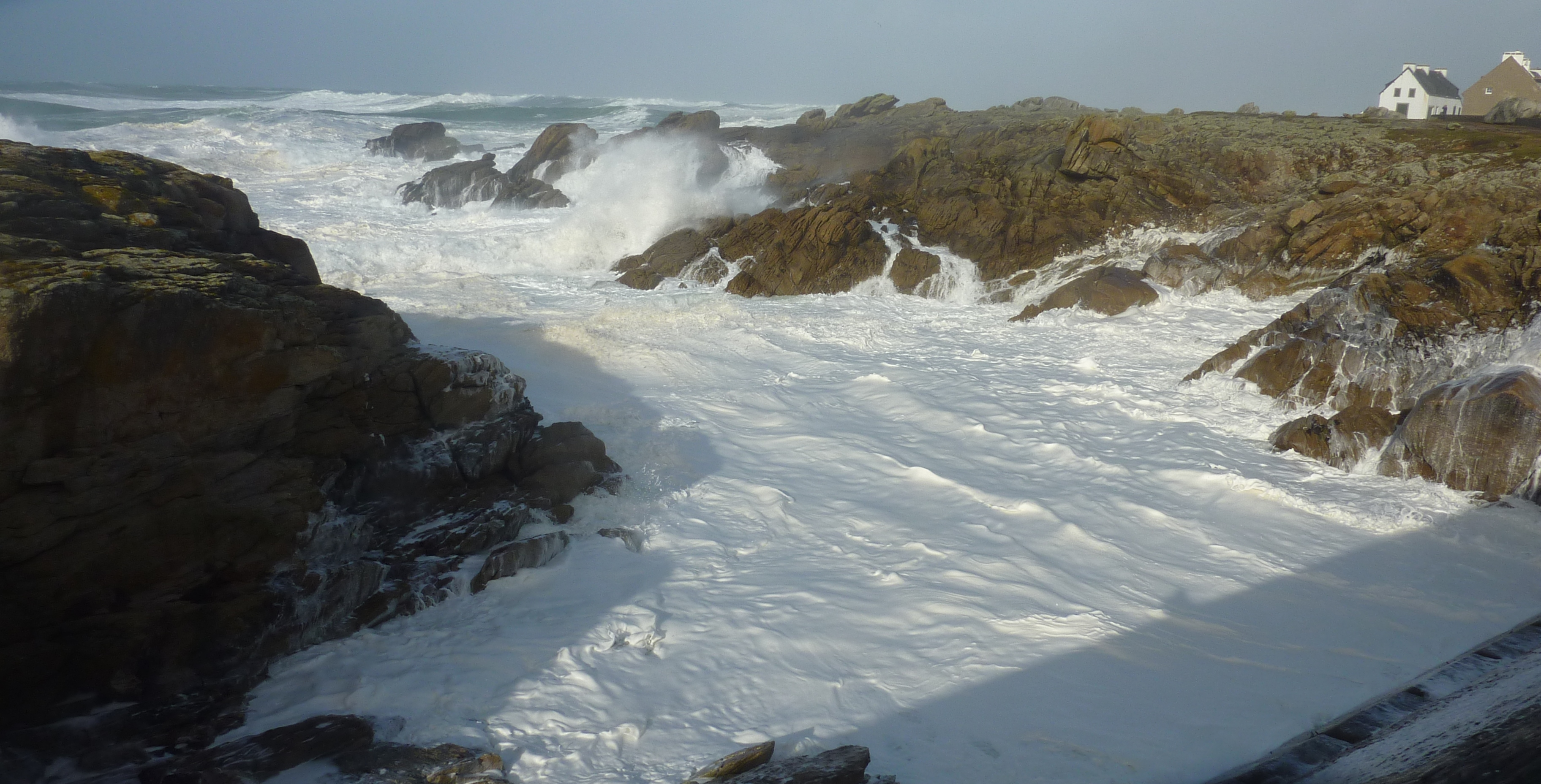
La tempête du 5 février 2014 à Saint-Guénolé : la mer recouverte d'écume de mer face à Basse Poulbriat
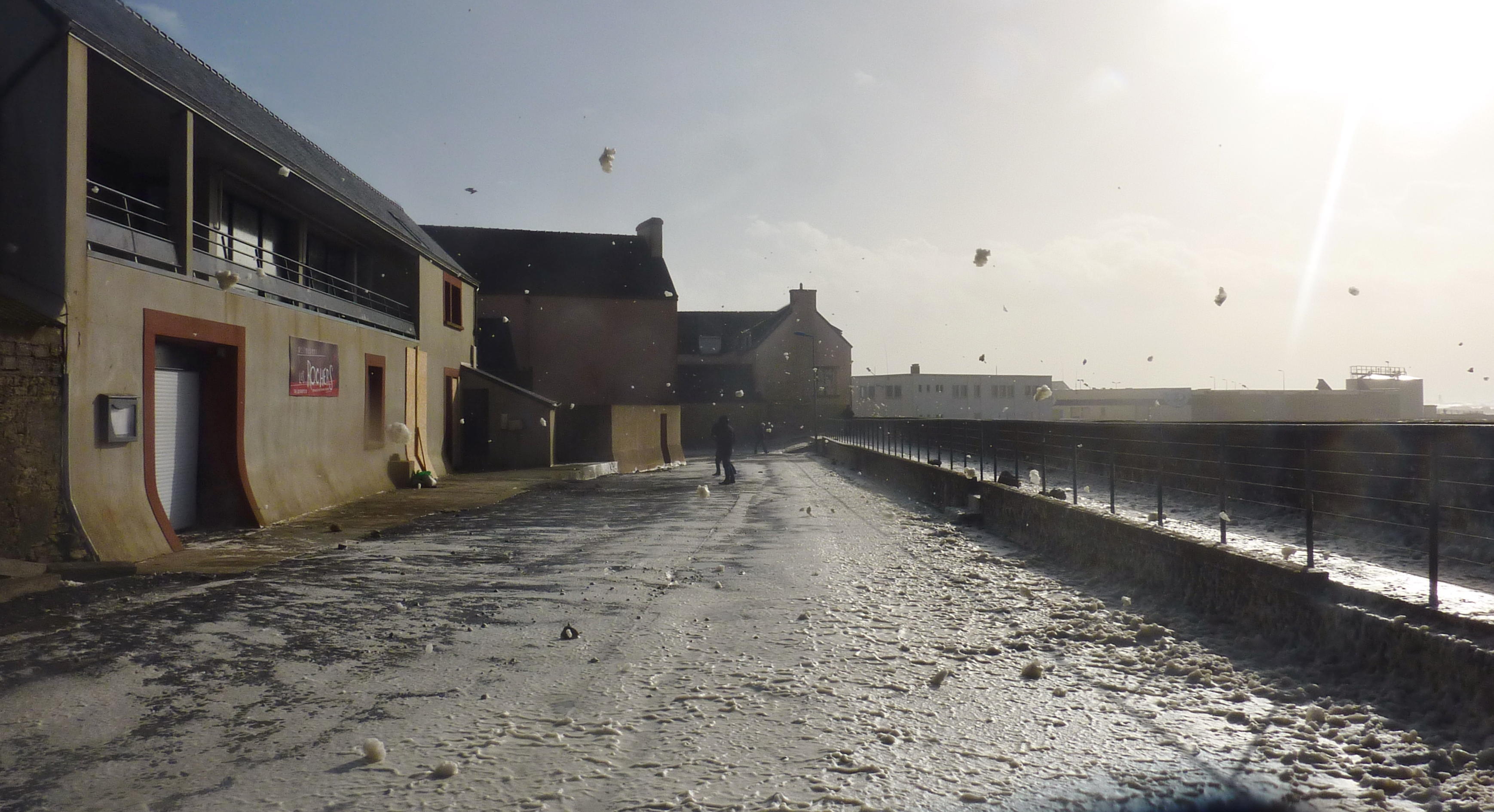
La tempête du 5 février 2014 à Saint-Guénolé : blocs d'écume de mer passant par-dessus le parapet rue des Embruns
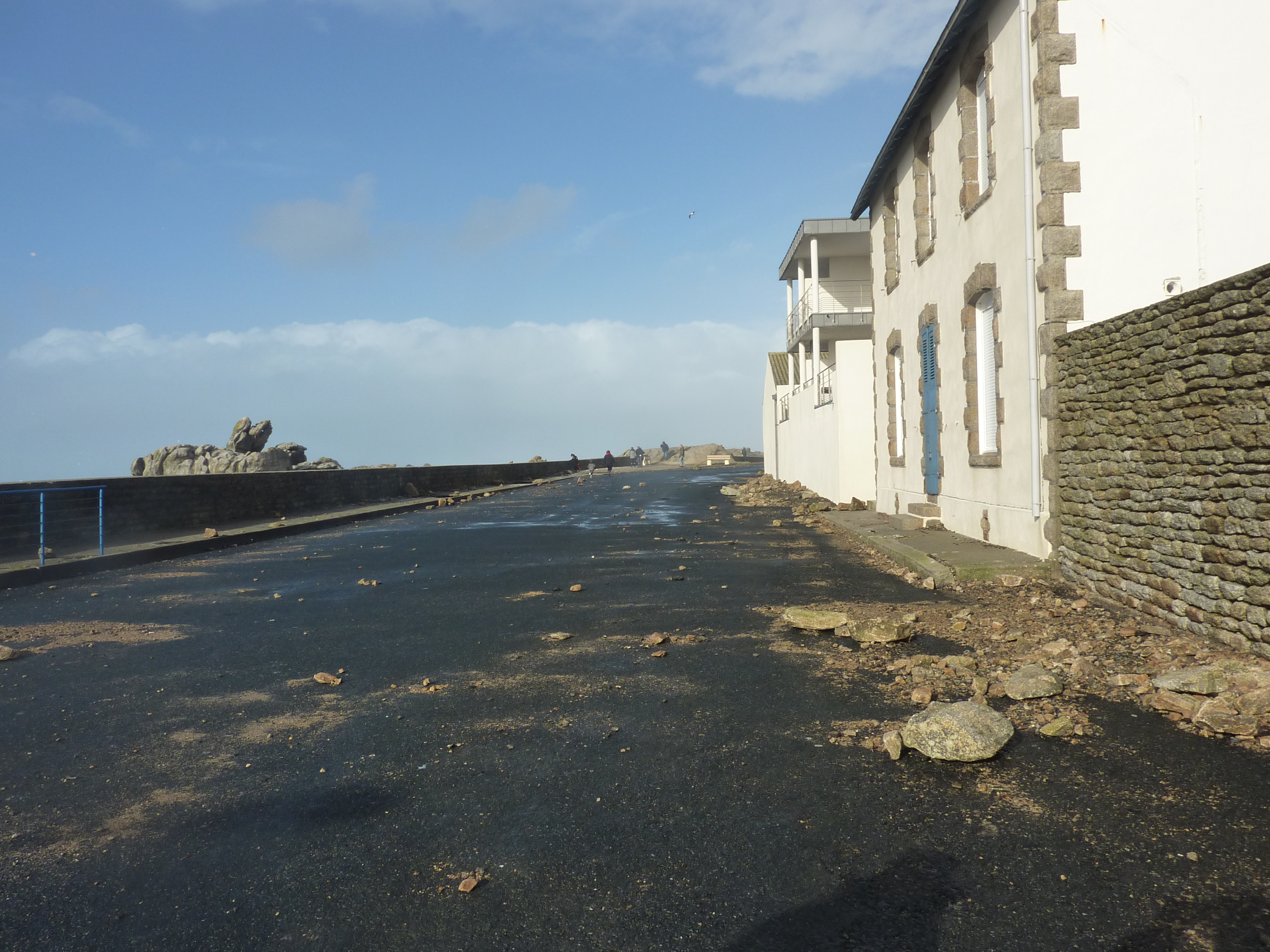
La tempête du 5 février 2014 à Saint-Guénolé : galets envoyés par les vagues par-dessus le parapet rue des Embruns
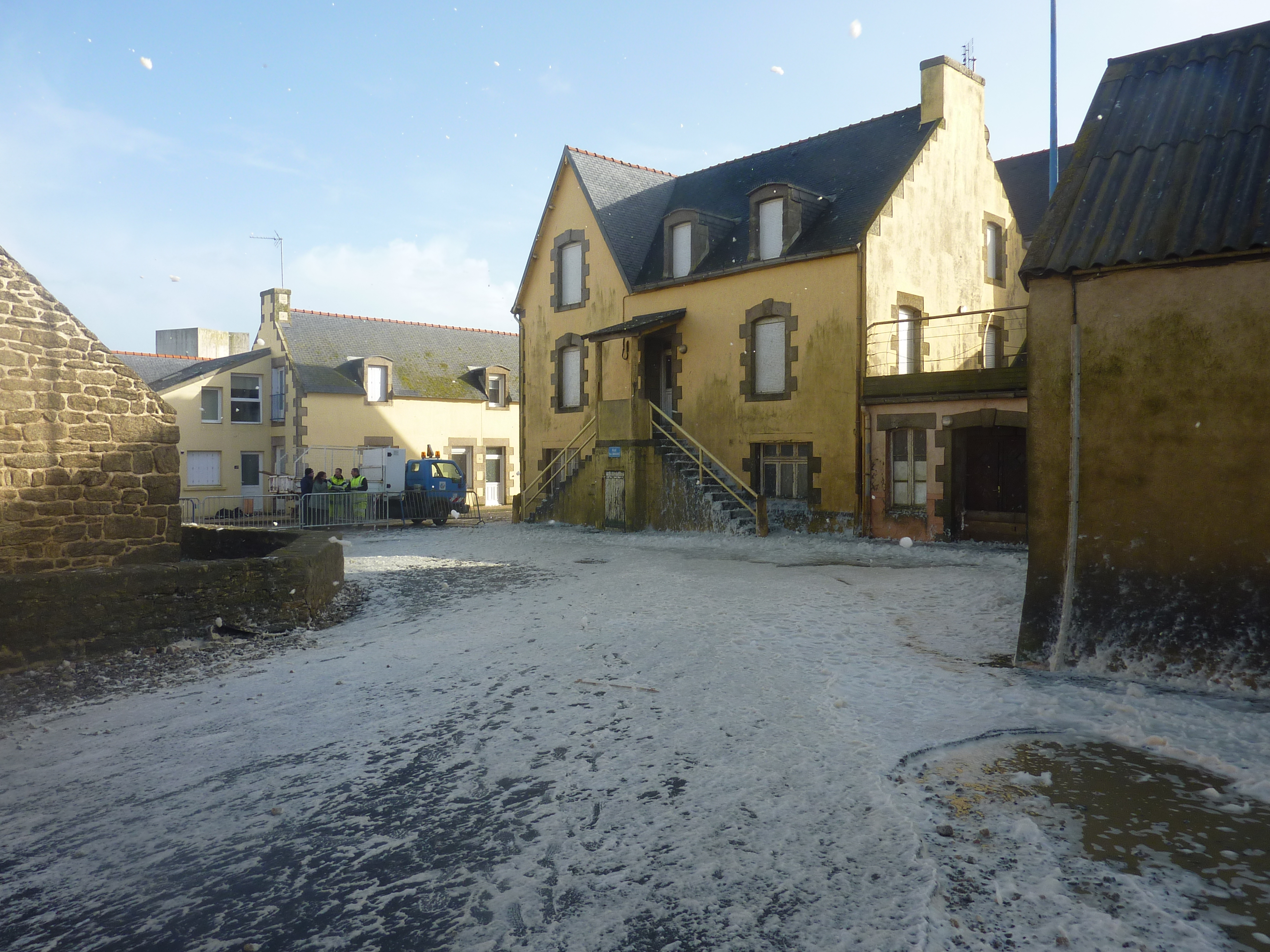
La tempête du 5 février 2014 à Saint-Guénolé : écume de mer ayant envahi les rues du port, lui donnant l'aspect d'un paysage enneigé

Le risque de submersion marine reste important de nos jours : selon une estimation datant de 2015, 1 500 personnes à Penmarc'h habitent dans une zone « à risque important d'inondation (...) vulnérables à une situation de submersion marine ». Le plan de prévention des risques naturels prévisibles relatif au phénomène inondation par submersion marine (PPRSM) de Penmarch a été approuvé par arrêté préfectoral du 6 septembre 1999, modifié le 29 mars 2002.
La tempête du 15 novembre 2020 à fait reculer la dune du Ster, jusqu'à 4 mètres en certains endroits.

### Voies de communication et transports

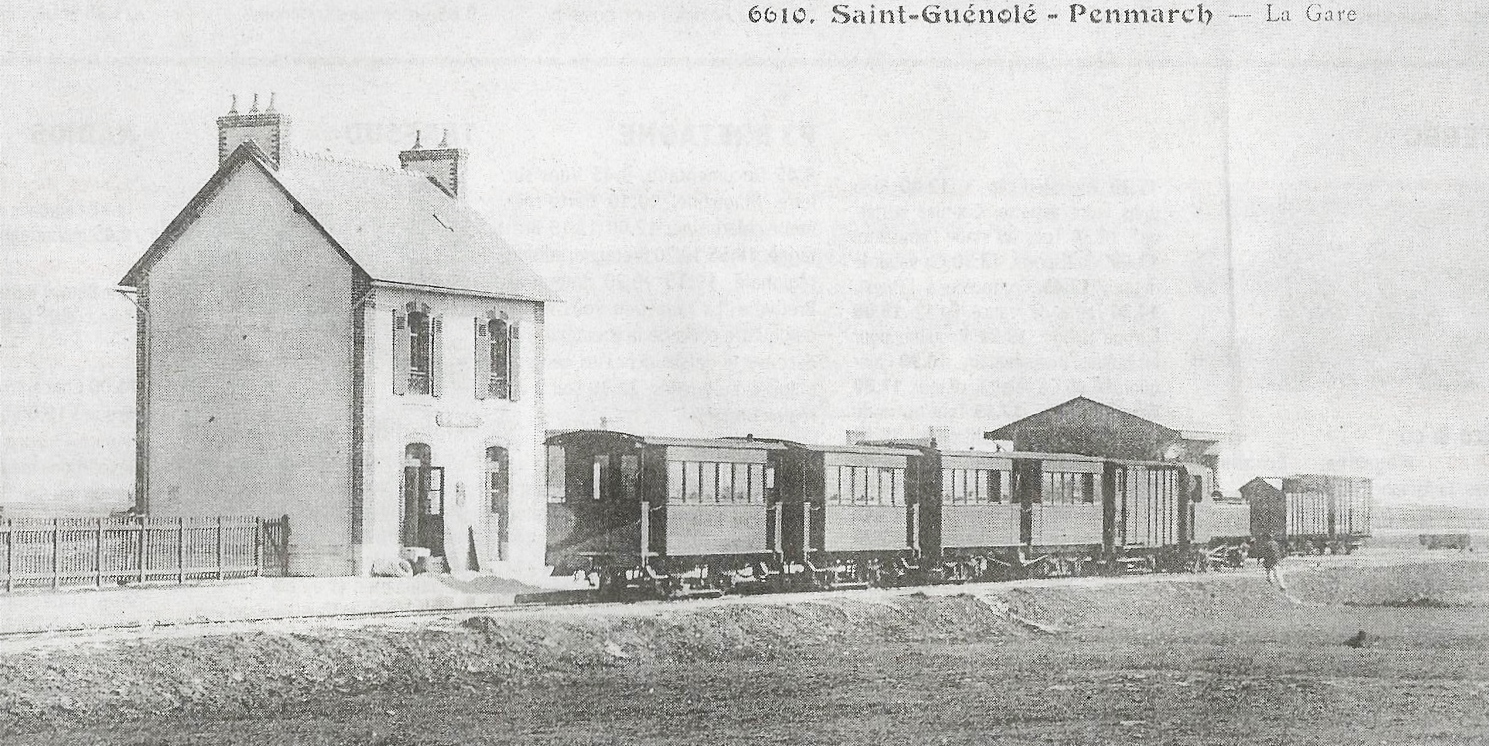
La gare de Saint-Guénolé-Penmarc'h (train birinik, photo datant d'avant 1930)

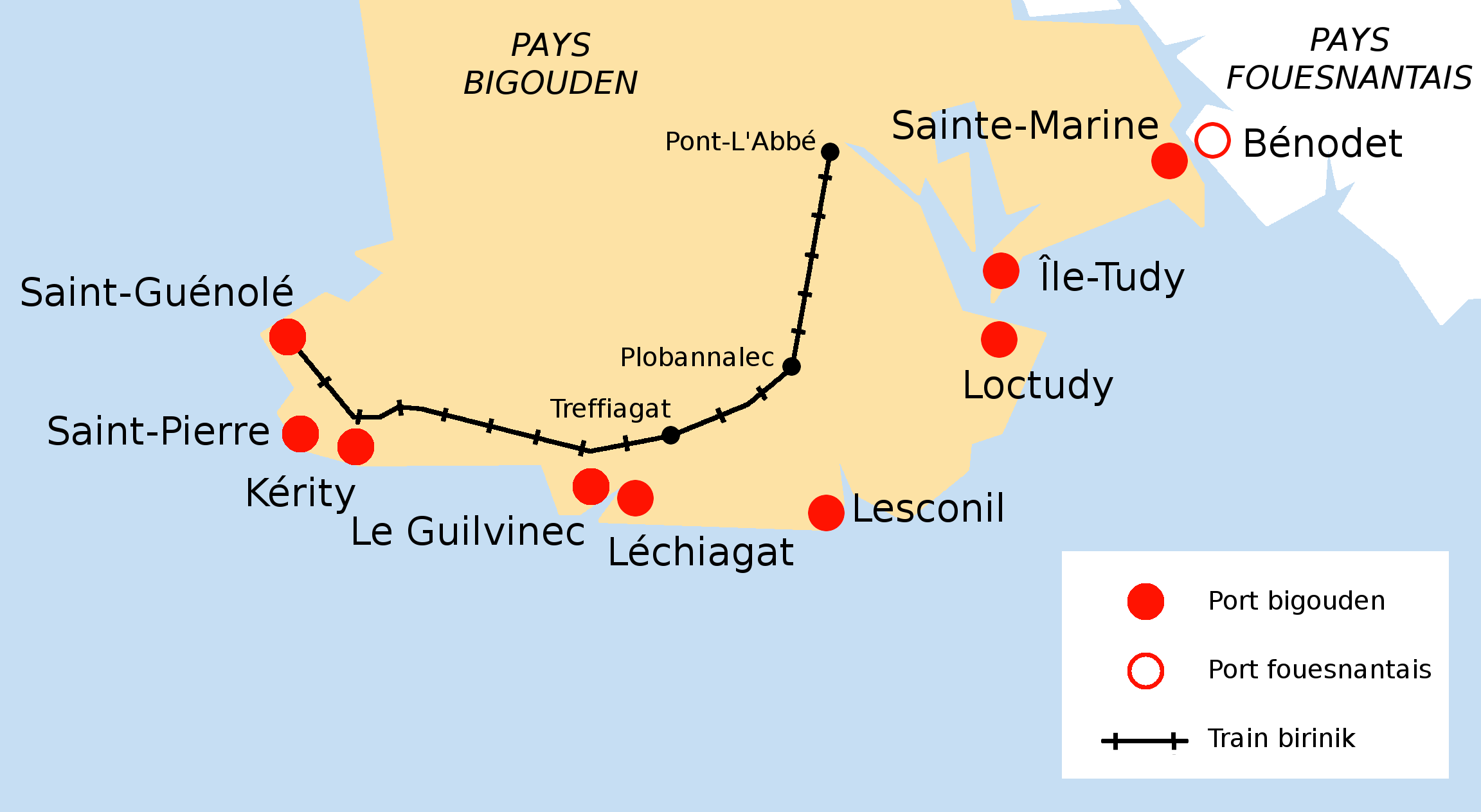
Le tracé de la ligne du train birinik

Penmarch fut desservie par une voie ferrée des Chemins de fer départementaux du Finistère allant, en prolongement de la ligne Quimper-Pont-l'Abbé, de Pont-l'Abbé à Saint-Guénolé. La ligne est déclarée d'utilité publique en 1899, inaugurée le 4 juillet 1907 ; longue de 18,7 km, elle partait de Pont-l'Abbé et allait jusqu'à Saint-Guénolé, desservant au passage Plobannalec-Lesconil, Treffiagat, Guilvinec, Penmarch et Kérity. Environ 50 minutes étaient nécessaires pour parcourir la totalité du trajet à la moyenne de 20 kilomètres par heure. Après une fermeture temporaire entre 1938 et 1941, le "train Birinik" reprit du service, intégré alors au Réseau breton, et la voie ferrée fut même mise à écartement normal en 1947 pour éviter les transbordements en gare de Pont-l'Abbé, exploitée désormais par les SE pour le seul service des marchandises du 19 mai 1947 au 1er juillet 1963, ce qui n'évita pas la fermeture de cette ligne transbigoudène le 20 juin 1963.
Penmarch est desservi par la route départementale 785, ancienne Route nationale 785 allant de Pleyber-Christ à la Pointe de Penmarc'h, désormais déclassée, ainsi que par la RD 53 allant de Loctudy à Saint-Guénolé en passant aussi par le bourg de Penmarch. L'itinéraire touristique "Route du vent solaire" va de la Pointe du Raz à Saint-Pierre (Penmarc'h) en longeant la Baie d'Audierne.
En raison de sa situation géographique, Penmarc'h est le point de départ de plusieurs câbles téléphoniques sous-marins, desservant l'Amérique du Nord et l'Afrique.

### Hydrographie
Pour un article plus général, voir Réseau hydrographique du Finistère.
La commune est située dans le bassin Loire-Bretagne. Elle est drainée par le ruisseau dour red et divers autres petits cours d'eau,.

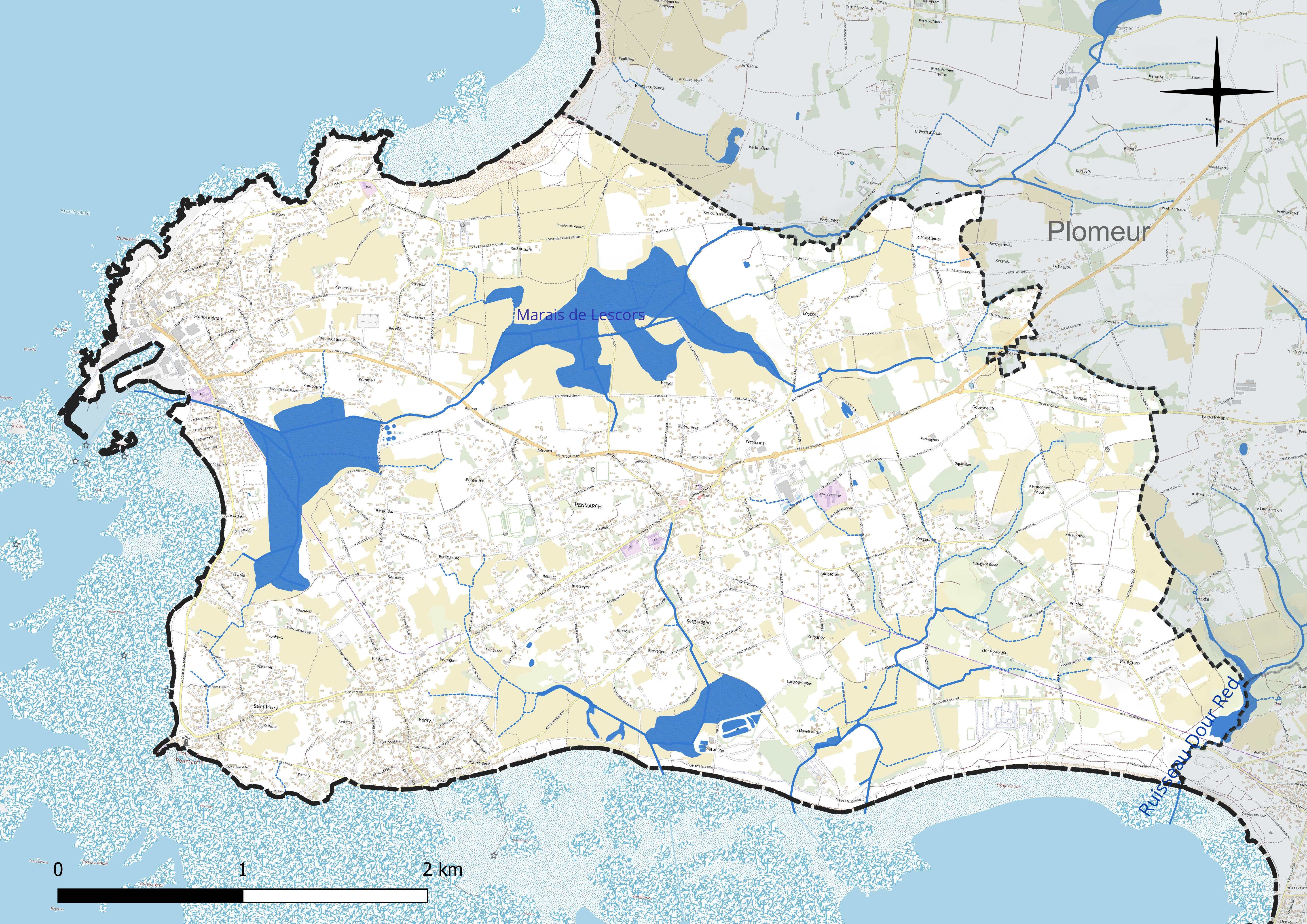
Réseau hydrographique de Penmarch.

Un plan d'eau complète le réseau hydrographique : le marais de Lescors (45,4 ha),.

### Climat
Pour des articles plus généraux, voir Climat de la Bretagne et Climat du Finistère.
En 2010, le climat de la commune est de type climat océanique franc, selon une étude du CNRS s'appuyant sur une série de données couvrant la période 1971-2000. En 2020, Météo-France publie une typologie des climats de la France métropolitaine dans laquelle la commune est exposée à un climat océanique et est dans la région climatique Bretagne orientale et méridionale, Pays nantais, Vendée, caractérisée par une faible pluviométrie en été et une bonne insolation. Parallèlement l'observatoire de l'environnement en Bretagne publie en 2020 un zonage climatique de la région Bretagne, s'appuyant sur des données de Météo-France de 2009. La commune est, selon ce zonage, dans la zone « Littoral », exposée à un climat venté, avec des étés frais mais doux en hiver et des pluies moyennes.
Pour la période 1971-2000, la température annuelle moyenne est de 12,3 °C, avec  une amplitude thermique annuelle de 10 °C. Le cumul annuel moyen de précipitations est de 866 mm, avec 14,9 jours de précipitations en janvier et 6,7 jours en juillet. Pour la période 1991-2020, la température moyenne annuelle observée sur la station météorologique la plus proche, située sur la commune de Pont-l'Abbé à 11 km à vol d'oiseau, est de 13,0 °C et le cumul annuel moyen de précipitations est de 1 012,0 mm,. Pour l'avenir, les paramètres climatiques de la commune estimés pour 2050 selon différents scénarios d'émission de gaz à effet de serre sont consultables sur un site dédié publié par Météo-France en novembre 2022.

## Urbanisme

### Typologie
Au 1er janvier 2024, Penmarch est catégorisée bourg rural, selon la nouvelle grille communale de densité à 7 niveaux définie par l'Insee en 2022.
Elle appartient à l'unité urbaine de Penmarch, une agglomération intra-départementale dont elle est ville-centre,. La commune est en outre hors attraction des villes,.
La commune, bordée par l'océan Atlantique, est également une commune littorale au sens de la loi du 3 janvier 1986, dite loi littoral. Des dispositions spécifiques d'urbanisme s'y appliquent dès lors afin de préserver les espaces naturels, les sites, les paysages et l'équilibre écologique du littoral, tel le principe d'inconstructibilité, en dehors des espaces urbanisés, sur la bande littorale des 100 mètres, ou plus si le plan local d'urbanisme le prévoit.

### Occupation des sols

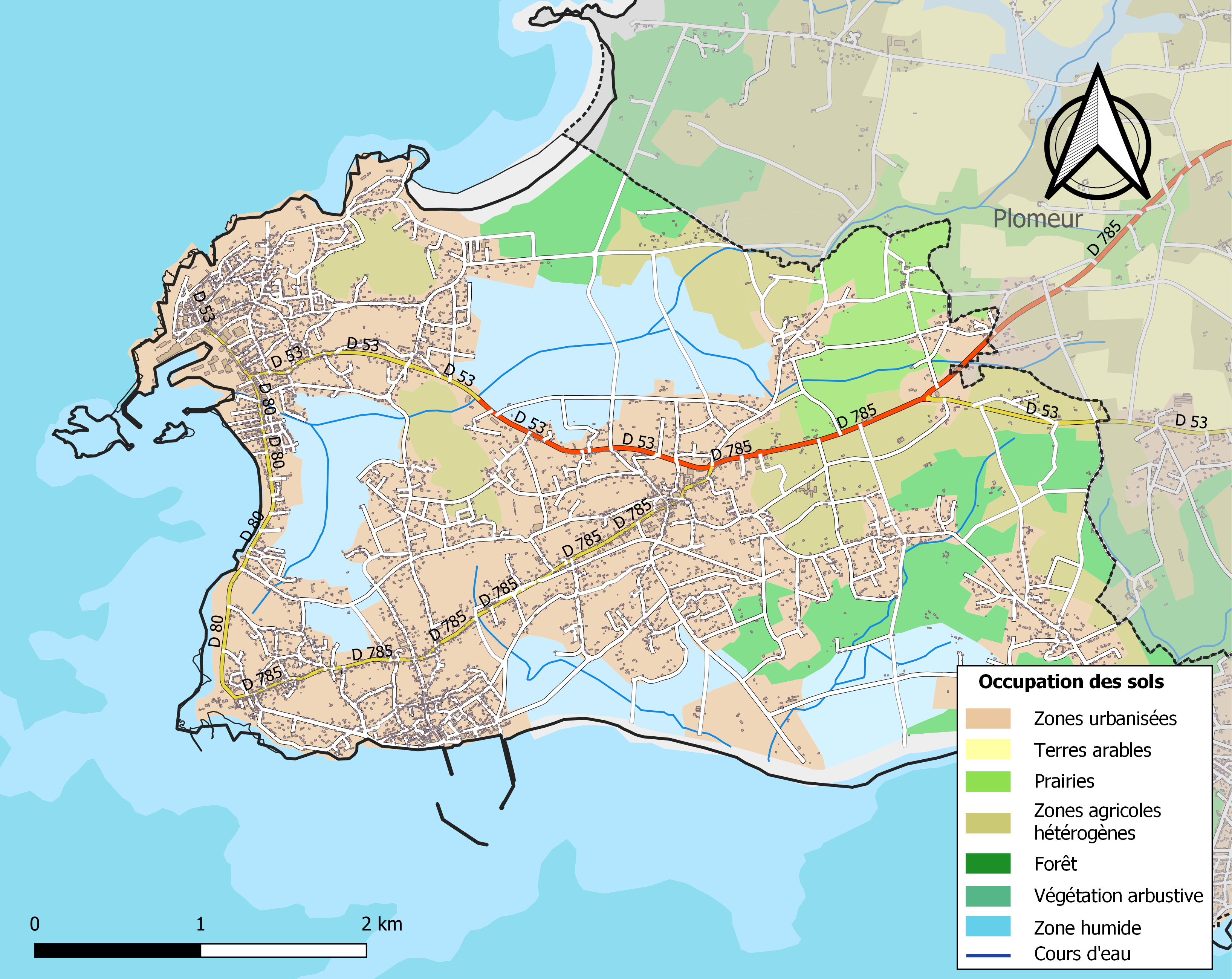
Carte des infrastructures et de l'occupation des sols de la commune en 2018 (CLC).

Le tableau ci-dessous présente l'occupation des sols de la commune en 2018, telle qu'elle ressort de la base de données européenne d'occupation biophysique des sols Corine Land Cover (CLC).
| Type d'occupation                                                                   | Pourcentage | Superficie (en hectares) |
| ----------------------------------------------------------------------------------- | ----------- | ------------------------ |
| Tissu urbain discontinu                                                             | 47,8 %      | 786                      |
| Équipements sportifs et de loisirs                                                  | 1,8 %       | 30                       |
| Prairies et autres surfaces toujours en herbe                                       | 4,6 %       | 76                       |
| Systèmes culturaux et parcellaires complexes                                        | 13,6 %      | 223                      |
| Surfaces essentiellement agricoles interrompues par des espaces naturels importants | 0,9 %       | 14                       |
| Pelouses et pâturages naturels                                                      | 5,1 %       | 84                       |
| Landes et broussailles                                                              | 6,8 %       | 112                      |
| Plages, dunes et sable                                                              | 1,3 %       | 22                       |
| Marais intérieurs                                                                   | 14,5 %      | 239                      |
| Marais maritimes                                                                    | 3,4 %       | 56                       |
| Zones intertidales                                                                  | 0,1 %       | 2                        |
| Source : Corine Land Cover                                                          |             |                          |

### Morphologie urbaine
La commune est composée de quatre principaux villages :
- Penmarch-Bourg, connu autrefois sous le nom de Tréoultré ;
- Saint-Guénolé (port de pêche principal) ;
- Kerity (ancien port de pêche aujourd'hui orienté vers l'accueil de la plaisance) ;
- Saint Pierre (port pour les très petites unités).

### Logement
La commune de Penmarch compte près de 1 500 résidences secondaires, ce qui représente plus de 30 % des logements, un taux supérieur à la moyenne nationale ou départementale, mais proche de ceux retrouvés dans les communes similaires à Penmarch.
L'habitat est principalement constitué de maisons individuelles, avec un taux de propriétaires de 82 %.

## Toponymie

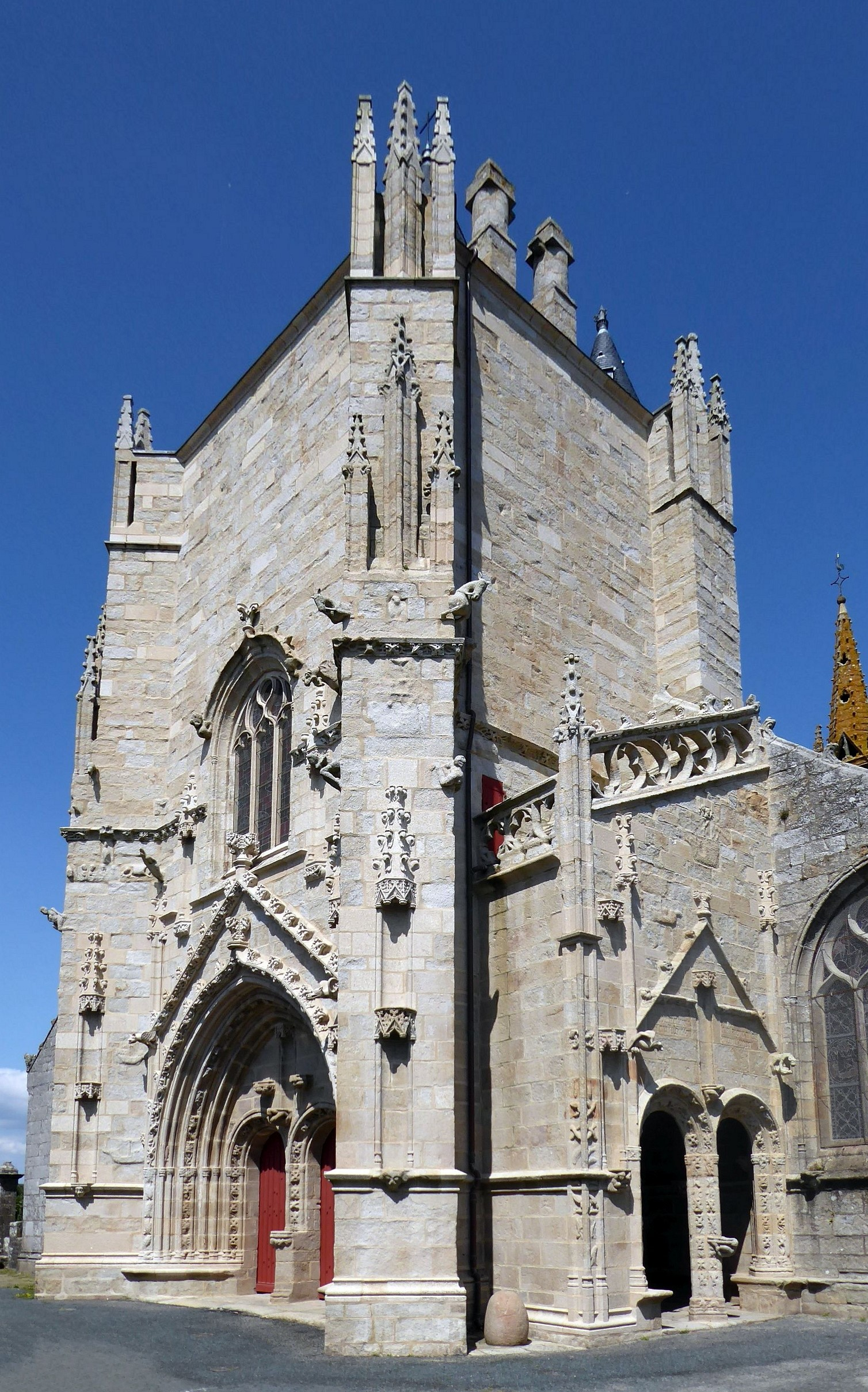
L'architecte de l'église paroissiale de Penmarch a voulu faire allusion à ce sens étymologique sur les arêtes du contrefort sud-ouest de la tour du clocher sculptés de crossettes figurant deux chevaux en buste.

Le nom de la localité est attesté sous les formes Trebotref vers 1330, Tuortre Nabat en 1349, Treffuortre en 1368, Trouortreffnabat en 1389, Treuoltré en 1420, Treoultrenabat en 1443, parroesse de Treoultre, terrouer de Penmarc en 1592, Treoueltre en 1675, Penmarc'h en 1740.
Penmarc'h est composé du breton penn, tête et marc'h, cheval, d'où sa signification de « tête de cheval ». Ce nom pourrait faire référence à la forme de sa côte. Autrefois, l'ensemble du pays Bigouden était nommé Cap Caval ou Tête de Cheval, cap étant issu de l'occitan cap, tête lui-même issu du latin caput. Cet usage est attesté pour la première fois en français en 1529, chez Jean Parmentier dans son Journal du voyage.
De 1793 à 1801, le nom officiel de la commune s'est orthographié Peunmarch. Quoique la forme officielle en français soit Penmarch, la forme Penmarc'h, plus conforme à l'orthographe bretonne, à la prononciation et à l'étymologie, est beaucoup plus utilisée localement.

## Histoire

### Préhistoire

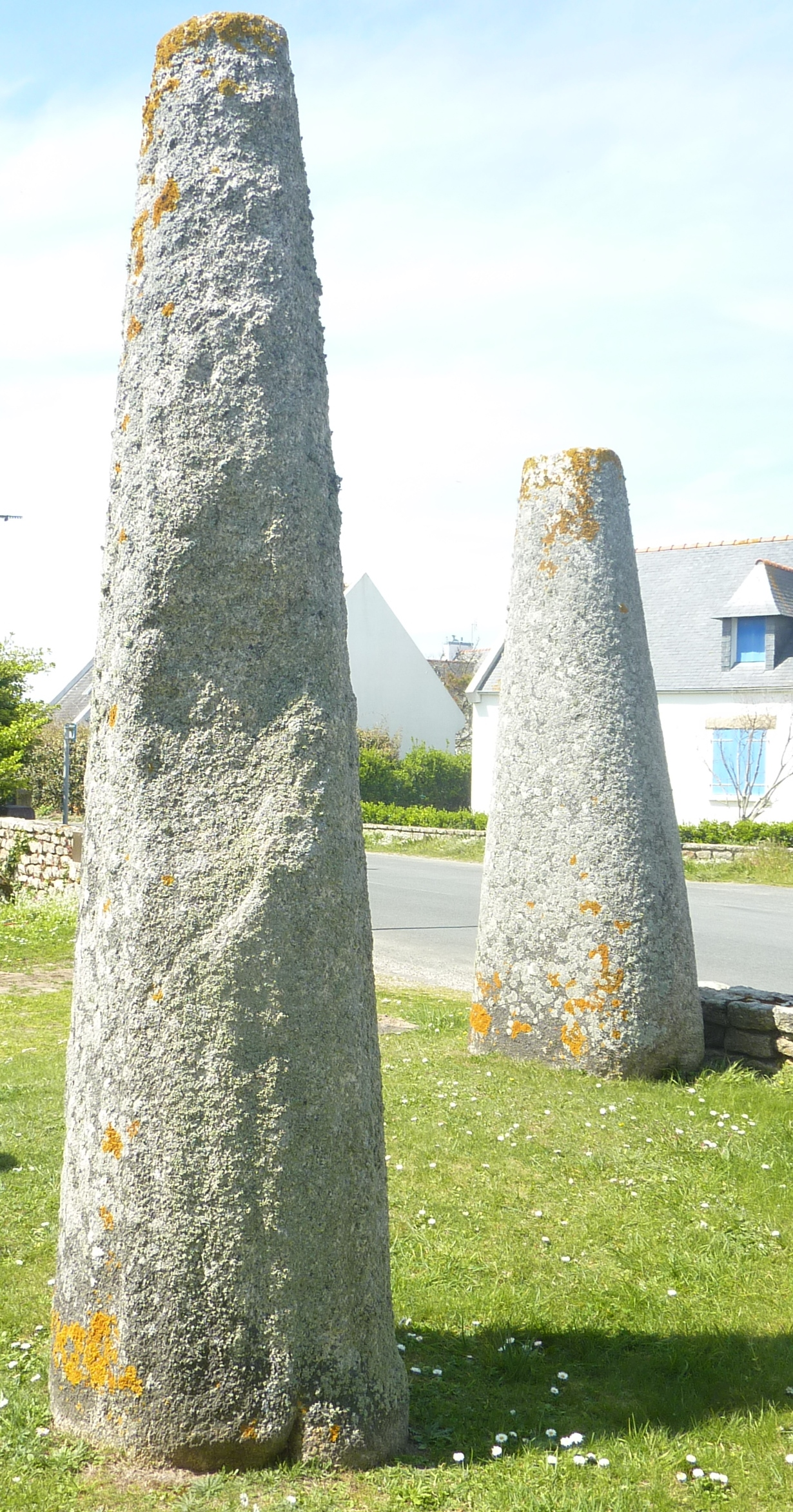
La stèle de Kervedal en Penmarch (réimplantée au Musée de la Préhistoire finistérienne de Penmarch)

Deux tumuli, aujourd'hui presque entièrement disparus se trouvaient à Rosmeur, près de la plage de Pors-Carn. Ils furent fouillés par Armand René du Châtellier en 1861, puis par son fils Paul du Châtellier en 1878 : le plus grand culminait alors à 6 mètres pour un diamètre variant de 33 à 40 mètres, le plus petit, fortement écrêté, n'avait plus qu'1,4 mètre de haut pour 30 mètres de diamètre. Ils furent à nouveau fouillés en 1921 par Pierre Favret, Georges A. L. Boisselier et Charles Bénard. Le plus grand tumulus « abritait deux sépultures mégalithiques côte à côte (...) dans un cairn de pierrailles de l'ordre de 20 m x 10 m ». De nos jours, il n'en subsiste pas grand-chose : le petit tumulus, désormais situé dans le parc d'une villa dénommée "Ker Tumulus Rosmeur", se devine à peine ; du plus grand tumulus, il ne subsiste qu'un bout d'allée couverte situé dans un jardin privé. Une tête de déesse mère gallo-romaine provenant de ce grand tumulus se trouve au Musée de la Préhistoire finistérienne de Penmarc'h. Paul du Châtellier fouilla aussi le tumulus de la Pointe de La Torche, situé dans la commune voisine de Plomeur.

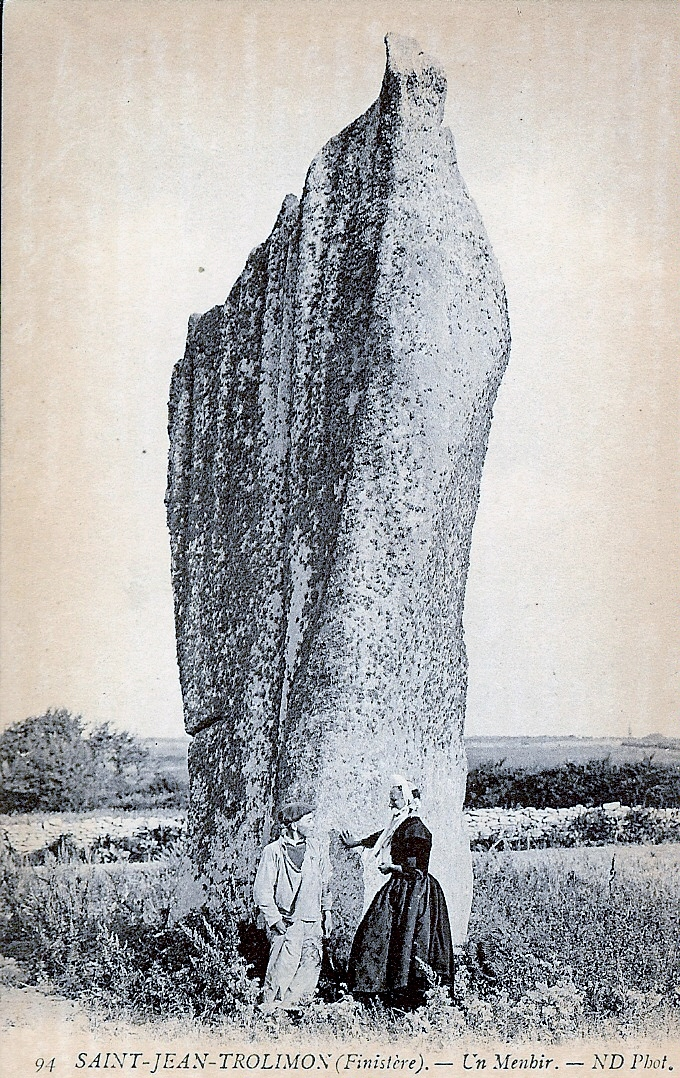
Un des menhirs de Kerscaven en Penmarc'h (carte postale ND Photo, avant 1914 ; la légende indique à tort "Un menhir à Saint-Jean-Trolimon").

Les deux menhirs de Kerscaven,, en leucogranite de Pont-l'Abbé, sont classés monument historique depuis 1889, ainsi que le menhir couché, aux formes anthropomorphiques, de Kervedal, classé en 1929.
Ces deux menhirs subsistent à un kilomètre au sud de la chapelle de la Madeleine, distants d'une centaine de mètres l'un de l'autre. L'un est nommé "menhir de la Vierge" en raison de sa forme plantureuse, l'autre "menhir de l'Évêque".
Plusieurs autres mégalithes existant à Penmarc'h ont été détruits : un grand dolmen se trouvait à Penanguer, près de Kerity ; un menhir de 2,3 mètres de haut à proximité de la chapelle Notre-Dame-de-la-Joie, et, non loin de là, un alignement de trois ou quatre rangées de menhirs, démolis vers 1850 ; un menhir de 8 mètres de haut se trouvait à Kerscaven ; un cromlech entourait le moulin à vent de La Madeleine et un tumulus se trouvait à proximité, etc. Entre 1919 et 1922, Bénard Le Pontois organisa des campagnes de fouilles à Penmarc'h, aboutissant à la découverte du menhir couché de Kervédal (à proximité duquel se trouvait un cromlech), de la défense mégalithique de Porz-Tibor, des monuments de Feunteunigou et de Poulguen-Bihan.
Le tumulus du Poulguen a été classé monument historique par arrêté du 10 novembre 1921. Il contient un dolmen en "T" avec deux chambres perpendiculaires au couloir d'entrée. Haut de 6 mètres et large de 40 mètres à l'origine, il a été réduit de tous côtés par les carriers, mais a conservé sa couverture de pierres (cairn) et de terre (tumulus).
C'est pour abriter le résultat de ces fouilles que fut créé en 1924 à Penmarch le Musée de la Préhistoire finistérienne.

### Antiquité
Penmarc'h correspond peut-être au cap Kabaïon, découvert par le Grec Pythéas au IVe siècle avant notre ère
Une voie romaine partant de Civitas aquilonia (quartier de Locmaria à Quimper) aboutissait à Kérity en Penmarc'h en passant par Pont-l'Abbé.

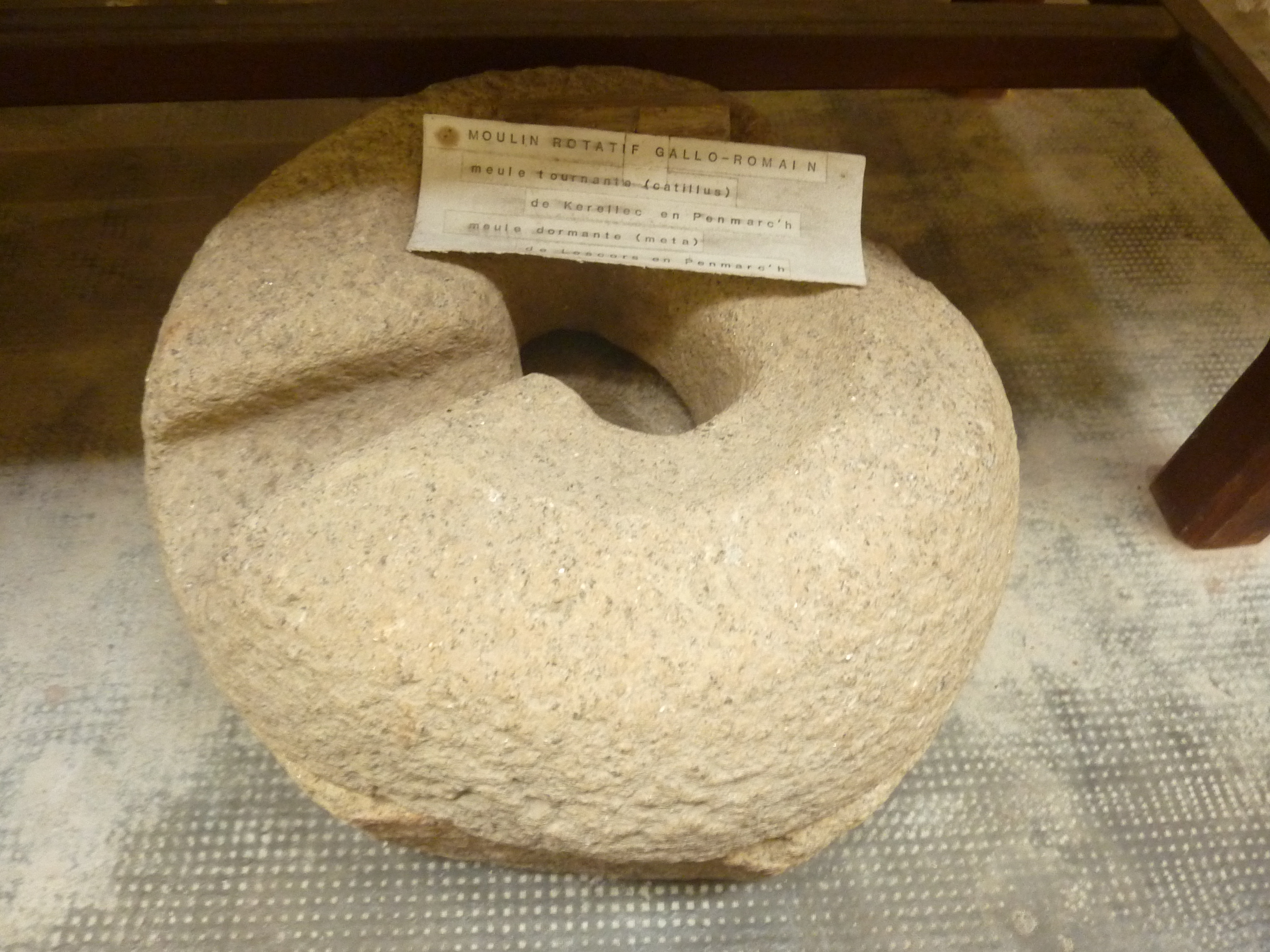
Moulin rotatif gallo-romain de Kerellec en Penmarc'h (meule dormante)

### Moyen Âge

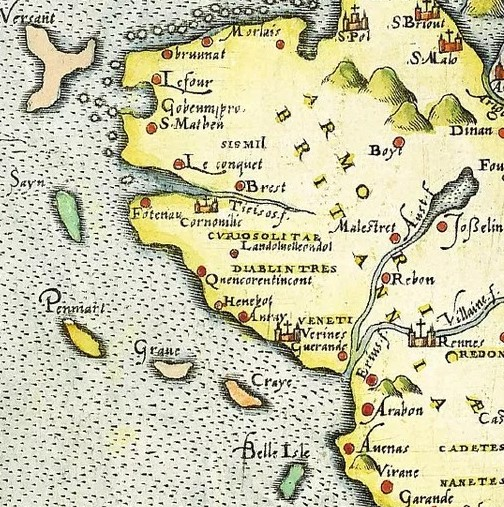
Fragment de la carte d'Oronce Fine publiée dans Totius Galliae descriptio, cum parte Angliae, Germaniae, Flandriae, Brabantiae, Italiae, Romam usque en 1561 représentant Penmarc'h comme une île.

En 1308-1309, des barques de Saint-Guénolé sont mentionnées cinq fois à Bordeaux, quatre fois à Libourne. En 1395, on recense 116 foyers de pêcheurs à Tréoultré. En 1403, Guillaume de Wilford, écuyer anglais, à la tête d'une escadre montée par six mille hommes, avait capturé entre Penmarc'h et Douarnenez une quarantaine de navires marchands venant de La Rochelle. Il débarqua à Kérity qu'il saccagea. Un siècle, plus tard, en 1513, les Anglais opérant une nouvelle descente au port de Penmarc'h, pillèrent et massacrèrent la population.
Vers 1400, Jean-Baptiste Ogée indiqua l'existence de 5 manoirs à Penmarch : Pratanroux, Coëtcanton, de Pratauron, de Keraulan et de Kercaradec.
Sur les portulans de la fin du Moyen Âge, par erreur, Penmarc'h est représenté comme une île faisant partie du chapelet des îles du Ponant entre Groix et Sein.

#### Les sécheries de poisson

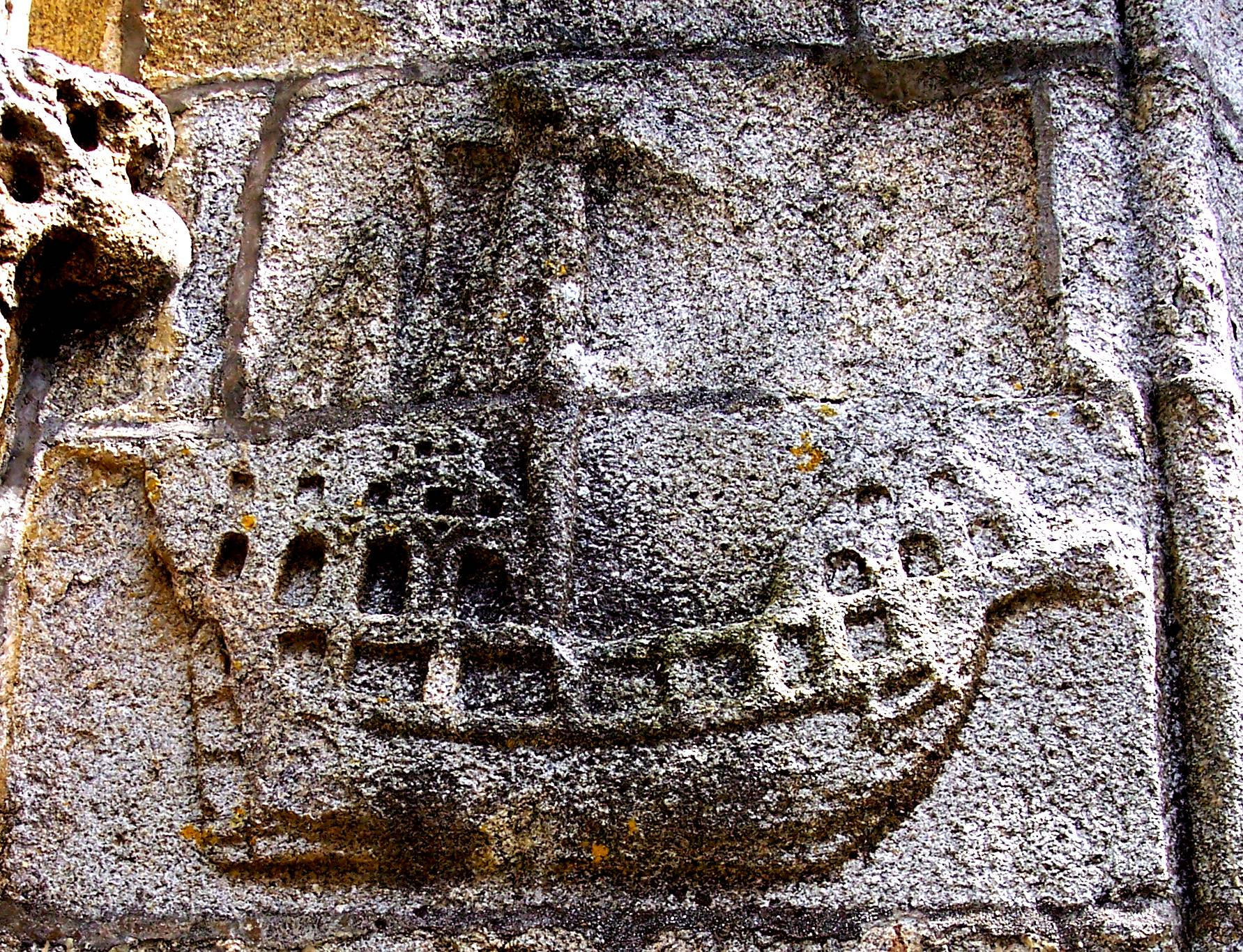
Caravelle en bas-relief (église Saint-Nonna).

Penmarc'h était aux XIVe et XVe siècles une des villes les plus prospères de Bretagne et sa population avoisinait alors les 10 000 âmes. C'est qu'à une vingtaine de kilomètres à l'ouest de Penmarc'h, on trouvait à une certaine époque de l'année un banc considérable de morues dont la pêche était fort lucrative. « Les [sécheries de poisson] les plus importantes [de Basse-Bretagne] étaient celles du Cap-Caval où l'on préparait le "merlu de Penmarck". Elles firent la richesse de cette ville, grand port de commerce jusqu'au XVIe siècle. (...) Après les merlus, on séchait aussi les congres, les juliennes et les maquereaux. (...) Les sécheries du Cap-Caval appartenaient à la puissante baronnie du Pont et au marquisat de Pont-Croix. (...) Un mémoire de 1709, basé sur un aveu de Pierre du Pont du 29 mars 1480 et un autre aveu d'Hélène de Rohan du 11 novembre 1494 établit que « les seigneurs du Pont étaient inféodés de temps immémorial envers le Roi du droit de pêcherie, sécherie et vaccantage dans les paroisses de Loctudi, Plonivel, Tréffiagat, Tréoultré et Combrit. » ; les seigneurs de Pont-l'Abbé affermaient ces droits aux pêcheurs locaux moyennant la perception de droits. (...) Les sécheries de poisson de Basse-Bretagne, et celles des merlus de Penmarck particulièrement) perdirent leur importance lorsque commença la pêche en Islande et à Terre-Neuve ».

#### Un ensemble de ports prospères
La grande rade qui servait de port à Penmarc'h est celle de Kérity, protégée par les îlots rocheux des Étocs et qui formeit un mouillage sûr en eau profonde. Toussaint de Saint-Luc écrit en 1665 : « les plus grands vaisseaux peuvent y être en toute marée sur dix brasses d'eau ». Ce fut le centre principal de l'activité maritime de Penmarc'h aux XVe siècle et XVIe siècle.
Jusqu'au milieu du XVe siècle, les marins de Penmarc'h pratiquent un cabotage qui les mène jusqu'en Normandie et en Angleterre, et jusqu'à la frontière espagnole.
Grâce à la fin de la Guerre de Cent Ans, Penmarc'h est entre 1450 et 1560 un des tout premiers ports européens, fréquentant Nantes, La Rochelle, Bordeaux, Libourne, et les ports de Flandre et de Zélande (Arnemuiden et Walcheren principalement). Les navires penmarchais fréquentent aussi les ports picards, anglais, gallois et même irlandais. À partir du début du XVIe siècle, ils vont même jusqu'à Lisbonne, San Lucar (avant-port de Cadix) et Séville. La ville faisait commerce de chanvre, de toile, de bestiaux et de grains avec les ports espagnols de la Galice et des Asturies.
En 1482-1483, le registre de la "comptablie", qui perçoit les taxes à l'entrée du port de Bordeaux enregistre 27 navires venant de Penmarch.
La ville était tellement tournée vers le commerce maritime que les terres environnantes étaient laissées en friche et que l'autorité dut intervenir pour en exiger la culture.
René de Rieux, dit Sourdéac, qui fut gouverneur de Brest et marquis d'Ouessant à la fin du XVIe siècle décrit ainsi la prospérité de Penmarc'h à la fin du Moyen Âge :

« Il y avait dans le bourg de Penmarc (que j'estime l'un des plus grands de France) fort grande quantité de petits bourgs, chacun de soixante à quatre-vingt maisons, lesquelles ne sont distantes les unes des autres que de la portée de l'arquebusade, et diriez que c'est un archipelage terrestre de voir cette grande étendue de maisons séparées par cantons, et auparavant que la rage de Fontenelle les ont ruinés, c'estoit le plus riche bourg de Bretagne, et que les Penmarquéens avoient plus de cinq cents navires à eux. »

Henry Reverdy décrit ainsi l'ancienne prospérité de Penmarc'h :

« Autrefois, Penmarc'h fut une ville qui s'étendait de Kérity à Saint-Guénolé. (...) Un port avec une longue jetée s'étendait à presque un quart de lieue en mer jusqu'au Rocher de la Chaise. Les ducs de Bretagne avaient une pêcherie à Poul-Bras. Les sentiers portent encore le nom des rues qu'ils ont remplacées : Grand'rue, rue des Marchands, rue des Argentiers. La richesse était telle qu'on tapissait d'étoffes de soie les murailles au jour des processions. Les habitants de Penmarc'h étaient déjà dans ces temps éloignés d'intrépides et hardis marins. À 30 lieues dans l'ouest de la Pointe, ils trouvèrent un banc considérable de morues. La présence de la « viande de carême » attira les armateurs. Des artisans de toute espèce vinrent à leur suite ; la ville se forma et s'accrût rapidement. À la pêche s'ajouta aux XIVe siècle et XVe siècle le commerce des grains, des bestiaux, des toiles avec les ports d'Espagne. Sous Henri II, Penmarc'h pouvait armer 2 500 arquebusiers. La décadence vint. Un raz-de-marée submergea le port. (...) La morue s'éloigna des côtes »

Penmarc'h fut la cible d'attaques répétées de la part de la marine anglaise. Ils pillèrent la cité portuaire à deux reprises : une première fois en l'an 1403 et une seconde fois le siècle suivant en l'an 1514. Lors de l'attaque de 1403, la flotte anglaise était conduite par Guillaume de Wilford qui avait 6 000 hommes sous ses ordres.

#### L'importance des activités textiles et tinctoriales
L'"immense richesse" de Penmarc'h au Moyen Âge a été contestée par certains historiens qui fondaient leur analyse sur les taxes prélevées sur le commerce des poissons. Mais les plus grands bénéfices provenaient probablement du commerce des plantes tinctoriales comme le pastel et la garance, du travail du lin et du chanvre. Les documents écrits manquent pour pouvoir l'affirmer avec certitude, mais l'étude de la toponymie locale de Penmarc'h, de Plomeur et des communes avoisinantes menée par Robert Gouzien dans son livre Le Pays Bigouden, un pays de cocagne ? montre de nombreux noms de lieux leur faisant référence, en langue bretonne bien sûr ; par exemple des lieux-dits comme Lestembec'h ("La cuve des tas [de pastel]"), Poulelest ("La mare à la cuve"), Poull Kog ("La mare où l'on fait macérer les coques ou cocagnes"), Rulenn ("L'étang de la teinture rouge"), Poul Glaz ("La mare bleue"), Lagad Glas ("La mare où l'on rouissait le lin"), Keregard Glas (La ferme où l'on cardait le lin"), etc. La maison en ruine dite "Four de Saint-Trémeur" (en Guilvinec) est un kanndi ; l'auge de Saint-Vio en Tréguennec servait à blanchir le chanvre ; la fontaine Saint-Côme, près de la chapelle de Langougou en Plomeur, possède plusieurs bassins de rinçage qui servaient pour le lin et le chanvre et la fontaine de Poulguen (en Penmarc'h) possède encore une esplanade pavée de grandes dalles de granite et est entourée d'un muret de pierre qui est un ancien repamoir servant de lieu de dépôt des écheveaux après leur rinçage. Le pont, fait d'une ancienne dalle funéraire, situé sur le ruisseau devant la fontaine de Saint-Vio est aussi un ancien repamoir (dalle permettant de faire reposer les écheveaux pour les faire sécher après leur rinçage). Vu l'importance de la flotte de Penmarc'h du XIVe siècle au XVIIe siècle, la production de cordes, alors en chanvre, était nécessairement importante dans la région, ce qu'illustre le lieu-dit Valordi (situé près de la Pointe de la Torche en Plomeur) qui signifie en breton "maladrerie", "léproserie", or les lépreux s'adonnaient traditionnellement à la fabrication des cordages. (...) « La chapelle de la Madeleine, aujourd'hui en Penmarc'h, située à proximité, leur est manifestement destinée. En effet les toponymes "La Madeleine" sont synonymes des noms de lieux "La Maladrerie" et sainte Madeleine est la patronne des cordiers ». La disposition des différents bassins et de la rigole de trop-plein de la fontaine de la Madeleine indique qu'il s'agissait d'une fontaine de rinçage de torons à cordes.
Dans l'église paroissiale Saint-Nonna, le bénitier de la famille Le Coguen, offert lors du baptême d'Urbane Le Coguen le 16 octobre 1620, est orné d'un blason présentant des cupules de glands, ce qui illustre la profession de fabricant de teintures de cette famille (les cupules de glands servaient à fabriquer une teinture verte). Un autre bénitier est orné d'une inscription : Le Flaman, ce qui illustre les relations des marins de Penmarc'h avec la Flandre à cette époque. En 1483, selon Yann Brekilien, 344 navires de Penmarc'h font escale dans le seul port d'Arnemuiden, et en 1533-1534 270 bateaux, selon Serge Duigou.

#### Le naufrage d'un bateau d'Audierne
Une gwerz rappelle le tragique naufrage d'un bateau d'Audierne, de retour de Bordeaux, devant les Étocs au XVe siècle ; en voici un extrait traduit du breton:
 Qu'arrive-t-il aux gens de Penmarc'h

 Qu'ils maintiennent des feux dans leur église ?

 Chrétien de cœur, qui n'eut pleuré

 Et eut été près de Penmarc'h

 En voyant la mer bouillonner

 À cause des matelots qui se noyaient

 En voyant la mer devenir toute rouge

 Du sang des chrétiens qui s'y trouvaient.
Selon Donatien Laurent, la gwerz Penmarc'h (il en existe six versions assez différentes les unes des autres) raconte la destruction en une seule nuit, un 24 novembre, de la flotte d'Audierne, qui rentrait de Bordeaux, à la suite probablement d'une méprise : à la suite d'une tempête, les marins, attirés par le feu allumé dans le clocher de Penmarc'h, virent leurs bateaux se fracasser sur les rochers des Étocs. Les veuves d'Audierne, (au nombre de 147 ou 138, ou 100, selon les versions) allèrent ensevelir leurs morts à Plozévet, chacune portant un drap blanc. Un seul bateau, Ar maout gwenn (Le mouton blanc) aurait échappé au naufrage. L'année de ces naufrages est inconnue, mais plusieurs indices concordants laissent supposer la fin de la Bretagne ducale (fin XVe siècle ou début XVIe siècle).

### Époque moderne

#### La prospérité penmarchaise au début duXVIesiècle
Entre 1520 et 1539, on comptabilise chaque année en moyenne 20 escales de navires de Penmarc'h à Arnemuiden, y déchargeant vin, blé, sel et merlus des sécheries du Cap Caval (à partir de la fin du XVe siècle s'y ajoute le pastel), et chargeant des harengs pour le retour.
D'autres bateaux sont armés par "Loctudy" (en fait l'Île-Tudy car l'agglomération de Loctudy n'existe qu'à partir du XIXe siècle), Pont-l'Abbé, Bénodet (jusqu'au Premier Empire inclus, le terme de "Bénodet" désigne indistinctement les deux rives de l'embouchure de l'Odet, comprenant donc Tugdual (Sainte-Marine, Tugdual est le saint patron de Combrit-Sainte-Marine). « Quand on parle de Penmarc'h à cette époque, il s'agit en fait de l'équivalent d'un quartier maritime qui va de Léchiagat à Pors-Carn. Un maître de bateau de Treffiagat inscrit son bateau à Bordeaux comme étant de Penmarc'h ».
Jean Fonteneau, dit Alfonse écrit vers 1544 : « Penmarc est un grand peuple et ont force navires, les meilleurs de toute la Basse-Bretagne ». Le nombre des navires de Penmarc'h est alors estimé à environ 300 embarcations de tous tonnages. Le chanoine Moreau a écrit : « Les habitants de Penmarc'h, lors en grand nombre, se glorifiaient de leurs forces, car ils pouvaient bien fournir deux mille cinq cents arquebusiers, comme voulant faire une république à part ».
Les maîtres de barque penmarchais armaient des escaffes (barques de faible tonnage), des carvelles (de 60 à 70 tonneaux en général) qui étaient les plus nombreuses, et des caraques (de plus de 100 tonneaux et ayant un équipage d'une vingtaine de marins. Les familles Le Boutin, Le Boucal, Le Paign, Le Parfaict, Le Taro, etc., ont fourni de nombreux maîtres de barque, dénommés encore "marchands-mariniers". Les noms attribués les plus fréquemment à leurs bateaux sont Nonna (ou Nonne), Guénolé (ou Guynolé), Marie, Trémeur, Pierre, Magdeleine, c'est-à-dire les noms des saints patrons de la paroisse de Tréoultré et des chapelles avoisinantes.
Lors de sa construction entre 1508 et 1510, l'église Saint-Nonna est la plus imposante de la région, ce qui illustre bien la richesse de la localité à l'époque. Penmarc'h comptait à l'époque une vingtaine de manoirs, comme ceux de Porz-Lambert, Pors-ar-Gosker et Kerbezec.
En 1556, le roi Henri II accorde le privilège de papegai aux arquebusiers de Penmarc'h, même si la cité était alors sous la domination seigneuriale des barons du Pont.

#### Un nombre d'habitants incertain à l'époque
Gabriel Puig de Ritalongi affirme en 1894 que Penmarc'h comptait au début du XVIe siècle de 15 000 à 20 000 habitants, ajoutant même que certains auteurs évaluent sa population jusqu'à 40 000 habitants. Émile Souvestre écrit même : « Si l'on se rapporte à la tradition du pays, Penmarc'h fut autrefois aussi considérable que Nantes ».
Selon Serge Duigou, il faut revoir des chiffres : la population de Penmarc'h aurait atteint environ 10 000 habitants vers le milieu du XVIe siècle et n'aurait plus été que de 3 000 habitants environ dans la première moitié du XVIIe siècle (estimations obtenues en multipliant par 27, la durée moyenne de vie à l'époque est de 27 ans, le nombre moyen annuel des naissances) ; la décadence se serait ensuite poursuivie : le nombre moyen annuel des baptêmes n'était plus que d'une cinquantaine vers 1630.
En 1783, Jean-Baptiste Ogée estime la population de Penmarc'h à 1 000 "communiants" (seules les personnes en âge de communier sont prises en compte). En 1800, Penmarc'h, qui comptait encore 10 000 habitants au XVIe siècle, n'abritait plus, dans ses ruines, que 900 personnes.

#### Le déclin de Penmarc'h
Le déclin du port de Penmarc'h commence dès le XVIe siècle : la prospérité de la ville commença à décliner vers 1500 avec la découverte d'importants bancs de morues au large de Terre-Neuve qui profitèrent surtout aux ports de la Manche : Saint-Malo, Granville, Binic ; à partir de 1520, le merlu penmarchais « subit de plein fouet la concurrence victorieuse des pêcheries de Terre-Neuve qui livrent en quantités massives et à des prix compétitifs (...) la morue salée ou séchée ». Les Penmarchais furent aussi victimes de l'essor de la marine de commerce hollandaise. Cependant la ville continua à exporter vers l'Espagne des farines et des poissons secs. À Bordeaux, en 1589-1590, les navires venus d'Audierne sont plus nombreux que ceux venus de Penmarc'h. Penmarc'h est aussi alors supplanté par l'Île-Tudy.
Camille Vallaux en a analysé ainsi les causes : « La légende a exagéré l'importance du vieux Penmarc'h et s'est souvent trompée sur les causes de sa ruine. Le territoire du Cap Caval n'a jamais eu de grosse agglomération urbaine, comme le prouve la dispersion des centres de groupement. Aucune cause physique ne peut expliquer la dévastation de ce coin terrestre. La prospérité du Cap Caval était fondée sur les pêcheurs et les sécheries de "poissons de carême", auxquelles la découverte de Terre-Neuve et surtout les guerres espagnoles du XVIe siècle ont porté un coup dont elles n'ont pas su se relever. Le commerce de Penmarc'h dérivait de la pêche et la flottille penmarchaise sur toutes les côtes de Bretagne les produits de la pêche et autres marchandises ».

#### Les destructions et massacres commis par Guy Eder de La Fontenelle
Mais le coup de grâce fut porté à la cité en 1595 par le célèbre brigand Guy Éder de La Fontenelle, qui avait fait de l'îlot fortifié de l'île Tristan situé en baie de Douarnenez son repaire. Il s'empara de la ville sans trop de difficulté, celle-ci ne possédant pas d'enceinte fortifiée, mais étant uniquement défendue par deux forts environnés de palissades et de retranchements: le fort de Kérity et l'église fortifiée de Tréoultré. Cependant il eut recours à la ruse. En effet, il se permit de rendre une visite de courtoisie, le lendemain du pardon, aux habitants de Penmarc'h, n'étant accompagné que d'une vingtaine d'hommes non armés, et joua même aux quilles avec les Penmarchais. Il gagna ainsi toute leur confiance et eut tout loisir d'inspecter leurs défenses. Pourtant les habitants auraient dû se méfier de lui en raison des nombreux méfaits et crimes qu'il avait déjà commis par le passé. Il revint quelques mois plus tard mais cette fois-ci accompagné d'une troupe bien plus nombreuse et mieux armée constituée de soldats. Après s'être emparé du fort de Kérity et de l'église fortifiée de Tréoultré, il massacra les habitants qui s'y étaient retranchés avec leurs biens, s'y croyant en sûreté. « Ce fut près du grand autel qu'ils firent une horrible boucherie des habitants qui s'étaient presque tous réfugiés autour de la nef où ils avaient dressé leurs lits ». Ceux qui échappèrent à la tuerie furent faits prisonniers. Il fit un riche butin, les habitants les plus fortunés ayant daigné trouver refuge à Brest, qu'il fit charger dans des navires qui prirent la direction du fort de Douarnenez. Le siècle suivant fut entièrement consacré à la reconstruction de Penmarc'h.

#### Une tradition rebelle persistante
« Dans les années de mauvaise pêche, [les pêcheurs] faisaient mille difficultés pour payer les taxes et menaçaient de jeter à l'eau les huissiers. Souvent même allaient-ils jusqu'à contester les droits de leur seigneur. À Penmarck [Penmarch] en particulier les refus de s'acquitter furent fréquents et il s'ensuivit même jusqu'à des mutineries. Un rapport de 1709 déclare que "les habitants de cette paroisse, ayant été de tout temps mutins et rebelles, refusent de payer le droit [les droits d'affermage des pêcheries et les droits seigneuriaux], bien qu'ils aient été condamnés par deux arrêts du Parlement, l'un en date du 24 octobre 1564 et l'autre du 9 octobre 1674" ».
En 1551, les pêcheurs de Penmarch se révoltent contre les fermiers chargés de la perception des taxes. Le gouverneur de Bretagne Jean IV de Brosse envie Jean de Rosmadec (de Pont-Croix) combattre la sédition, mais celui-ci se retire prudemment. En janvier 1675 (quelques mois avant la Révolte du papier timbré), la révolte éclate à nouveau dans la région entre Douarnenez et Concarneau et Penmarch y prend part. On pille les maisons des fermiers et receveurs de la baronnie du Pont, on brûle et on emporte toutes les archives et tous les titres nobiliaires trouvés. En 1698 c'est le recteur de Tréoultré (Penmarch) lui-même, Desrolin, et le sieur de Kersaux, capitaine de la paroisse, qui incitent les marins à ne pas payer les redevances réclamées par le baron du Pont, François-Joseph II d'Ernothon ; quatre huissiers sont rossés, l'un d'eux est laissé pour mort. Le 20 juin 1706 encore, le baron du Pont envoie à Penmarch son procureur fiscal et le sergent de la juridiction de la baronnie pour signifier « à tous maîtres de bateaux, seicheurs, maréans et vaccanteurs qui auraient été à la pêche des merlus et des congres » l'obligation de payer les redevances et de déclarer les effectifs de leurs équipages, mais ils doivent déguerpir et les marins de Penmarch persévèrent dans leur attitude malgré plusieurs arrêts du Parlement de Bretagne.
En 1732, le sieur Trémic de Kerameizan qui possède aussi le manoir de Kerbleustre en Penmarch est sergent féodé dépendant du baron du Pont pour la paroisse de Penmarch.
En 1759, une ordonnance de Louis XV ordonne à la paroisse de Pennemach [Penmarch] de fournir 12 hommes et de payer 78 livres pour « la dépense annuelle de la garde-côte de Bretagne ».

#### Des naufrages et des pillages de navires
La plupart des naufrages survenus dans les parages de Penmarc'h, certainement très nombreux, n'ont laissé aucune trace dans l'histoire, ni d'épaves indentifiable. Quelques exceptions toutefois : des canons hollandais trouvés par des plongeurs près de la tourelle du Menhir (en face du phare d'Eckmühl) et dont deux exemplaires ont été sortis des eaux, qui portent l'un la date de 1615 (il se trouve sur l'une des terrasses du château de Brest), l'autre de 1618 (il est exposé devant le vieux phare de Penmarc'h), ont été identifiés comme appartenant au Zeeridder, un escorteur hollandais de 20 canons et 80 hommes d'équipage chargé de la protection des navires marchands, disparu après avoir quitté le port de Bordeaux le 3 novembre 1629.
Parmi les autres naufrages et échouages connus, à titre d'exemples car on ne peut pas les citer tous, le 4 décembre 1734 la Marie, de Saint-Brieuc, fit naufrage près de Notre-Dame-de-la-Joie et, le même jour, le Saint-Florent, de Nantes, un bateau de 300 tonneaux, sur la même côte de Penmarc'h : sur les 41 hommes d'équipage, 15 seulement furent sauvés et se réfugièrent chez Yves Calloch, de Saint-Vio (en Tréguennec), qui leur donna tous les secours possibles ; le 29 décembre 1734 c'est le Britannia, de Londres, un navire de 70 tonneaux, qui s'échouait à son tour sur la côte de Penmarch. Le 22 novembre 1737 c'est le Jeune Paon, d'Amsterdam, un bateau de 150 tonneaux, qui se brisa sur les Étocs. Le 22 septembre 1740 La Société, de Nantes, 80 tonneaux, se brisa sur la côte de Kérity (un seul survivant parmi les 17 hommes de l'équipage) et le 10 décembre 1740 l'Emmanuel, un navire de 100 tonneaux de Copenhague, se brisa sur la côte de Keryvion en Penmarch. Le 25 janvier 1743 l' Espérance, de Bréhat, s'échoua à Penmarch et le 31 octobre 1743 Les trois bons amis, un bateau de Rotterdam de 80 tonneaux, se brisa sur la côte de Penmarc'h ; le 4 décembre 1743, la Providence, de Bayonne se brisa sur les Étocs (4 marins furent noyés) et le Saint-Jacques, de Landerneau, le même joue au même endroit. Le 23 avril 1746 c'est au tour du Saint-Michel-Archange, de Pont-l'Abbé, 60 tonneaux, de s'échouer sur les Étocs pour éviter des corsaires anglais qui néanmoins le pillèrent. En 1753, à Tréguennec, des bandes de paysans des paroisses de Penmarc'h et de Plonéour pillent l'épave du Phénix, un navire échoué venu d'Irlande.

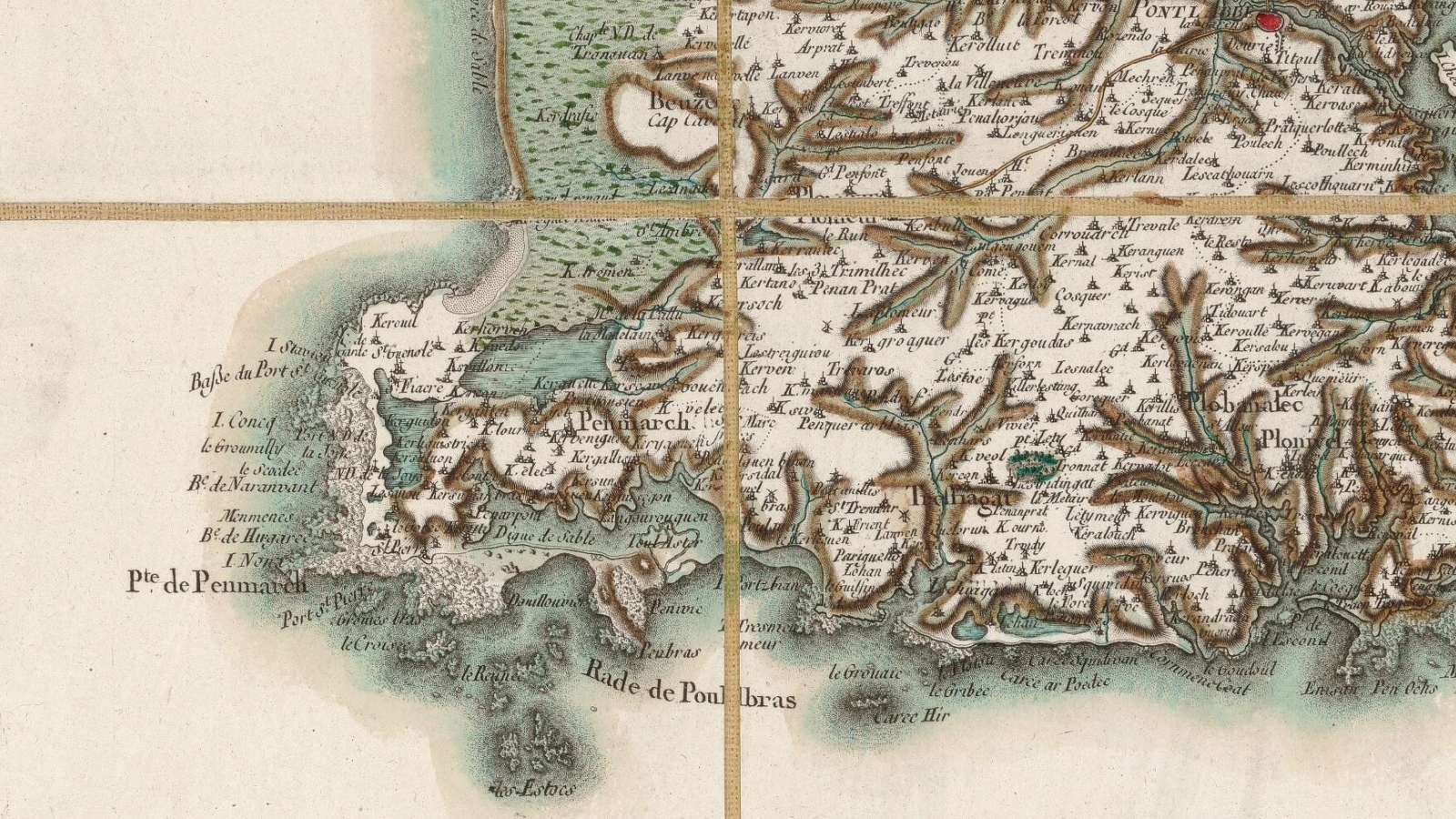
Carte de Cassini (1783) : Penmarc'h et ses environs.

Dans la nuit du 10 au 11 janvier 1754, le Jeune Brasseur, d'Amsterdam, échoué à Penmarc'h, est pillé systématiquement par les riverains, notamment les trois-quarts d'une cargaison de vin, représentant en tout 651 barriques. La nuit suivante, 50 des 240 barriques sauvées par l'Amirauté de Quimper, et placées sous la garde du procureur terrien local, disparurent. Des perquisitions eurent lieu et cinq hommes furent arrêtés le 14 août 1754 et condamnés le 1er juillet 1755 ; parmi eux Nicolas Le Garrec et Guy Le Pape (5 ans de bannissement et 50 livres d'amende ; Hervé Le Pape, procureur terrien de la paroisse de Plomeur, est condamné à mort, mais la sentence ne fut pas exécutée et il fut libéré sous caution en 1756.
En 1760 le Saint-Jean-Baptiste est pillé à Penmarc' h. Le capitaine déclare que « les riverains, au nombre de plus de 80, se sont rendus par troupe à la côte (...). Qu'au moment qu'il dessaisissait les riverains d'une partie des effets qu'ils pillaient, il fut lui-même assailli par d'autres qui protégeaient le pillage ».
En 1770, lors du naufrage du Polly et Nancy, « dix hommes de Penmarch vinrent au secours des marins au péril de leur vie » dirent les naufragés, mais le navire fut ensuite pillé».
L'Amirauté de Quimper a recensé 333 échouages de navires entre 1723 et 1791, mais combien d'autres n'ont pas été recensés ? La pointe de Penmarc'h, la presqu'île de Crozon, le Raz de Sein et Plozévet détiennent le taux le plus élevé de naufrages.

### Révolution françaiseetPremier Empire
La paroisse de Penmarch, qui comprenait alors 75 feux, élit deux délégués, Claude Keraudren et Hervé Le Cloarec, pour la représenter à l'assemblée du tiers état de la sénéchaussée de Quimper au printemps 1789.
La réorganisation des paroisses en 1791 entraîne l'attribution à Penmarc'h de 9 villages de la partie occidentale de Plomeur, y compris la chapelle de la Madeleine, et l'incorporation de la trève de Saint-Guénolé. Penmarc'h, au territoire jusque-là réduit au voisinage du bourg et à l'agglomération de Kérity et Saint-Pierre s'agrandit donc fortement. La commune créée en 1792 reprit les limites de la paroisse modifiées l'année précédente.
La municipalité de la commune de Penmarc'h est créée le 9 décembre 1792.
Le 23 août 1794, à la suite d'un combat contre des bateaux anglais, la frégate Volontaire s'échoue près de la Pointe de la Torche. Son épave a été retrouvée en 2020.
Le 18 mars 1811, un convoi de 19 bâtiments, chargés de vivres pour la Marine, acculés par des bateaux anglais en rade de Kérity-Penmarch et en passe d'être brûlés, parvient à se réfugier à Audierne et Bénodet.

### LeXIXesiècle

#### L'importance des ruines frappe les imaginations

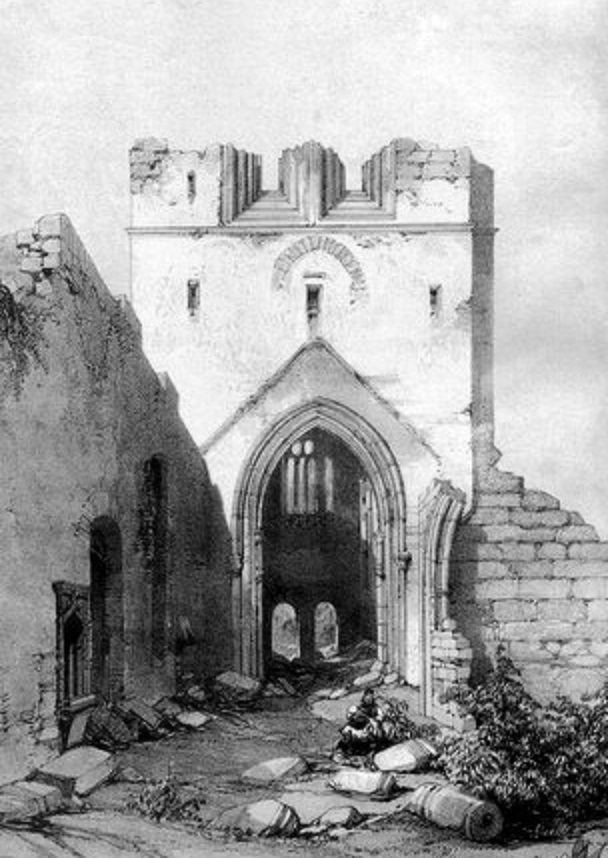
La Tour carrée (dessin publié en 1845 dans Voyages pittoresques et romantiques dans l'ancienne France, par Charles Nodier, Isidore Taylor, Alphonse de Cailleux).

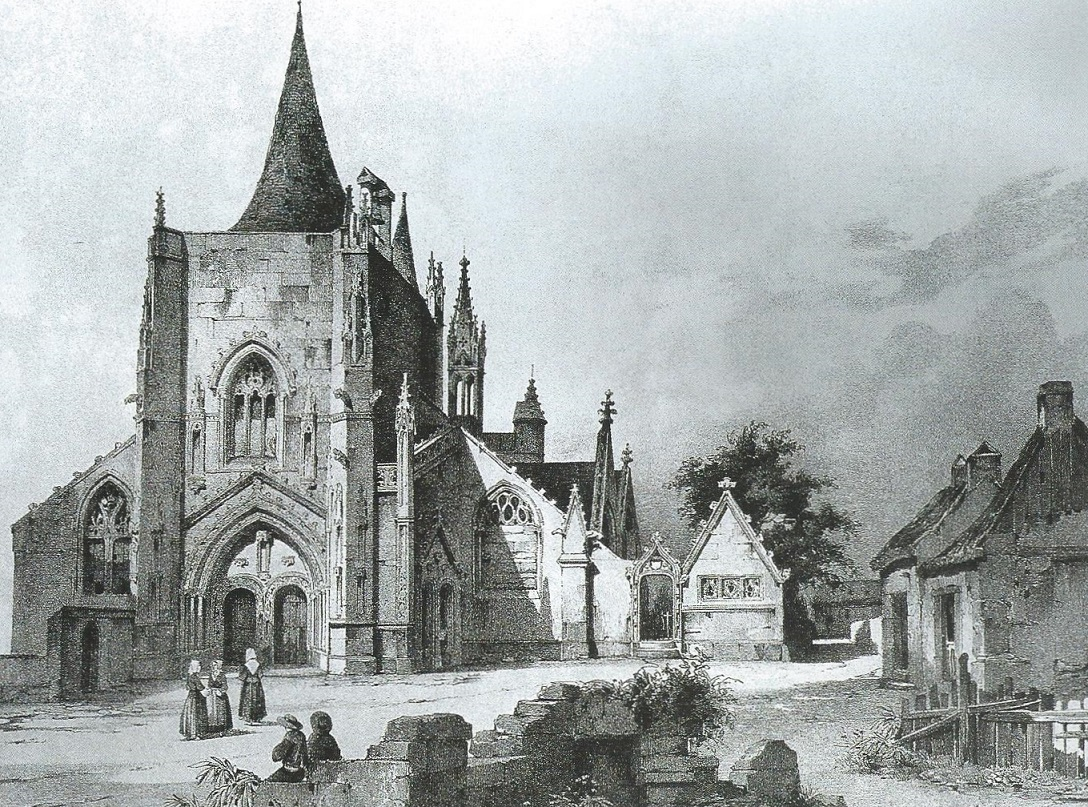
L'église Saint-Nonna vers le milieu du XIXe siècle (Isidore Taylor et Charles Nodier, Voyages pittoresques et romantques dans l'ancienne France).

Aux XVIIIe et XIXe siècles, l'importance des ruines frappe l'imagination des voyageurs. Jacques Cambry écrit (à tort) : « J'ai parlé des ruines de Penmarck, elles annoncent une très-grande population ; elles sont pour les habitans du pays les ruines de la ville d'Is ». Le chevalier de Fréminville les décrit ainsi en 1835 : « Vers le soir, je vis se dessiner à l'horizon un amas de ruines que surmontaient de distance en distance les tours massives de quelques grandes églises : c'était la ville de Kérity-Penmarc'h, jadis imposante et florissante, aujourd'hui abandonnée ». A. Marteville et P. Varin, continuateurs de Jean-Baptiste Ogée écrivent en 1853 : « Penmarc'h n'offre plus aujourd'hui que des ruines au milieu desquelles il serait difficile de retrouver la rue des Argentiers, la rue des Merciers qui autrefois étaient le centre de cette population industrieuse. Çà et là cependant, on voit encore quelques vieilles maisons, reconnaissables à leurs mâchicoulis et à leurs portes armoriées ».
Jean-François Brousmiche écrit pour sa part, après avoir visité Penmarc'h en 1830 ou 1831, laissant lui aussi libre cours à son imagination : « Si l'on en croit les habitants de Kérity-Penamrc'h, la ville florissante dont le hameau faisait partie s'étendait bien au-delà des limites que la mer assigne aujourd'hui ; elle en a, disent-ils, envahi une partie. Ils affirment que l'on distingue facilement sur la masse des rochers nommée "Les Étocs" des débris d'habitations ; qu'à marée basse on peut encore descendre les marches d'escaliers qui sont entièrement conservées ». Il ajoute : « C'est partout de vastes édifices écroulés, des maisons à ras du sol, des murs de clôture éboulés. (...) Les champs sont clos avec des linteaux de porte, des manteaux, des jambages de cheminées, des pierres ayant servi au revêtement des croisées ».
Victor Segalen éprouve la même impression à la fin du XIXe siècle dans ce texte datant de 1899 :

« Des ruines et des ruines, c'est l'impression qui vague sur toute la presqu'île : ruine, cette tour de Saint-Guénolé, ruines, ces arches squelettiques de Kérity, ruines encore ces fermes taillées à même les vieux châteaux, encloses de granits ouvrés empruntés aux anciens manoirs, ruines enfin, ces brisants écroulés en mer, à perte de vue... »

#### Penmarc'h vers le milieu duXIXesiècle
En 1835 est mis en service le premier phare (appelé désormais "vieux phare") de Penmarc'h.
Alfred de Kerillis décrit ainsi Penmarc'h en 1844 :

« Penmarc'h est aujourd'hui un petit bourg, un village, voisin d'un autre village appelé Kérity, et de plusieurs autres, clairsemés sur les palus comme des tribus errantes qui sont restées, pendant qu'a passé le torrent des siècles, groupées autour de belles églises (...), toutes, quoique séparées, se tenant les unes les autres par un réseau de petits murs, toutes offrant, sur une immense étendue, des ruines d'édifices peu considérables, il est vrai, mais attestant l'existence d'une grande ville qui n'est plus. (...) Tout ce qu'on se rappelle aujourd'hui de sa grandeur et de sa destruction, c'est qu'au temps de la Ligue, elle comptait 10 000 habitants ; qu'elle s'enrichissait par un commerce, qu'a détruit depuis la découverte du banc de Terre-Neuve ; que ses habitants étaient, de même qu'aujourd'hui, les premiers marins de la Bretagne, c'est-à-dire du royaume. »

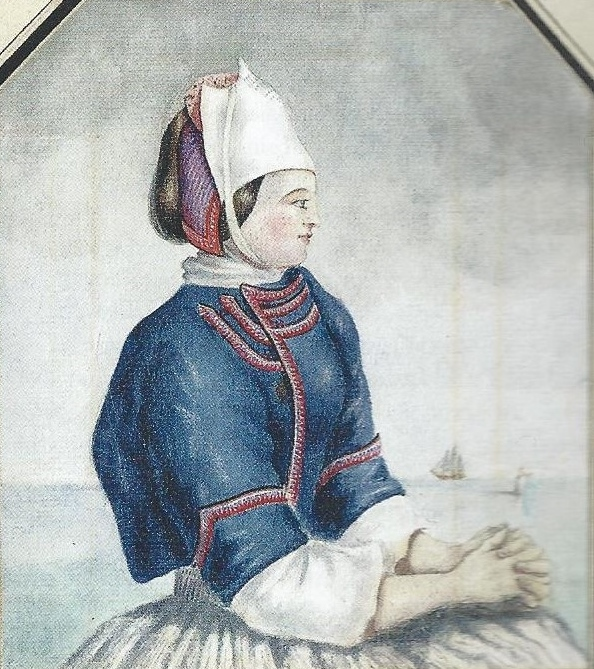
Félix Marant-Boissavant : Jeune fille à la pointe de Penmarc'h (costume de Pont-l'Abbé) (milieu XIXe siècle).

Par contre l'agriculture est alors, si l'on en croit Jean-François Brousmiche, assez prospère : « Partout où l'on a pu défricher la terre sur la commune de Penmarc'h elle produit d'abondantes récoltes de céréales : les froments y sont magnifiques. Sur son territoire, on voit peu d'héritages» qui soient clôturés, à moins qu'ils ne se trouvent sur le territoire de la vieille cité, où les débris des murailles, des maisons, cernent les portions qui sont labourées. Les portions, surtout des terres rapprochées du rivage, qui n'ont que des dunes pour briser la vague dont sans elles on les verrait couvertes, sont bornées par de simples sillons, par une pierre seulement. Toutefois, en 1853, A. Marteville et P. Varin, continuateurs de Jean-Baptiste Ogée, sont beaucoup moins optimistes à propos de l'agriculture locale, écrivant : « Les engrais de mer permettent à l'agriculteur de cette commune de récolter (...) quelque blé ; mais, faute de renouveler les semences, la qualité de cette céréale va tous les jours en s'affaiblissant. Les engrais domestiques sont employés comme combustible. À l'exception de quelques mûriers verts, on ne voit point d'arbres dans cette commune ; les arbres à fruit sont inconnus et il faut aller à plus de quatre lieues chercher les bois de construction. (...) On parle le breton ».
Les mêmes auteurs indiquent qu'à l'époque, pour une superficie totale de 1 638 ha, les terres labourables occupent 663 ha, les prés et pêturages 405 ha, les marais 105 ha, les landes et incultes 401 ha. Ils indiquent aussi la présence de 5 moulins dont 4 moulins à vent (Saint-Guénolé, Kerneil, la Madelaine, Poulguen) et 1 à eau (Keréon).

#### Le retour d'une certaine prospérité dans la seconde moitié duXIXesiècle
Henry Reverdy écrit en 1903 :

« Cependant la race hardie des pêcheurs se cramponnait à ce sol ingrat. La pêche à la sardine en été, celle du homard, encore plus rude, en hiver, ouvrait un nouveau débouché. Des usines de conserve se créèrent sur la côte. À la pêche vint se joindre l'exploitation des goémons, que les habitants pratiquent avec un véritable mépris du danger. Quand la mer est basse, les hommes vont sur les récifs cueillir les plantes marines, ils les empilent sur un filet qui les enserre et maintient cette espèce de meule ; puis, au flot montant, ils reviennent, portés par cet étrange radeau, toujours prêt à s'écarteler. Ces goémons engraissent le sol, ils servent de chauffage, ils se transforment en soude. Grâce à ces industries, avec une énergie merveilleuse, Penmarc'h commença à sortir de ses ruines. En moins d'un siècle, la population quadrupla, elle dépasse aujourd'hui 4 000 âmes. »

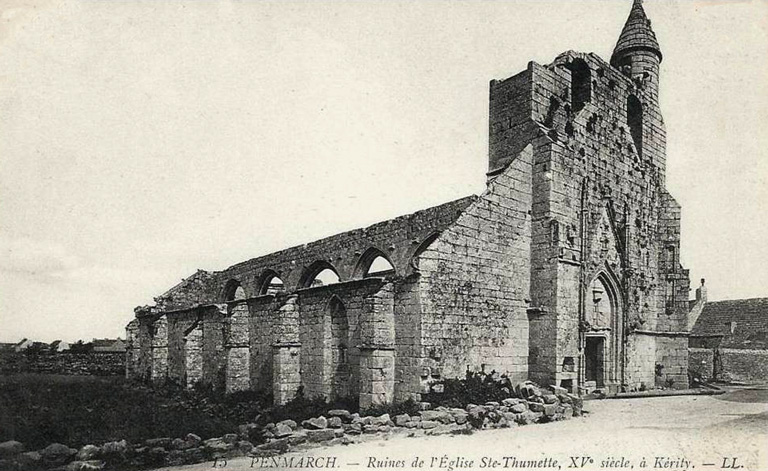
Kérity : l'église Sainte-Thumette en ruines (vers 1900).

La petite cité de Penmarc'h renoue avec la prospérité au cours de la seconde moitié du XIXe siècle après deux siècles de marasme économique. Elle le doit à l'essor de la pêche de la sardine et au développement de l'industrie de la conserve : en 1881, Penmarc'h compte sept usines : Garreau (à Kérity), Louis Rolland (de Concarneau), Cassegrain, Hillerin-Tertrais, Artaud, Châtellier et Moreau (ces cinq derniers cités de Nantes) ; par exemple l'usine Béziers. De ce fait, en l'espace d'un demi-siècle, la population triple, et passe de 2 029 habitants en 1861 à 6 051 habitants en 1911.
La fin du XIXe siècle est marquée par l'édification du phare d'Eckmühl, haut de 60 mètres et dont l'éclairage porte en moyenne à 100 km.
En avril 1872, un rapport du Conseil général du Finistère indique l'ouverture d'une école de filles à Penmarch.

#### Le drame du10 octobre 1870et les naufrages duXIXesiècle

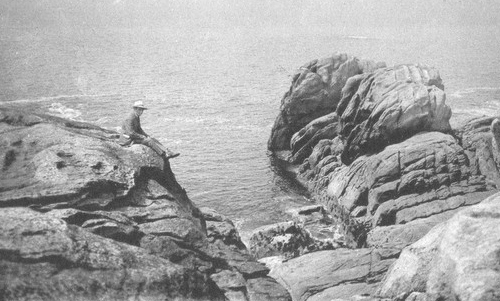
Rochers près de la Roche des victimes (drame du 10 octobre 1870).

Ce jour-là, le Préfet du Finistère, Gustave Levainville, vient pique-niquer en famille sur le plus haut rocher de Saint-Guénolé : une vague déferlante emporte sa femme, sa fille et fait trois autres victimes de sa famille. Une croix fut scellée dans la roche pour commémorer cette tragédie ; les complaintes de l'époque s'emparèrent de ce fait-divers et le rocher concerné prit le nom de Roche des victimes ou Rocher du Préfet.
Le 5 avril 1871 une violent coup de vent provoqua un drame de la mer faisant en tout quinze victimes : « Trois chaloupes seraient perdues, deux autres auraient disparu sans qu'on sache ce qu'elles sont devenues. Le Pierre, de Kérity, était monté de huit hommes qui ont tous péri. Sept de ces malheureux étaient pères de famille et laissent entre eux jusqu'à trente enfants qui vont se trouver sans ressources. Une seconde chaloupe, commandée par Bérou, du Guilvinec, compte sept morts. La troisième, nommée Daniel, jetée sur les sables de La Torche par la tempête, a été sauvée sans que les hommes aient péri ».

#### La réputation de naufrageurs

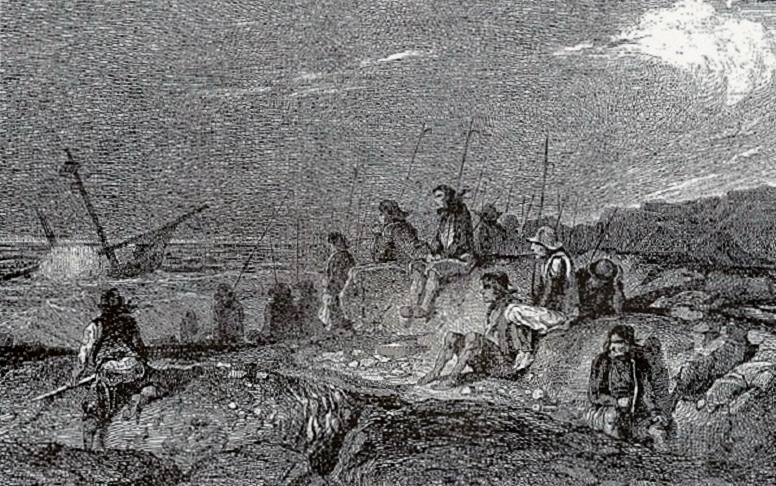
Octave Penguilly L'Haridon : Les naufrageurs (Musée de Bretagne, Rennes).

Guy de Maupassant écrit en 1883, faisant allusion à la réputation de naufrageurs que possédaient les Bigoudens, à l'instar des habitants du Pays pagan :

« La plage de Penmarch fait peur. C'est bien ici que les naufrageurs devaient attirer les vaisseaux perdus, en attachant aux cornes d'une vache, dont la patte était entravée pour qu'elle boitât, la lanterne trompeuse qui simulait un autre navire. »

Ce mythe des naufrageurs est aussi évoqué dans la gwerz Penmarc'h qui évoque le naufrage d'un navire dont l'équipage aurait été abusé par un feu allumé au sommet d'une église. La gwerz dit (en langue bretonne) : « Malloz a raon da Penmarkis, Goulou en noz en ho ilis » (« Malédiction aux gens de Penmarc'h, Qui ont des feus la nuit dans leurs églises »).
Nous voyons bien, dans ces deux citations, qu'il s'agit là plus de légendes rapportées et de témoignages de l'imaginaire collectif que d'éléments factuels s'appuyant sur des vérités historiques sourcées ou identifiées clairement par des témoignages fiables.
Toutefois Auguste Dupouy évoque dans un livre publié en 1920 un naufrage survenu vers 1885 : « Il y a trente-cinq ans de cela, un vapeur chargé de victuailles vint s'échouer, par temps de brume, au beau milieu des Étocs. Malgré le froid (on était en décembre), malgré la douane (d'aucun disent : grâce à elle), on en fit le pillage en règle, sans scaphandrier. Pendant des semaines ce fut dans tout Penmarc'h une débauche d'ananas, de goyave et de prunes confites. Les coupables furent emprisonnés copieusement. Cela n'a découragé personne.
Le même auteur écrit aussi : « En septembre 1918, à la marée d'équinoxe, des sacs de farine américaine vinrent, par milliers, à la côte. Aubaine providentielle ! Il y avait eu, cet été, des semaines sans pain dans les ports. Hommes, femmes, enfants, vieillards aux jambes flageolantes, mais au regard de rapaces, tout Penmarc'h était sur les roches, avec des crocs, avec des lignes, se démenant dans l'écume et l'embryon. Un douanier ou deux firent mine d'intervenir, de prendre les noms des délinquants. Vaine menace : ils étaient trop !

#### Les phares de Penmarc'h

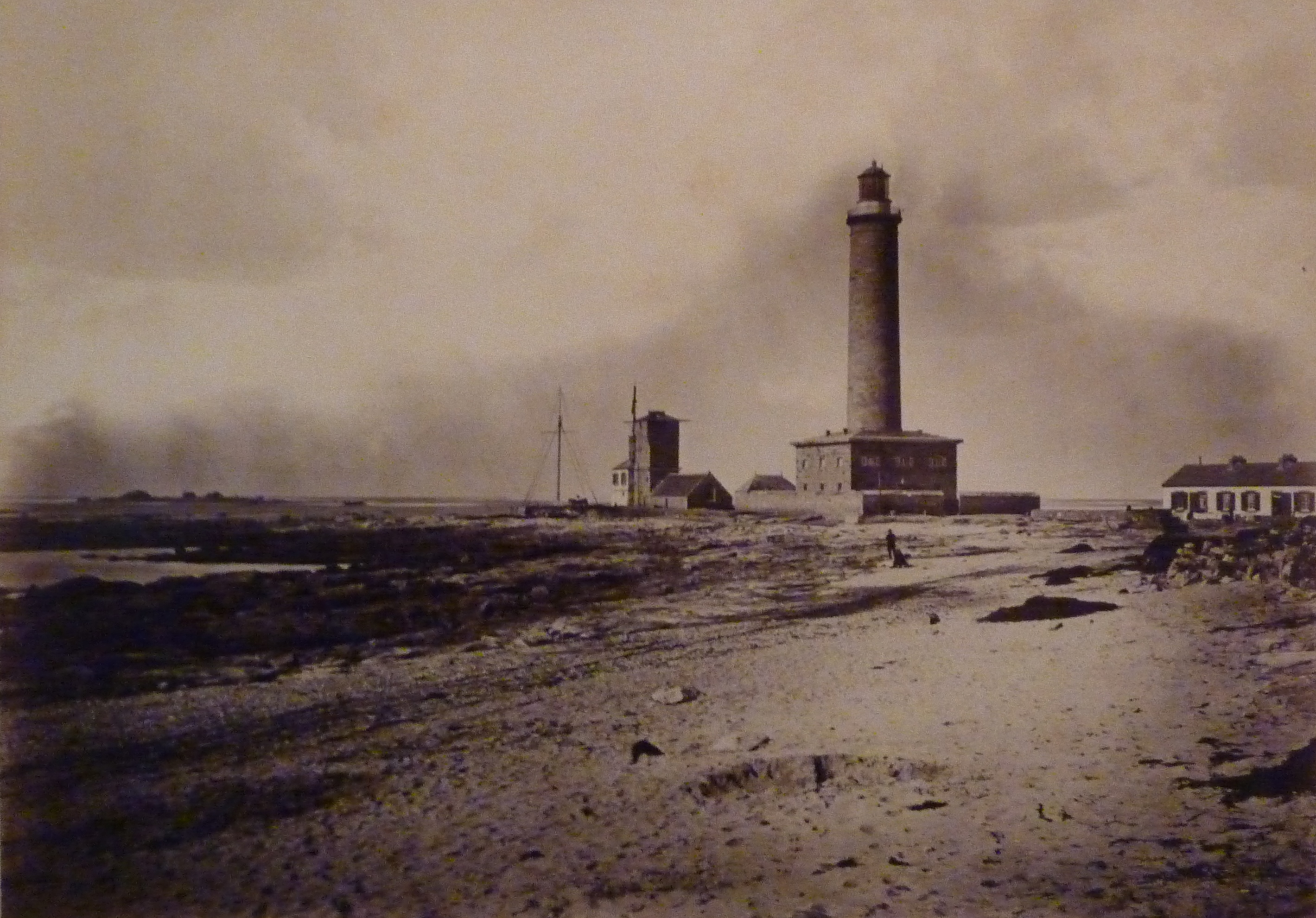
L'ancien phare de Penmarc'h vers 1865 (photographie de Jules Duclos, musée de Bretagne).

Le premier phare de Penmarch fut construit à la pointe de Penmarc'h, dans le quartier de Saint-Pierre, entre 1831 et 1835, et fut en service de 1835 à 1897, date de la mise en service du phare d'Eckmühl le 17 octobre 1897. L'ancien phare, dont le fût est peint en blanc sur sa face sud, sert désormais d'amer. 
En août 1895, un réseau de distribution d'eau potable ouvre à Penmarch.

#### Le crime de Marie-Jeanne Bodéré
Le 3 octobre 1874, le corps totalement défiguré de Bertrand Bodéré, est retrouvé le matin sur un bas-côté de la route. Son épouse, Marie-Jeanne Bodéré, réputée ivrogne, mère dénaturée, se livrant à la prostitution, etc. est vite suspectée et une perquisition effectuée à son domicile permet de retrouver une jupe tachée de sang. Elle reconnaît finalement, avec la complicité de son amant Jean Le Goff, avoir fait boire son mari plus que de raison chez un cabaretier du village, puis, sur le chemin du retour vers leur domicile, lui avoir fait manger un gâteau empoisonné au sulfate de cuivre, avant de l'assommer à l'aide d'une grosse pierre, et d'exiger de son amant qu'il en fasse autant. Son plus jeune enfant, âgé d'environ un an, est, de plus, trouvé mort d'inanition, faute de soins, le lendemain du meurtre. Marie-Jeanne Bodéré est condamnée à mort (sa peine fut commuée aux travaux forcés à perpétuité par le président de la République Mac-Mahon) et Jean Le Goff aux travaux forcés à perpétuité. Dans le dossier de demande de grâce concernant Marie-Jeanne Bodéré écrit par les magistrats quimpérois pour le ministère de la Justice, il est écrit que son exécution aurait valeur d'exemple « au milieu de ces populations à demi barbares » car il est temps de faire régner l'ordre et la justice dans cette « contrée sauvage » !

#### Les écoles de hameaux de Kérity et de Saint-Guénolé
Fin XIXe siècle, la construction de 67 écoles de hameaux a été autorisée dans le Finistère par deux décrets :
- Le décret du 25 octobre 1881 qui a délégué une subvention pour 18 écoles de hameaux sur l'arrondissement de Quimperlé ; toutes ont été bâties.
- Le décret du 14 mars 1882 qui a délégué une subvention pour 50 écoles de hameaux sur les quatre autres arrondissements du département (Brest, Châteaulin, Morlaix, Quimper) à choisir dans les communes « dont le territoire est le plus étendu et les ressources les plus restreintes » ; 49 ont été bâties dont 2 à Penmarc'h (Kerity et Saint-Guenolé)[119].

#### Penmarc'h en 1893
Alexandre Nicolaï décrit ainsi Penmarch en 1893 :

« Du bourg de Penmarch à Querity [Kérity] d'un côté, à Saint-Guénolé de l'autre, et partout à plusieurs lieues à la ronde, tout évoque lamentablement la dévastation au milieu des ajoncs et des bruyères. Les murs de pierre sèche qui séparent tous les héritages entre eux, quadrillant bizarrement le sol sur une superficie de plusieurs kilomètres carrés, sont uniformément faits de démolitions, de marches, de dalles, de moellons, de corniches souvent sculptées où mordent les lichens gris et jaunes, où s'agriffent les mousses et les joubarbes ; des fondations viennent partout affleurer le sol là où il est resté inculte ; des pans de murailles tiennent çà et là par miracle ; quelques fermes fortifiées du XVe siècle et du XVIe siècle, rares documents archéologiques, ont résisté à la faveur de leurs épaisseurs de pierres auxquelles des meurtrières, de petites tours qui faisaient office de guettes, leurs portes basses, leurs fossés, conservent tout de cet aspect méfiant et sournois qui fit dans doute leur salut. Cela dit assez combien l'existence dut être dure aux pauvres peinards de la glèbe toujours sous le coup d'une audacieuse entreprise, d'un coup de main, d'une razzia. »

### Les peintres de Penmarc'h
« Sans qu'on puisse parler d'école ou de groupe comme à Concarneau ou à Pont-Aven, un grand nombre de peintres de ces écoles ou indépendants s'arrêtent et travaillent à Penmarc'h au XIXe siècle ainsi qu'au début du XXe siècle ». Parmi eux :
- Charles-François Daubigny : Le village de Kérity en Bretagne
- Karl Daubigny (fils de Charles-François Daubigny) : Les vanneuses à Kérity (1868, musée des Beaux-Arts de Brest).
- Gaston de Latenay : De retour de Saint-Guénolé (1910, collection particulière).
- Henri Barnoin : Jour de pardon à Saint-Guénolé (huile sur toile, 81,3 × 99,7 cm, collection privée).
- Lucien Simon : Luttes à Saint-Guénolé vers 1898 (1898, musée des Beaux-Arts de Brest) ; Procession à Penmarc'h (1900, musée des beaux-arts de Brest) ; Les baigneuses de Saint-Guénolé (1913) ; Les batteuses de blé près de la Tour carrée à Saint-Guénolé-Penmarch (collection privée) ; Sardinerie à Penmarc'h (gouache, 1933, musée des beaux-arts de Brest) ; La Parade de cirque forain au pardon de Notre-Dame-de-la-Joie (1919, huile sur toile, musée des beaux-arts de Quimper).

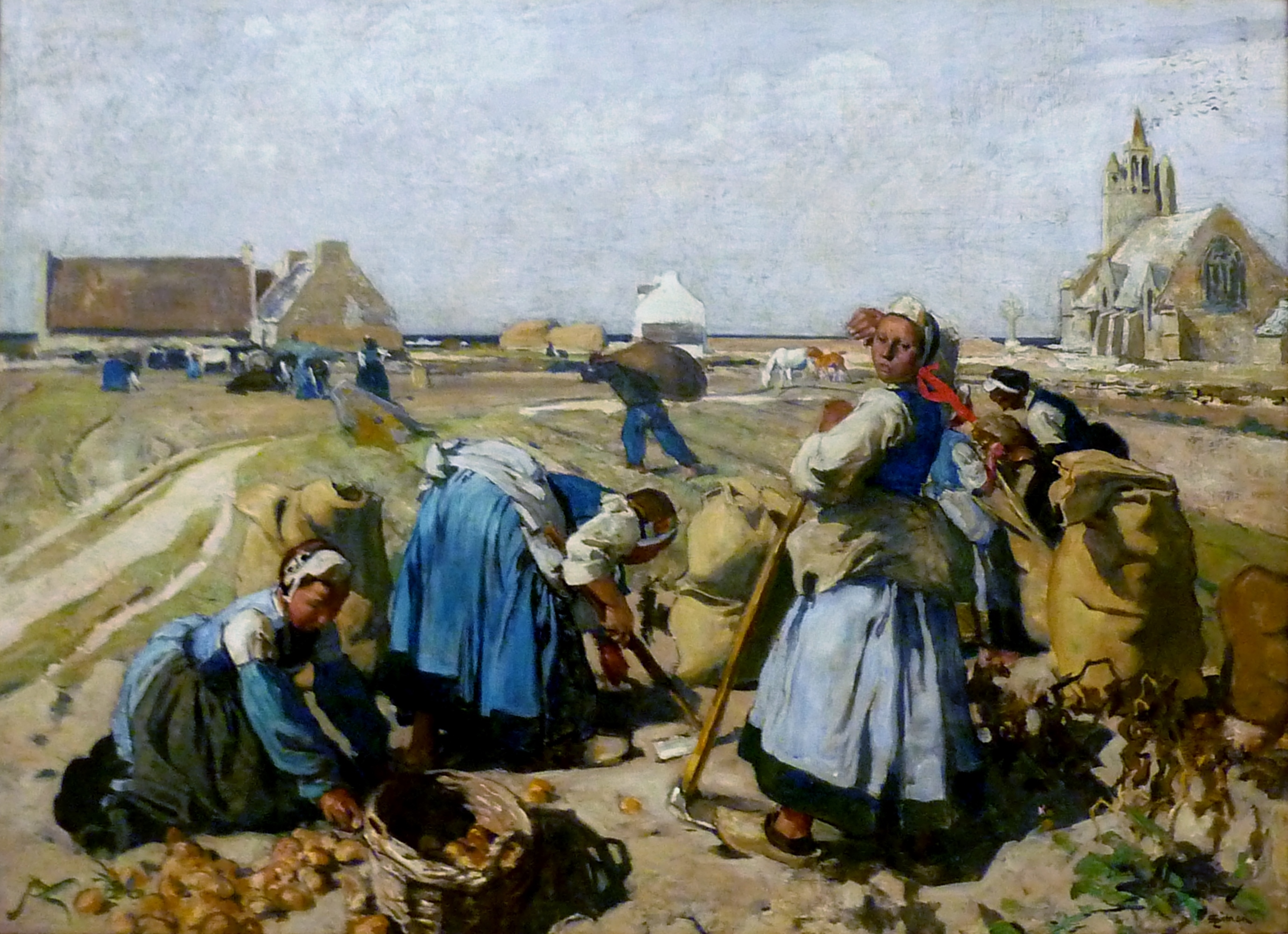
Lucien Simon : La Récolte des pommes de terre [devant la chapelle Notre-Dame-de-la-Joie] (huile sur toile, 1907, musée des beaux-arts de Quimper)
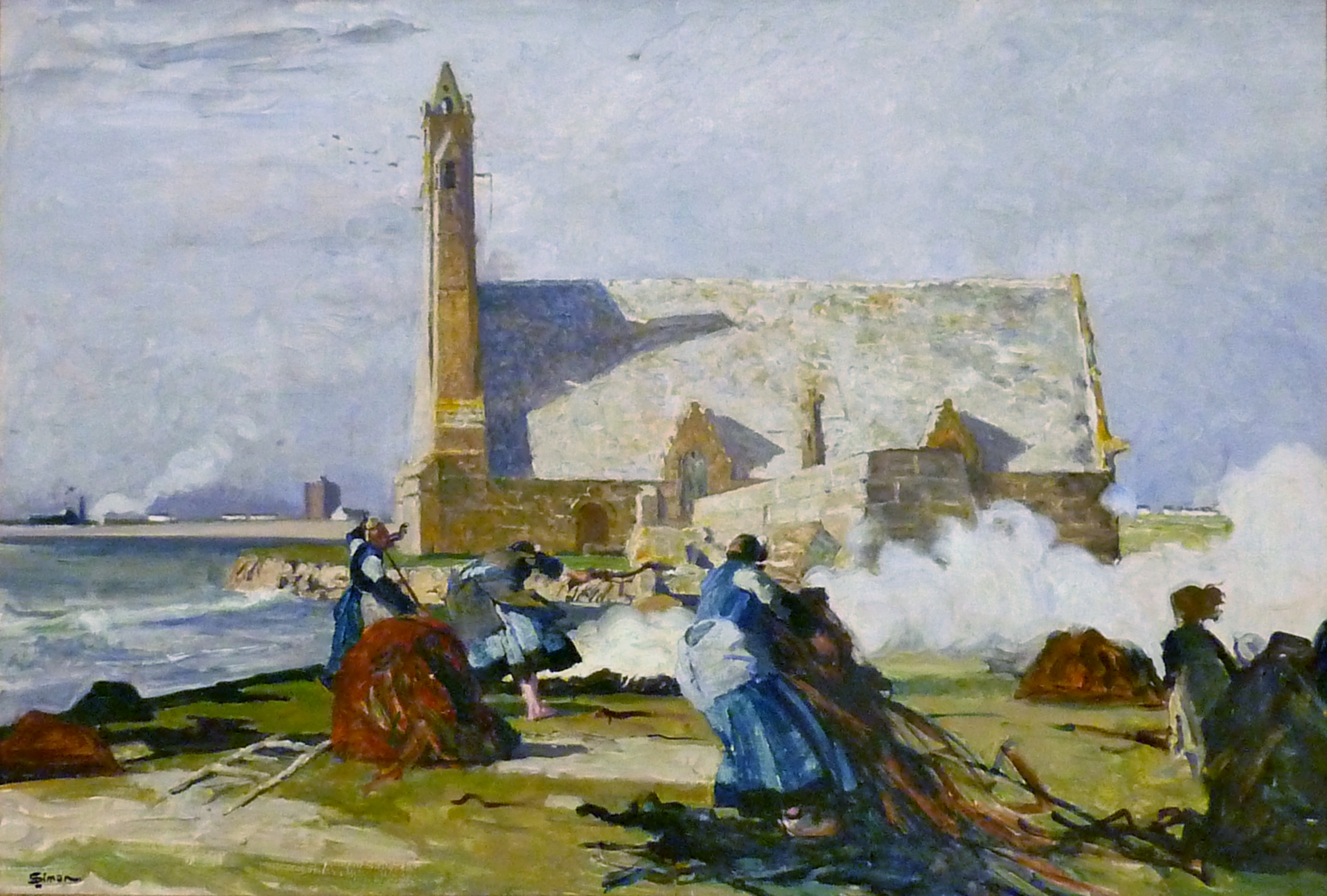
Lucien Simon : La Chapelle de la Joie [scène de brûlage du goémon à Penmarc'h] (huile sur toile, 1907, musée des beaux-arts de Quimper)
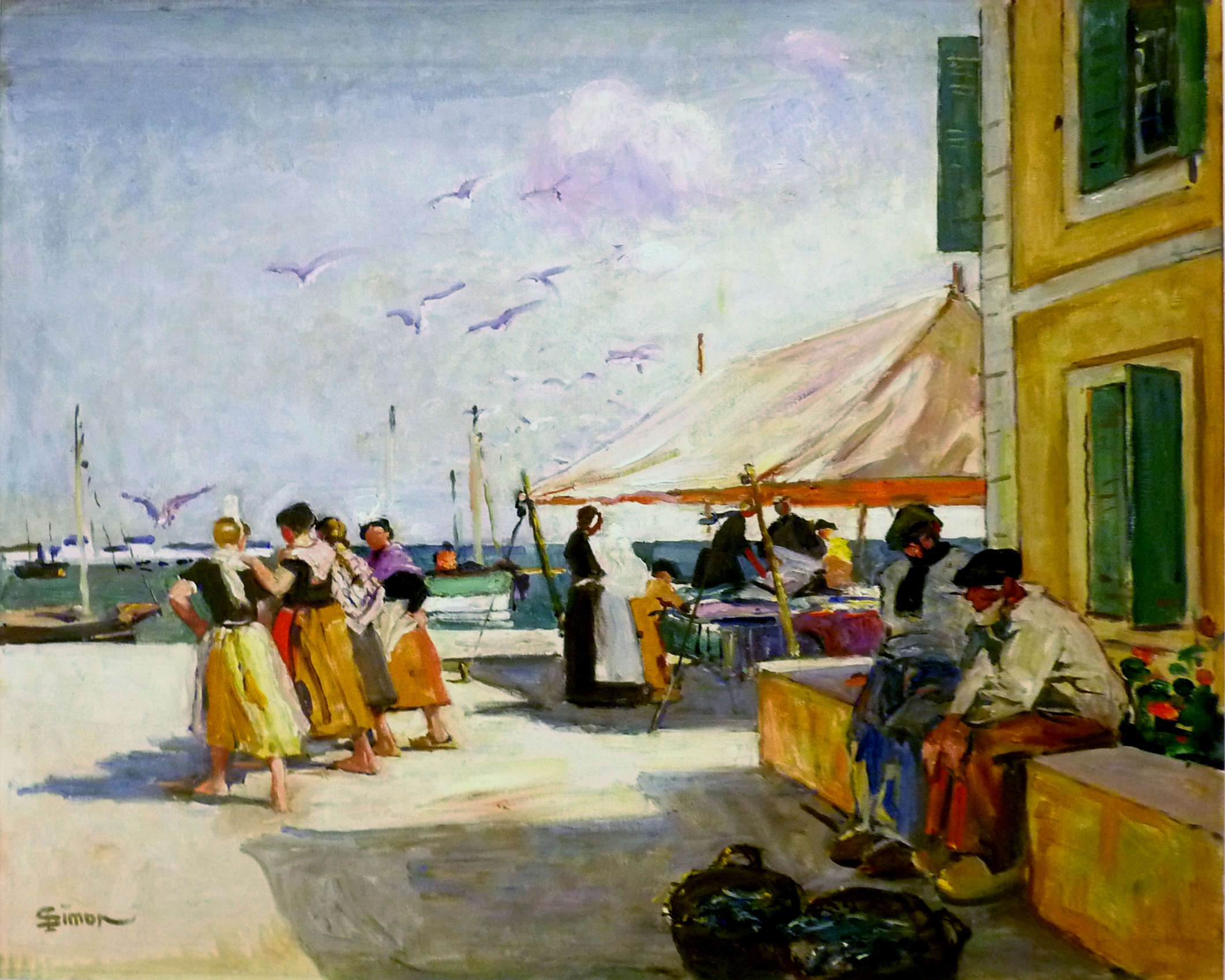
Lucien Simon : Le Quai de Kérity [à Penmarc'h] (huile sur toile, 1937-1938, musée des beaux-arts de Quimper)
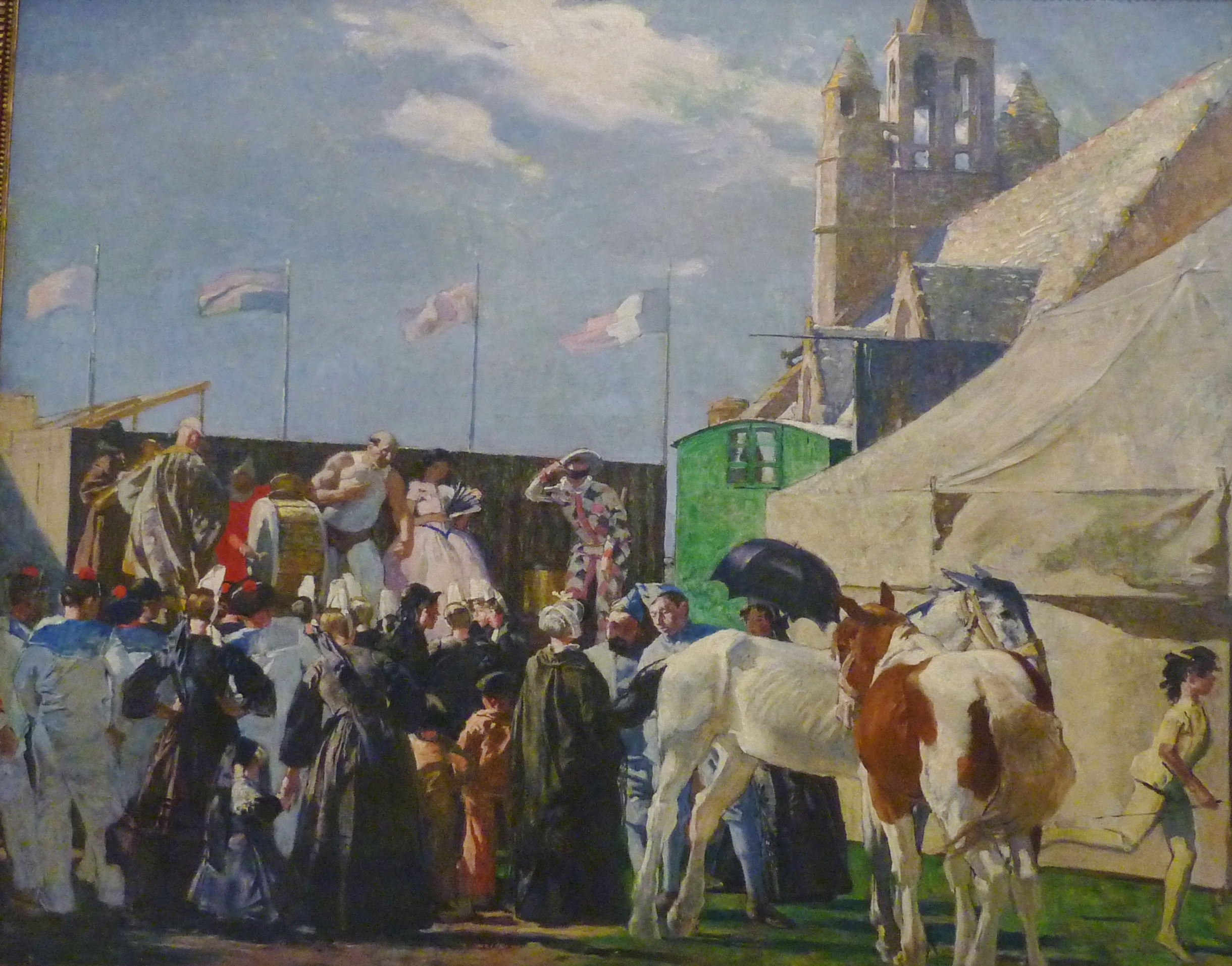
Lucien Simon : La Parade de cirque forain au pardon de Notre-Dame-de-la-Joie (1919, huile sur toile, musée des beaux-arts de Quimper)

- Henry Moret : Saint-Guénolé-Penmarch (1908)
- Georges Gobo : La Tour carrée (eau-forte parue en 1912 dans un magazine américain).
- Mathurin Méheut : La Tour Carrée (gravure, 31 × 38,5 cm, Musée bigouden, Pont-l'Abbé) ; Les vanneurs près de la Tour Carrée de Saint-Guénolé (huile sur toile, 1939, 95 × 135 cm, collection particulière) ; Brodeuses dans le vieux Saint-Guénolé (1919).
- Jean-Julien Lemordant[122] : Bretonnes sur la grève (aquarelle et gouache sur papier, 53,5 × 64 cm, Musée des Beaux-Arts de Rennes ; Ciel (1913,plafond de l'opéra de Rennes) ; Procession (1904, huile sur carton, 40 × 48 cm, collection particulière).
- Éric Floch (petit-fils du peintre Lionel Floch), décédé en août 2012 âgé de 57 ans au port de Saint-Guénolé[123] où il vivait depuis 1990[124].
- Robert Humblot (1907-1962): La rue de Penmarc'h (non daté, 33 × 46 cm)[125] ; Maisons sur la lande bretonne à Penmarc'h.

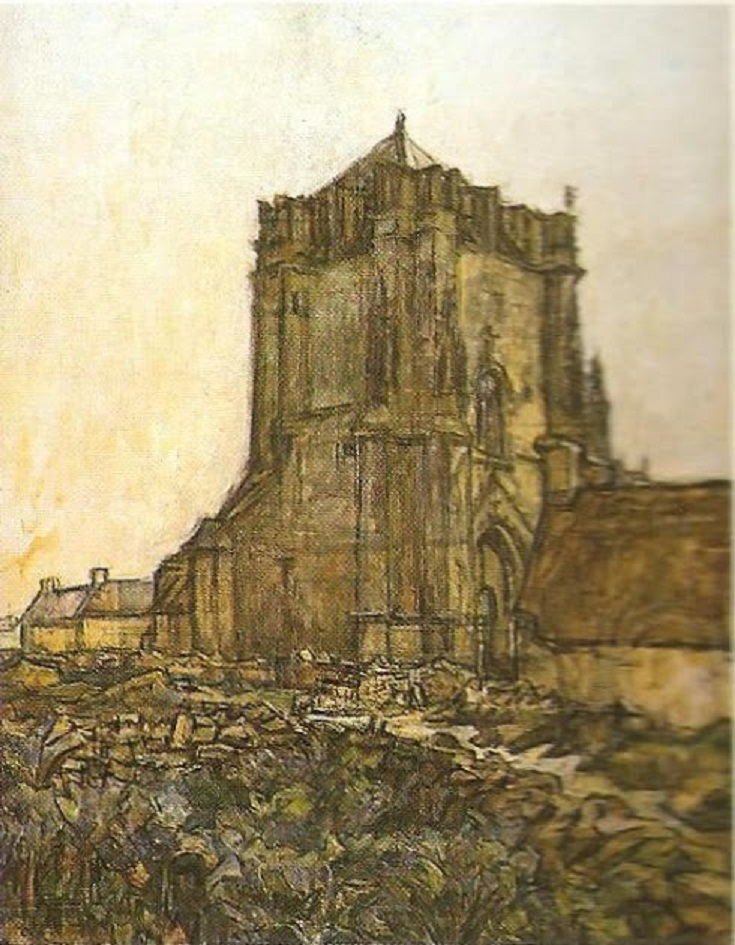
Germain David-Nillet : La Tour carrée
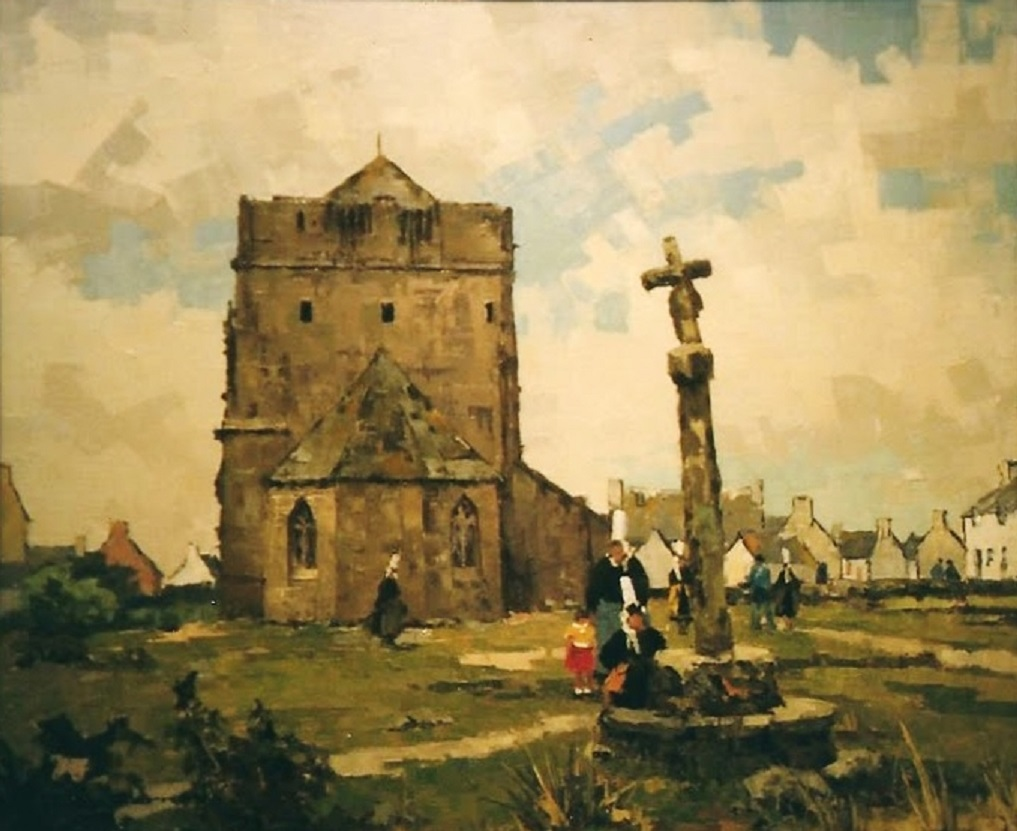
Charles-François Daubigny : La Tour carrée et le calvaire de Saint-Guénolé
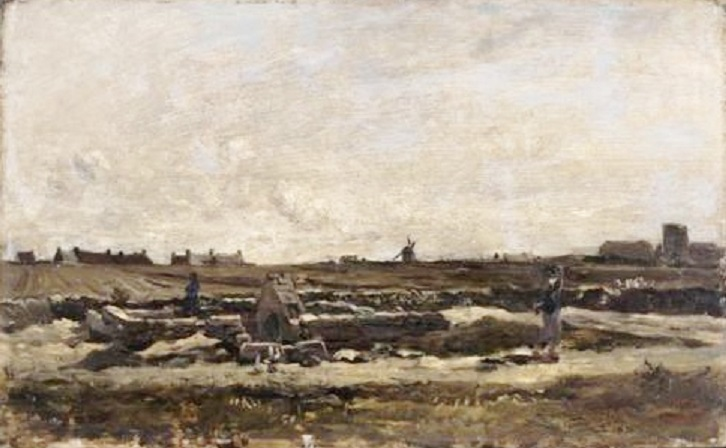
Charles-François Daubigny : Vue de Kérity, la fontaine
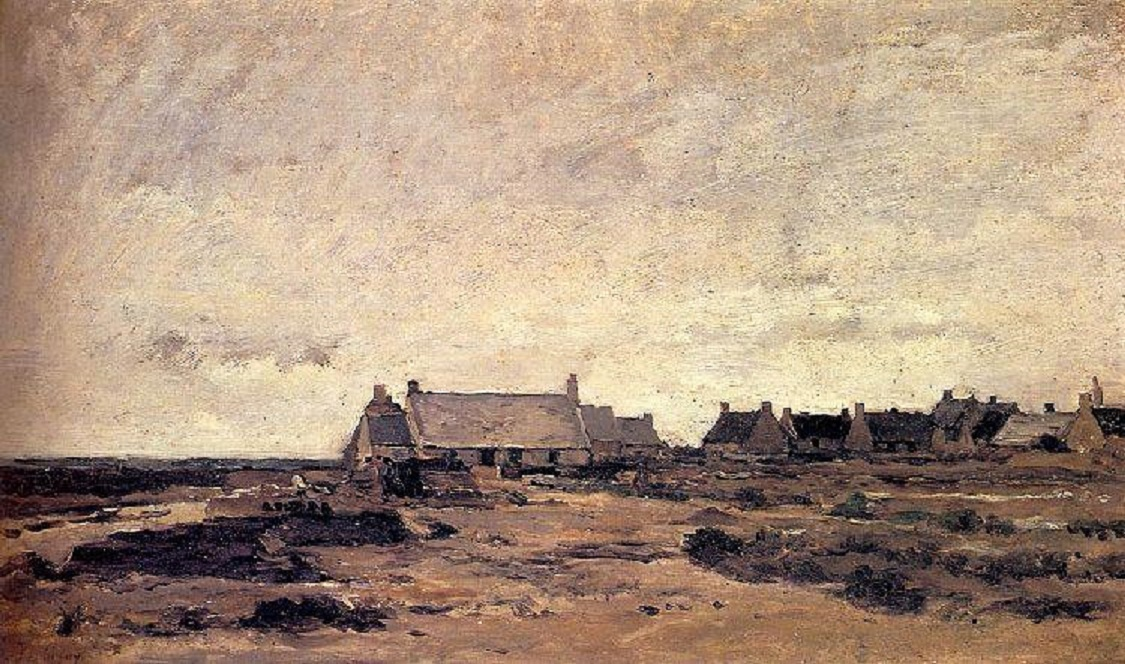
Charles-François Daubigny : Le village de Kérity en Bretagne.
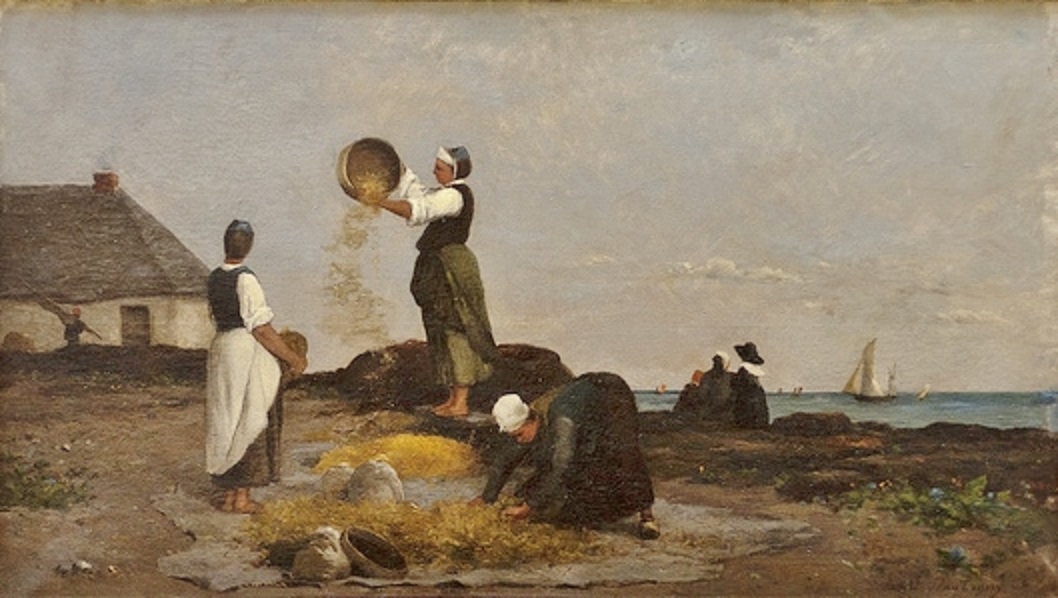
Karl Daubigny : Les vanneuses à Kérity (1868, musée des Beaux-Arts de Brest).
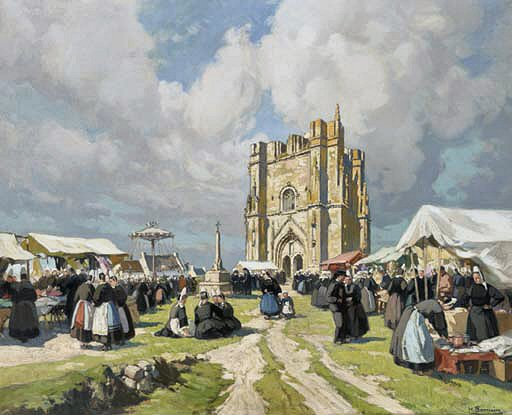
Henri Barnoin : Henri Barnoin : Jour de pardon à Saint-Guénolé (huile sur toile, 81,3 × 99,7 cm, collection privée).
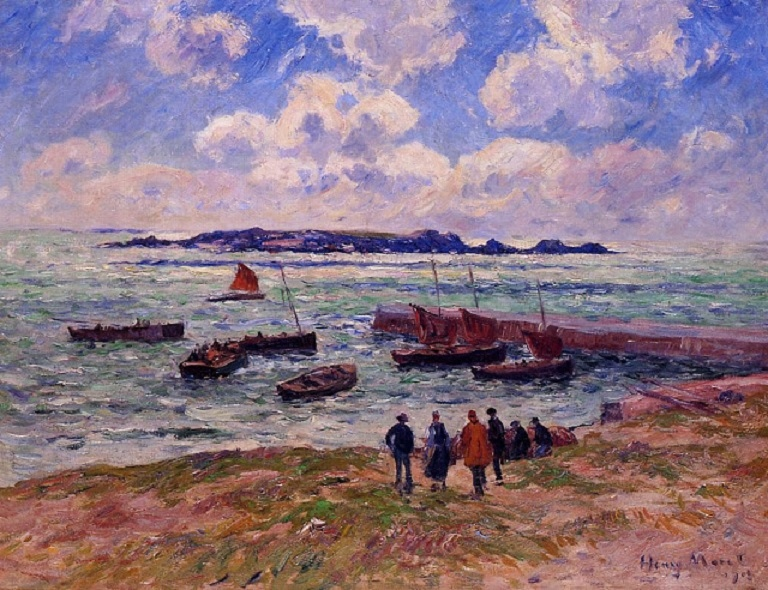
Henry Moret : Saint-Guénolé-Penmarch (1898)
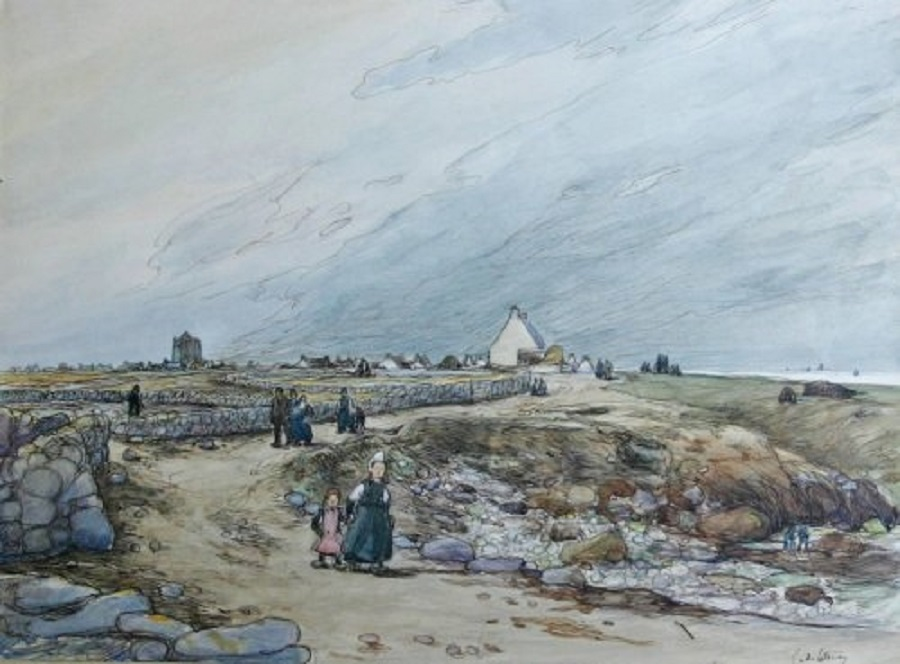
Gaston de Latenay : De retour de Saint-Guénolé (1910, collection particulière).

### LeXXesiècle

#### La Belle Époque
Le 9 janvier 1903, Le Coz, curé de Penmarc'h, fait partie des 31 prêtres du diocèse de Quimper dont les traitements sont retenus par décision du gouvernement Combes « tant qu'ils ne feront pas emploi de la langue française dans leurs instructions et l'enseignement du catéchisme » car ils utilisaient le breton.
Pourtant, en réponse à une enquête menée en 1902 par Dubillard, évêque de Quimper et de Léon, l'abbé Le Coz écrivait : « Le français parlé à Penmarc'h par un nombre restreint d'individus ne s'élève pas au-dessus du langage employé pour les choses usuelles de la vie (...). De plus, si nos marins-pècheurs s'avisaient de faire, à bord de leurs bateaux, les commandements en une autre langue que la langue bretonne, comprise de tous, ce serait une cause de naufrages nombreux ».

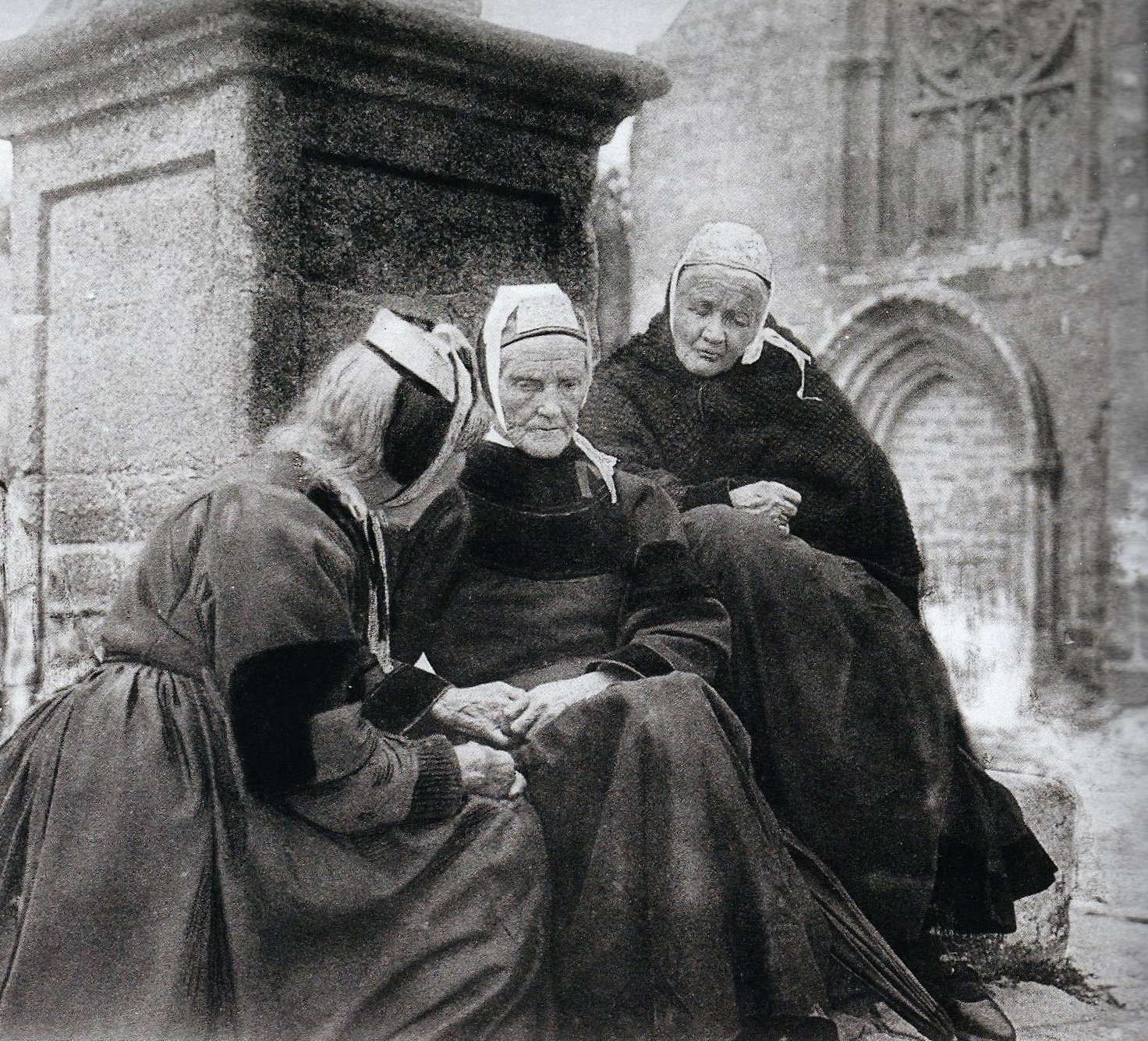
Penmarch : trois vieilles bigoudènes au calvaire (photographie de Constant Puyo, 1905).
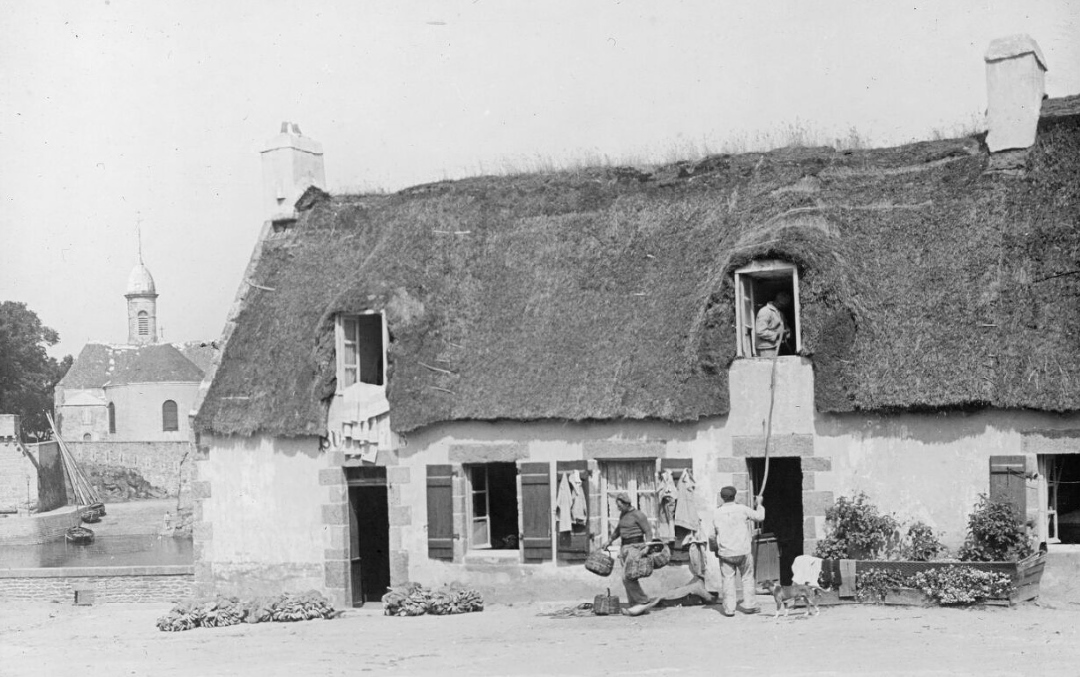
Chaumière à Penmarch au début du XXe siècle.
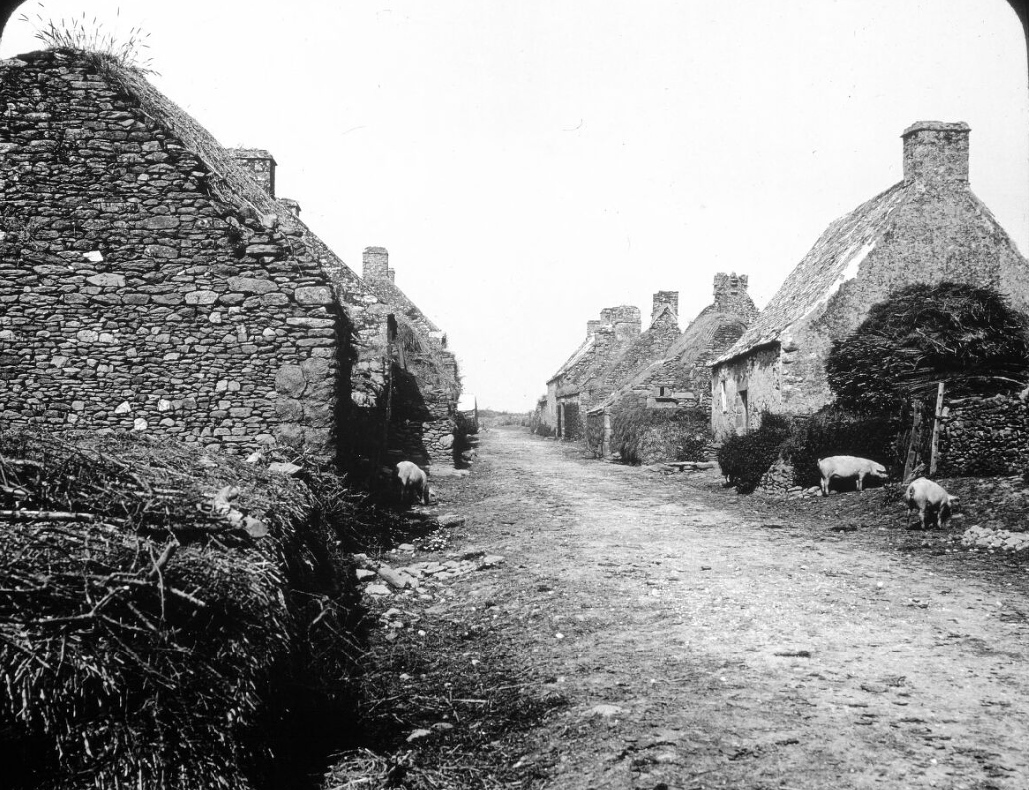
Une rue de Penmarch au début du XXe siècle (photographie Maurice Guibert).
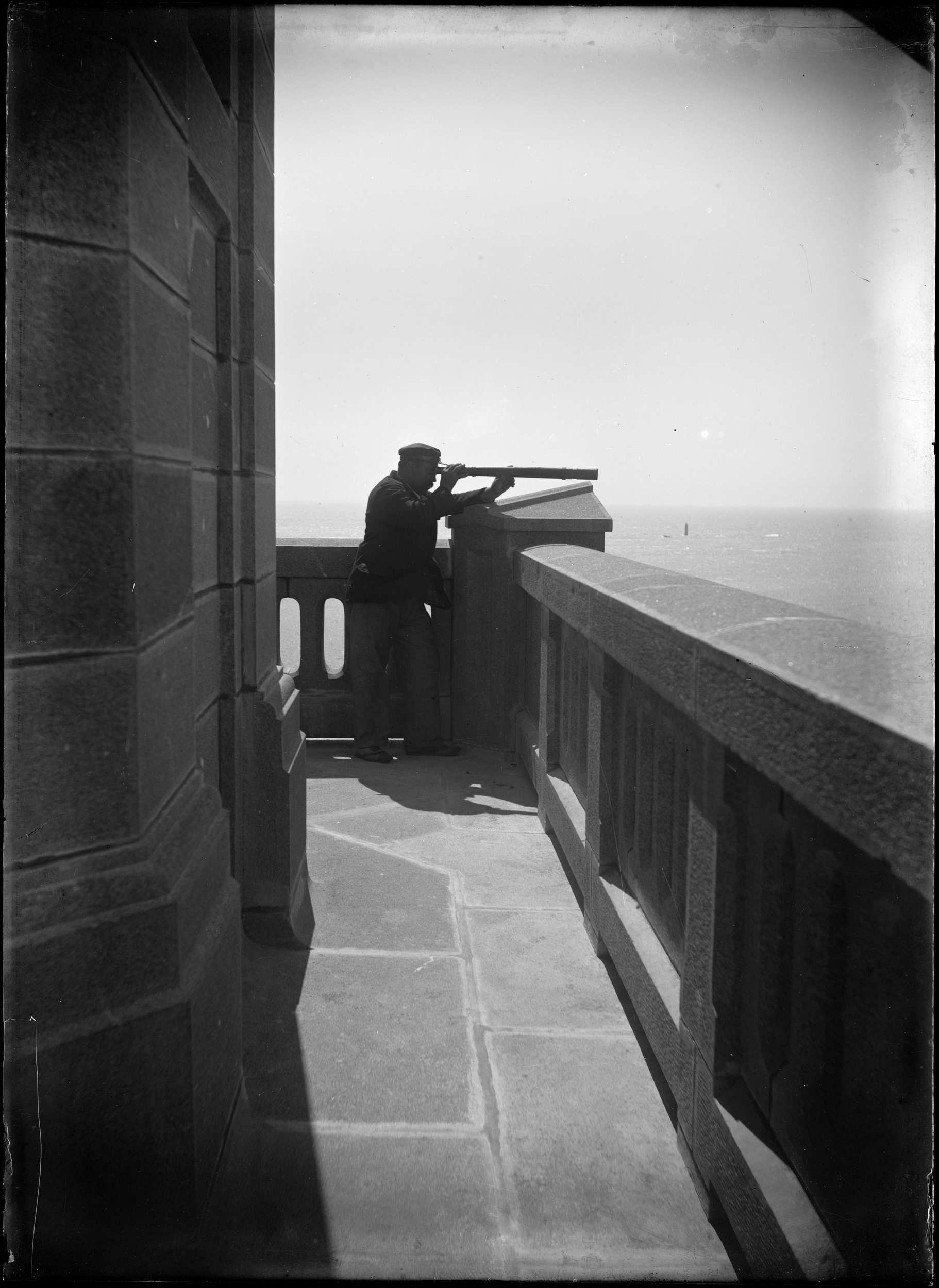
La veillée nocturne au phare d'Eckmühl à Penmarch (Photographie de Paul Gruyer, 1900)

##### Le raz-de-marée de la nuit du1erau2 février 1904

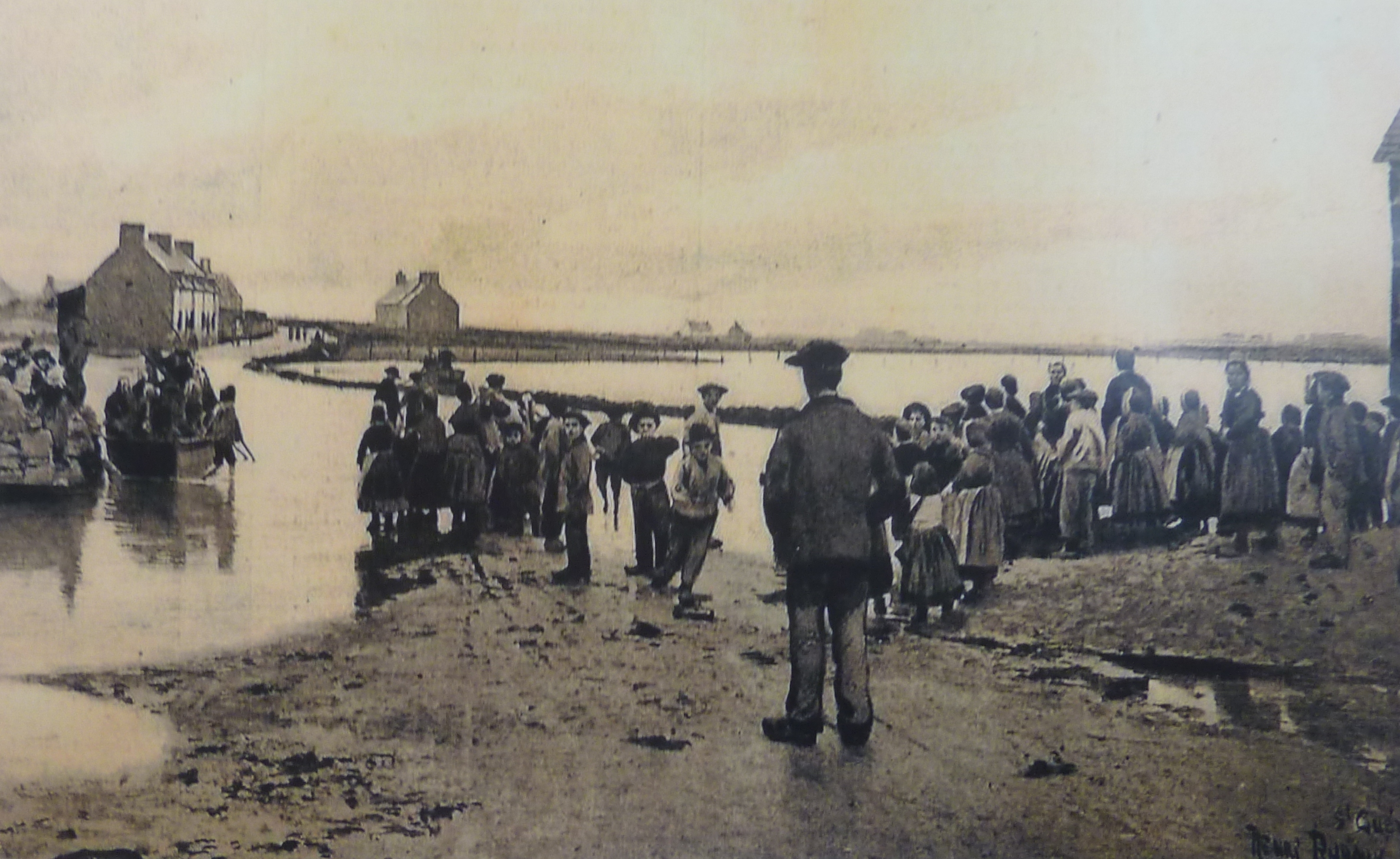
Saint-Guénolé-Penmarc'h : le raz-de-marée de la nuit du 1er au 2 février 1904.

La tempête se poursuit les jours suivants : le 5 février 1904, vers 3 heures ½ du matin, les habitants de Saint-Guénolé étaient chassés de leur demeure par l'envahissement des eaux. Une lame de fond emporta une cabane en planches, près du poste de douane, dans laquelle s'était réfugié un jeune marin de 17 ans, Michel Cornec, qui fut noyé.
Le journal L'Ouest-Éclair écrit : « Le tiers des terres de la commune de Penmarc'h a été inondé et les infortunés habitants de Saint-Guénolé, Saint-Pierre et Kérity ont eu leurs récoltes complètement perdues. Les digues construites à Kérity et aux environs ont été enlevées et les étangs, desséchés à si grands frais, ne sont plus maintenant qu'une vaste paline de sable et de limon ».

##### Naufrages et sauvetages

###### Les trois stations de sauvetage de Penmarc'h

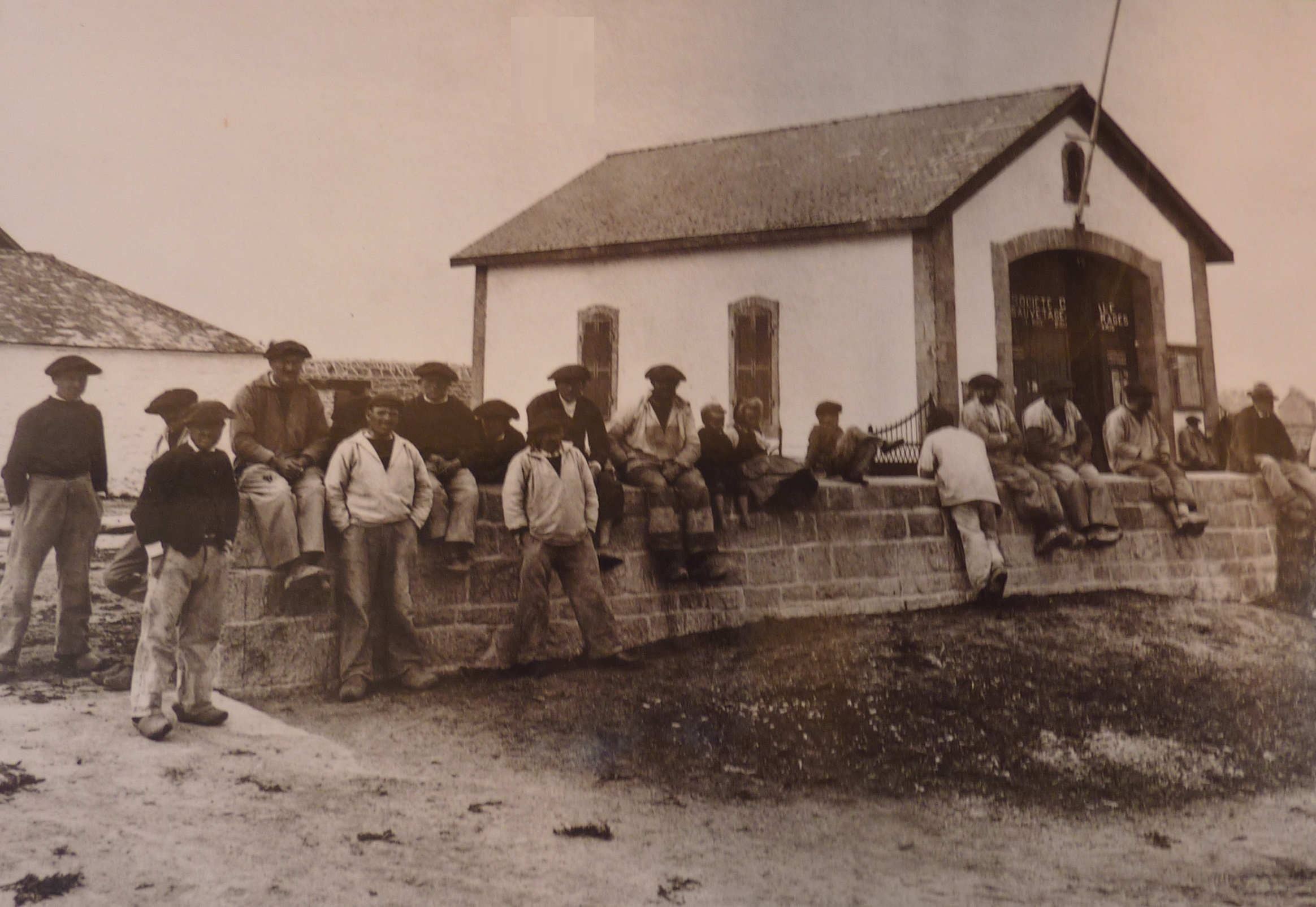
Marins de Kérity devant l'abri du canot de sauvetage vers 1910

En raison de sa situation péninsulaire particulièrement exposée aux tempêtes, plusieurs stations de sauvetage furent créées sur le territoire de la commune de Penmarch : celle de Kérity ouvrit le 25 novembre 1868, son canot étant abrité dans une petite maison-abri, construite par les Ponts et Chaussées, perpendiculaire au rivage ; orientée vers le sud, elle disposait d'une petite cale de lancement (enfouie depuis des années sous le sable). ce dernier se faisant directement donc sur la plage, relativement sans difficultés car le sable est relativement dur. Le premier canot de sauvetage, dénommé Comte et Comtesse Foucher de Saint-Faron (mais l'usage prévalut de le dénommer seulement Comte Foucher), en bois, long de 9,78 m et à dix avirons, fut remplacé en 1900 par un autre canot du même nom qui resta en service jusqu'en 1947, date de la fermeture de cette station de sauvetage. C'est ce second Comte Foucher qui se retourna lors d'une sortie en mer en 1925, l'accident faisant 7 noyés parmi les sauveteurs, mais le canot fut réparé et reprit du service.

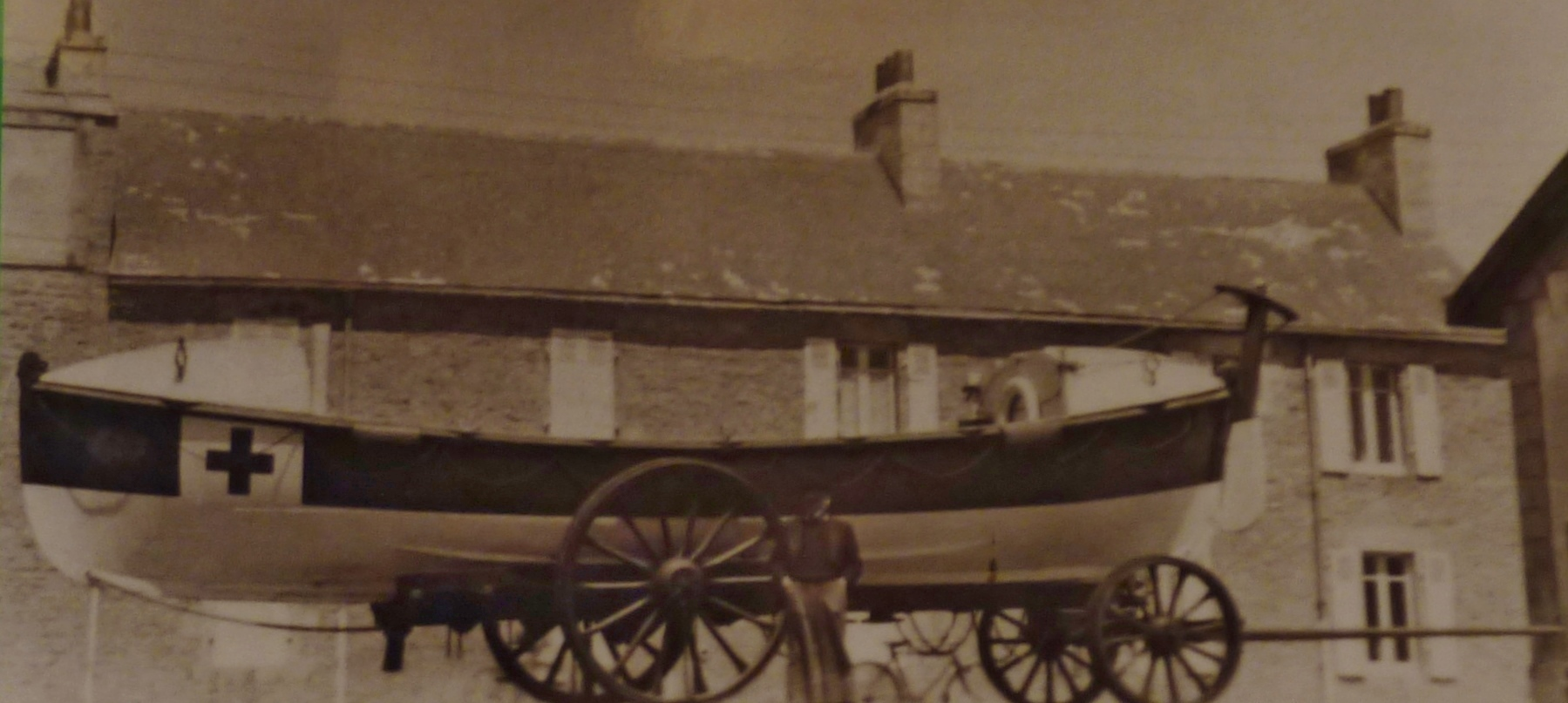
Le Maman Poydenot devant son abri pendant la Seconde Guerre mondiale

La station de sauvetage de Saint-Guénolé est créée en 1889 : la maison-abri est située à l'est du port ; son canot de sauvetage, dénommé Maman Poydenot est financé par le mari de celle-ci, Jean Bernard Paul Poydenot, qui décéda en 1890. C'est un canot en bois, à voile et à dix avirons qui resta en fonctions (il fallait le tirer sur la grève sablonneuse) jusqu'en 1952, alors remplacé par un canot à moteur, le Capitaine de vaisseau Richard, canot à moteur long de 14,2 mètres, installé dans un nouvel abri situé cette fois à l'ouest du port et équipé d'une rampe de lancement. Le Prince d'Eckmühl, long de 17,6 mètres, lui succède en 1995 et est amarré au fond du port.

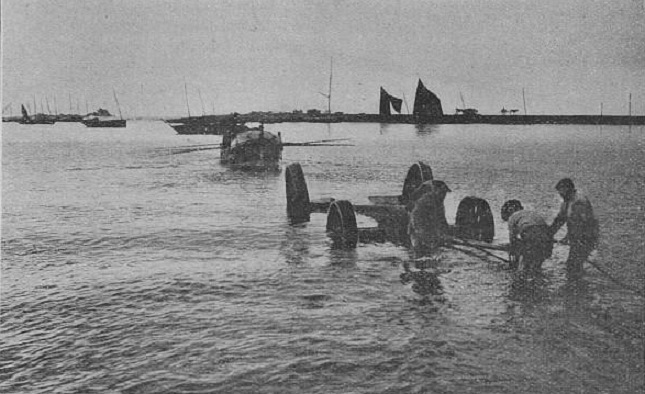
Le lancement du canot de sauvetage Maman Poydenot (en 1911)
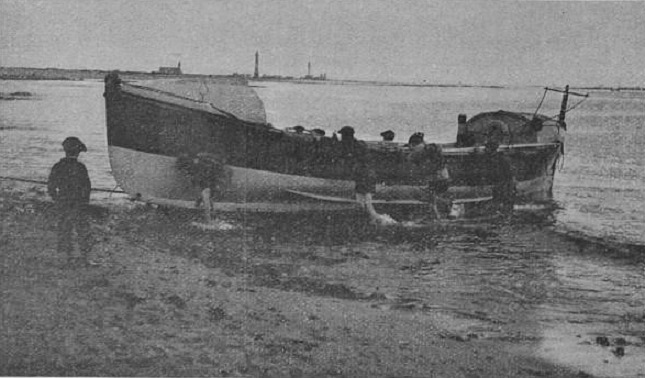
La rentrée du canot de sauvetage Maman Poydenot (en 1911)
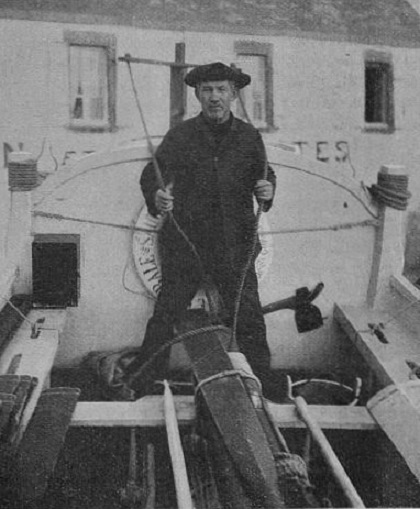
Louis Auffret, patron du canot de sauvetage Maman Poydenot, à bord de son bateau (en 1911)
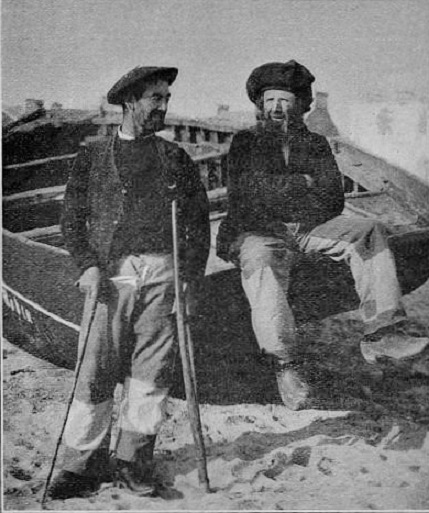
Le sous-patron du Maman Poydenot, blessé à bord et Drezen, le maître-canotier, en 1911

La station de sauvetage de Saint-Pierre est fondée en 1901. Le premier canot de sauvetage est baptisé Papa Poydenot, en l'honneur de l'époux de la donatrice, Madame Poydenot. C'est, comme à Kérity et à Saint-Guénolé, un canot en bois et à dix avirons. En 1913, il est remplacé par le Léon Dufour qui connut deux accidents, l'un le 23 mai 1925 (il se retourna dans les brisants de "La Jument" en se portant au secours de deux bateaux de pêche de Saint-Pierre et perdit alors 8 hommes d'équipage) et en 1929 (son gouvernail se brise alors qu'il se porte au secours du trois-mâts polonais Pomorze). La station de Saint-Pierre ferma en 1944, étant, comme celle de Kérity, moins sollicitée depuis la mise en service en 1927 d'un canot de sauvetage à moteur, le Vice-amiral Duperré dans le port voisin du Guilvinec.

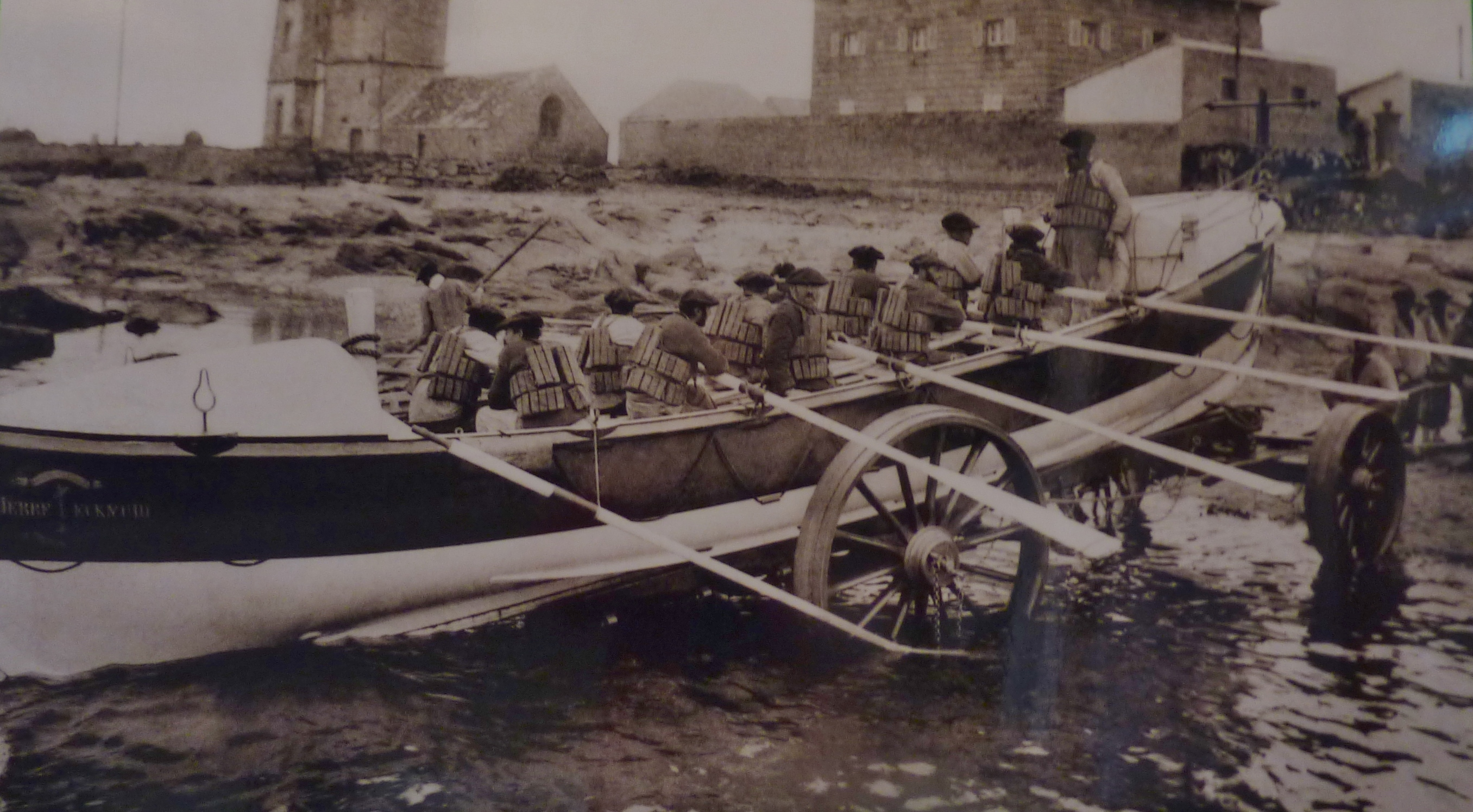
Sortie d'exercice du canot de sauvetage Papa Poydenot vers 1910
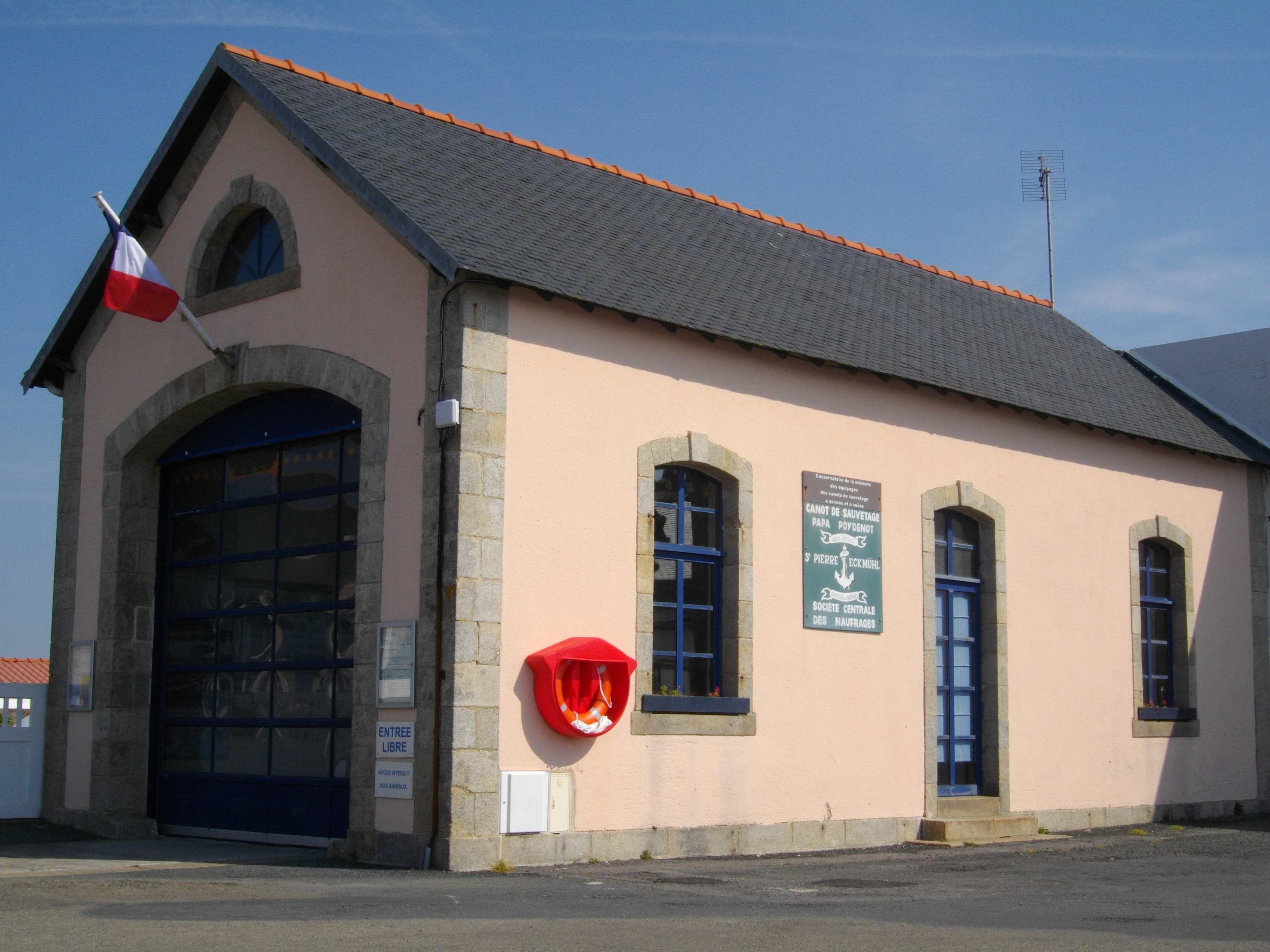
Saint-Pierre-Penmarch : l'abri du canot de sauvetage Papa Poydenot
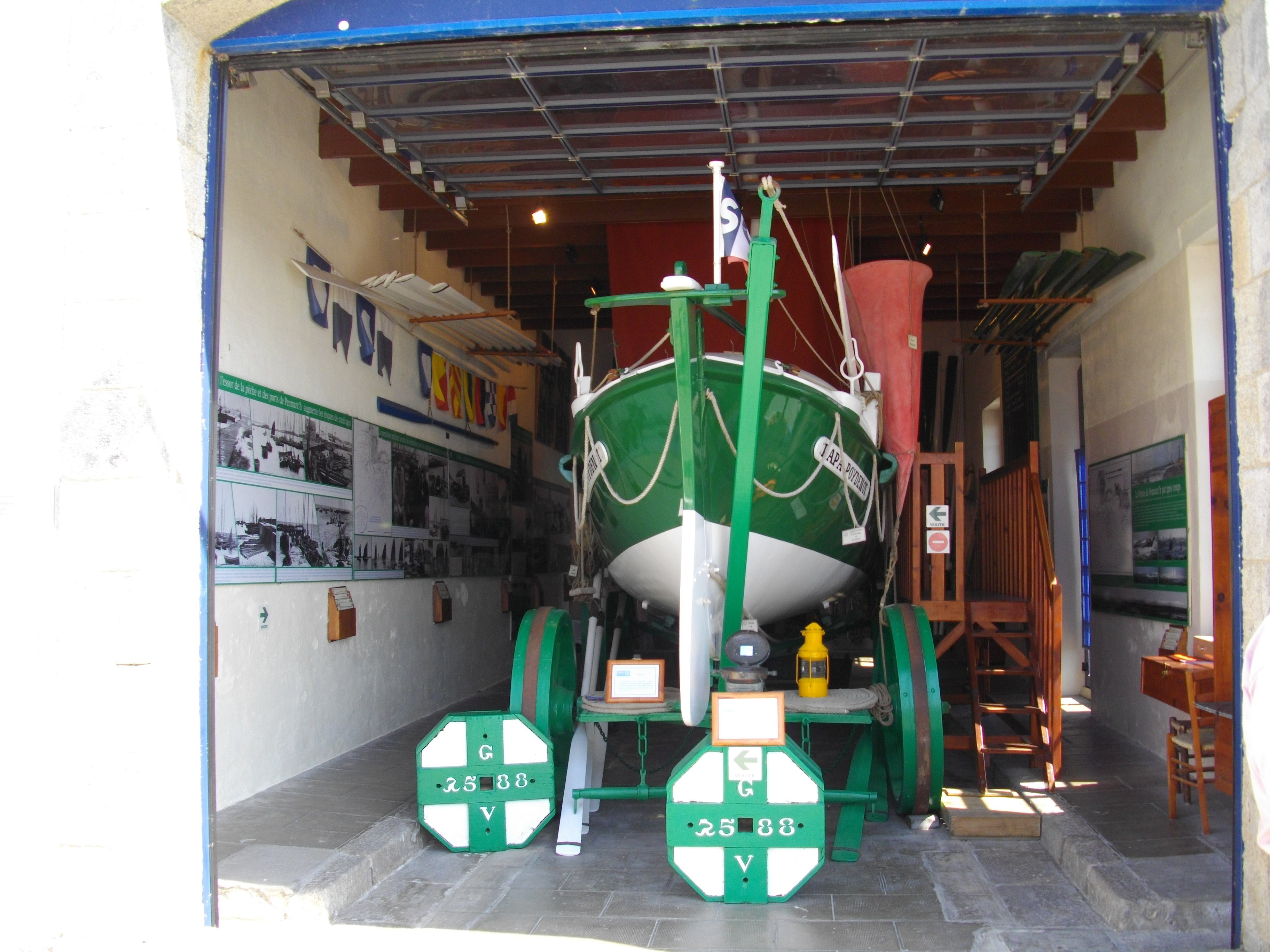
Saint-Pierre-Penmarch : le canot de sauvetage Papa Podeynot (classé "Monument historique")
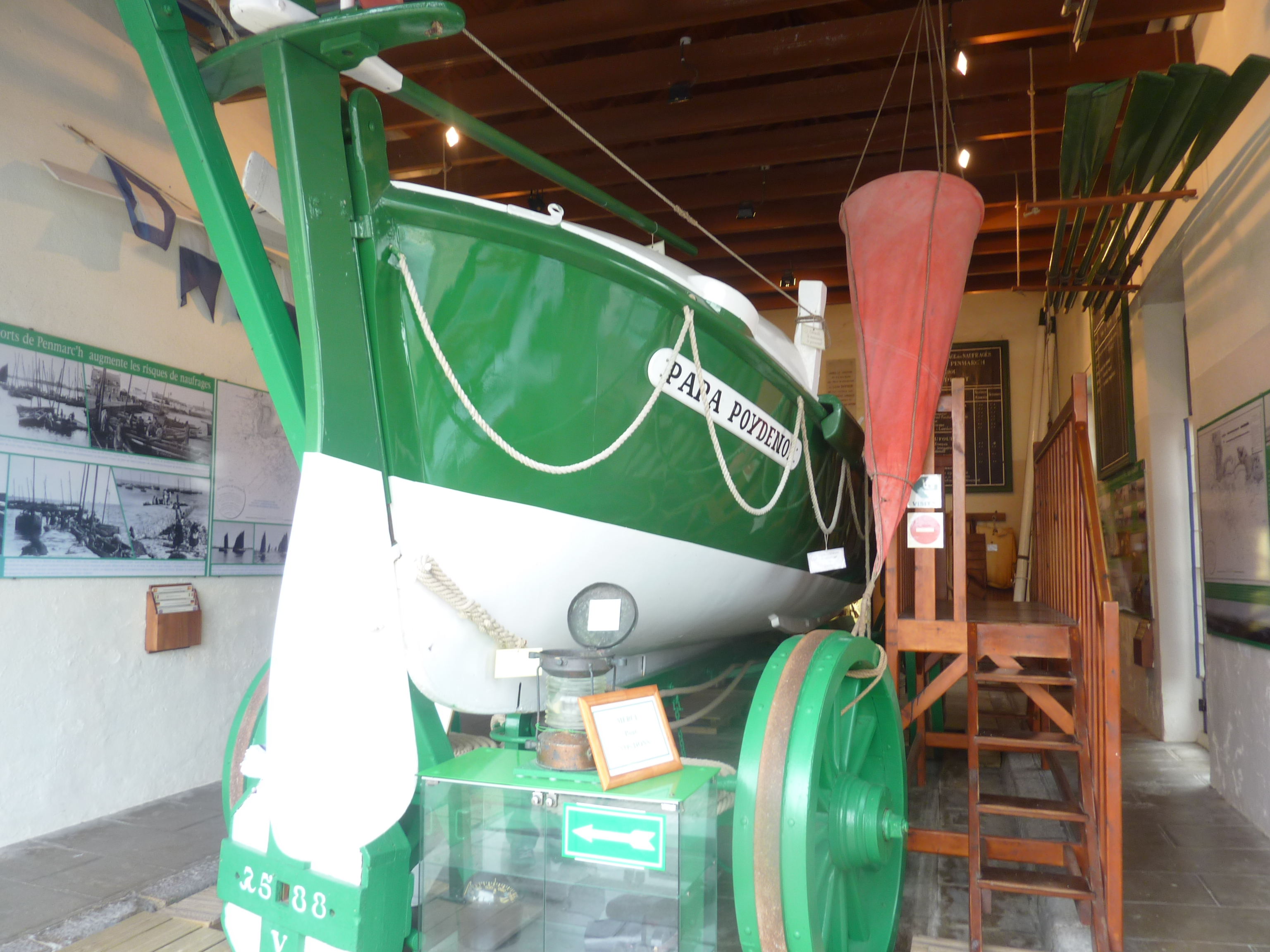
L'ancien canot de sauvetage Papa Poydenot (dans son abri du port de Saint-Pierre) 1
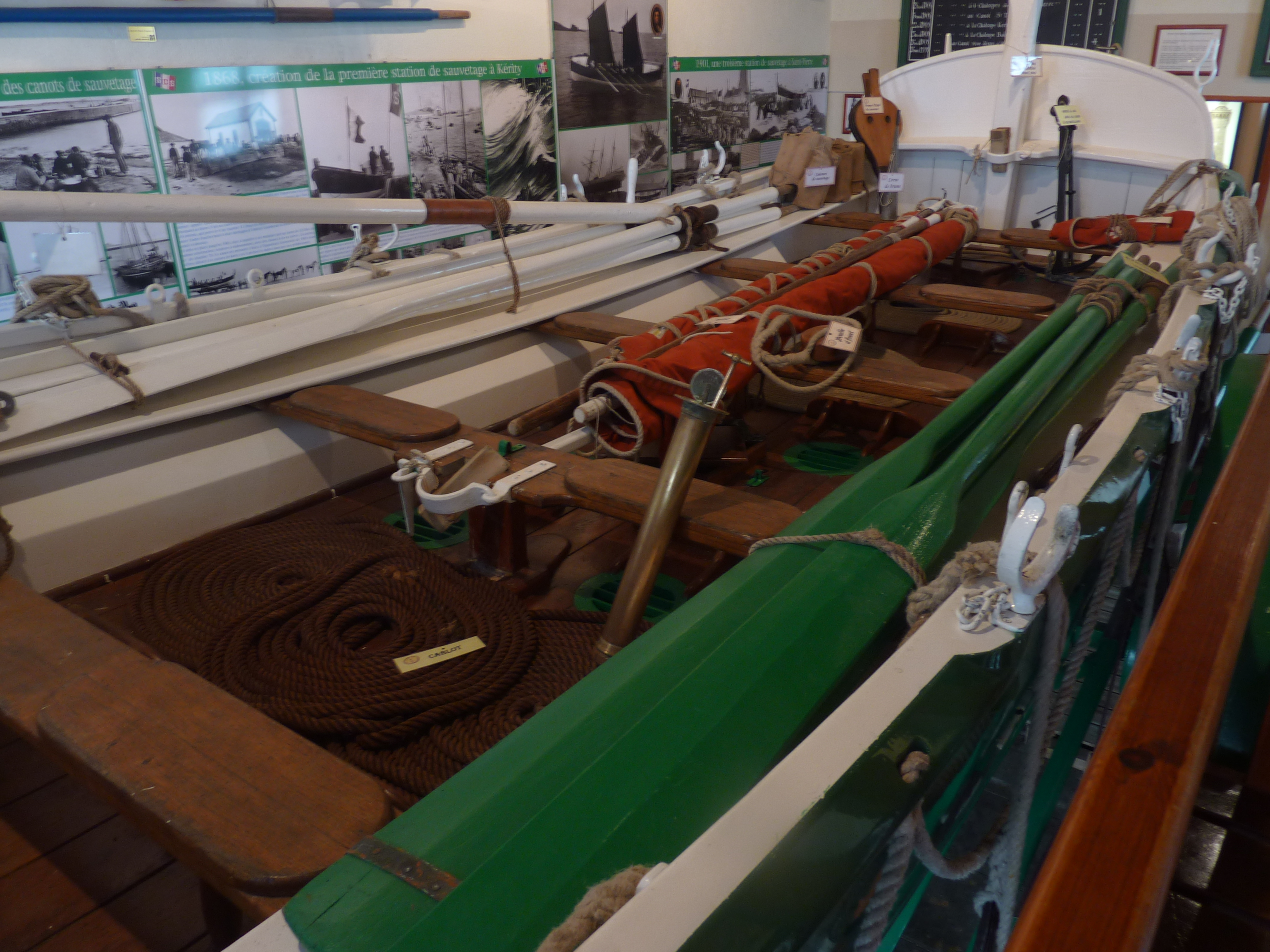
L'ancien canot de sauvetage Papa Poydenot (dans son abri du port de Saint-Pierre) 2
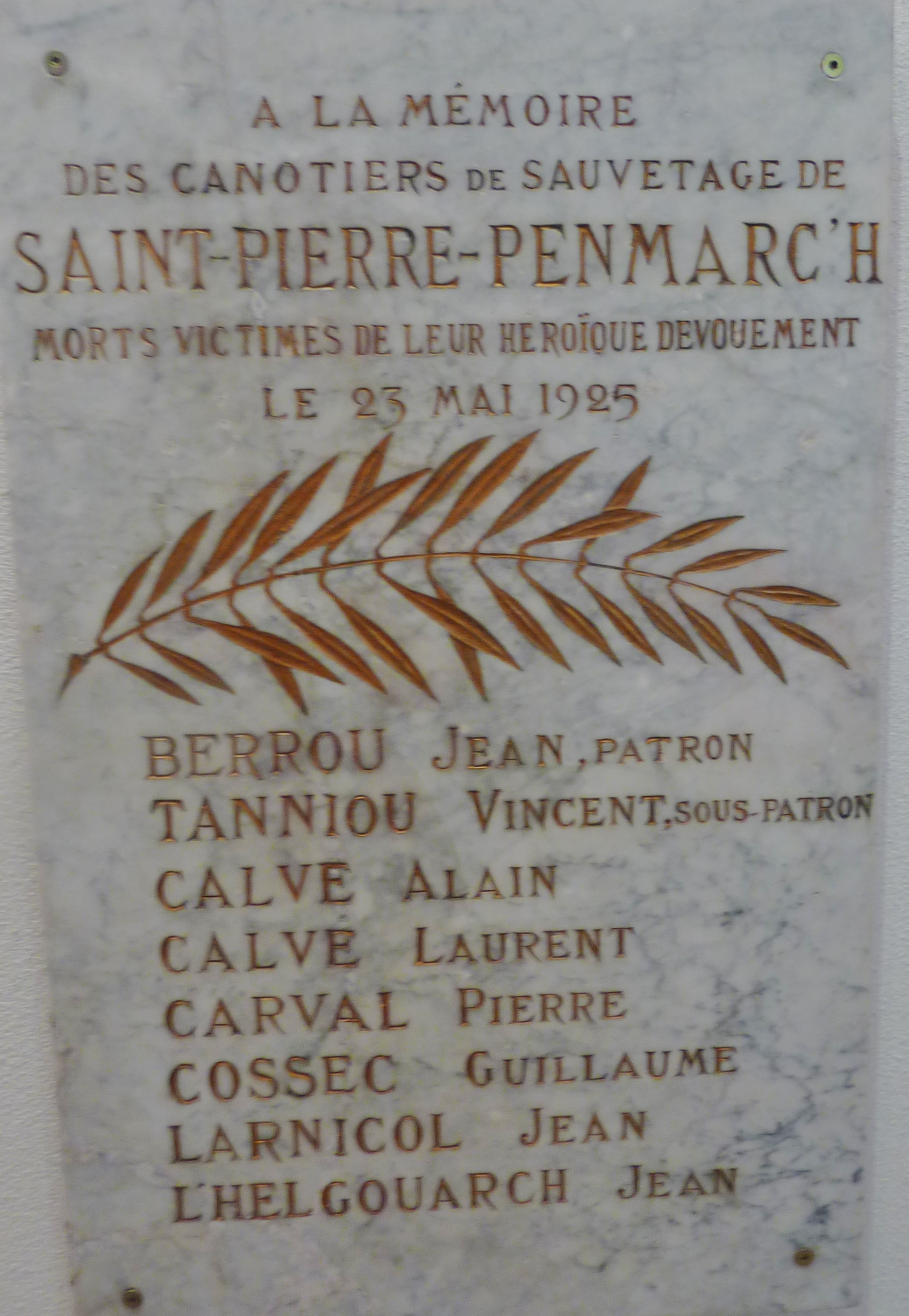
Plaque commémorative du drame du 23 mai 1925 (le chavirage du canot de sauvetage de Saint-Pierre fit 8 morts)
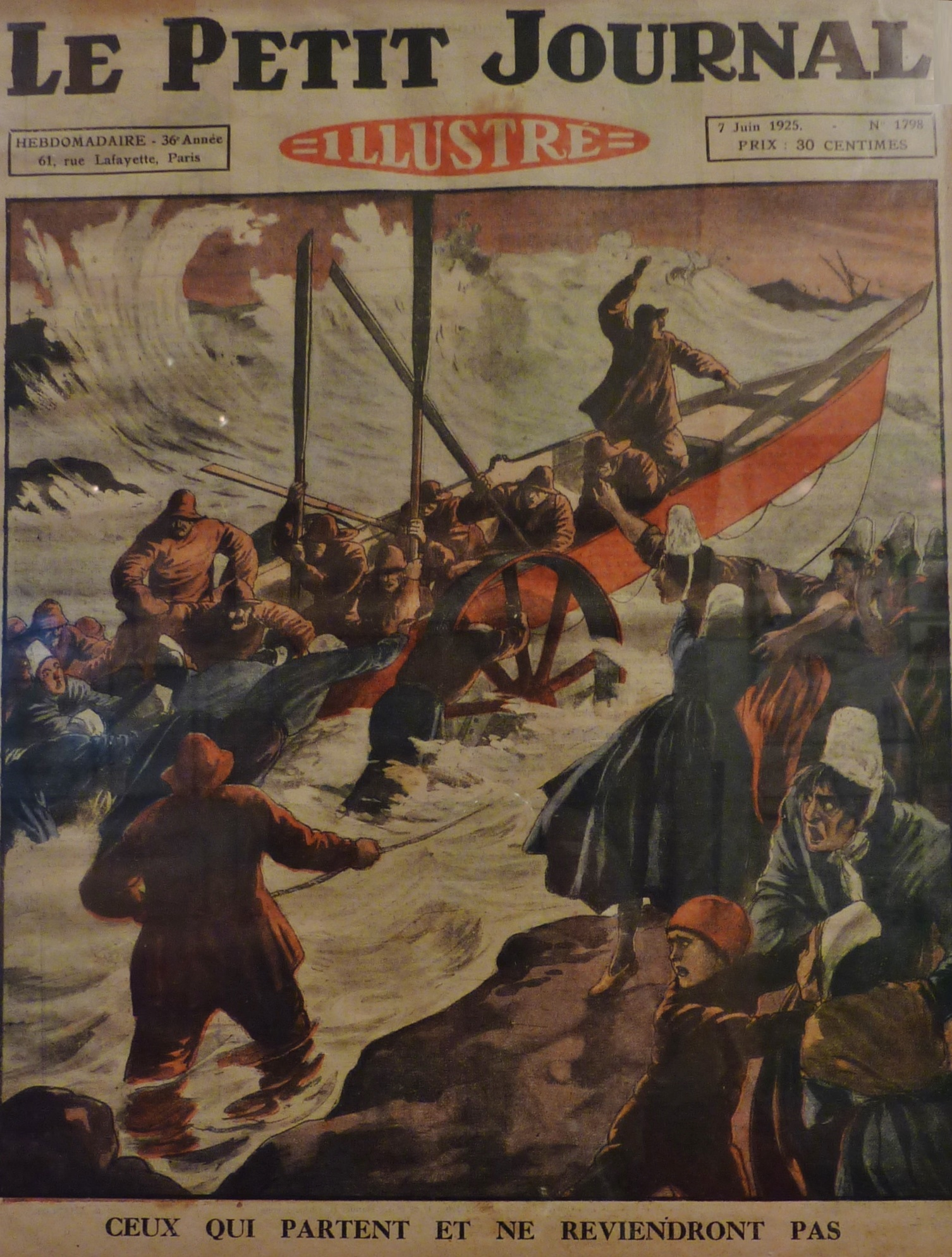
Gravure du journal Le Petit Journal illustré du 7 juin 1925 représentant le drame du 23 mai 1925

###### Les principaux sauvetages effectués
La liste des sauvetages effectués est si longue qu'elle ne peut être énumérée de manière exhaustive. En voici un certain nombre :
- par la station de sauvetage de Kérity (en 79 ans de fonctionnement, les deux canots de la station ont effectué 44 sorties et 135 marins y participèrent) :

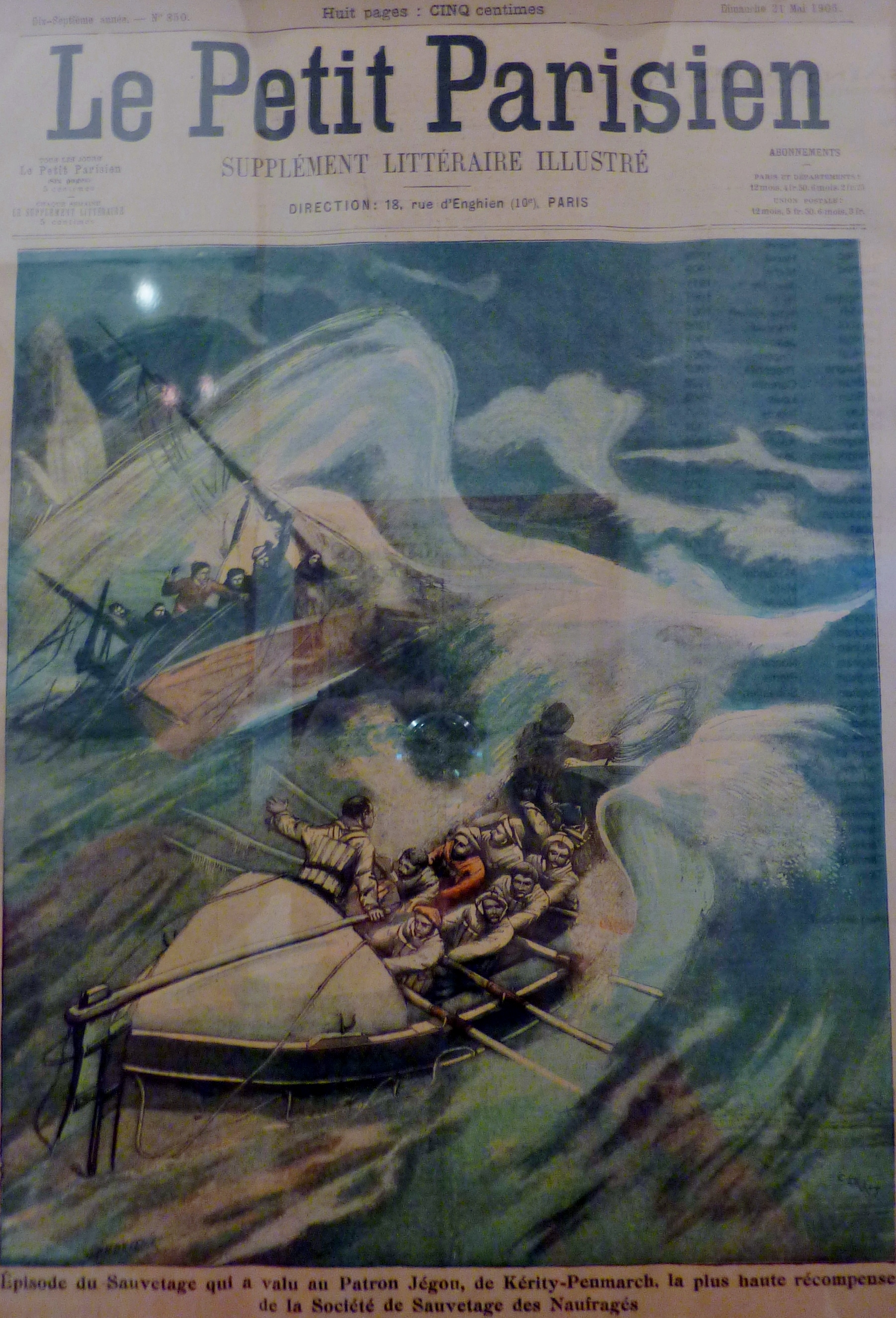
Gravure représentant un sauvetage en mer par le canot de sauvetage de Kérity (Journal Le Petit Parisien du 21 mai 1905)

Le 10 décembre 1888, le Petit-Louis, un brick-goélette de Saint-Nazaire, se perd sur le rocher du Pellun, à deux milles à l'ouest du phare de penmarch. Le canot de sauvetage de Kérity recueille les 5 homes d'aquipage réfugiés à bord du canot du bord.
Dans la nuit du 8 au 9 décembre 1890, le Louise-Jenny, un cargo mixte (à vapeur et à voile) parti de Bordeaux à destination du Havre, se perd dans la brume en face de Penmarc'h et s'échoue sur les Étocs ; 21 hommes d'équipage sont secourus par la chaloupe Sainte-Thumette ; une cinquantaine d'habitants de Penmarc'h et des environs furent condamnés, souvent surpris en flagrant délit, par le tribunal de Quimper pour avoir volé, les semaines suivantes, vivres et objets divers sur l'épave échouée.
En 1892, la station de sauvetage de Kérity reçoit le prix Baron de Joëst pour le double sauvetage des équipages des chaloupes de pêche La Marie le 2 juin 1892 et Cuirassier de Reichshoffen le 5 novembre 1892. La même station de sauvetage reçoit en 1900 le prix Vice-Amiral Baron Méquet pour le sauvetage des 10 hommes d'équipage du vapeur Saint-Jean le 30 décembre 1899 et le même prix à nouveau en 1903 pour le sauvetage de l'équipage de la chaloupe L'Angélique le 25 novembre 1902 et le secours apporté au trois-mâts Breteuil le 7 janvier 1903.
Le 7 janvier 1903, le trois-mâts Breteuil, de Fécamp, dont les voiles sont en lambeaux et complètement désemparé, n'étant plus maître de sa manœuvre en pleine tempête, risque de se briser sur les écueils à trois milles environ en face de Kérity. Le canot de sauvetage Comte et Comtesse Foucher de Saint-Faron, commandé par Joseph Jegou, est aussitôt mis à la mer ; le trois-mâts est pris en remorque et mis à l'abri dans le port de Bénodet, ses seize hommes d'équipage étant sauvés.
Le 30 décembre 1912, les 8 hommes d'équipage du chalutier Notre-Dame-de-Penhors sont sauvés par le canot de sauvetage de Kérity.
Dans la nuit du 19 au 20 mars 1914, le canot de sauvetage Comte Foucher sauve deux hommes de la chaloupe Cyclamen et 11 hommes de l'équipage de la Sainte-Catherine en perdition au large de Kérity.
Le 21 mai 1922, le patron de la station de sauvetage de Penmarch, Kerloch, reçut la légion d'honneur dans le grand amphithéâtre de la Sorbonne.
Le 23 mai 1925, deux bateaux de pêche de Kérity, le Saint-Louis et le Berceau de Saint-Pierre chavirent par mauvais temps près du port. Les canots de sauvetage de Kérity et de Saint-Pierre se portent à leur secours, mais chavirent à leur tour près de la roche La Jument. Ces accidents firent en tout 27 victimes, 12 pêcheurs et 15 canotiers ; dix marins furent sauvés par deux bateaux de pêche qui se trouvaient à proximité, le Gérard Samuel et L'Arche d'alliance.
Le 9 juin 1926, un petit yacht anglais, le Curlow, monté par trois hommes d'équipage, était en situation critique, désemparé avec sa voile déchirée, alors que le vent soufflait avec force ; les marins se croyaient devant Bénodet alors qu'ils étaient à environ deux milles au sud-ouest du phare de la Jument. Ils furent secourus par l'André-Jeanne, bateau de pêche de Kérity-Penmarch, commandé par Larnicol, et conduits au port de Loctudy.
Le 29 décembre 1929, un trois-mâts polonais, le Pomorze, long de 91 mètres, en perdition dans le chenal des Étocs, est secouru par les trois canots de sauvetage de Penmarch et celui du Guilvinec qui recueillent son équipage. Le bateau, pris en remorque par un remorqueur, fut finalement sauvé.
Le 23 octobre 1937, les 120 personnes (des réfugiés politiques en raison de la guerre civile espagnole) entassées à bord d'un petit chalutier espagnol, le Huerta, furent toutes sauvées en plusieurs trajets successifs par le Léon Dufour, ainsi que par le canot de sauvetage de Saint-Pierre et par une pinasse, alors que le chalutier allait s'échouer à proximité du sémaphore de Saint-Pierre.
- par la station de sauvetage de Saint-Guénolé :

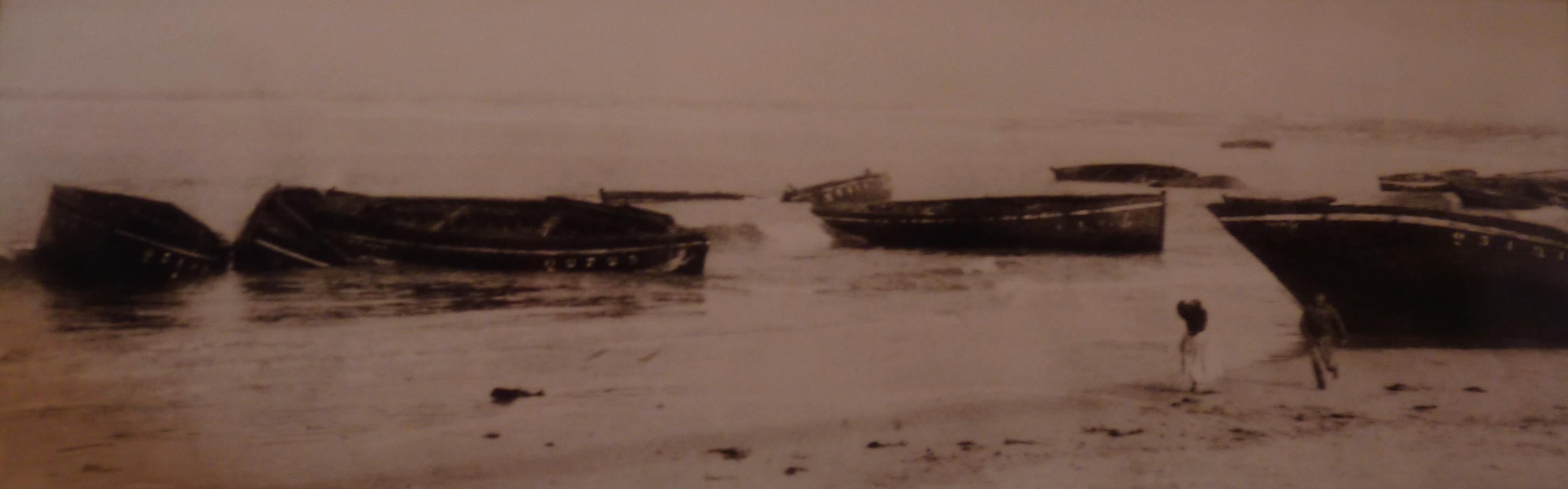
Bateaux échoués sur la grève de Pors Carn après la tempête du 30 septembre 1912

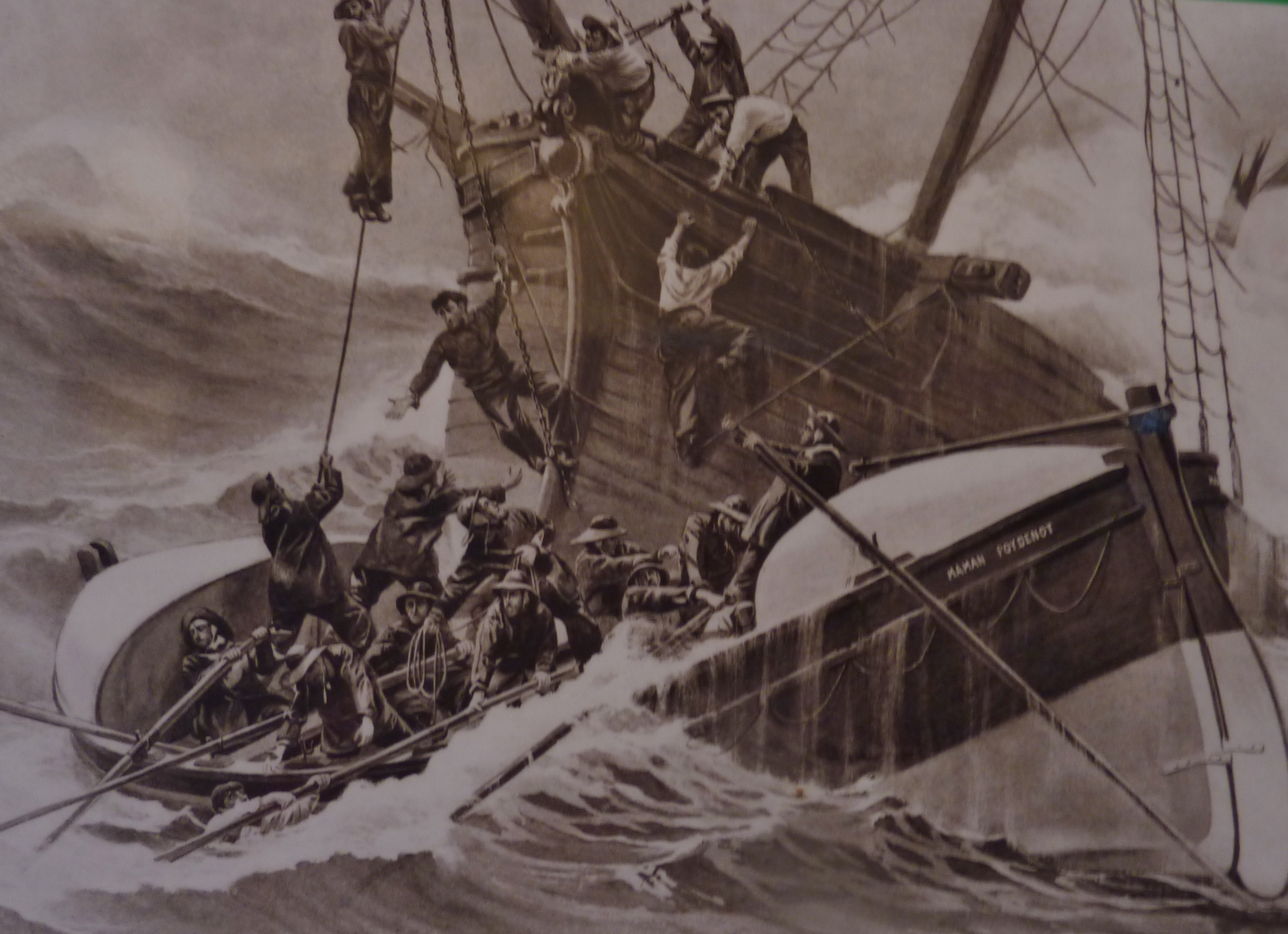
Gravure représentant le sauvetage de l'équipage du Sancta Maria par le canot de sauvetage Maman Poydenot de Saint-Guénolé le 26 mars 1897

La liste complète des interventions et la liste des canotiers peut être consultée sur un site Internet.
Le 30 septembre 1912, lors de la très forte tempête qui sévit ce jour-là, le Maman Poydenot sauve l'équipage du canot Le Boer, qui était en train de couler, puis sauve six ou sept équipages de bateaux de pêche en détresse réfugiés dans la baie de Pors Carn.
- par la station de sauvetage de Saint-Pierre :

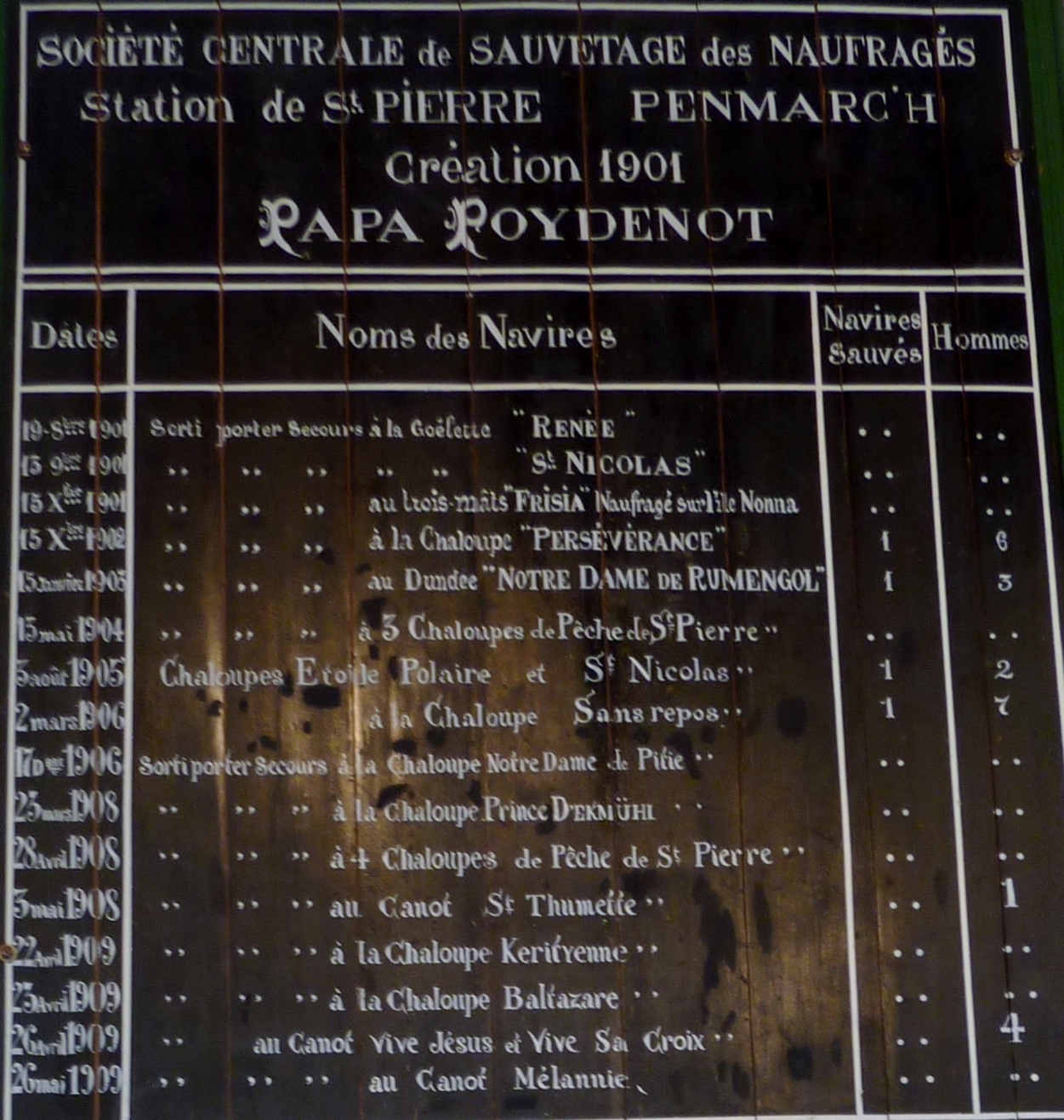
La liste des sauvetages effectués par le Papa Poydenot à partir de 1901 (début)
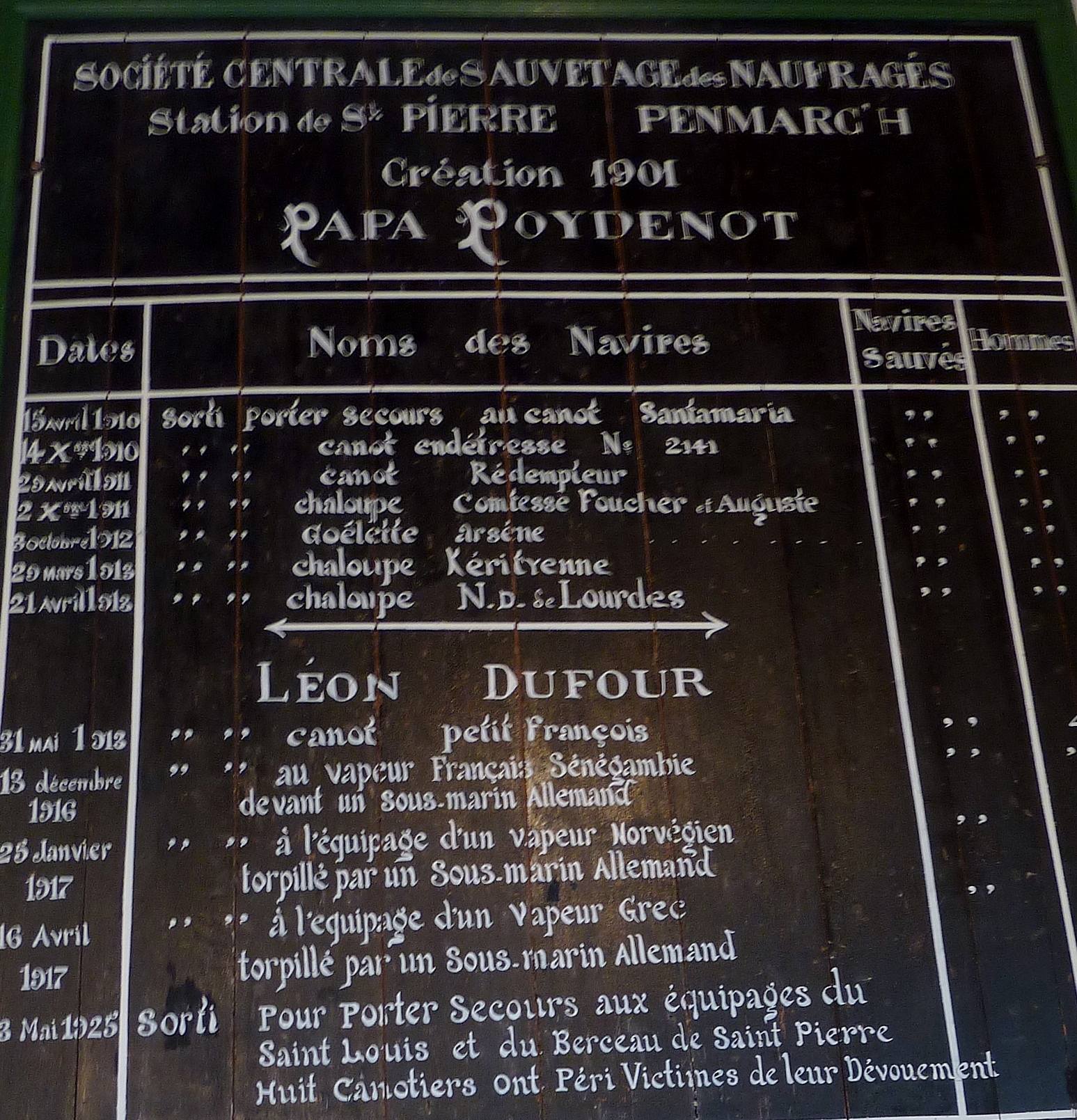
La liste des sauvetages effectués par le Papa Poydenot (fin), puis par le Léon Dufour (début)
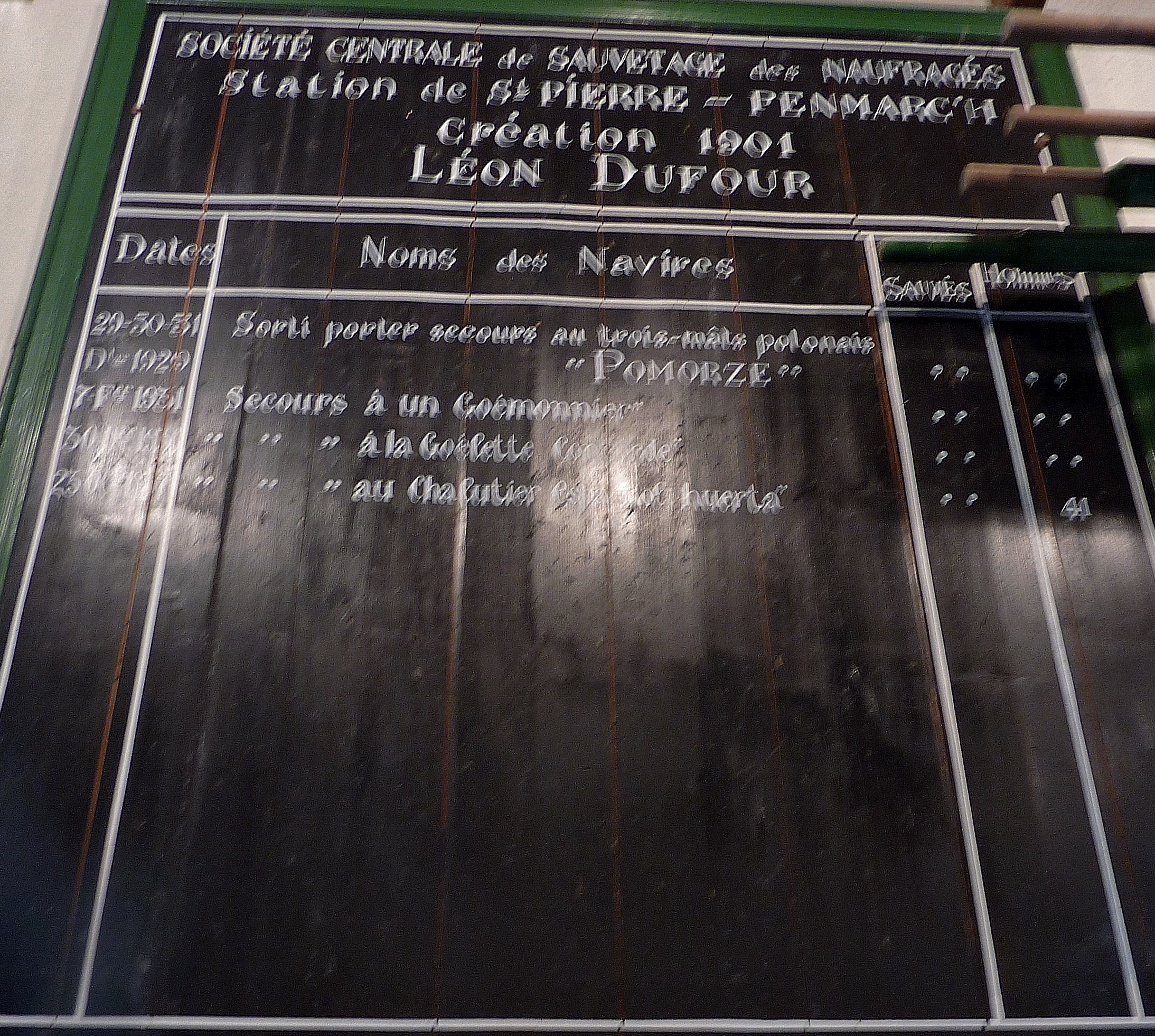
La liste des sauvetages effectués par le Léon Dufour (fin)

En août 1937, un caboteur pinardier en difficulté, le Saint-Marcel, perdit une quinzaine de barriques de vin qui s'échouèrent sur la plage du Steir Poulguen. Un certain nombre de pemmarchais furent ivres-morts ce jour-là, avant que les forces de l'ordre n'intervinssent.

##### La pêche et ses difficultés

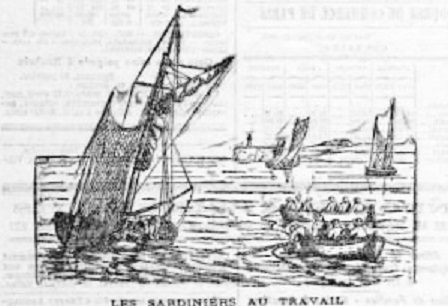
Sardiniers au travail (dessin de 1903).

###### La crise sardinière du début duXXesiècle
En 1900, Penmarc'h possède 9 conserveries (Cassegrain, Béziers, Amieux, Chancerelle, Roulland, Tirot, Landais) dont deux à Kérity (Saupiquet, Société française) qui emploient en tout environ 260 ouvriers, principalement des ouvrières, et 120 soudeurs (qui assurent la fermeture des boîtes de conserve).
Henry Reverdy décrit ainsi la crise sardinière en 1903 :

« Comme la morue jadis, la sardine va-t-elle se détourner de ces côtes désolées ont elle reste la seule richesse ? Cet été, les barques erraient inutilement à sa recherche de Douarnenez à Audierne, de Penmarch à Guilvinec, de Lesconil à l'Île Tudy, et, sur les sardineries, les drapeaux restaient tristement baissés. Cependant le prix de la rogue que le patron semait sur les flots ingrats, le payement des longs filets bleus, fins comme des dentelles, qu'il étendait tristement chaque soir, gravaient le maigre budget. Aujourd'hui la misère est venue et, avec elle, la faim et le froid... Sur les murs de l'église de Penmarc'h plusieurs sculptures représentent des poissons. Ce sont bien là les armes parlantes de ce pauvre et courageux pays : de la petite sardine capricieuse dépend la vie d'un peuple... or la sardine a manqué. »

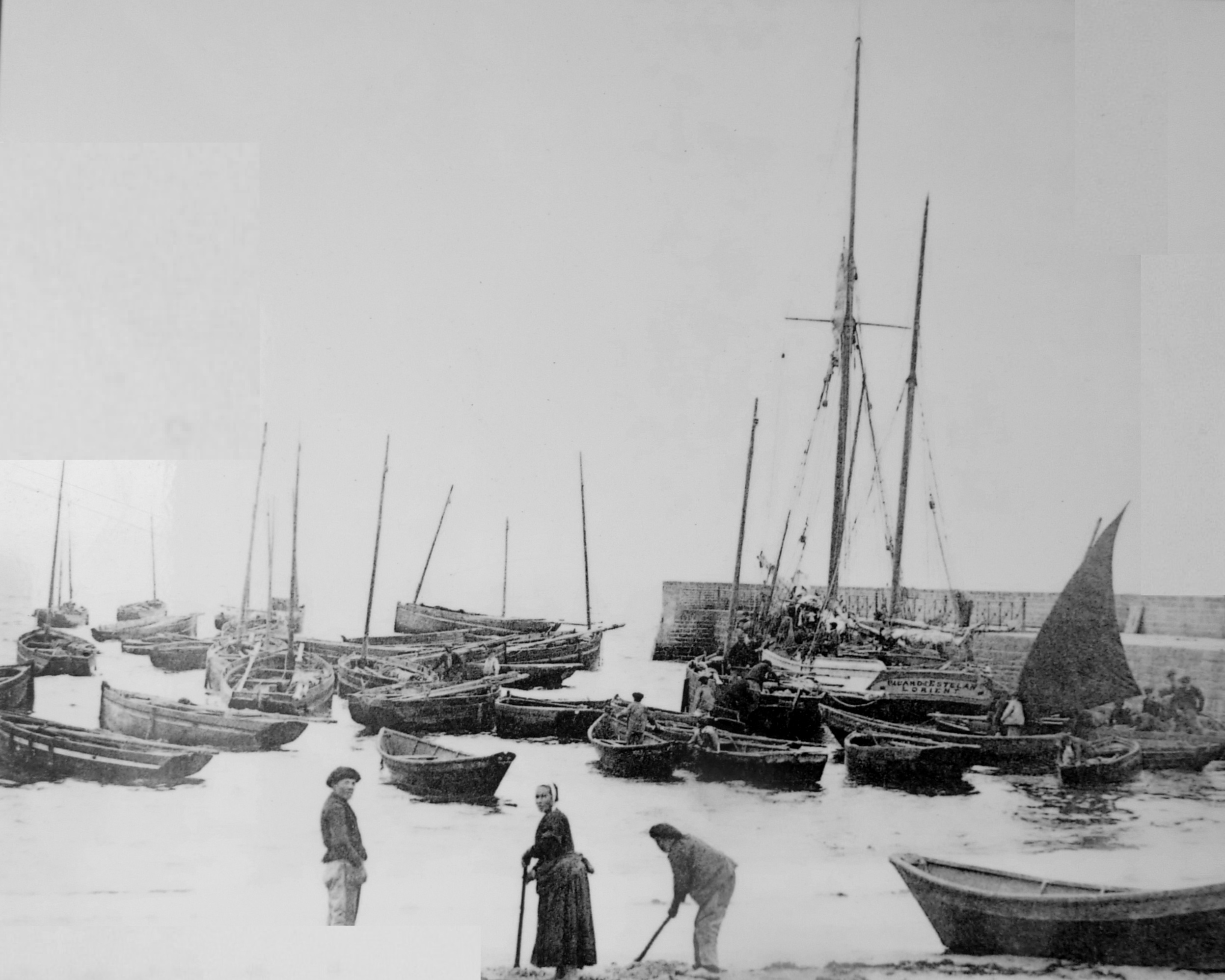
Le port de Kérity à la fin du XIXe siècle (avec le caboteur Picard Destelan, de Lorient).
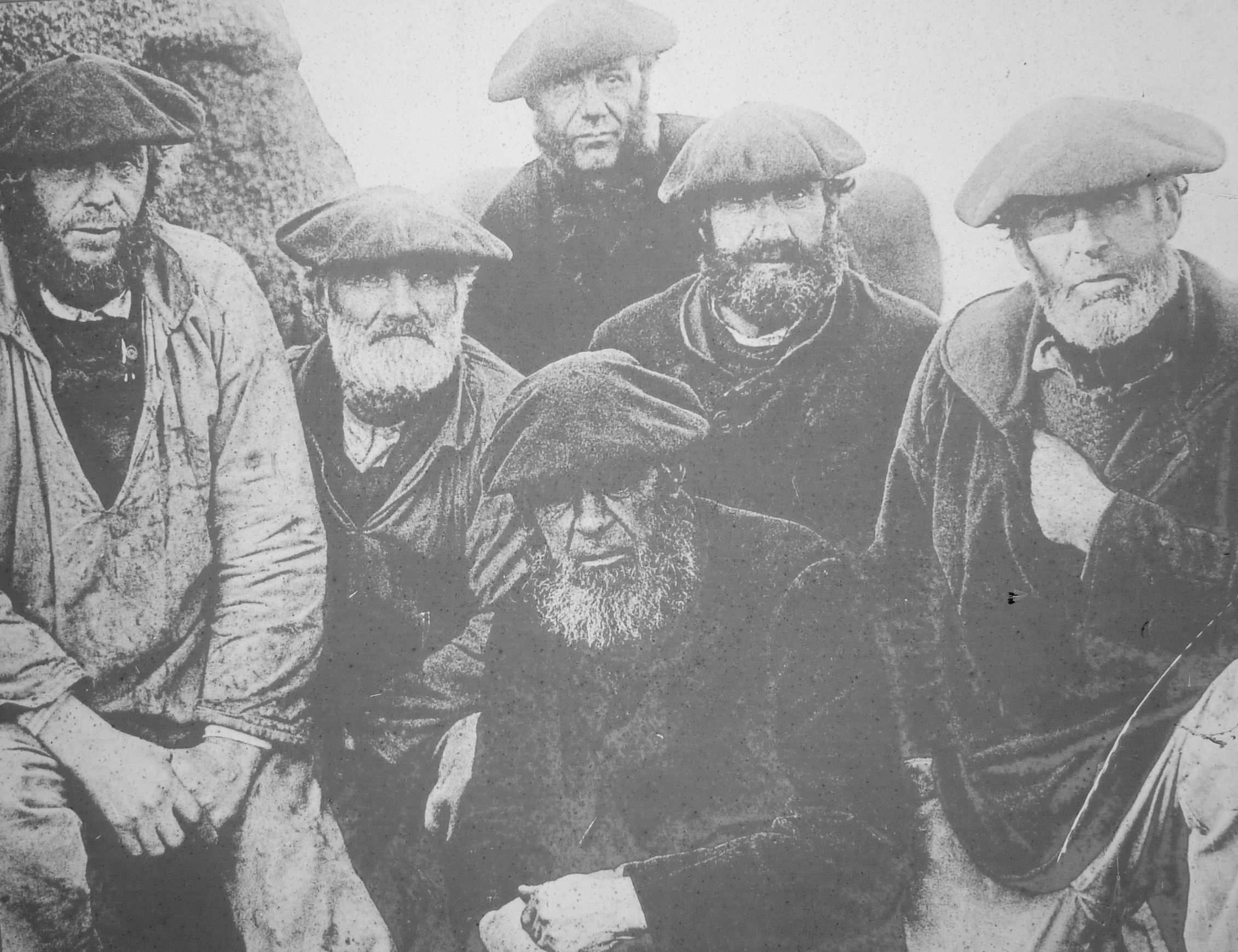
Penmarch : groupe de pêcheurs vers 1900.
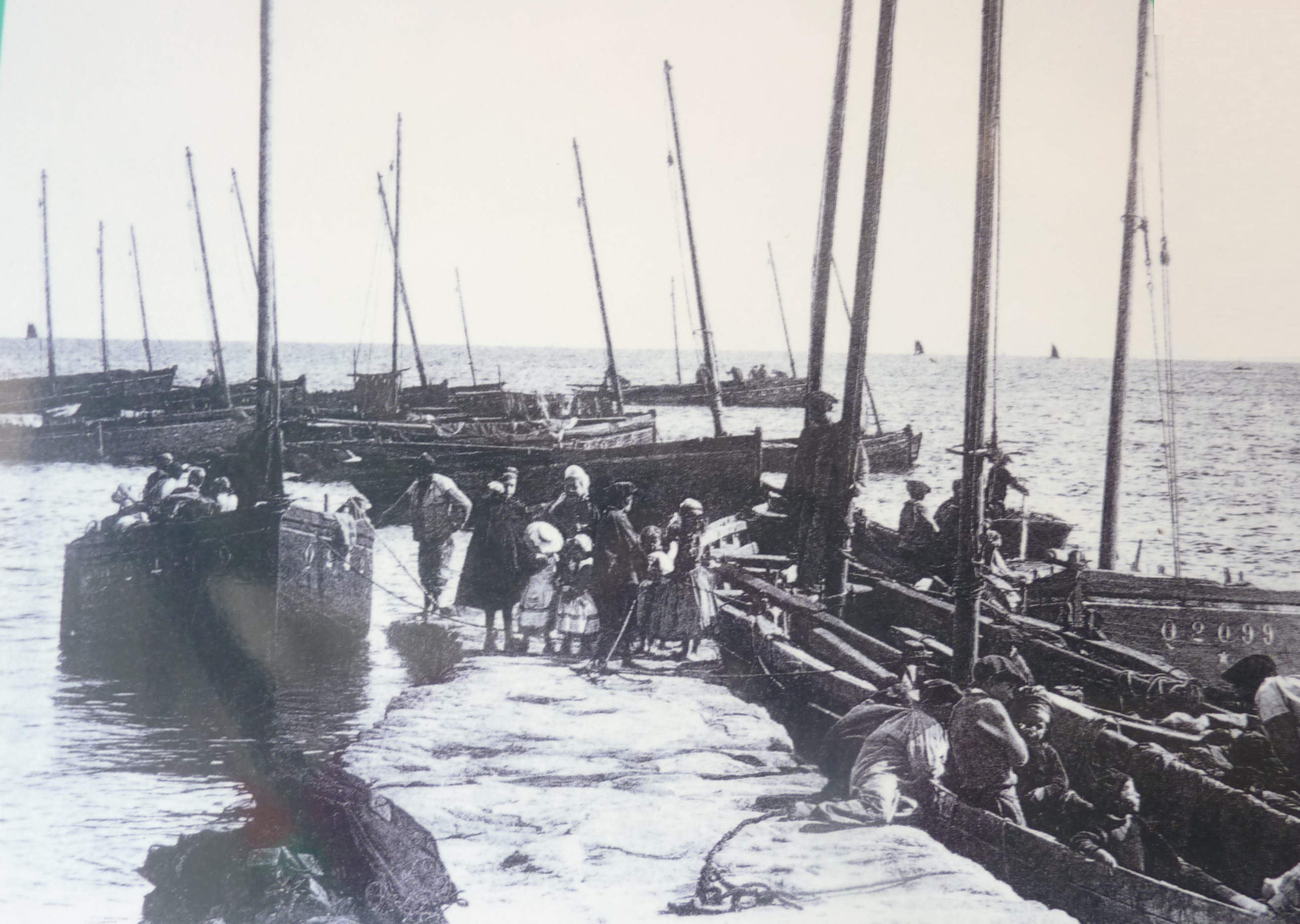
Le port de Saint-Pierre vers 1900.
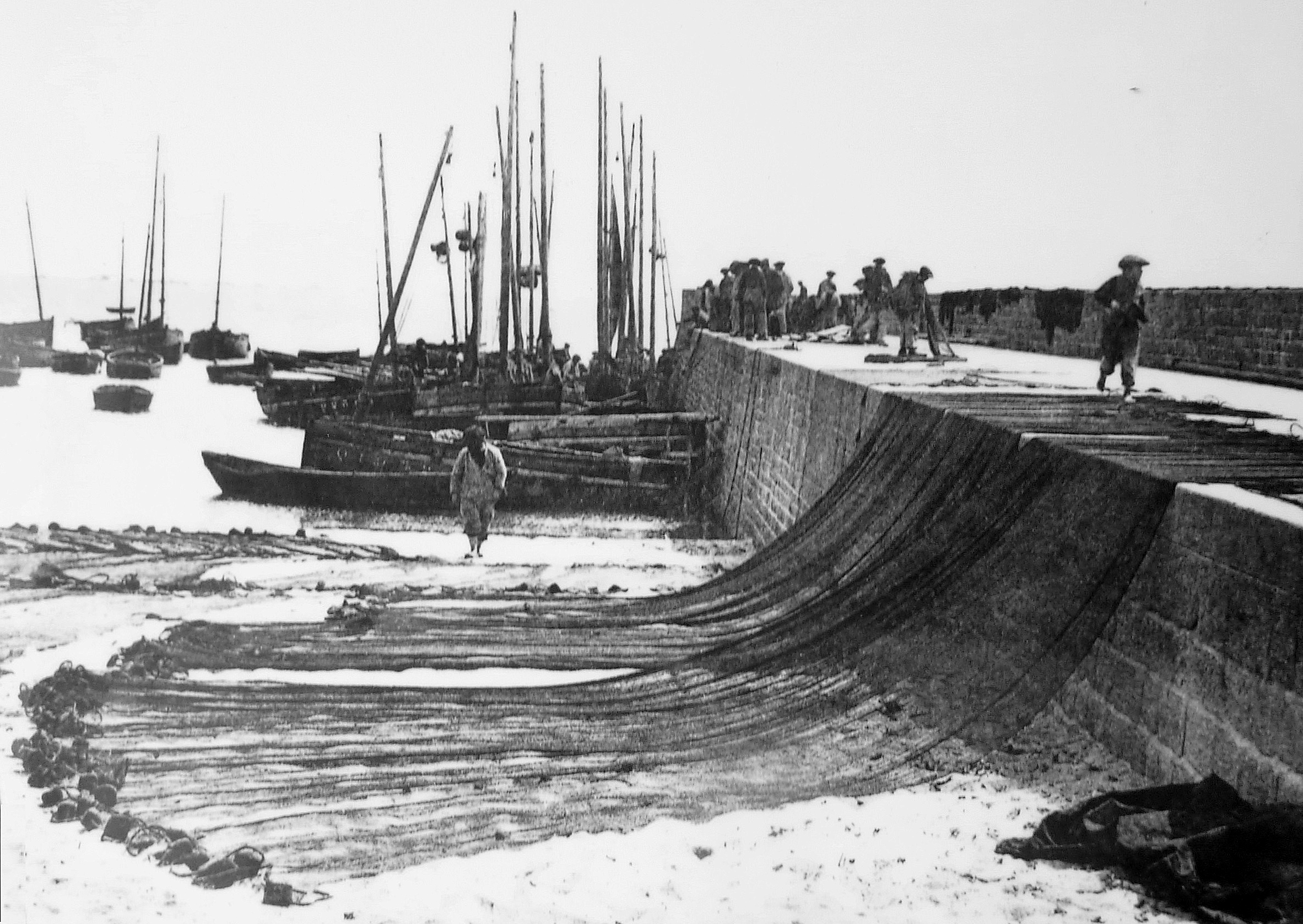
Préparatifs pour la pêche et séchage des filets à Kérity vers 1900.
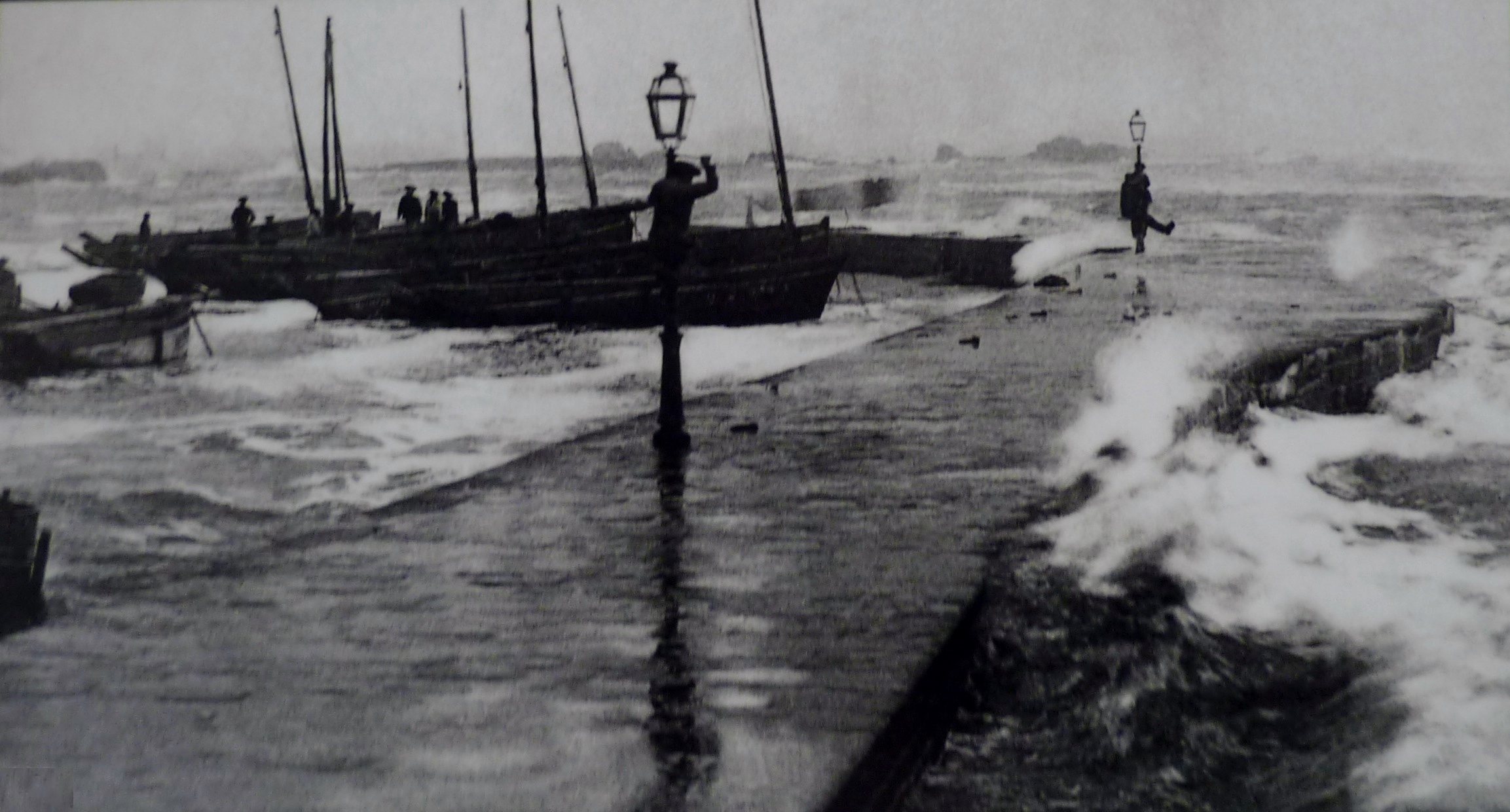
Le port de Saint-Guénolé dans la tempête (vers 1900).
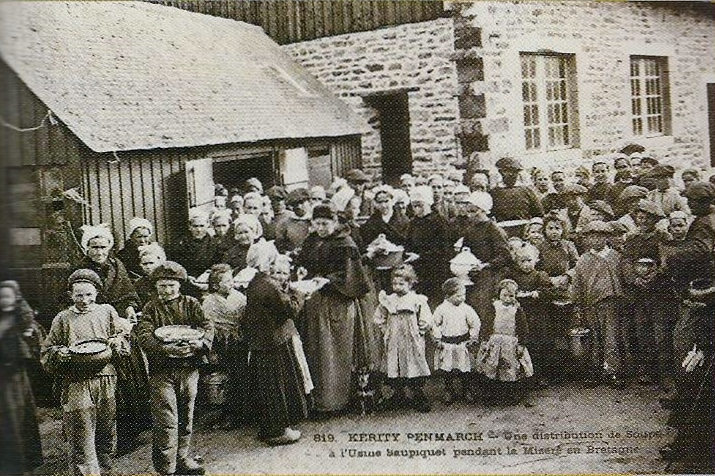
Distribution de soupe à l'usine Saupiquet à Penmarc'h pendant la misère en Bretagne (photographie de 1903).
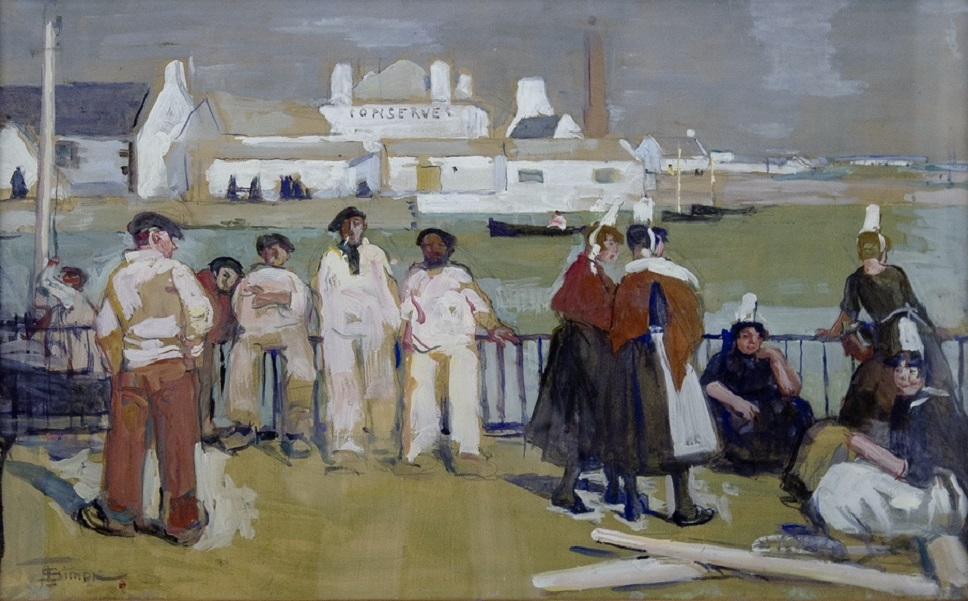
Lucien Simon : Sardinerie à Saint-Guénolé (gouache, 1933, musée des beaux-arts de Brest).

À Penmarc'h en janvier 1903, 960 familles se sont déclarées indigentes sur les 5 300 habitants. Le recteur de la paroisse, Le Coz, écrit : « C'est un surmenage effrayant depuis sept semaines. Distributions de pain, farine, haricots, vêtements. Les sœurs tombent malades de fatigue ». au début de mars 1904, le même recteur écrit : « Jamais on n'a vu un hiver si pluvieux, si rude, ni tant de misère à Penmarc'h ».
Femmes, enfants et même parfois hommes tentent de survivre notamment en fabriquant de la guipure (ou du "picot").
En 1909, Penmarc'h compte 189 bateaux de pêche et 864 pêcheurs, qui pêchent cette année-là 470 tonnes de maquereaux, 40 tonnes de sardines, 3,5 tonnes de poissons divers, 3,6 tonnes de homards et langoustes.
En 1913, la crise sardinière provoque des désaccords entre pêcheurs, entre autres à propos de l'utilisation de filets tournants auxquels les pêcheurs des trois ports de Penmarch étaient favorables, alors que ceux d'autres ports comme Guilvinec, Douarnenez ou Concarneau voulaient le maintien de leur interdiction; ce désaccord entraîna des incidents, par exemple des pêcheurs du Guuilvinec vinrent saboter des paniers de poissons et des conserveries à Saint-Guénolé et la condamnation des pêcheurs de saint-Guénolé qui avaient enfreint l'interdiction par le tribunal correctionnel de Quimper.

###### La persistance des difficultés
Une grève d'une durée d'un mois et demi éclata à Penmarch au printemps 1927, les pêcheurs réclamant la suppression du Comptoir d'achat créé par les usiniers afin de réguler les prix d'achat des sardines ; cette grève est ainsi décrite par Ilya Ehrenbourg :

« Les portes des conserveries étaient fermées : ce n'était pas la première fois que les pêcheurs se mettaient en grève. Leurs revendications pourraient étonner le profane de la pêche à la sardine : ils voulaient que les fabricants achètent toute la prise, même à vil prix. On ne pêche la sardine que pendant les mois d'été, lorsqu'elle monte par bancs jusqu'aux couches supérieures de l'eau et se rapproche de la côte. Les pêcheurs doivent amasser pendant l'été de quoi vivre pour l'hiver. Les patrons des conserveries s'étaient groupés en une union et ne voulaient pas accepter les conditions des pêcheurs sous prétexte d'une insuffisance d'équipement ; en réalité, ils craignaient que les prix de la conserve vinssent à baisser. Les pêcheurs perdirent la grève. (...) Les pêcheurs continuèrent à lancer leurs filets, les actionnaires des conserveries à recevoir des dividendes. »

Dans un article paru le 20 janvier 1933 et intitulé La grande misère des pêcheurs des côtes bretonnes, le journal L'Ouest-Éclair décrit la grande misère des pêcheurs du Guilvinec et de Penmarc'h contraints d'émigrer ou de s'engager dans la Marine nationale et ajoute : « Il faut ajouter aux deux ports précédemment cités ceux de Lesconil, l'Île-Tudy et Sainte-Marine, qui ne sont pas mieux partagés tant s'en faut ».

« Comment avec des gains aussi insuffisants un pêcheur peut-il réussir à nourrir sa nichée, à la vêtir ? On nous a cité des cas navrants parmi beaucoup d'autres. Voici un père de famille de quatre enfants qui a gagné en tout et pour tout dans son année 1 500 francs, 300 francs à la pêche au maquereau (1 200 francs à celle à la sardine). Depuis longtemps, il n'y a plus un sou à la maison. Que fait-il ? Car on ne peut tout de même pas se laisser mourir de faim. Il va chez le commerçant et prend à crédit ce dont il a besoin, c'est-à-dire le strict minimum, on peut le croire. L'un de ces commerçants nous a confié qu'à lui seul, il comptait quarante familles auxquelles il devait, dans ces conditions, fournir denrées alimentaires et vêtements. (...) Et quand le commerçant sera-t-il payé ? À la prochaine campagne de pêche, si celle-ci est un tant soit peu fructueuse. Mais que l'année qui vient présente une situation semblable à celle de 1932, ce sera la famine chez les marins car les commerçants ne pourront tenir le coup. (...) Nous pourrions multiplier les exemples de détresse, des gains infimes en cette pointe tragique de Penmarch. Nous avons vu les hommes du Labrador gagner de 30 à 40 francs par semaine, d'autres encore moins, tel ce Jacques B., père de quatre enfants, qui a tiré de son année de pêche 1 000 francs. (...) Aucune économie bien entendu. Deux usines seulement travaillent le sprat. Peu de femmes y sont employées. Il fut un temps où, grâce au "picot", cette dentelle élémentaire implantée dans le pays par des âmes charitables lors de la crise de 1903, les familles parvenaient à trouver quelque subsistance, de quoi mettre un peu de beurre sur le pain de temps à autre. Non seulement les femmes, mais les enfants, les hommes s'y mettaient. Dorénavant, on ne fait plus guère de "picot" parce qu'il n'y a plus d'acheteur. (...) Il en est beaucoup, parmi ceux qui sont chargés de famille, qui, découragés par leur triste sort, essaient de se faire réadmettre dans les cadres de la Marine nationale. (...) C'est qu'au Guilvinec comme à Penmarch la misère est profonde : 90 bateaux sardiniers, 45 langoustiers, cela représente un nombre considérable de familles. On dira que les pêcheurs du Guilvinec qui émigrent, soit à Quiberon, soit au Croisic, ont gagné un peu plus que leurs camarades de Penmarch. (...) Le plus grand nombre s'est contenté de 1 500 francs à 2 000 francs. »

En 1934, Penmarc'h compte 331 bateaux de pêche (c'est l'année record) dont 157 voiliers et 174 bateaux à moteur (les premiers bateaux à moteur sont apparus en 1924) ; c'est aussi à partir de 1934 qu'apparaissent les premiers malamoks : Saint-Guénolé en abrite 10 en 1936, 16 en 1939, 24 en 1945 ; Kérity 6 en 1939, 7 en 1945. En 1934, Penmarc'h compte 10 conserveries : 8 à Saint-Guénolé (Cassegrain, Chancerelle, Griffon, Le Hénaff, Rio Le Gall, Roulland, Tirot, Gracier) et 2 à Kérity (Roussel, Saupiquet), ainsi qu'un chantier naval.

#### La Première guerre mondiale
Le monument aux morts de Penmarch, en kersanton gris pour son soubassement et sa colonne et en kersanton plus sombre pour la statue) porte les noms de 118 soldats et marins morts pour la France pendant la Première Guerre mondiale : sept d'entre eux sont des marins disparus en mer ; 15 sont des soldats morts sur le front belge, la plupart lors de la Course à la mer dont 5 à Maissin, 2 à La Panne, 1 à Dixmude, 1 à Melle, 1 à Nieuport en 1914 ou 1915 sur le Front de l'Yser ; 3 sont décédés dans les Balkans (deux en Grèce, l'un à Corfou, l'autre à Salonique et 1 à Négotin en Macédoine car ils étaient des marins participant à l'Armée française d'Orient ; les autres sont des soldats décédés sur le sol français à l'exception de Jean Biger décédé au Sénégal. Mais la plaque commémorative apposée dans l'église Saint-Nonna est beaucoup plus complète, elle porte 203 noms de soldats et marins originaires de Penmarc'h morts pour la France pendant ce conflit mondial.
L'Amérique, un chalutier reconverti en patrouilleur auxiliaire sauta sur une mine déposée par le sous-marin allemand UC-36 (KL Gustav Buch) le 24 mars 1917 devant Penmarch.
Le transport américain Covington fut torpillé par un navire allemand le 1er juillet 1918 à 130 milles au large de Penmarch. Plusieurs autres navires ont été coulés devant Penmarch : le Berwind (un bateau civil affrété par l'US Navy et chargé d'approvisionner les Alliés en charbon), le Lake Placid (il transportait de la farine), tous deux coulés par le sous-marin allemand U-88 ; le War Patrol ; le Château Laffite, coulé par le sous-marin allemand U84 ; etc.. (leurs épaves ont été retrouvées).
Vincent-Marie Hélias et Michel Le Pape, marins à bord de l' Inkerman, un chalutier armé de la classe Navarin, venant d'être construit par les Canadiens à Fort William, font partie des victimes de la disparition de l' Inkerman et du Cerisoles lors de leur traversée du Lac Supérieur alors qu'ils s'apprêtaient à rejoindre la France le 24 novembre 1918.

#### L'Entre-deux-guerres

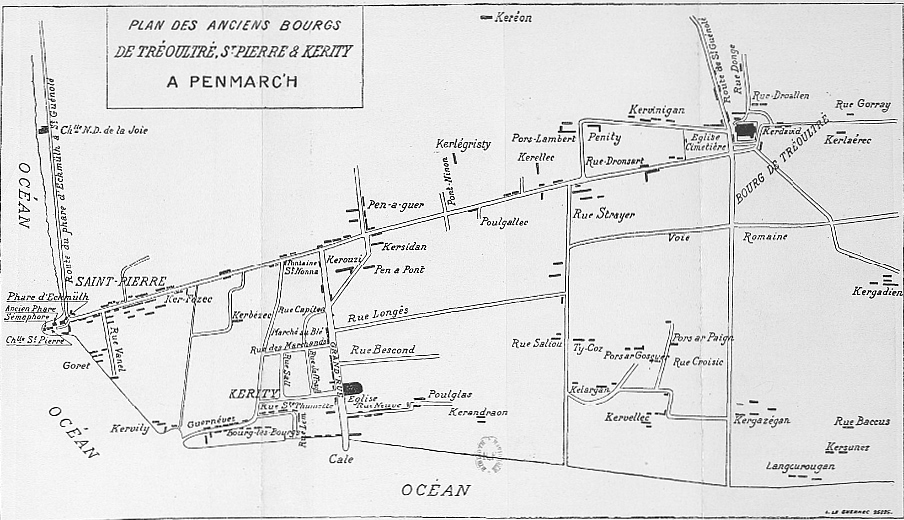
Plan des anciens bourgs de Tréoultré, Saint-Pierre et Kérity en 1925 (extrait du livre de l'abbé François Quiniou "Penmarc'h : son histoire, ses monuments" publié en 1925).

##### Description de Penmarc'h et du Pardon de Notre-Dame de la Joie en 1920
« Depuis la fin du XIXe siècle des cirques et des manèges ont pris l'habitude de s'installer à proximité de la chapelle au moment du pardon. Le spectacle des Bigoudens et Bigoudènes en costume de fête devant les tréteaux des termajis (forains), les montreurs de lanterne magique, séduira plus d'un peintre ».

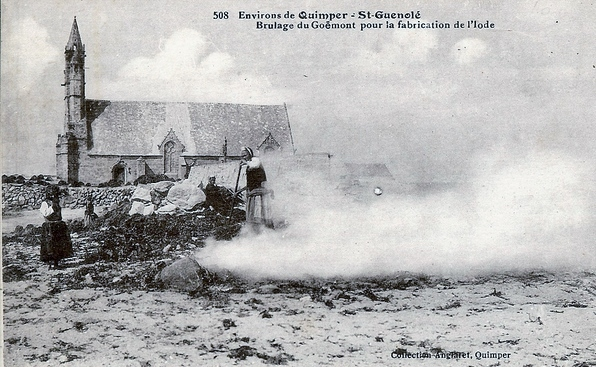
Saint-Guénolé : brûlage du goémon devant la chapelle Notre-Dame-de-la-Joie (vers 1930)

André Chevrillon décrit ainsi Penmarc'h en 1920 dans la "Revue des Deux Mondes" :

« De tous côtés de la grande pointe, de vieilles chapelles nous présentent le signe de la religion. À l'ouest, Notre-Dame-de-la-Joie, si seule sur sa grève ; au sud, Saint-Pierre, et le tout petit sanctuaire des enfants, collé comme un coquillage, au pied du vieux phare ; à l'horizon du nord-est, perdu là-bas, à la lisière des sables qui descendent jusqu'à la Torche et loin encore, pourtant, de la vraie campagne, l'oratoire de Tronoën, avec son calvaire le plus vieux de la Bretagne, dont les vents de quatre siècles ont rongé toutes les figures ; du même côté Saint-Viaud [chapelle Saint-Vio à Tréguennec] ; à l'est, Saint-Tromeur ; au sud-est, saint Nona, dont la façade nous présente, en reliefs presque effacés, des images de bateaux de pêche du temps de Louis XII. Et au centre, c'est l'épaisse tour inachevée, survivante d'un siècle où Penmarc'h était une vraie ville ; riche de la merluche qu'elle pêchait et fumait pour toutes les villes de France. Tronquée bas, massive, elle aussi, comme un bigouden, on la voit de partout. »

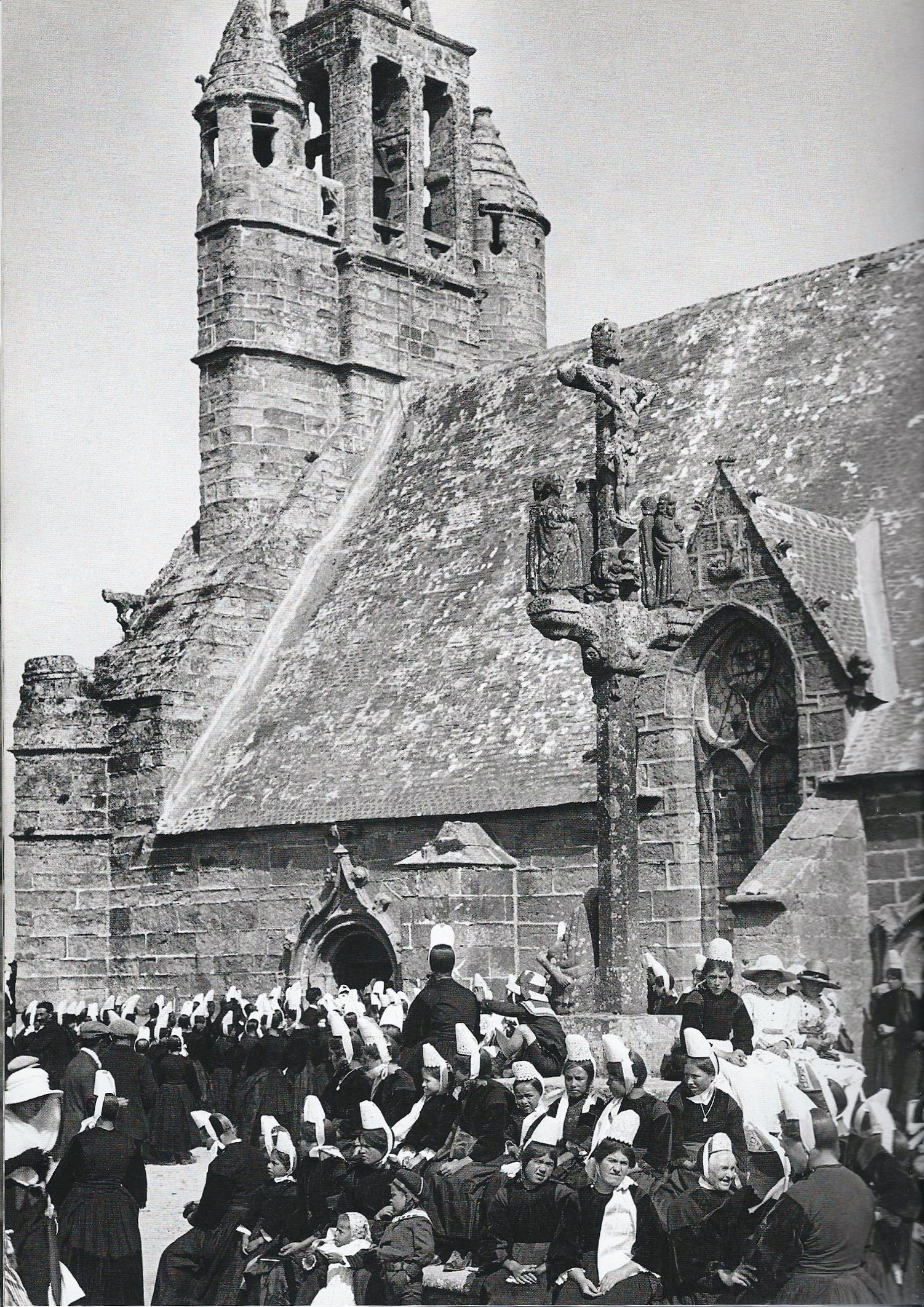
Le pardon de Notre-Dame-de-la-Joie vers 1930 (photographie de Jacques de Thézac).

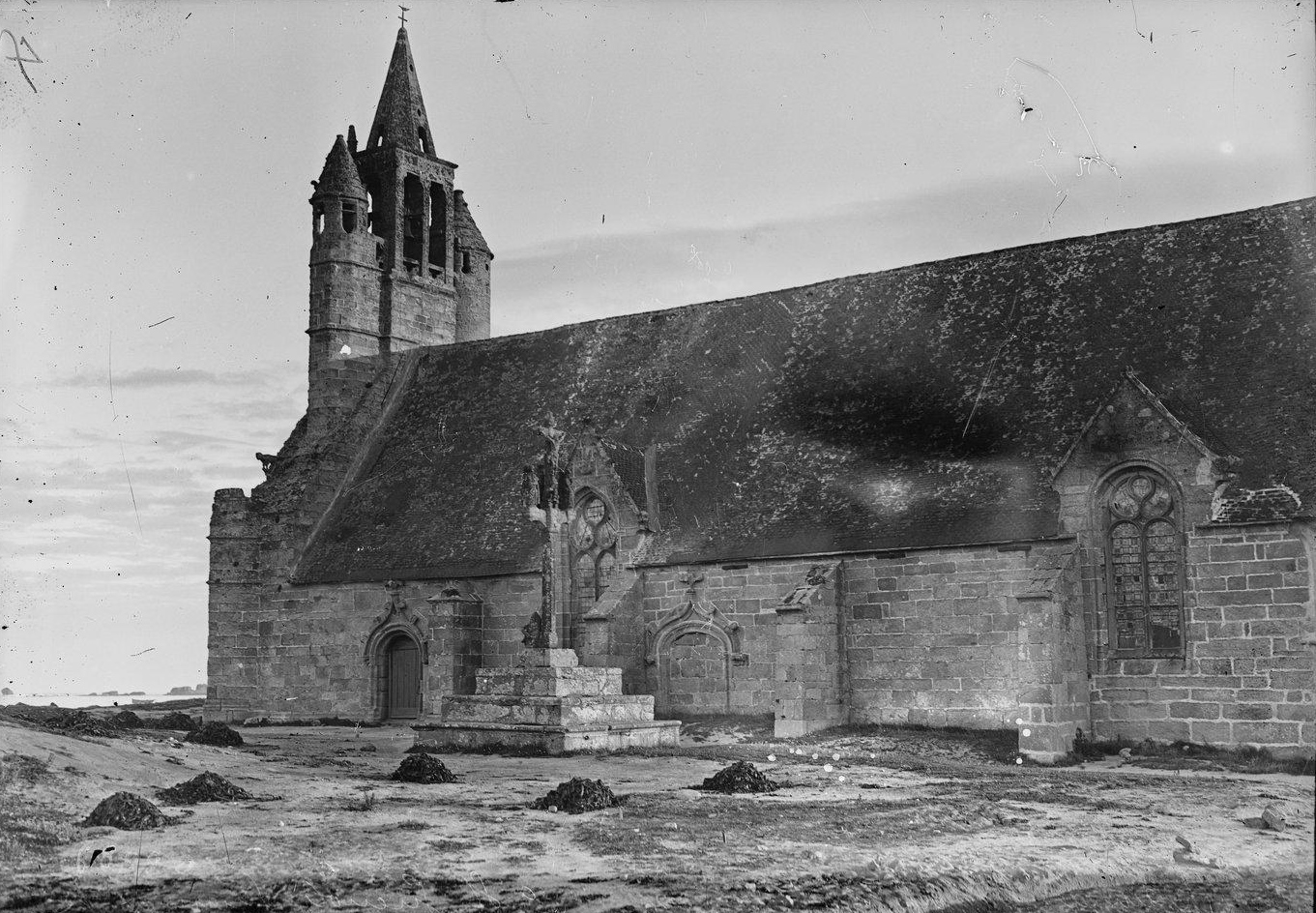
La chapelle Notre-Dame-de-la-Joie en 1921

Le même auteur décrit ainsi le pardon de Notre-Dame-de-la-Joie en 1920 :

« 15 août. C'est le jour de Notre-Dame-de-la-Joie, la petite chapelle perdue là-bas sur la grève, face aux infinis, à l'une des extrémités du continent. (...) Le Pardon des marins, dit-on, mais les paysans de toute la région bigouden y affluent et sont de beaucoup les plus nombreux. Cette année la fête sera encore plus éclatante que de coutume. Un désastreux coup de vent a passé sur la côte en octobre dernier, et c'est aujourd'hui que les rescapés doivent s'acquitter du vœu fait dans le suprême péril à Notre-Dame-de-la-Joie. En attendant, avant vêpres, à Saint-Guénolé, on n'avait pas l'air de penser au désastre. Une carriole m'avait jeté, avec un chargement de bigoudens, à la porte d'une grange, au milieu d'une foule chamarrée d'or et de vermillon. Sur plusieurs lignes de bancs, au long des quatre murs, les belles filles attendaient, sans bouger, sans parler (...). Les musiciens arrivés (deux clairons de Plonéour), des marins, toujours plus dégourdis ont ouvert le bal, mais entre eux pour commencer, les belles restant raides, timides, intimidantes. (..) Quelques couples de filles se levèrent et se mirent à tourner et je ne vis plus qu'elles, plus volumineuses, importantes, éclatantes que les hommes. (...) L'atmosphère s'est échauffée (une odeur d'eau-de-vie montait : on buvait sec à côté, sous une tente) ; les belles se laissèrent aller aux bras des hommes en béret [les marins], et puis des hommes en rubans [les paysans], d'abord massés, immobiles, près de la porte, et qui peu à peu se dégourdissaient. (...) »

« Au long d'une demi-lieue de grève, entre les tapis rouges et bruns de lichen et de goémon qui sèchent et jettent une odeur d'iode, c'est, vers la chapelle, une file continue de pèlerins, hommes, femmes, enfants (...). Vers le très vieux oratoire (...) chemine le peuple bigouden : ceux qui viennent de Saint-Guénolé, de Trolimon, et ceux qui viennent de Kérity, de Penmarc'h, de Plomeur, de Plobannalec (...) Les femmes ont des souliers, comme il convient aux jours de fête, mais elles vont pieds nus, et les portent à la main. Elles les mettront, comme on met ds gants, pour assister à vêpres. (...) Vieux et jeunes se pressent autour des cierges, des médailles, des poèles à crêpes, du cidre, (...) des berlingots, des minuscules poires à cochons ! (...) Et les voici qui font la haie devant le porche de la chapelle, les loqueteux, les infirmes, habitués des pardons bigoudens. (...) Tous portent la besace où ils mettent leurs croûtes. Tous tendent une sébile de fer-blanc, et de la même main pend aussi un chapelet. (...) Presque tous ces mendiants d'ailleurs ont leur chien, de fortes bêtes, qui bordent avec eux l'entrée de la chapelle. (...) De toute cette bordure de misère monte un vagissement doux, continu, où reviennent les mots des oraisons : En hano an tad... Itroun Varia... Evelse bezo gret ! ("Au nom du Père... Madame Marie... Ainsi-soit-il !"). (...) Sous le rude calvaire se tient un chanteur (...) Il récite des sones dont il vend pour un petit gwennek ["sou" en breton], le texte. (...) Là-bas, dans le fond (...) les rescapés de la tempête d'octobre, ceux dont j'ai vu le bateau crevé, parmi trente autres, dans la baie de la Torche, l'automne dernier, quelques jours après le désastre. (...) Dans l'instant du péril, ils ont fait un (...) vœu : suivre en groupe Notre-Dame à sa procession le jour du Pardon. Pour un tel rite, la tenue commandée par la coutume est encore celle qui signifiait, au Moyen Âge, l'humilité religieuse : nu-tête, déchaux [déchaussé], en chemise, une cire de tant de livres à la main. (...) Leurs femmes aussi sont là : elles finissent de les mettre en tenue votive, leur enlèvent vestes et gilets. (...) La procession pour finir, annoncée par une volée de cloches, (...), la théorie des bannières, des saintes figures suspendues, avec les hautes croix d'argent. Ils vont décrire un grand circuit entre les petits talus de galets, entre les prés où sèchent des tapis de varechs. »

Plus loin André Chevrillon évoque, toujours dans le même article, le début de la déchristianisation des pêcheurs en parlant de ceux qui participent au pardon de Notre-Dame-de-la-Joie :

« Ils sont de ceux dont les bateaux s'appellent Marie Dieu te protège ou bien Marche avec Dieu. Ils n'ont pas subi l'influence des nouvelles propagandes de révolte, si actives en certains ports de pêche, où l'usine de sardines a déjà mis l'atmosphère industrielle. »

##### La vie agricole

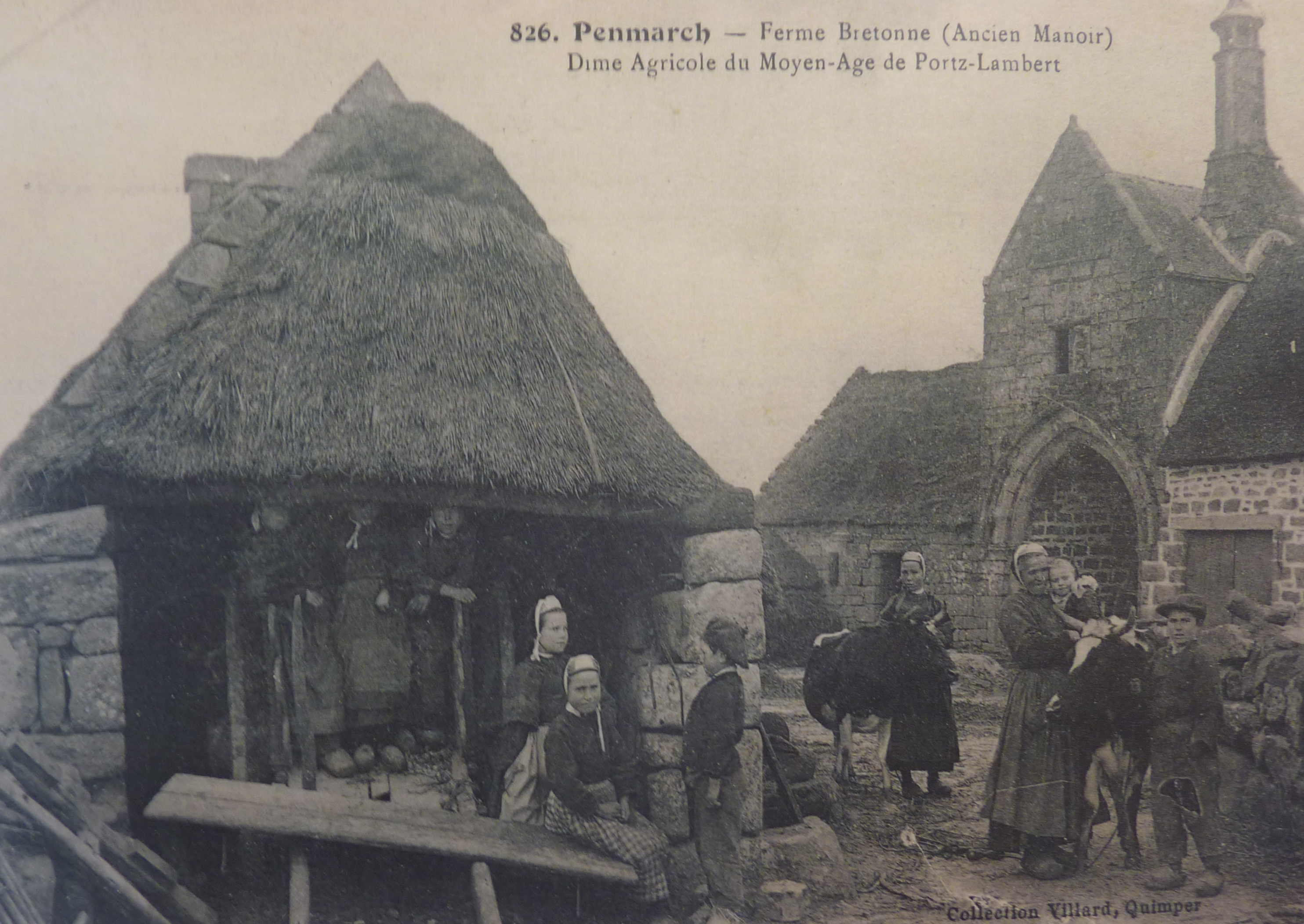
L'ancien manoir de Porz Lambert au début du XXe siècle
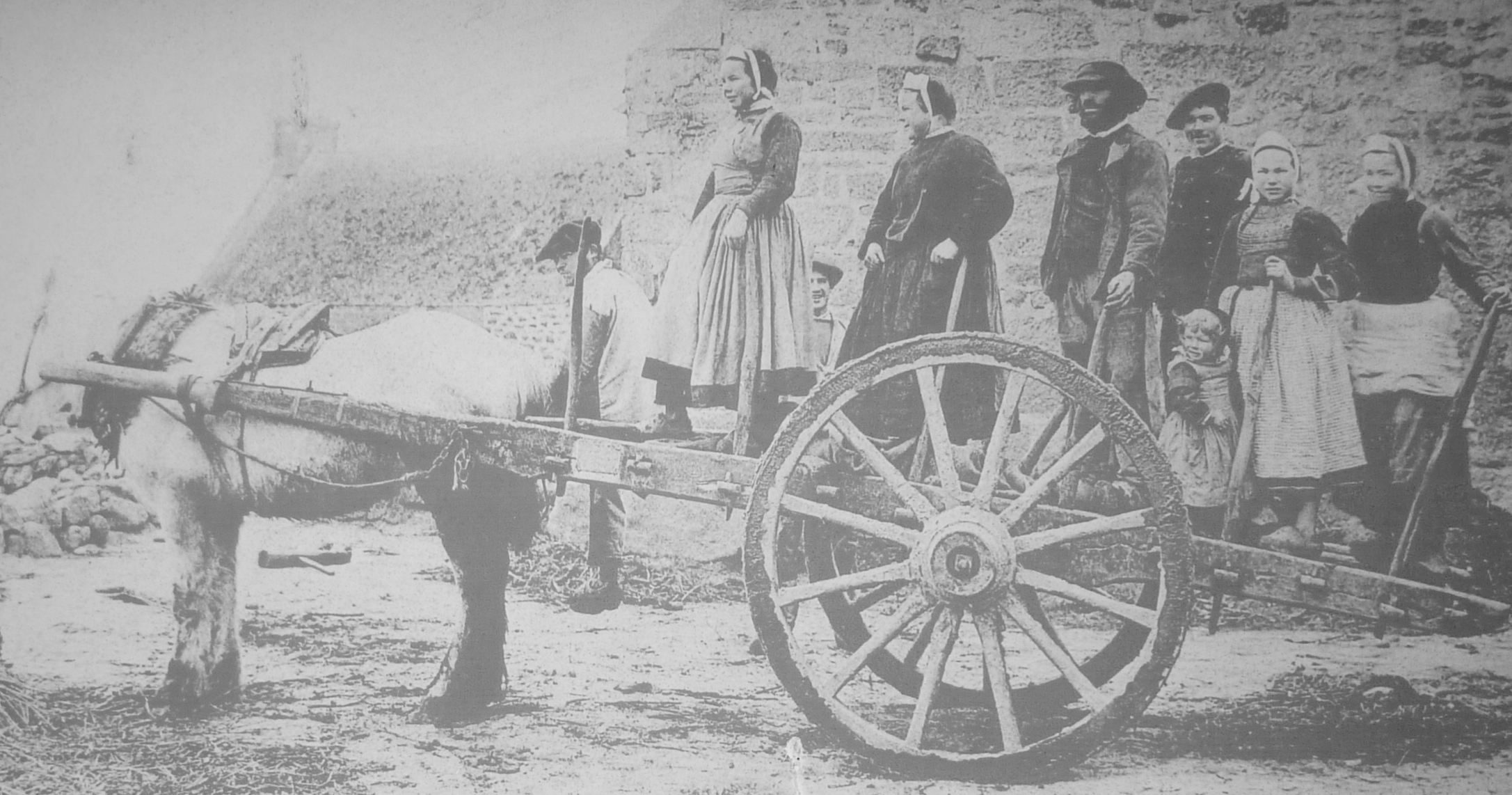
Famille paysanne de Penmarc'h au début du XXe siècle

Le journal L'Ouest-Éclair écrit le 26 juin 1939 que « les nombreux producteurs de pois des palues de Penmarch, Plomeur, Saint-Jean et Tréguennec, dont la récolte des pois est la principale, sinon la seule, ressource, après l'année désastreuse de 1938, ne pourront guère améliorer leur sort cette année ». Le journal L'Humanité écrivait déjà en 1935 : « C'est la misère aussi chez les petits paysans que le Crédit agricole menace de saisies, menace aiguë chez les petits producteurs de pois de Plomeur, Penmarch, Saint-Jean, razziés férocement par le patronat de la conserve ».

###### La Fête des Cormorans et les Cormorans sportifs
La Fête des Cormorans existait déjà en 1921, comme en témoigne le long article du journal Le Journal les décrivant cette année-là, ainsi que ces photographies prises la même année par l'agence Rol :

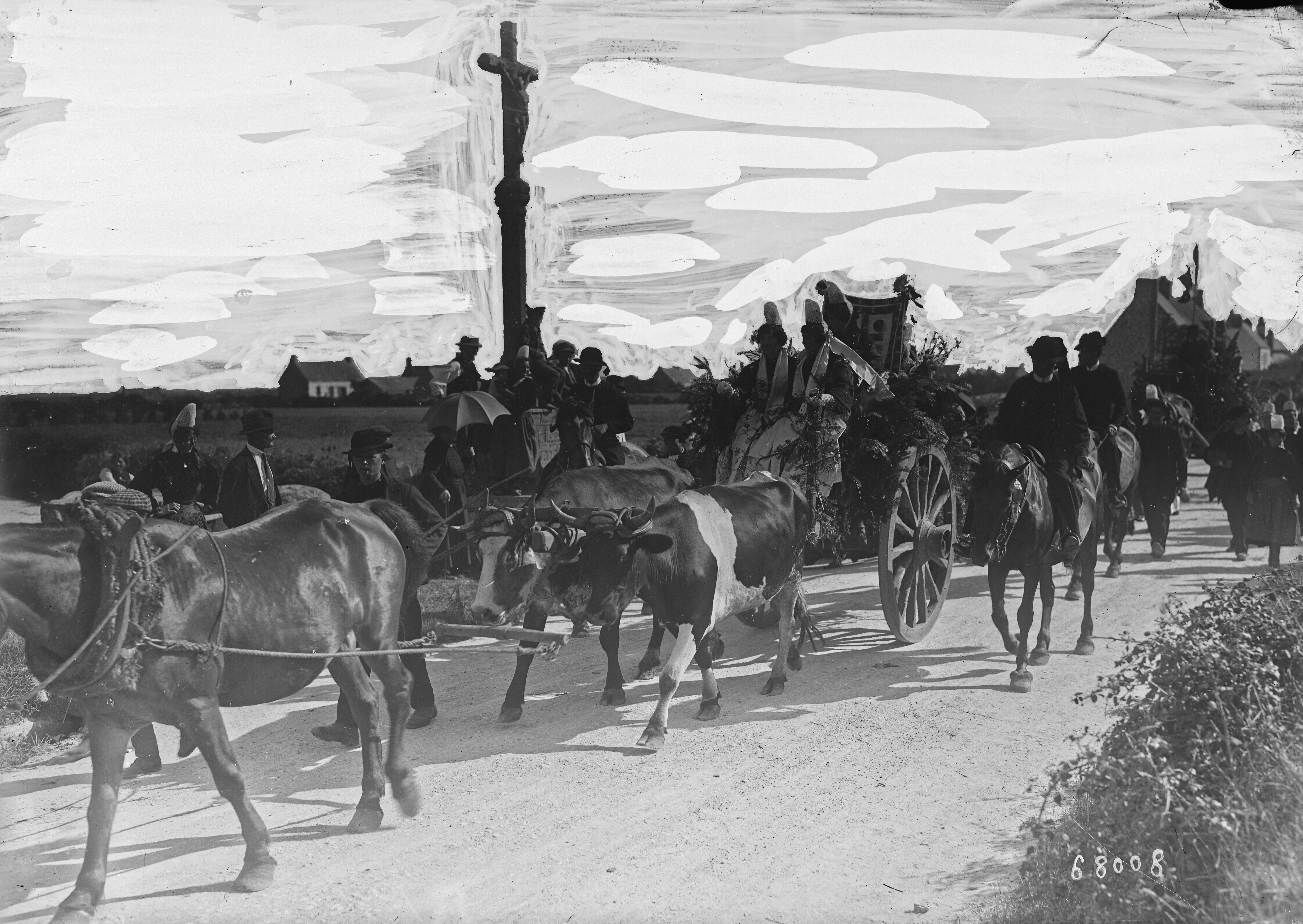
Personnes se rendant à la Fête des Cormorans à Penmarch le 7 août 1921
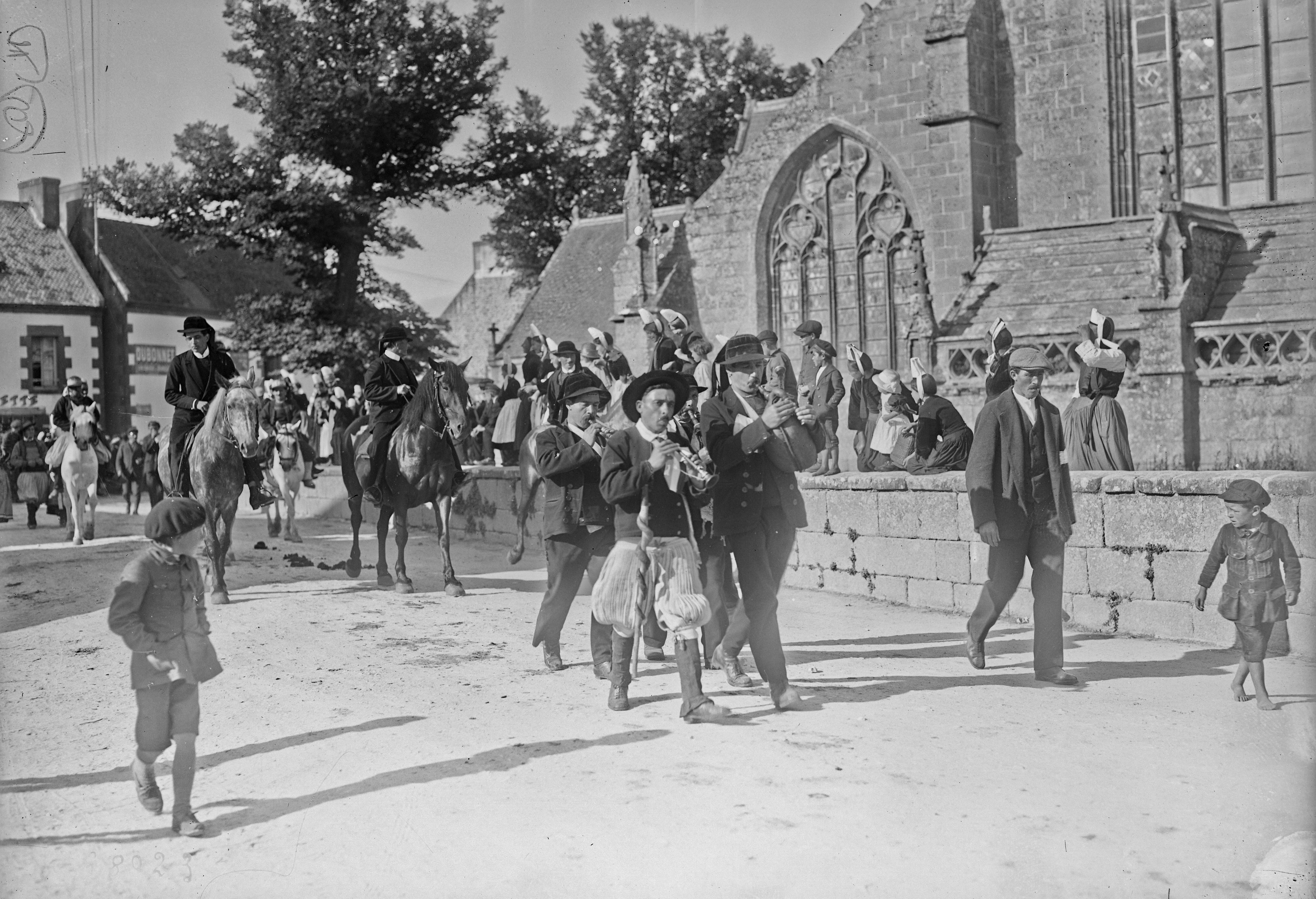
La fête des Cormorans à Penmarch (défilé de joueurs de biniou et de bombarde devant l'église Saint-Nonna le 7 août 1921)
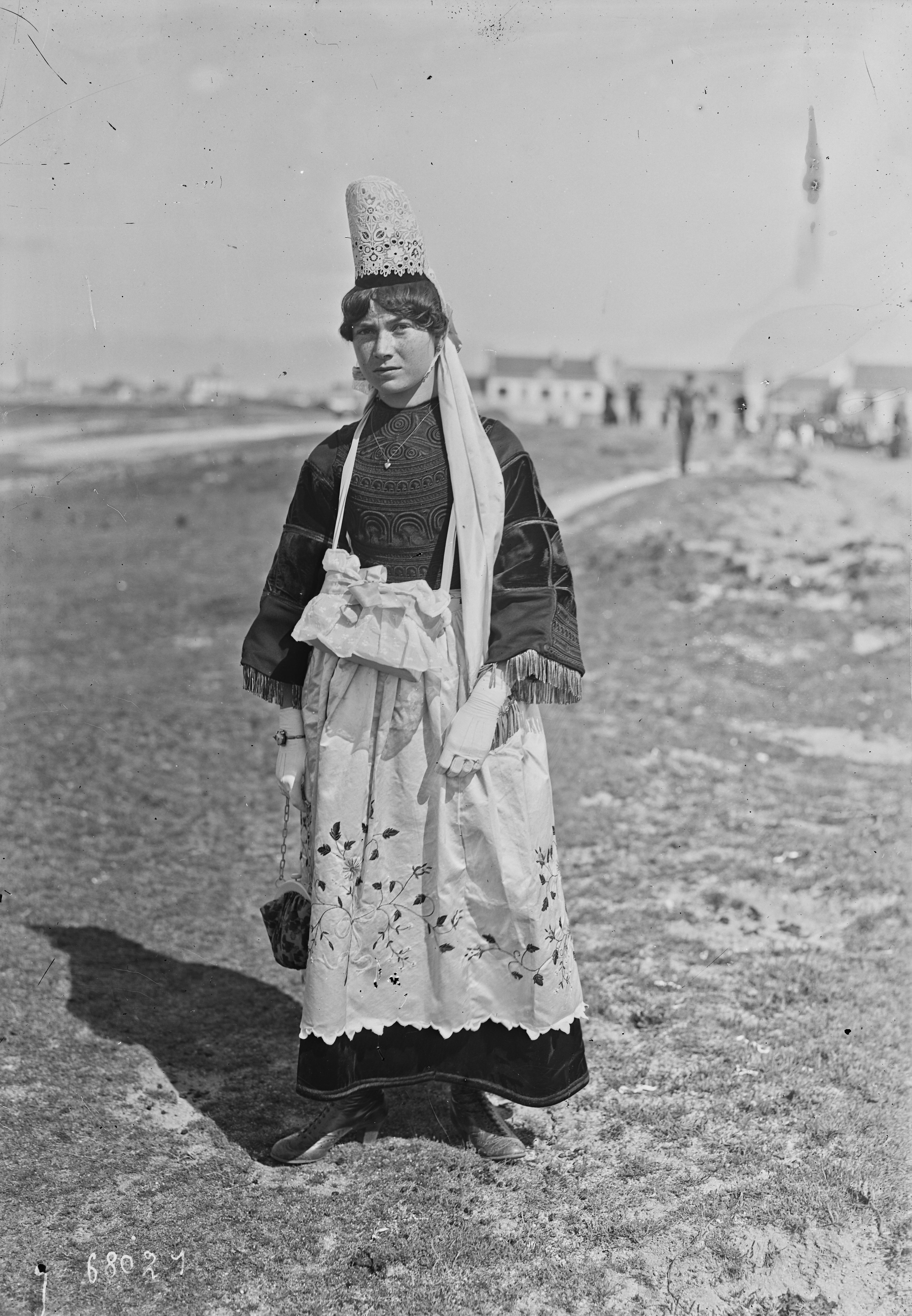
Bigoudène en costume traditionnel pour la Fête des Cormorans le 7 août 1921
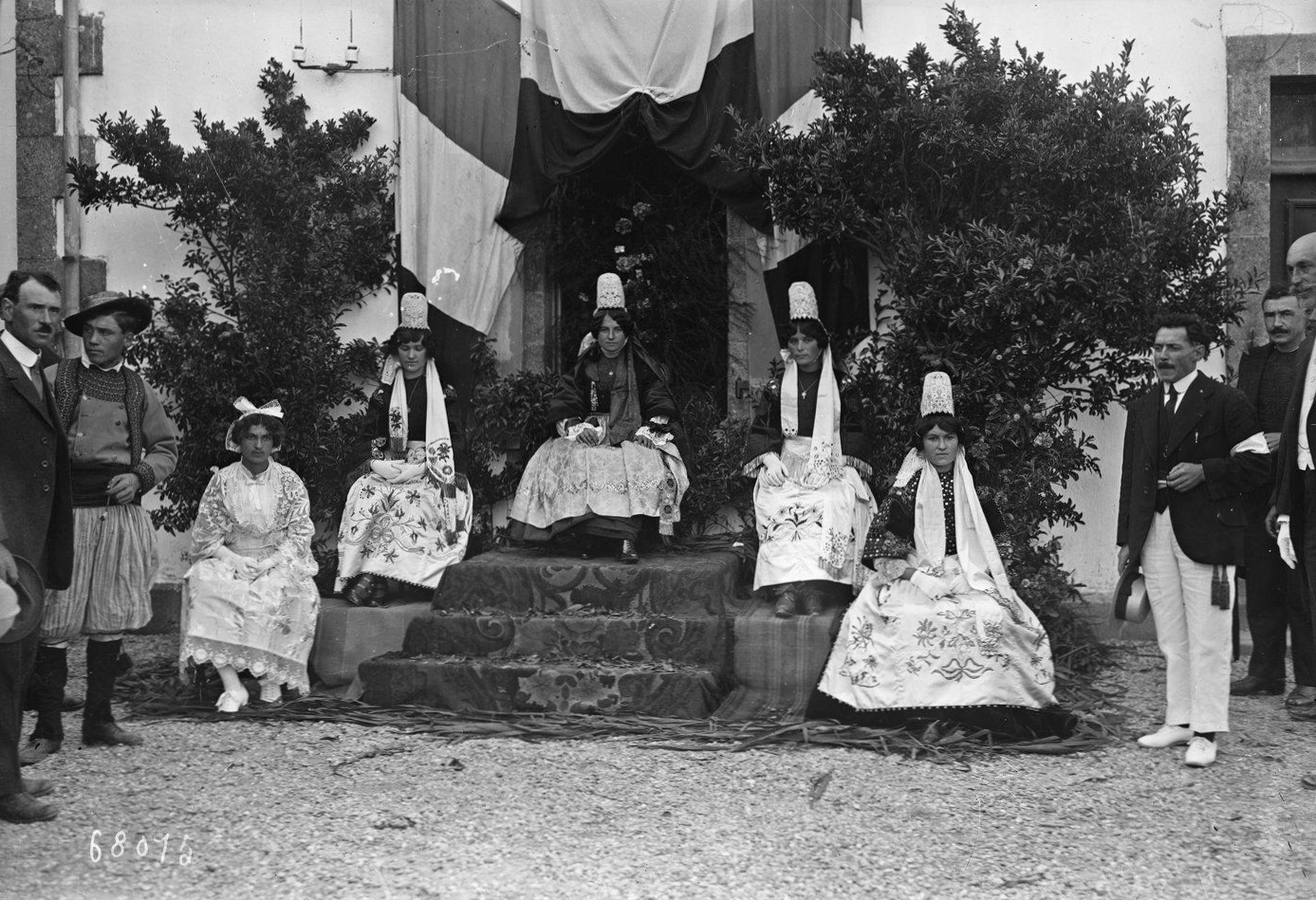
La reine des Cormorans et ses demoiselles d'honneur en 1921
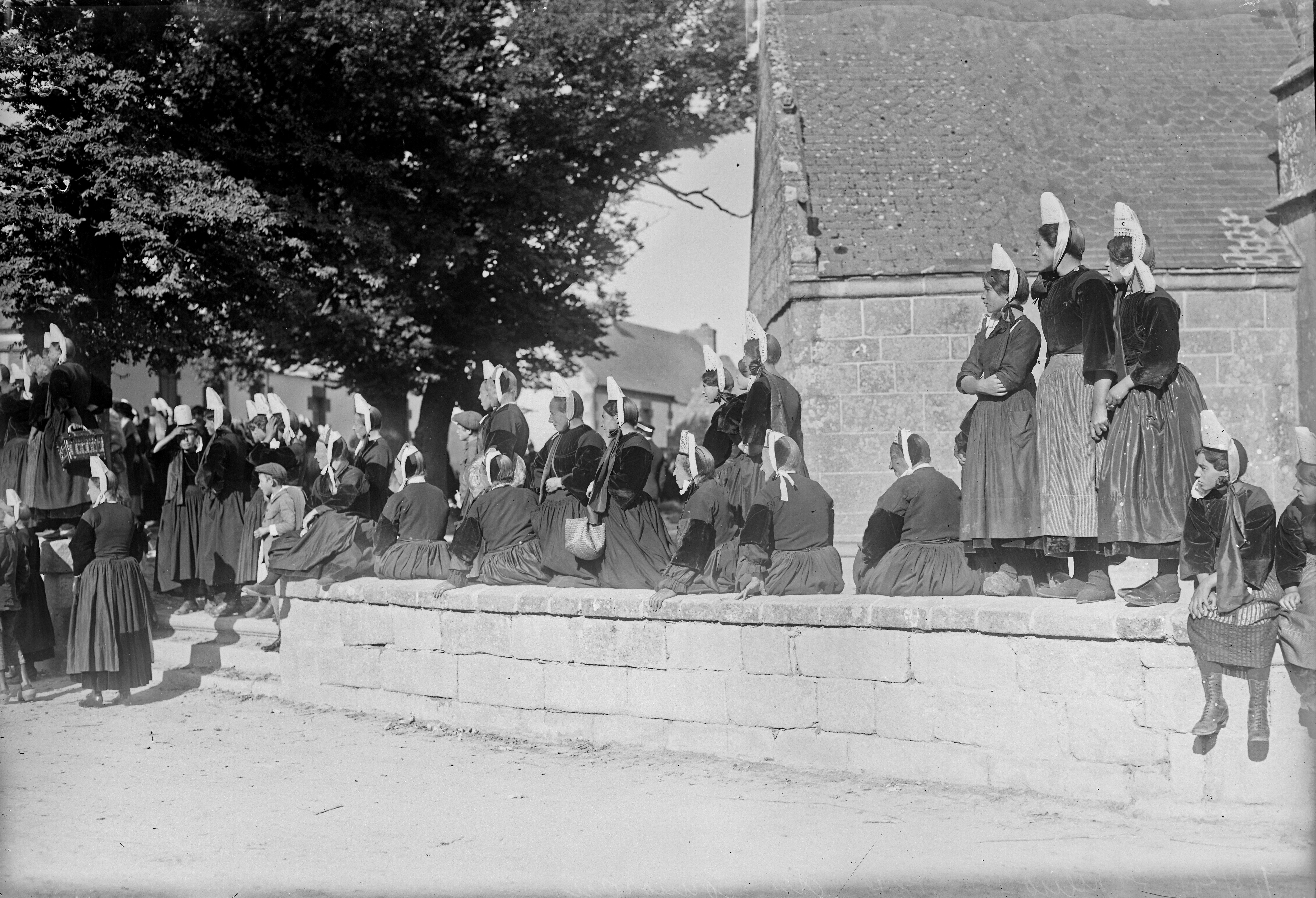
Bigoudènes regardant passer le défilé de la Fête des Cormorans le 7 août 1921
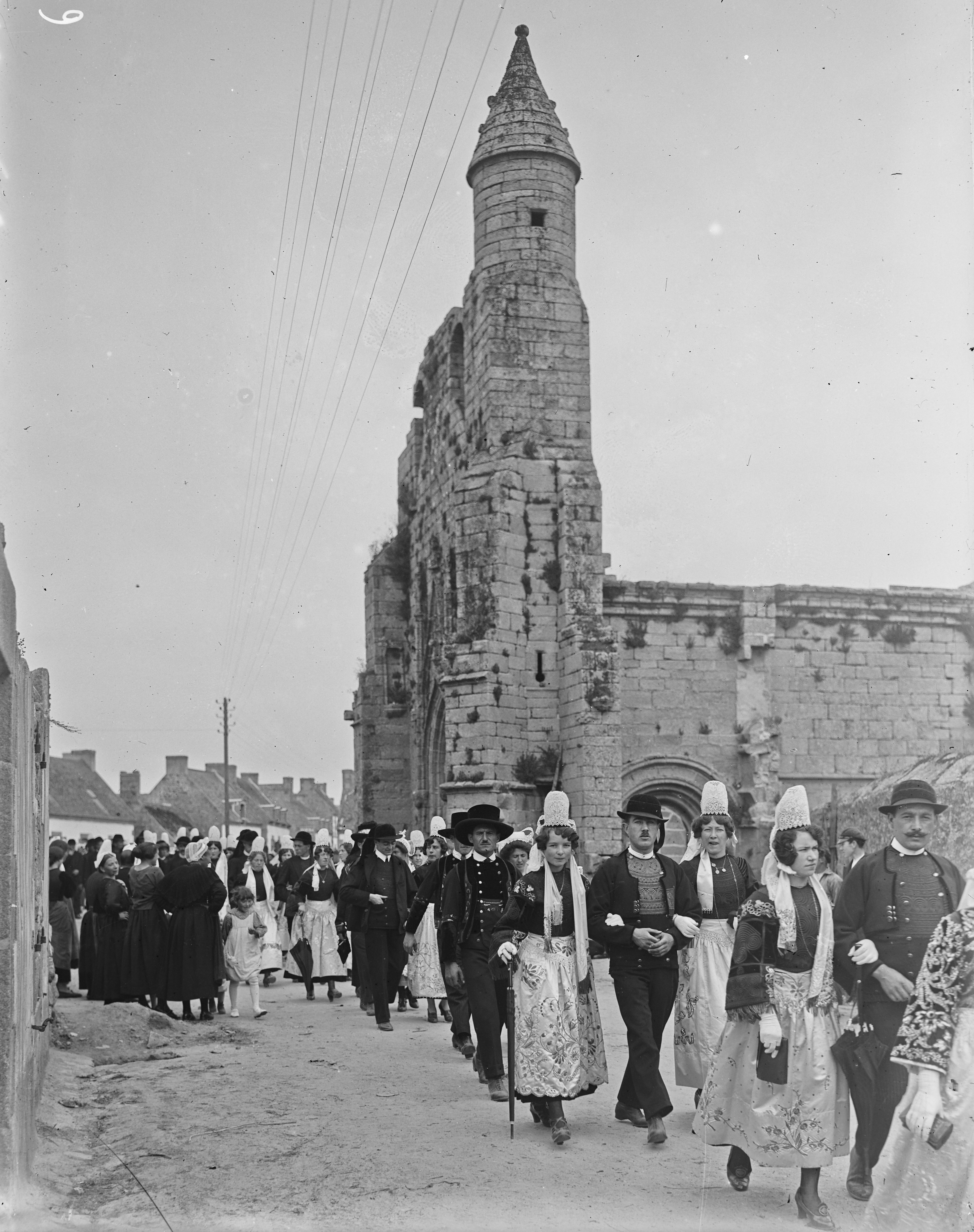
La fête des Cormorans à Penmarc'h le 5 août 1923 : Bretons et Bretonnes défilant devant l'église alors ruinée de Kérity.

Dans son live "D'ouvrier à patron, la vie d'un Bigouden entre 1914 et 2014", Pierre Boënnec indique que la première reine des Cormorans fut Marie-Jeanne Le Coz, de Saint-Guénolé, et que celle-ci fit le tour de la commune dans une charrette traînée par des bœufs ; il décrit aussi son travail de sertisseur à l'usine Roulland (située à Saint-Guénolé), la campagne des petits pois, les conserves de sardines et la vie quotidienne à Penmarc'h à cette époque.
Le club de football "Cormorans sportifs de Saint-Guénolé" fut créé en 1923 (des équipes de football existaient précédemment dans plusieurs quartiers de la commune) et le "Vélo-sport penmarchais" organisa des compétitions cyclistes entre 1925 et 1927 dans un vélodrome situé à Keryet, mais en 1928 celui-ci fut transformé en stade pour les "Cormorans sportifs de Penmarc'h", le nouveau nom de l'équipe de football.
En 1960, un nouveau terrain de football, le stade municipal, équipé d'une tribune pouvant contenir 800 spectateurs, fut construit.

##### Les débuts du tourisme
Paul Lederlin, un industriel du textile en Moselle qui fut aussi sénateur de Corse, possédait une propriété, le château des Goélands, à Saint-Guénolé, et un yacht de luxe qui faisait régulièrement escale à Kérity ou à Saint-Guénolé. Il prêta dans la décennie 1930 de l'argent à plusieurs pêcheurs locaux afin de leur permettre d'acheter un bateau de pêche.
En 1937, le nombre des estivants à Penmarch, séjournant tant à l'hôtel que chez l'habitant, est estimé à 500 personnes.

##### Le naufrage duHuerta

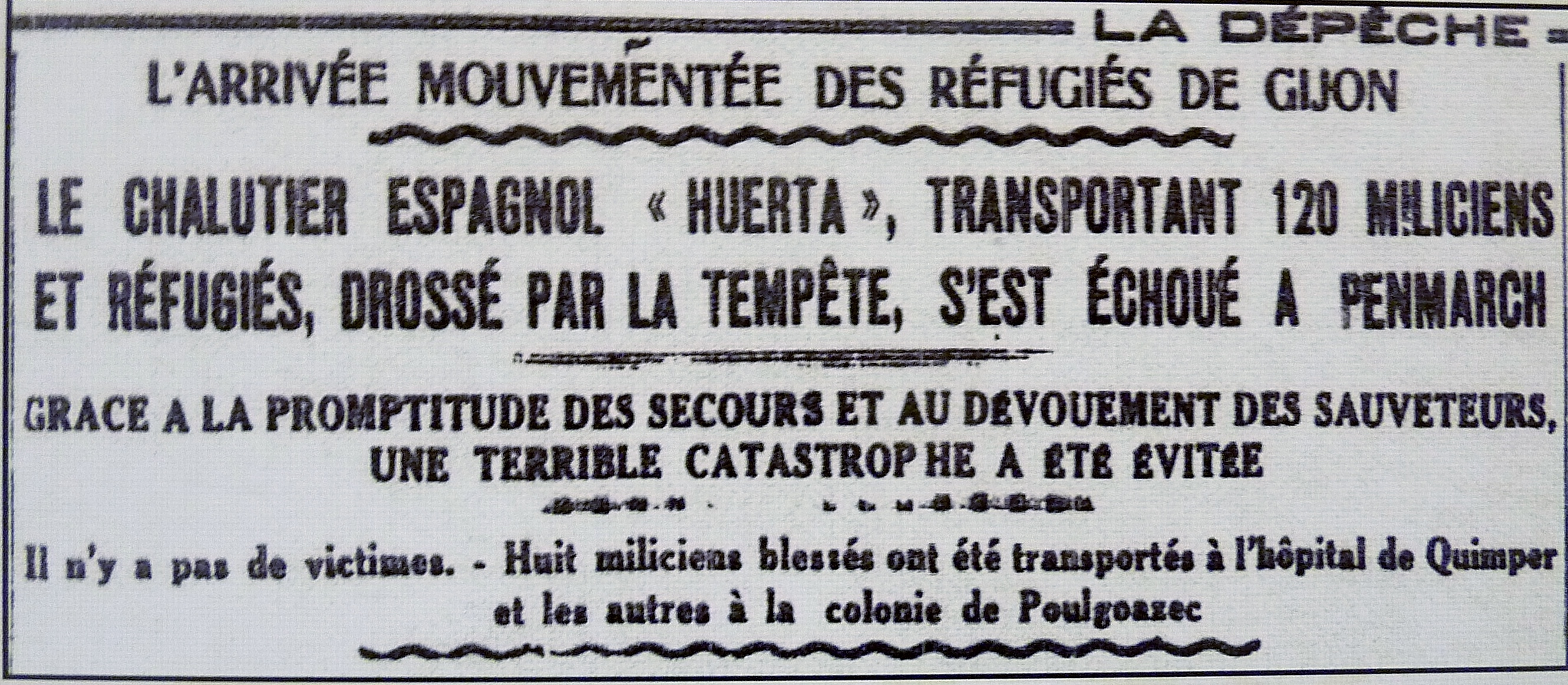
Penmarch : le sauvetage des 120 réfugiés républicains espagnols qui étaient à bord du Huerta (titre du journal La Dépêche de Brest et de l'Ouest)

Le 23 octobre 1937, à la suite de la chute de Gijón, 120 réfugiés républicains espagnols, dont plusieurs officiers de l'armée républicaine, à bord du chalutier Huerta cherchent à gagner un port français, mais est victime de la tempête à proximité de Penmarch. Malgré une mer déchaînée, trois bateaux de Penmarch, le Léon Dufour, le Saint-Thomas et le Cassiopée vont à son secours et ramènent à terre tous les hommes. Les sauveteurs furent félicités et les patrons des trois bateaux furent reçus à la Sorbonne en 1938, pour y être décorés de la médaille d'or de la Société centrale de sauvetage des naufragés.

#### La Seconde Guerre mondiale

##### L'occupation allemande
Le 20 juin 1940, une colonne blindée allemande entra dans Penmarc'h, à 12 h 30. Les occupants s'installèrent dans l'ancienne école de Pénity, au nombre de 200 environ. Très vite les Allemands prirent des mesures de restrictions des libertés essentielles, comme l'interdiction de la circulation motorisée, des rassemblements de plus de trois personnes et le fameux couvre-feu. Bientôt, les vélos, tolérés dans un premier temps, furent également réquisitionnés, sauf ceux des possesseurs d'Ausweis.
Les Allemands installent une station radar dans l'ancien phare.

##### La valse des maires
En juillet 1940, le maire républicain Jean Jégou, élu de façon tout à fait classique en 1939, démissionna car refusant l'Occupation. Le préfet du Finistère Georges désigna comme successeur le premier adjoint, Yves-Joseph Péron, qui resta en poste jusqu'en octobre 1940, date à laquelle il démissionna également. Joseph Keryvel le remplaça jusqu'en juin 1941, puis il démissionna à son tour. Le préfet demanda alors au conseil municipal de se réunir pour élire un nouveau maire, et Yves-Joseph Péron fut désigné par le suffrage, mission qu'il accepta "bon gré, mal gré", jusqu'en juin 1943. Il démissionna alors pour raisons professionnelles. Jacques Dessoudres le remplaça jusqu'en octobre 1944, puis Jean-Louis Souron jusqu'à la capitulation allemande, et enfin Thomas Donnard, qui resta en poste vingt ans, jusqu'en 1965 !

##### La révolte du 3 octobre 1940 et le durcissement de l'Occupation
Devant les conditions d'occupation – les Allemands faisant figure d'intrus dans les bars du bourg – la jeunesse autochtone trama une petite attaque à l'encontre de l'occupant qui leur disputait les billards. À la fin de la journée du 3 octobre 1940, à la suite d'une idée de Jos Le Moigne, les jeunes Penmarchais entassèrent de nombreux petits cailloux près de trois bars, les cafés Ambroise, Louis Pape et Gloanec, et constituèrent deux équipes, pour deux lignes d'attaque, avec routes de retraites planifiées. À la nuit tombée, les Allemands qui s'avançaient pour rentrer dans les bars furent accueillis par une pluie de pierres. Simplement équipés d'un poignard, ils répliquèrent comme ils le purent et pourchassèrent sans trop de succès la jeunesse penmarchaise, alourdis par leurs bottes. Seul Pierre Buannic, téméraire, resta caillasser les ennemis un peu trop longtemps. Un soldat le pourchassa jusque chez M. Seven, et le trouva caché dans le lit de M. Seven père, qui « dormait ». Il frappa alors le jeune homme avec le manche de son poignard. Pierre Buannic, en dehors d'une belle peur, en fut quitte pour des bosses, des plaies à la tête et des ecchymoses aux mains, attrapées en se défendant.
Résultat : les conditions de vie de la population du bourg se durcirent, le couvre-feu fut avancé et les soldats allemands, tirant leçon de cette mésaventure, s'équipèrent d'un revolver en lieu et place du poignard. Les rencontres entre les jeunes du bourg s'espacèrent alors.
La kommandantur locale était installée au château des Goélands.

##### L'arrestation de François Péron le 20 novembre 1940

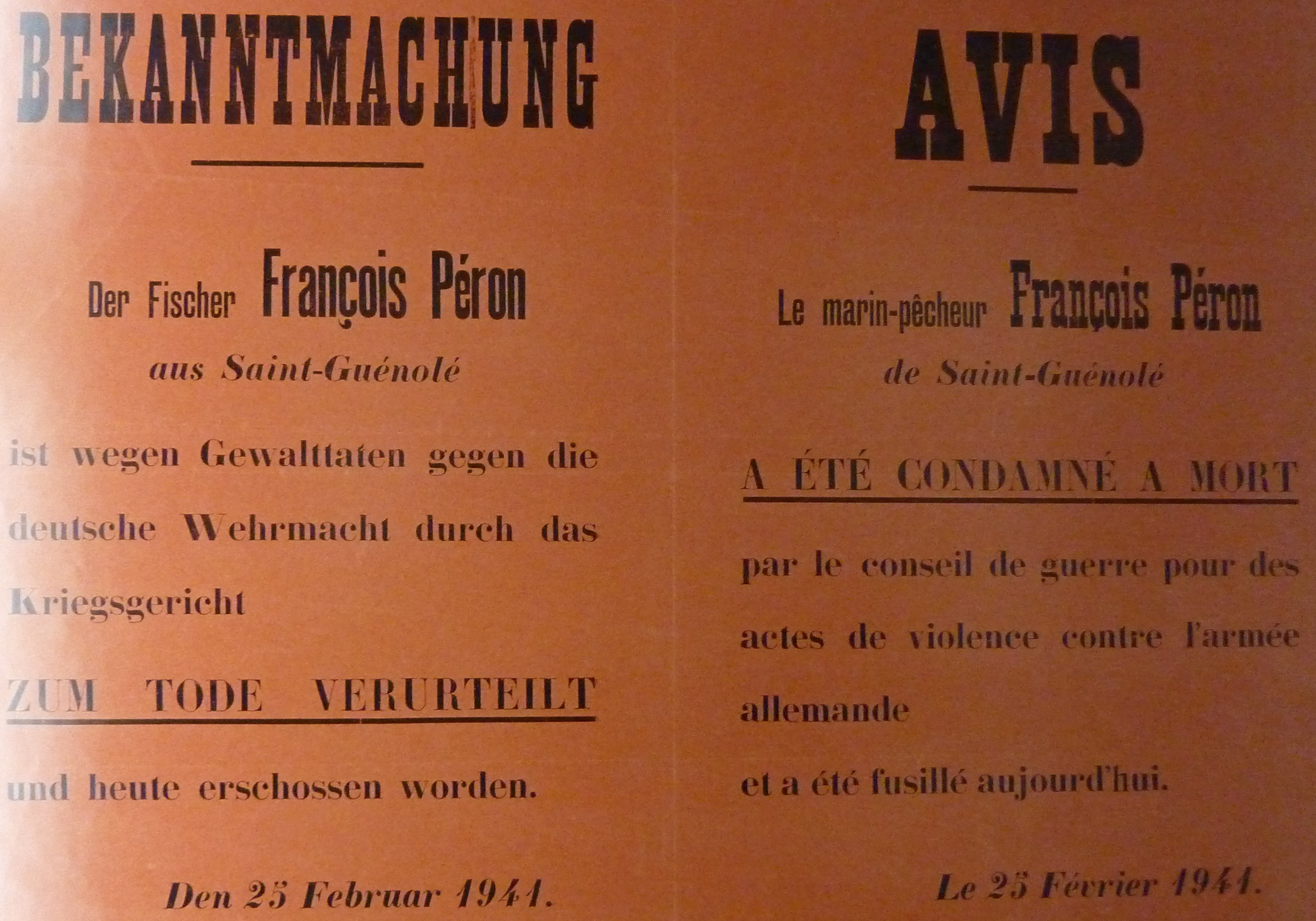
Affiche allemande annonçant la condamnation à mort de François Péron (25 février 1941) (musée de Bretagne, Rennes)

Marin-pêcheur à Saint-Guénolé, François Péron est arrêté à la suite d'une bagarre qui éclata lors d'un contrôle d'identité effectué par une patrouille allemande au café de l'Océan à Saint-Guénolé. Conduit à la kommandantur, puis à la prison de Quimper, il est traduit devant un tribunal militaire allemand et condamné à mort. Il tente de s'échapper le 10 février 1941, mais se casse une jambe en sautant d'une hauteur de sept mètres et est repris. Il fut fusillé le 25 février 1941 au château de Kériolet. Il fut fait Compagnon de la Libération le 17 août 1941.

##### La destruction d'un câble téléphonique allemand le 23 avril 1941
Le 23 avril 1941, un câble téléphonique allemand fut sectionné à Penmarc'h, presque à la limite communale avec Guilvinec. En représailles, vingt jeunes gens de la commune, pris en otages, durent en assurer la garde tour à tour pendant un temps[Combien ?].

##### Les Fusillés de Poulguen

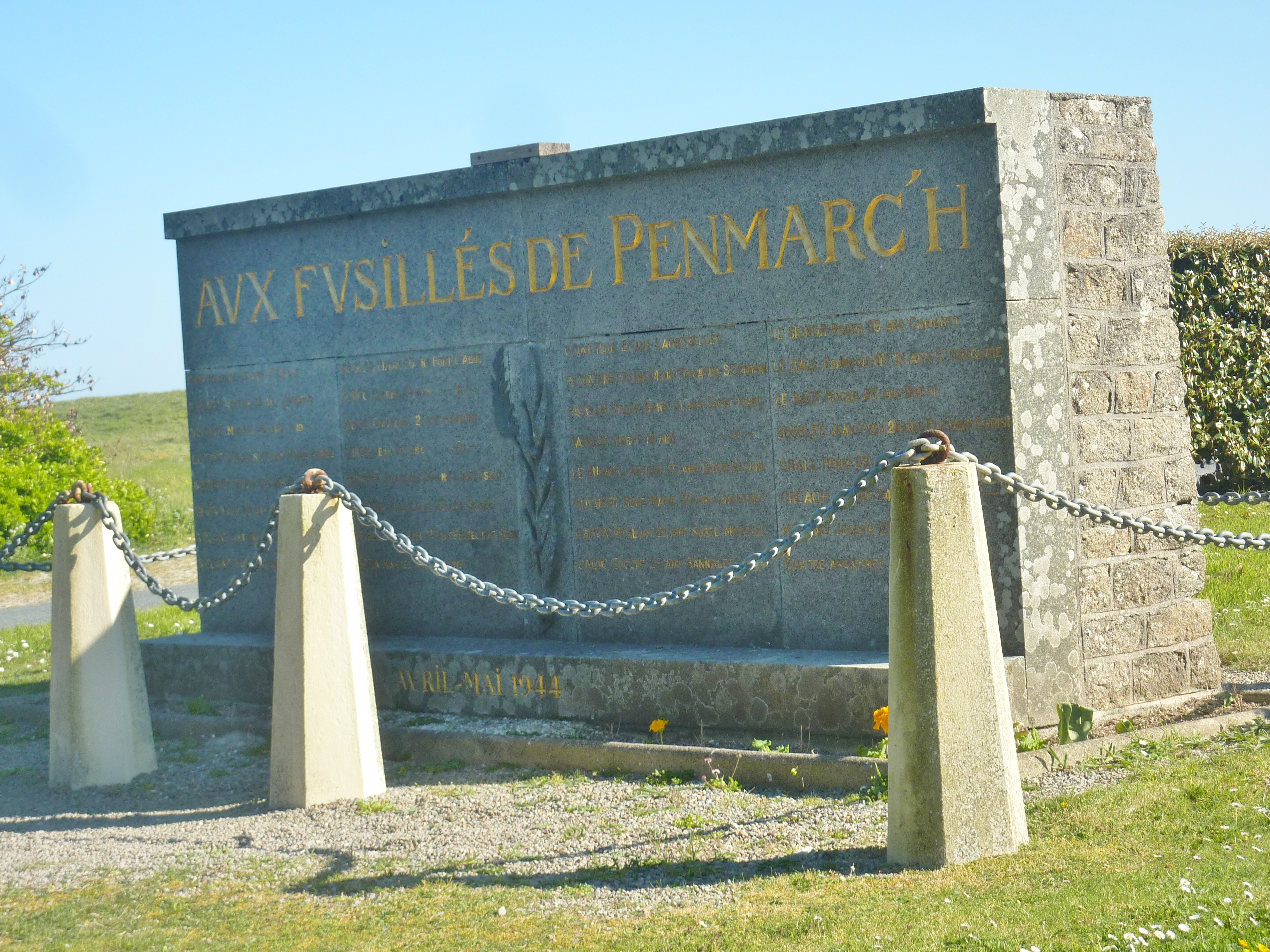
Le monument "Aux fusillés de Penmarc'h" sur la dune du Stêr Poulguen

Trente-cinq résistants, internés à la prison Saint-Charles de Quimper, ont été fusillés dans les dunes de la plage du Stêr Poulguen à Penmarch entre le 1er avril et le début de mai 1944, dont plusieurs le 21 avril. La fosse commune où ils furent enterrés fut ouverte le 31 mai 1944. La plupart étaient âgés de 18 à 30 ans, à l'exception de Pierre Nicolas, âgé de 65 ans. La plupart étaient des Finistériens : deux (Arthur Quéinec et Marcel Volant) étaient originaires de Quimper, deux (Antoine et Yvon Volant) de Lesconil, trois (Jean-Yves Bourlès, Henri Grall et Albert Créach) de Pleyber-Christ, deux (Pierre Nicolas et Eugène Lorec) de Pont-l'Abbé, deux (Emmanuel Brusq et Jean Simon) d'Audierne, deux (Roger-Marie Paugam et Hervé Tanguy) de Saint-Marc, les autres de Saint-Ségal (Maurice Cam), d'Ergué-Armel (Charles Le Port), de Plouhinec (Robert Normant), de Peumerit (Yves Bevin), de Landivisiau (François Philippe), de Scaër (Jean-Louis Lancien), de Beuzec-Cap-Sizun (Marcel Kergonna), de Lambézellec (Paul Coat), de Plogastel-Saint-Germain (Pierre Plouzennec), de Guerlesquin (Arthur Le Buanec), de Bannalec (Eugène Cadic), de Camaret (Roger Le Signor), de Brest (Roger Le Baut). Les autres étaient originaires de Saint-Grégoire (François-Marie Le Gall), de Sorel-Moussel (William Caron), un étant un immigré espagnol originaire de Madrid (Joseph Moreno), un autre n'est connu que par son pseudonyme (Marcel Guérin) et est d'origine inconnue de même que quatre anonymes.

##### La visite de Rommel et le départ des Allemands
Début mai 1944, le feld marechal Erwin Rommel, inspecteur du mur de l'Atlantique, passe faire des vérifications à Saint-Guénolé. Sa présence occasionna un acte de résistance consistant en la section d'un câble téléphonique allemand. Curieusement, il n'y eut pas de représailles, comme ce fut le cas en avril 1941.
Les troupes allemandes quittèrent Penmarch le 4 août 1944. L'armée allemande tenta de dynamiter l'ancien phare, ce qui échoua partiellement, mais endommagea sa structure.

##### Les résistants de Penmarch et les victimes penmarc'haises

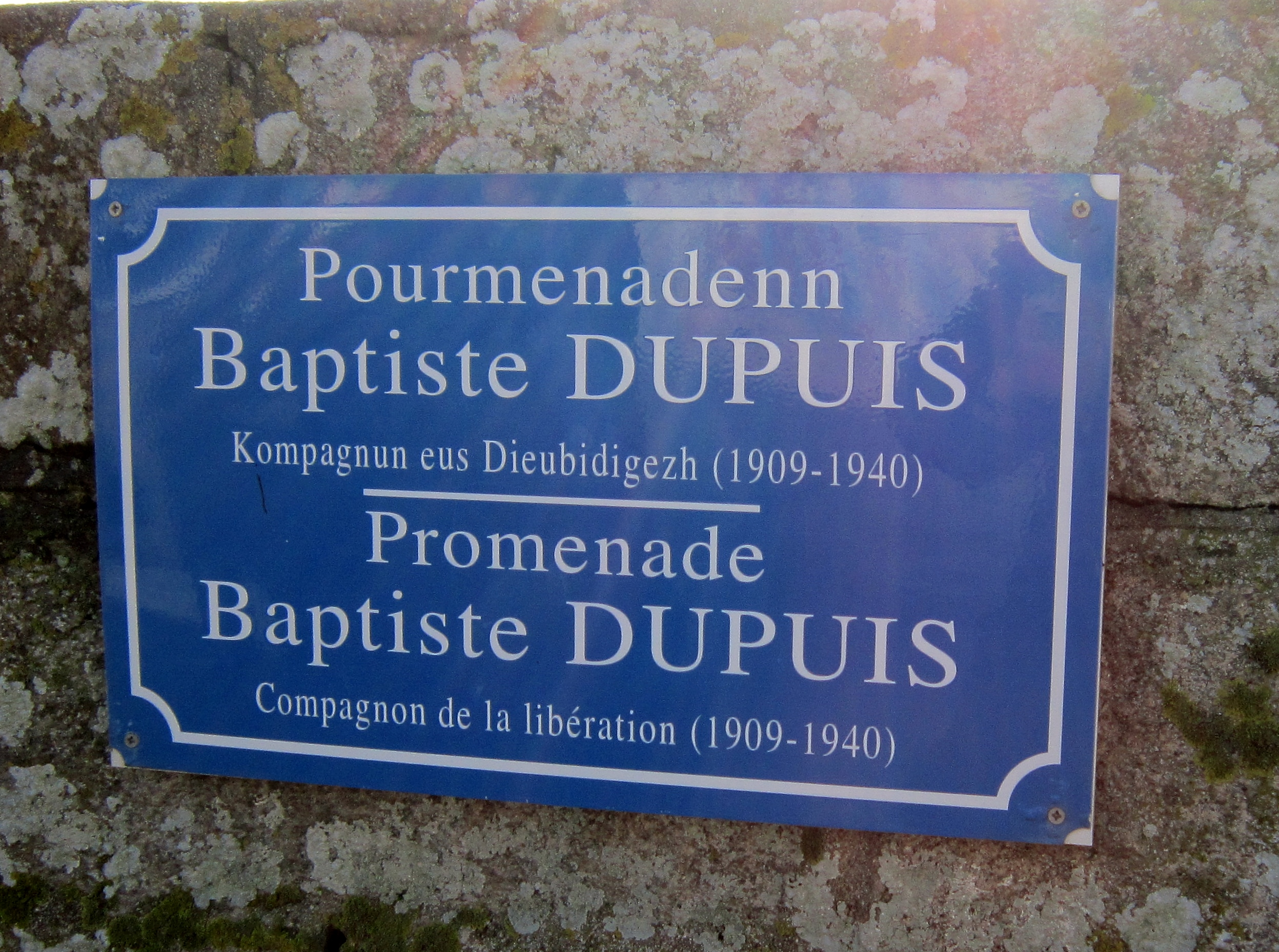
Plaque bilingue de la « Promenade Baptiste Dupuis », Compagnon de la Libération, à Saint-Guénolé (Penmarch).

Baptiste Dupuis, Compagnon de la Libération, titulaire de la Médaille militaire et de la Croix de guerre 1939-1945, est mort de ses blessures en mer le 24 septembre 1940. François Péron a été fusillé à Kériolet en Concarneau le 25 février 1941 ; il a été fait Compagnon de la Libération le 17 août 1941. Pierre et Jean-Marie Dupouy, tous deux fils de l'écrivain Auguste Dupouy, membres du réseau Vengeance, furent arrêtés à Rennes le 20 avril 1944 et sont morts en déportation, le premier le 20 avril 1945 au camp de concentration de Bergen-Belsen, le second noyé, alors qu'il se trouvait en cours de rapatriement après avoir été emprisonné au camp de concentration de Neuengamme, sur le Cap Arcona, navire bombardé par erreur par les Alliés. Lucien Le Lay, Michel Le Gars (tous de Saint-Guénolé) et François Merrien (de Saint-Pierre) moururent aussi en déportation, ainsi que Lucien Larnicol décédé le 20 avril 1945 au camp de Ravensbrück ; d'autres revinrent vivants des camps comme les frères Armand et René Carval, Hyacinthe Moguérou, Pierre Pichavant, Pierre Pouliquen, ces deux derniers étant de Pont-l'Abbé (tous étaient des membres du réseau de résistance Vengeance et avaient été dénoncés par Joseph Le Ruyet). Roger Quiniou, né en 1924, est mort pour la France en 1944 sur le front de Crozon ; etc.

#### La seconde moitié duXXesiècle
Les différences de mentalité ont longtemps subsisté entre les « paysans » de Penmarc'h et les marins des ports de la commune : par exemple en 1950, on comptait 5 messalisants parmi les 445 habitants de Kérity alors qu'ils étaient encore environ 50 % parmi les paroissiens paysans de Penmarch.

##### Pêche et conserveries: de la prospérité au déclin
« Quotidiennement le retour des 70 bateaux sardiniers, partis pêcher dès l'aube dans la Baie d'Audierne, s'échelonnait en fonction de l'importance de la pêche de chacun. La plupart rentraient vers 10-11 heures (...). La déclaration de pêche se faisait au local de la "Cofica" ["Comptoir financier des conserves alimentaires"] auprès du préposé de la criée qui fixait le prix au kilo et désignait quelles seraient les premières usines réceptrices suivant un tour de répartition accepté par tous ».
« Le spectacle de Saint-Guénolé vu de la côte était impressionnant avec ses huit cheminées [chaque usine avait la sienne] de 20 à 30 mètres de hauteur;en briques rouges, laissant échapper leur épaisse fumée noire. (...) Une véritable ville industrielle, avec ses mille ouvrières et cent cinquante hommes qui y travaillaient ! À la réception du poisson, les usines actionnaient leurs sirènes pour appeler les femmes de statut saisonnier au travail. (...) Les marins déversaient les caissettes de poisson sur les longues tables d'étêtage (...). Le saumurage du poisson suivait, dans de grands bacs en bois, puis l'engrillage (...), suivi de l'emboîtage ».
Les premiers hangars à poissons sont construits en 1956 à Saint-Guénolé et à Kérity, les criées en 1968 à Saint-Guénolé, en 1972 à Kérity.
Mais les usines fermèrent les unes après les autres, victimes de la concurrence des ports de la côte atlantique française plus méridionaux et étrangère : "Saupiquet" (91 employés) en 1954, "Roussel" (87 employés) en 1957, "Griffon" (145 employés) en 1958, "Roger Le Hénaff" (135 employés) en 1960, "Paul Tirot" (137 employés), "Roulland" (109 employés) et "P. Chancerelle" (120 employés) en 1961 ; "Rio Le Gall" ferma à son tour en 1966 et "Amieux" en 1969, seules deux, situées à Saint-Guénolé, subsistaient alors : "Cassegrain" et "Lebeaupin Frères" ("Saupiquet" et "P. Chancerelle" se trouvaient à Kérity, les autres à Saint-Guénolé). En 1983, les établissements "Lebeaupin Frères" fusionnèrent avec "Saint-Gué Coop", la nouvelle société étant dénommée "Conserveries de l'Atlantique", mais cette dernière ferma à son tour en 1993 (c'était alors la dernière conserverie de Penmarch). Toutefois en 1998 François Furic, qui dirigeait une conserverie au Guilvinec, créa une usine à Saint-Guénolé (la "Compagnie bretonne") et en 1999 Gilles Le Guen et Martine Queffelec fondèrent "Océane Alimentaire" dans les locaux de l'ancienne "Conserveries de l'Atlantique".
La mévente du poisson, la hausse du prix du gaz-oil, les quotas décidés par les autorités européennes afin de ménager la ressource et la concurrence étrangère ont provoqué un déclin du port de pêche, qui se traduisit par des mouvements sociaux, notamment une grève générale des pêcheurs en 1977 et des actions de protestation en 1979.

##### Le festivalGouel ar vro vigoudenn
Les 4, 5 et 6 juillet 1980, le stade municipal de Penmarc'h accueillit le festival  Gouel ar vro vigoudenn, musique rock et folk, avec notamment Bernard Lavilliers ; les trois journées réunirent entre 15 000 et 25 000 spectateurs. Cette édition unique est restée à ce jour le plus grand festival jamais organisé en Pays bigouden.

### LeXXIesiècle
Le 20 janvier 2014, le chalutier L'Estran, de 22,85 m de long, s'échoue à la sortie du port de Saint-Guénolé alors qu'il partait pour une campagne de pêche. Il ne fut déséchoué que le 30 janvier 2014.

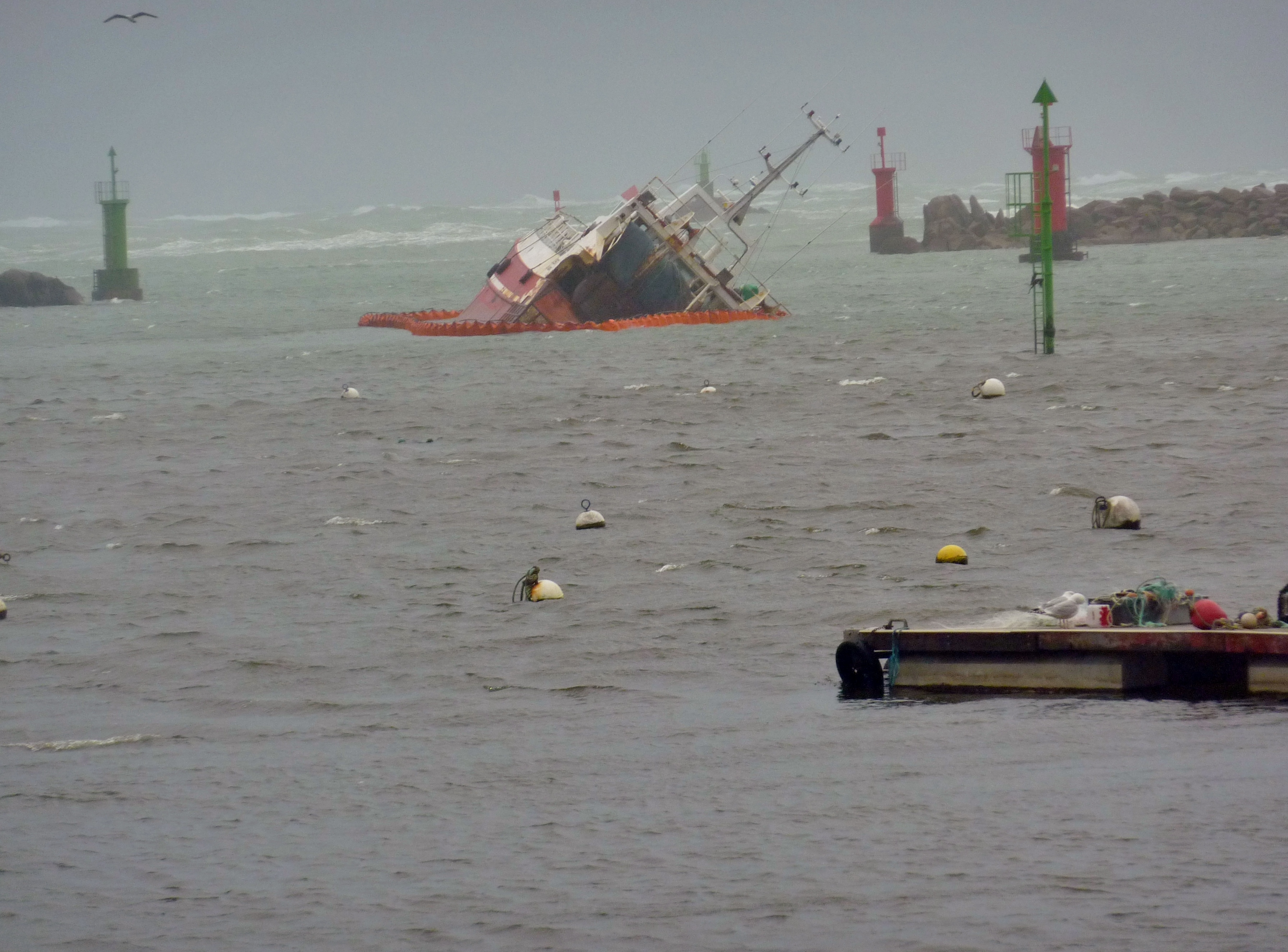
Le chalutier L'Estran échoué à la sortie du port de Saint-Guénolé entre le 20 et le 30 janvier 2014.
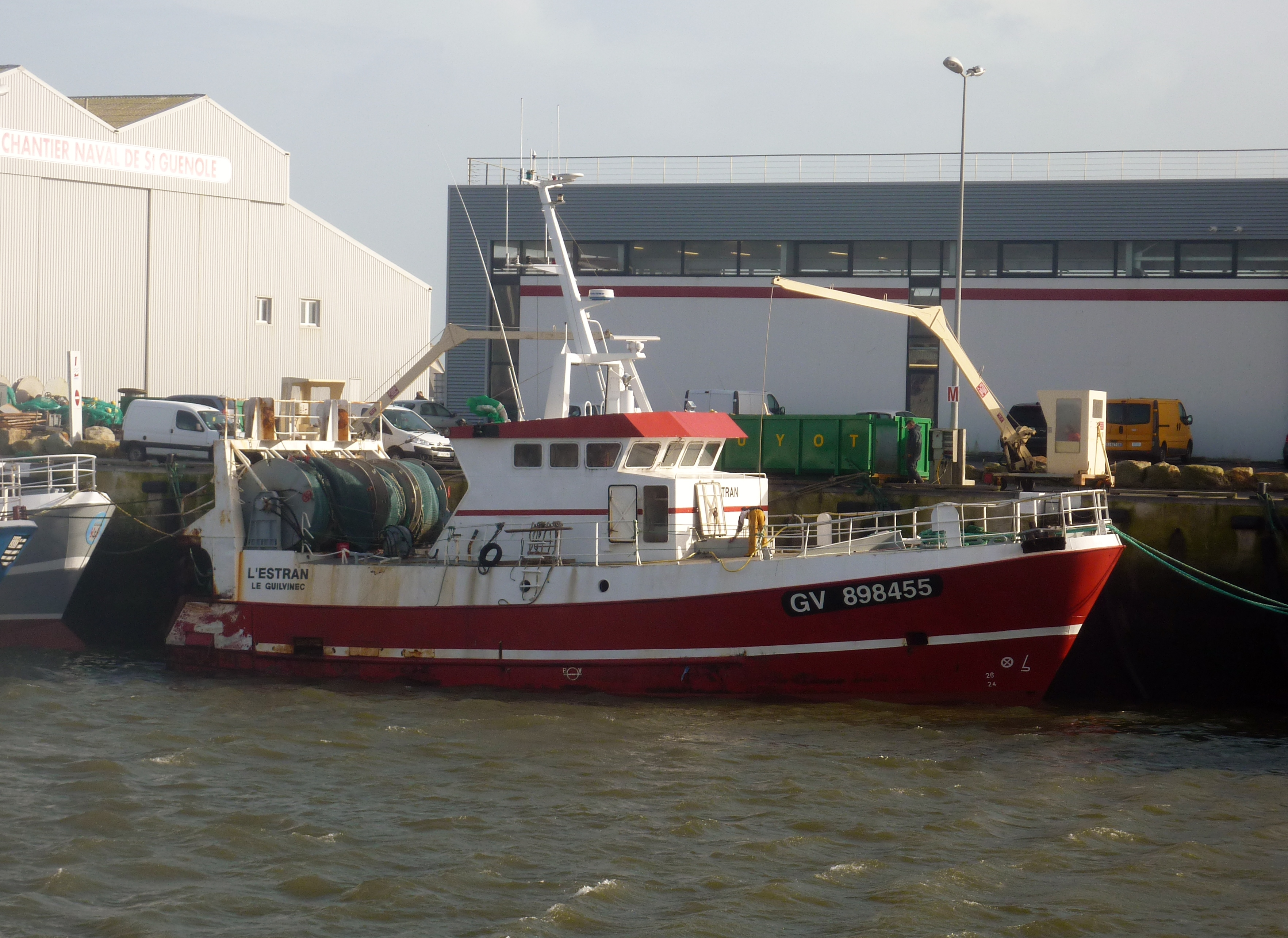
Le chalutier de pêche au large L'Estran dans le port de Saint-Guénolé après son déséchouage effectué le 30 janvier 2014.

Le 5 septembre 2014, le chalutier Alcor, de 17 m de long, s'échoue à l'entrée du port de Saint-Guénolé sur la roche de Men Omnes, chargé de 5,7 tonnes de merlus. Il fut déséchoué dans l'après-midi du même jour.

## Politique et administration

### Tendances politiques et résultats
Les résultats des précédentes élections à Penmarch, tant locales que nationales, montrent une forte implantation des partis de gauche. Ainsi, la municipalité est à majorité socialiste depuis 1995, et a voté, lors des élections présidentielles de 2012, à près de 58 % pour François Hollande.
En 2017, Emmanuel Macron arrive en tête de l'élection présidentielle aux deux tours (27 % puis 75 % des voix). Il est suivi par Jean-Luc Mélenchon au premier tour (21 % des voix). En 2022, le président sortant obtient un score réduit au deuxième tour (63 % des voix) alors que Mélenchon (24 %) et Marine Le Pen (21 % contre 15 % en 2017) progressent au premier tour.  

### Jumelages
La commune de Penmarch est jumelée avec deux autres cités :
- Schierling ;
- Skibbereen.

## Population et société

### Démographie

#### Évolution démographique
L'évolution du nombre d'habitants est connue à travers les recensements de la population effectués dans la commune depuis 1793. Pour les communes de moins de 10 000 habitants, une enquête de recensement portant sur toute la population est réalisée tous les cinq ans, les populations de référence des années intermédiaires étant quant à elles estimées par interpolation ou extrapolation. Pour la commune, le premier recensement exhaustif entrant dans le cadre du nouveau dispositif a été réalisé en 2008.

En 2022, la commune comptait 5 320 habitants, en évolution de −0,6 % par rapport à 2016 (Finistère : +2,16 %, France hors Mayotte : +2,11 %).
| 1793  | 1800  | 1806 | 1821  | 1831  | 1836  | 1841  | 1846  | 1851  |
| ----- | ----- | ---- | ----- | ----- | ----- | ----- | ----- | ----- |
| 1 134 | 1 166 | 885  | 1 462 | 1 727 | 1 781 | 1 783 | 1 867 | 1 964 |

| 1856  | 1861  | 1866  | 1872  | 1876  | 1881  | 1886  | 1891  | 1896  |
| ----- | ----- | ----- | ----- | ----- | ----- | ----- | ----- | ----- |
| 1 987 | 2 029 | 2 227 | 2 431 | 2 641 | 2 871 | 3 238 | 3 600 | 4 298 |

| 1901  | 1906  | 1911  | 1921  | 1926  | 1931  | 1936  | 1946  | 1954  |
| ----- | ----- | ----- | ----- | ----- | ----- | ----- | ----- | ----- |
| 5 068 | 5 702 | 6 051 | 6 735 | 6 877 | 7 037 | 6 956 | 7 077 | 7 204 |

| 1962  | 1968  | 1975  | 1982  | 1990  | 1999  | 2006  | 2008  | 2013  |
| ----- | ----- | ----- | ----- | ----- | ----- | ----- | ----- | ----- |
| 7 652 | 7 320 | 6 921 | 6 463 | 6 272 | 5 889 | 5 691 | 5 633 | 5 401 |

| 2018  | 2022  | - | - | - | - | - | - | - |
| ----- | ----- | - | - | - | - | - | - | - |
| 5 142 | 5 320 | - | - | - | - | - | - | - |

Commentaire : Si l'on se contente des données démographiques des recensements survenus depuis 1793, la population de Penmarc'h a été multipliée par 6,75 en 169 ans, entre 1793 et 1962, année du maximum de population de ces deux derniers siècles ; après un déclin initial aboutissant au minimum démographique de 1806 avec seulement 885 habitants (une conséquence de guerres de l'Empire et du Blocus continental), la population de Penmarc'h augmente constamment tout au long du XIXe siècle, lentement d'abord, puis plus rapidement à partir de 1870 (pendant l'âge d'or de la pêche penmarchaise), pour ne plus augmenter que faiblement tout au long des 60 premières années du XXe siècle. Par contre, depuis 1962, le déclin démographique est constant (Penmarc'h perd 2120 habitants entre 1962 et 2012, soit 27,7 % de sa population en 50 ans en raison principalement de la crise de la pêche pendant cette période.
La population de Penmarc'h est désormais âgée, les moins de 19 ans ne forment que 16,6 % de la population totale en 2011 alors que les 65 ans et plus en forment 31,5 % à la même date. Depuis 1968, le solde naturel est constamment négatif (- 1 % l'an environ entre 1999 et 2011) ; par contre le solde migratoire, négatif lui aussi entre 1968 et 1982, est devenu positif depuis cette date, atteignant même+ 0,8 % l'an en moyenne entre 2006 et 2011, mais à cause principalement d'un afflux de retraités. Entre ces deux dernières dates, le taux de natalité n'a été que de 6,9 pour mille alors que le taux de mortalité était de 16,2 pour mille, la différence engendrant un taux d'accroissement naturel largement négatif (- 9,3 pour mille).
En raison de sa situation littorale, Penmarc'h possède un parc important de résidences secondaires (1504, soit 32 % du total des logements en 2011), qui sont presque totalement des maisons individuelles (les appartements n'étaient en 2011 qu'au nombre de 251, formant 5,3 % du parc immobilier total).
Penmarc'h est, selon l'Insee, la commune du Finistère ayant perdu le plus d'habitants entre 2015 et 2021 : - 327 habitants, soit - 6 % pendant ces six ans. 

#### Pyramide des âges
La population de la commune est relativement âgée.
En 2018, le taux de personnes d'un âge inférieur à 30 ans s'élève à 20,5 %, soit en dessous de la moyenne départementale (32,5 %). À l'inverse, le taux de personnes d'âge supérieur à 60 ans est de 46,6 % la même année, alors qu'il est de 29,8 % au niveau départemental.
En 2018, la commune comptait 2 356 hommes pour 2 786 femmes, soit un taux de 54,18 % de femmes, largement supérieur au taux départemental (51,41 %).
Les pyramides des âges de la commune et du département s'établissent comme suit.
| Hommes | Classe d’âge | Femmes |
| ------ | ------------ | ------ |
| 1,1    | 90 ou +      | 2,9    |
| 12,3   | 75-89 ans    | 19,0   |
| 30,1   | 60-74 ans    | 27,4   |
| 21,6   | 45-59 ans    | 20,9   |
| 12,4   | 30-44 ans    | 11,1   |
| 11,0   | 15-29 ans    | 8,5    |
| 11,5   | 0-14 ans     | 10,2   |

| Hommes | Classe d’âge | Femmes |
| ------ | ------------ | ------ |
| 0,7    | 90 ou +      | 2,2    |
| 7,8    | 75-89 ans    | 11,5   |
| 19,2   | 60-74 ans    | 20,1   |
| 20,8   | 45-59 ans    | 19,7   |
| 17,7   | 30-44 ans    | 16,6   |
| 17,1   | 15-29 ans    | 14,7   |
| 16,8   | 0-14 ans     | 15,2   |

Ces données s'expliquent par plusieurs facteurs : l'importance démographique des personnes veuves, souvent des femmes, l'installation de personnes s'établissant à Penmarch pour leur retraite.

### Enseignement
Penmarc'h est située dans l'académie de Rennes.
La municipalité administre 2 écoles maternelles et 2 écoles élémentaires communales. Saint-Guénolé compte une école maternelle et une école élémentaire, tandis que le bourg compte une école maternelle et une école élémentaire publiques, ainsi qu'un groupe scolaire privé.
La commune de Penmarc'h ne compte ni collège, ni lycée, les plus proches étant situés respectivement au Guilvinec et à Pont-l'Abbé.

### Manifestations culturelles et festivités

#### Littérature
La commune accueille chaque année le salon littéraire Le goéland masqué. Ce salon remet annuellement, depuis l'an 2000, un prix à un premier roman policier ou noir de langue française.

#### Cinéma
Depuis 2010, la commune accueille le festival de cinéma Feux croisés, dans sa salle de Kérity nommée l'Eckmühl.
Ce festival de cinéma rend hommage, chaque année (fin novembre/début décembre) à un réalisateur, avec la projection de ses films, en sa présence. Les projections sont suivies d'un débat.
Pour Roger Hélias, chargé de la programmation, ce festival est l'occasion de revisiter des films 20 ou 30 ans après leur sortie, afin de voir s'ils nous parlent encore.
- 2010 : première édition : hommage à Yves Boisset ; projection du Saut de l'ange, de Folle à tuer, la Femme flic, Canicule[203].
- 2011 : deuxième édition : hommage à Laurent Heynemann ; projection de Les mois d'avril sont meurtriers, la mort n'oublie personne, il faut tuer Birgitt Haas, La Question[204].
- 2012 : troisième édition : hommage à Jacques Rouffio ; projection de Sept Morts sur ordonnance, L'Horizon, La Passante du Sans-Souci, Le Sucre[205].
- 2013 : quatrième édition : hommage à Bertrand Tavernier : projection de Pays d'octobre (Mississippi Blues), Quai d'Orsay, Le Juge et l'Assassin, La Mort en direct, La Vie et rien d'autre, Laissez-passer[206].
- 2014 : cinquième édition : hommage à Régis Wargnier avec la projection de tous ses films, dont Le Temps des aveux, son dernier long métrage, en avant-première[207]. Ce festival est suivi par plus de mille personnes[208].
- 2015 : sixième édition : hommage à Patrice Leconte, et projection de dix de ses films : Voir la mer, Confidences trop intimes, Les Bronzés font du ski, Tandem, Le Mari de la coiffeuse, Ridicule, Monsieur Hire, La Fille sur le pont, Le Magasin des suicides, La Veuve de Saint-Pierre[209].

En avril 2015, le cinéaste Christophe Gans est accueilli pour une retrospective de ses films.

### Santé
Penmarch possède un certain nombre de professionnels de santé : médecins généralistes, dentistes, pharmaciens, infirmiers, kinésithérapeutes...
La couverture médicale de proximité s'améliore mais reste globalement insuffisante : on compte ainsi 8 médecins généralistes pour une population de 5 664 habitants, soit un médecin pour 708 habitants (la moyenne départementale étant de un médecin pour 602 habitants).
L'hôpital le plus proche se situe à Pont-l'Abbé, et assure tous les actes médicaux courants et les urgences. Néanmoins, s'agissant d'un hôpital de proximité, les patients doivent parfois se rendre à Quimper, notamment pour les actes chirurgicaux, voire au CHU de Brest.
La commune compte également un EHPAD.

### Sports
- Club de football : les Cormorans Sportifs de Penmarc'h

Le club est créé le 15 novembre 1920 sous l'autorité du maire radical-socialiste Pierre-Jean Larnicol, et ne porte pas au départ de nom. Très vite, les joueurs sont surnommés les gars de Saint-Gué, car les matchs se déroulaient toujours sur un terrain de la Joie, en Saint-Guénolé. Aux dires de Pierre Bouënnec, trésorier et joueur du club pendant des années, l'origine du nom revient au peintre Jean-Julien Lemordant : 

« Eugène Jacob, joueur et dirigeant de l'équipe, organisait des parties de pêche à proximité du port de Saint-Guénolé avec son canot. Un beau jour, il emmena avec lui Jean-Julien Lemordant, peintre renommé, qui avait une petite villégiature à Saint-Guénolé. Grand blessé de guerre, sa vision de guerre ne l'empêcha pas, pendant la pêche, d'apercevoir une bande d'oiseaux noirs survolant les flots en file indienne, des cormorans. Il les compta, il y en avait onze, et dit à Eugène : "Tiens, tu cherches un nom pour ton équipe de football ? Voilà une équipe qui passe !" Ce à quoi Eugène répondit : "Et pourquoi pas ? Cela ira bien : les Cormorans Sportifs de Saint-Guénolé !" Aussitôt dit, aussitôt fait. »

— Pierre Boënnec
L'international franco-algérien Mahi Khennane en a été l'entraîneur-joueur entre 1974 et 1978.
- Club de voile (pyramide du steir)
- Club de judo : Judo Club de Penmarc'h
- Club de tennis
- Club de cyclotourisme
- École de surf de Pors Carn
- Club de tennis de table
- Centres équestres

## Économie

### Emploi
Le taux de chômage à Penmarc'h était en 2009 de 9,0 %, soit un chiffre comparable à la moyenne nationale.
La pêche est le principal secteur d'emploi à Penmarc'h. Le port de Saint-Guénolé est en effet le quatrième port de pêche français en tonnage, et fait vivre bon nombre de personnes : pêcheurs, employés du port, ouvriers des conserveries, notamment et offre également de nombreux emplois saisonniers.
Les services à la personne sont développés à Penmarch, principalement du fait de la population assez âgée. En saison, le tourisme est également vecteur d'emploi.

### Entreprises et commerces
Historiquement, l'économie de Penmarc'h s'est construite autour de la pêche, de l'agriculture et du commerce portuaire (cabotage important au XVe siècle à Kérity entre les ports de la côte atlantique et les pays nordiques).
Dès le début du XXe siècle, de nombreuses conserveries de poissons (sardines, sprats, thons germons, maquereaux) et accessoirement de légumes (petits pois, haricots verts, artichauts plus tard) participèrent sans conteste au développement de la richesse de la commune.
Actuellement, la pêche est le principal moteur de l'économie locale (en 2005, Saint-Guénolé est le cinquième port de pêche français en valeur) bien que le tourisme joue également un rôle non négligeable dans ce domaine. Le port est géré par la Chambre de commerce et d'industrie de Quimper Cornouaille.
- Pêche côtière : chalutiers, sardiniers, fileyeurs, caseyeurs.
- pêche hauturière : chalutiers (Manche, mer du Nord et mer d'Irlande), thoniers (thons germons dans le golfe de Gascogne) ;
- viviers ;
- criée ;
- mareyage ;
- conserverie : la nouvelle usine de la société « Furic » a ouvert en 2020 ; employant 80 salariés, elle transforme les « poissons bleus » (sardine, maquereau, thon, ..) vendus sous la marque  « Keriti » pour les collectivités et, pour les particuliers, sous la marque « La Compagnie bretonne »[212].
- chantier naval (chalutiers, caseyeurs, fileyeurs, bolincheurs, voiliers traditionnels…) ;
- coopérative maritime ;
- récolte des algues (laminaires et chondrus crispus dit « teil picot ») ;
- Agriculture (secteur en voie de disparition ; un seul agriculteur déclaré en 2006) ;
- artisanat local ;
- dentelle artisanale (le « picot »). Cette pratique, devenue partie intégrante de la culture populaire locale, fut importée d'Irlande par des religieuses au début du XXe siècle alors que la contrée vivait dans la disette. Autrefois tout le monde s'y adonnait, hommes, femmes et enfants. Actuellement cette dentelle aux motifs celtiques n'est plus produite que de façon confidentielle avec pour principal objet d'alimenter les boutiques de souvenirs.
- Tourisme : hôtels, restaurants, campings municipaux ou privés, gîtes, centres de vacances.

Penmarc'h reçoit trois câbles intercontinentaux de télécommunications, ACE (vers l'Afrique de l'Ouest) et SEA-ME-WE3 segment 9 (vers Australie/Japon) sur la plage de Pors Carn, SEA-ME-WE3 segment 10 (vers Allemagne) sur la plage de Tronoen.

## Culture locale et patrimoine

### Lieux et monuments
- Au bourg de Penmarc'h :

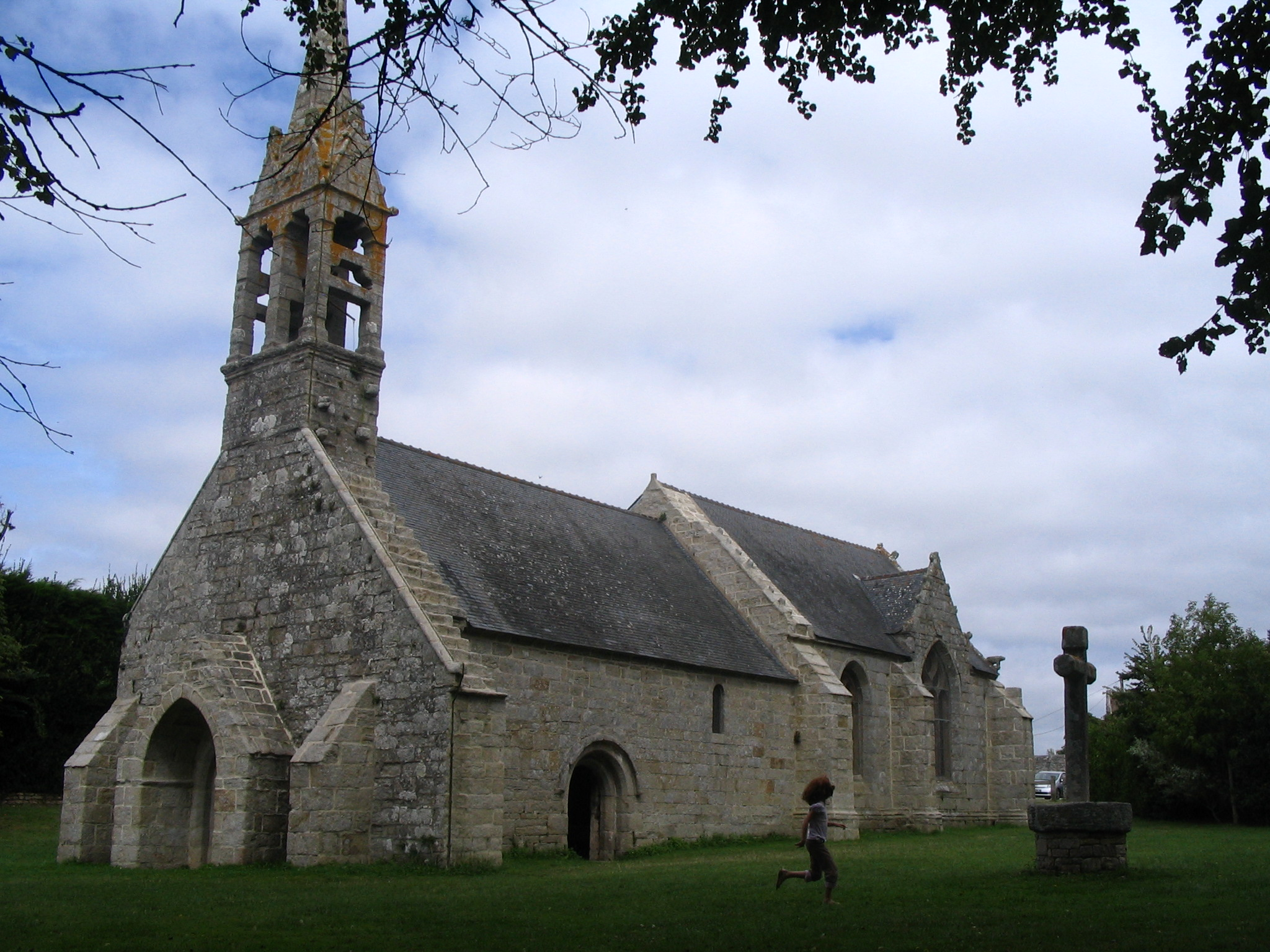
Penmarch : la chapelle de la Madeleine.

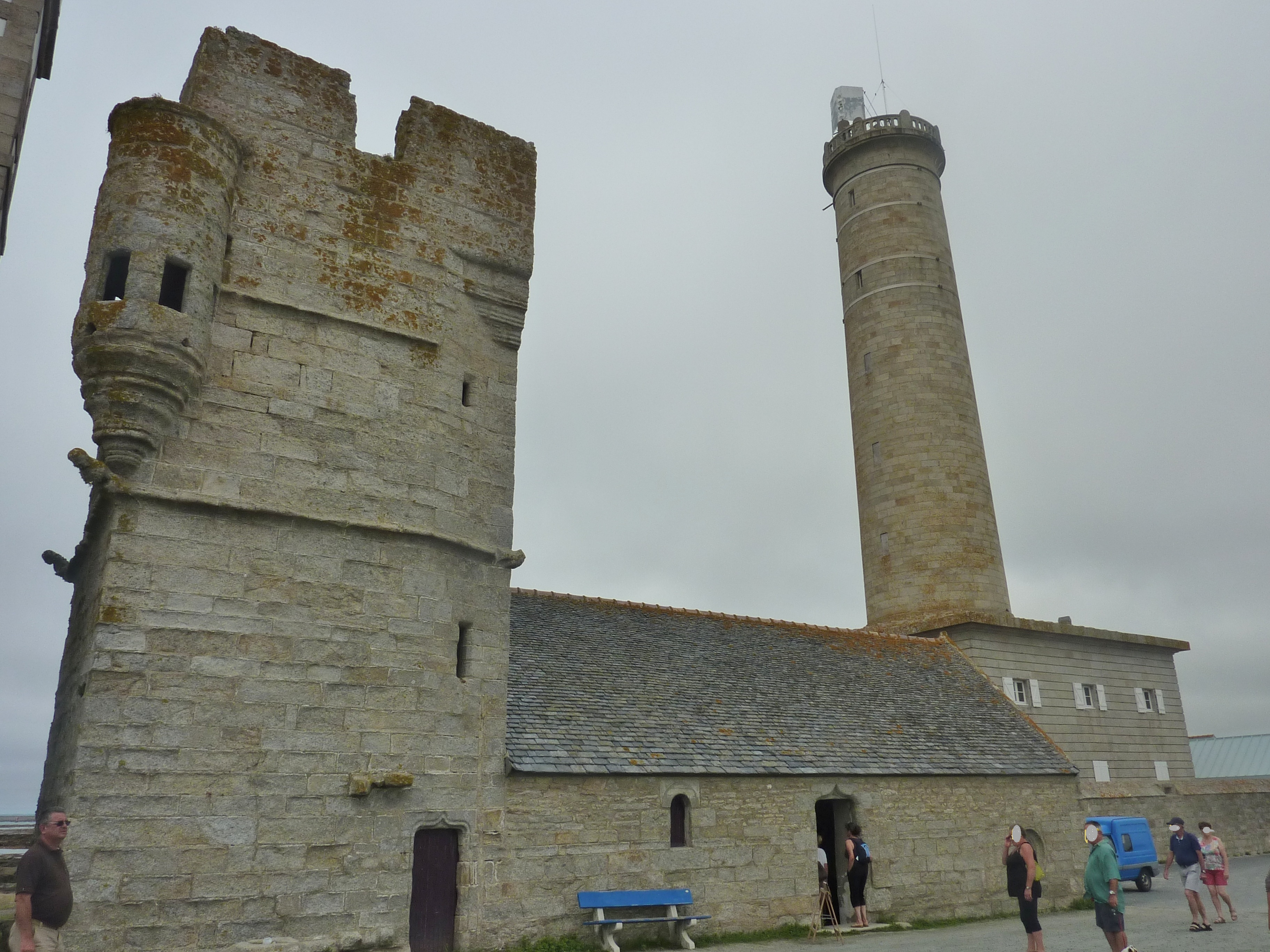
L'ancienne chapelle Saint-Pierre et sa tour (à l'arrière-plan, le vieux phare).

  - Église Saint-Nonna, consacrée à saint Nonna, et ses sculptures de navires sur ses façades.

- - Chapelle de la Madeleine et sa fontaine.

- À Saint-Guénolé :
  - Chapelle Notre-Dame-de-la-Joie.
  - Tour Saint-Guénolé (qui est la partie subsistante de l'ancien église Saint-Guénolé construite entre 1301 et 1488, mais en si mauvais état en 1722 qu'une ordonnance épiscopale supprime alors tout office dans l'édifice qui menaçait ruine).
  - Manoirs de Pors-Carn.
- À Kérity :
  - Église Sainte-Thumette, XVIe siècle.
- À Saint-Pierre :
  - Phare d'Eckmühl, le vieux-phare, le sémaphore et la chapelle Saint-Pierre.
- Par ailleurs :
  - Château des Goélands (propriété de la ville de Courbevoie).
  - Grange à dîmes de Pors-Lambert, XVe siècle.
  - Menhirs de Kerscaven : deux menhirs classés par arrêtés du 27 août 1931[57] et du 30 juin 1921[58].
  - Menhir de Kervédal, classé au titre des monuments historiques  par décret du 2 février 1929[59].
  - Tumulus du Poulguen : dolmen classé par décret du 10 novembre 1921[213].

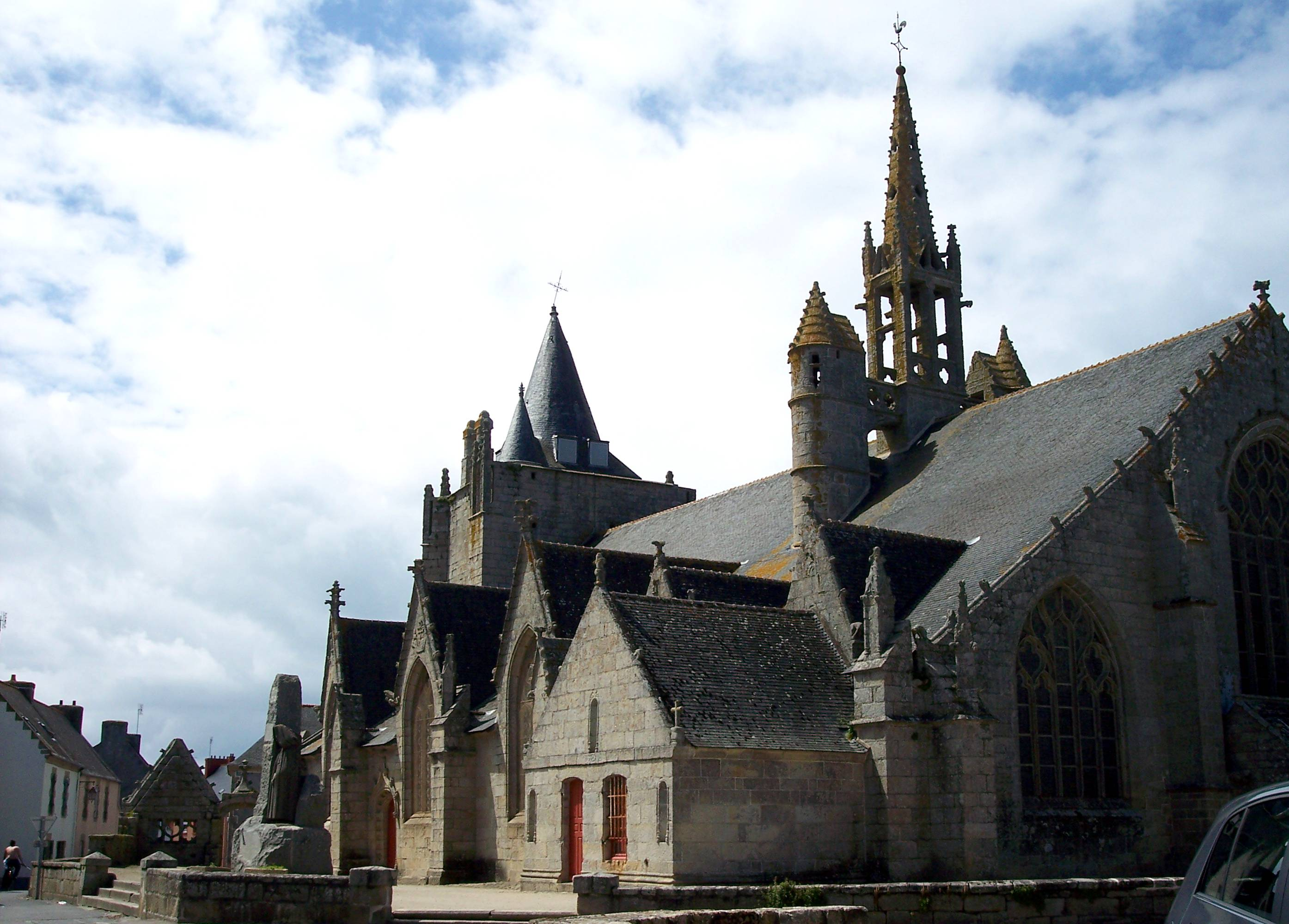
Penmarc'h : église paroissiale Saint-Nonna, vue d'ensemble.
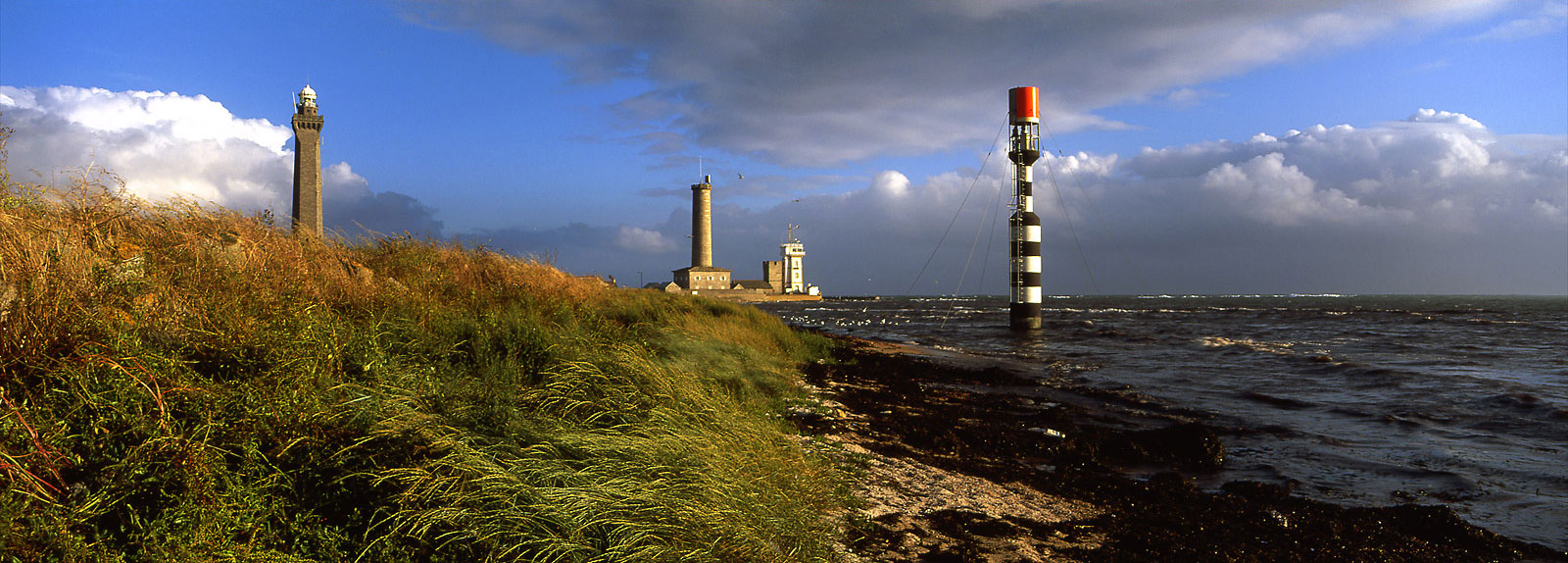
Les trois phares de la Pointe de Penmarc'h (vue panoramique).
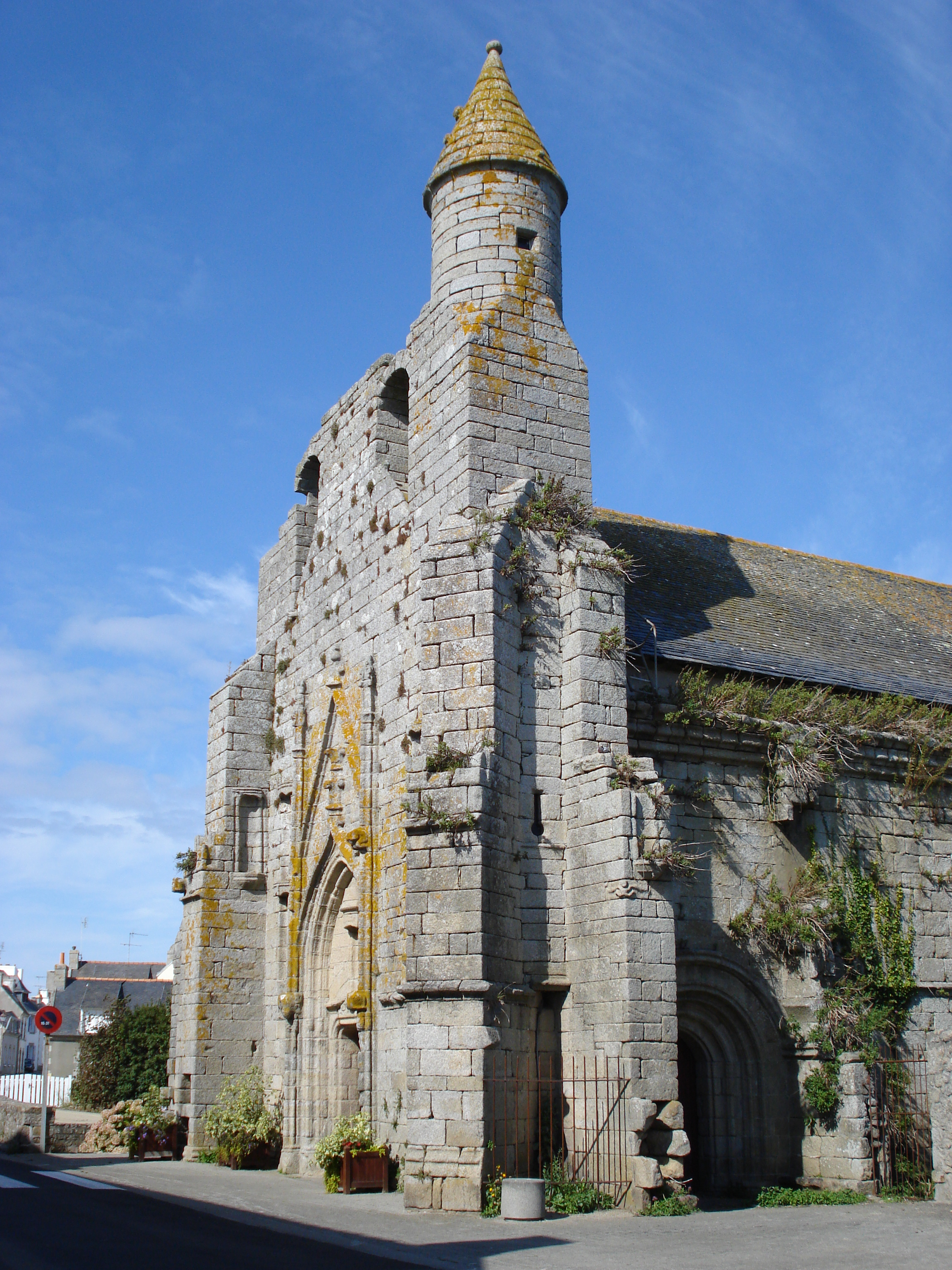
L'église Sainte-Thumette de Kérity, la façade.
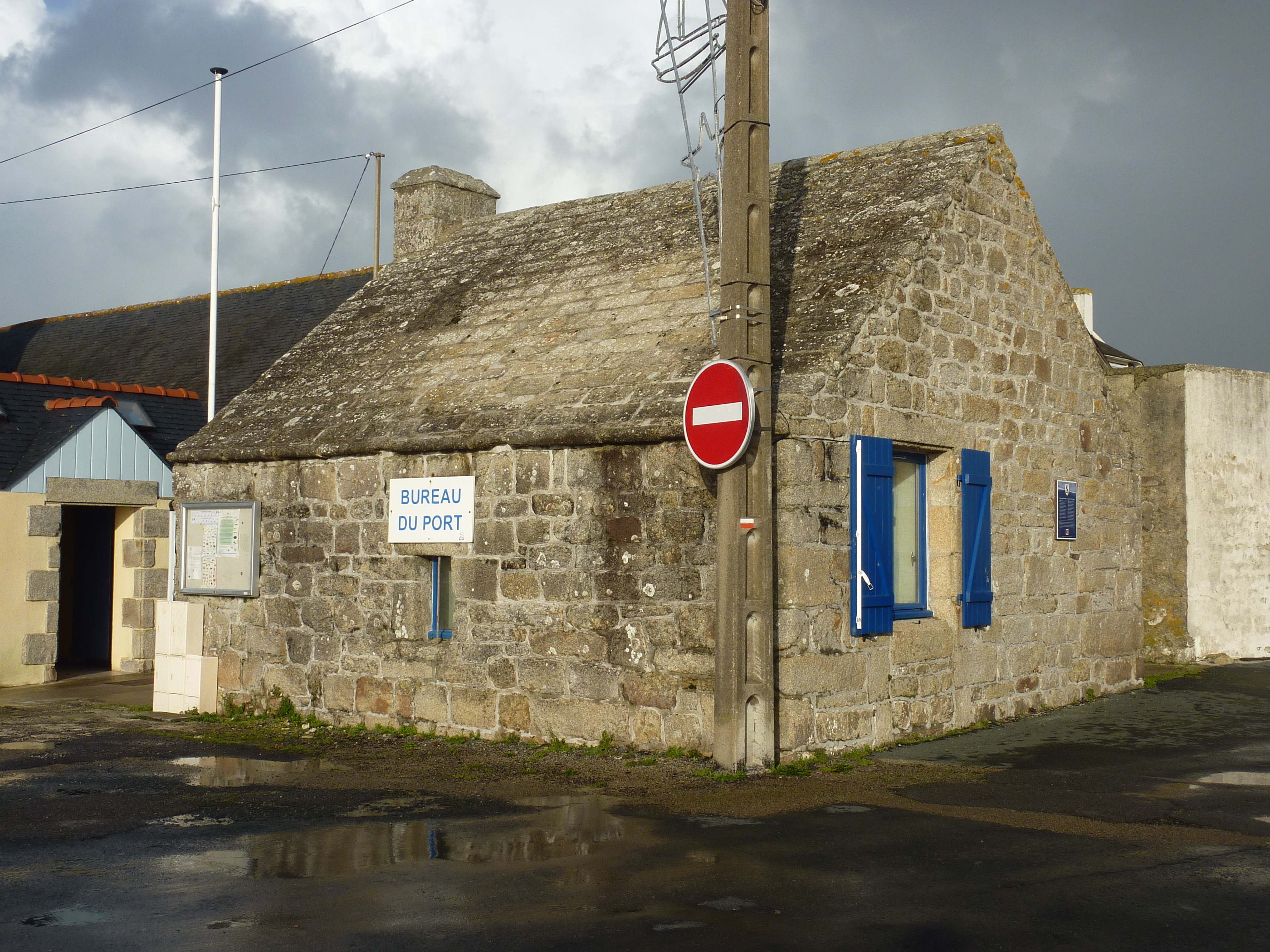
Le bureau du port de Kérity (ancien poste de garde construit au XVIIe siècle et transformé en maison des douaniers en 1817).
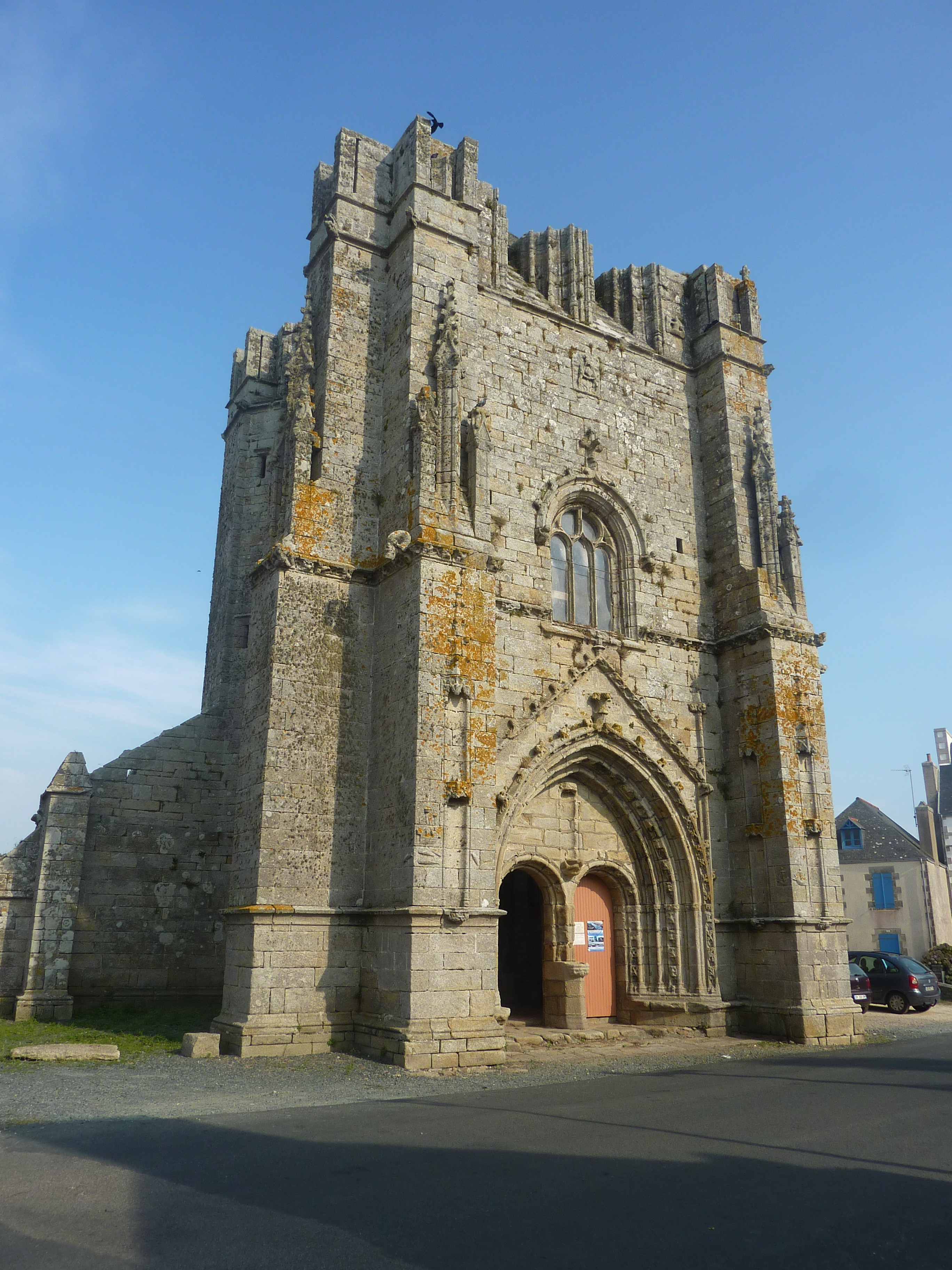
Saint-Guénolé-Penmarc'h : la Tour Carrée (Tal An Tour).
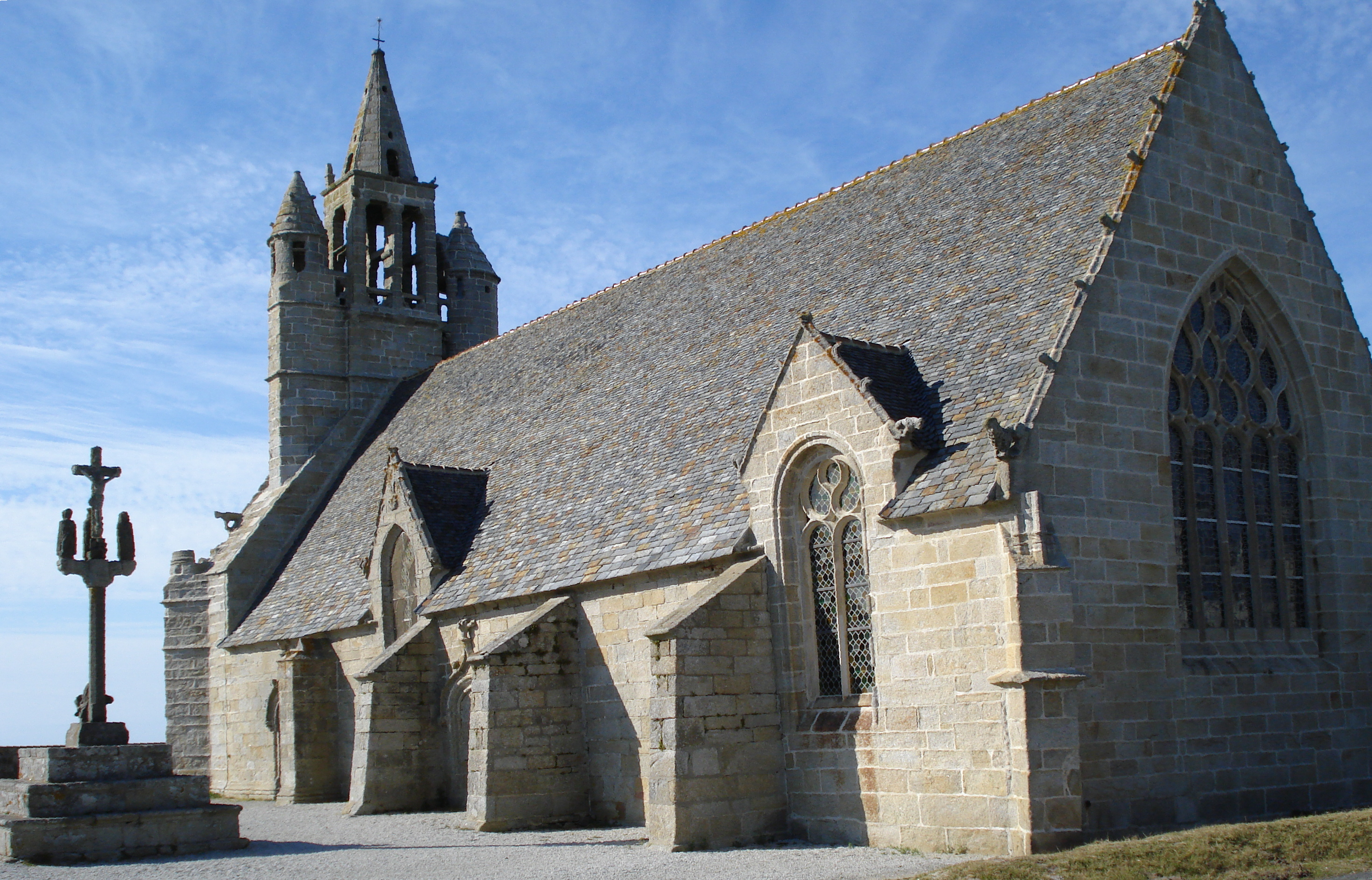
Saint-Guénolé-Penmarc'h : la chapelle Notre-Dame-de-la-Joie, vue d'ensemble.
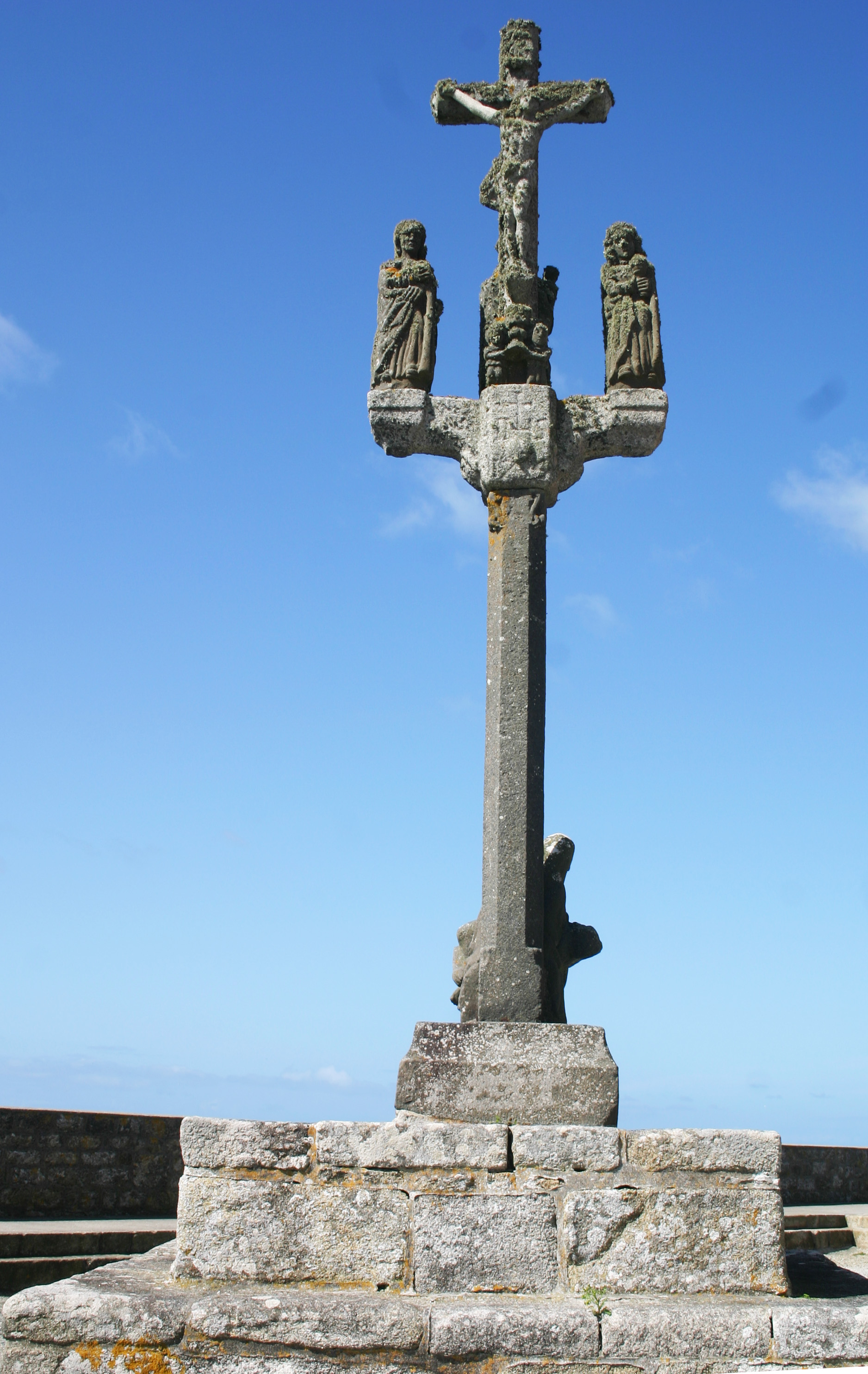
Saint-Guénolé-Penmarc'h : chapelle Notre-Dame-de-la-Joie, le calvaire.
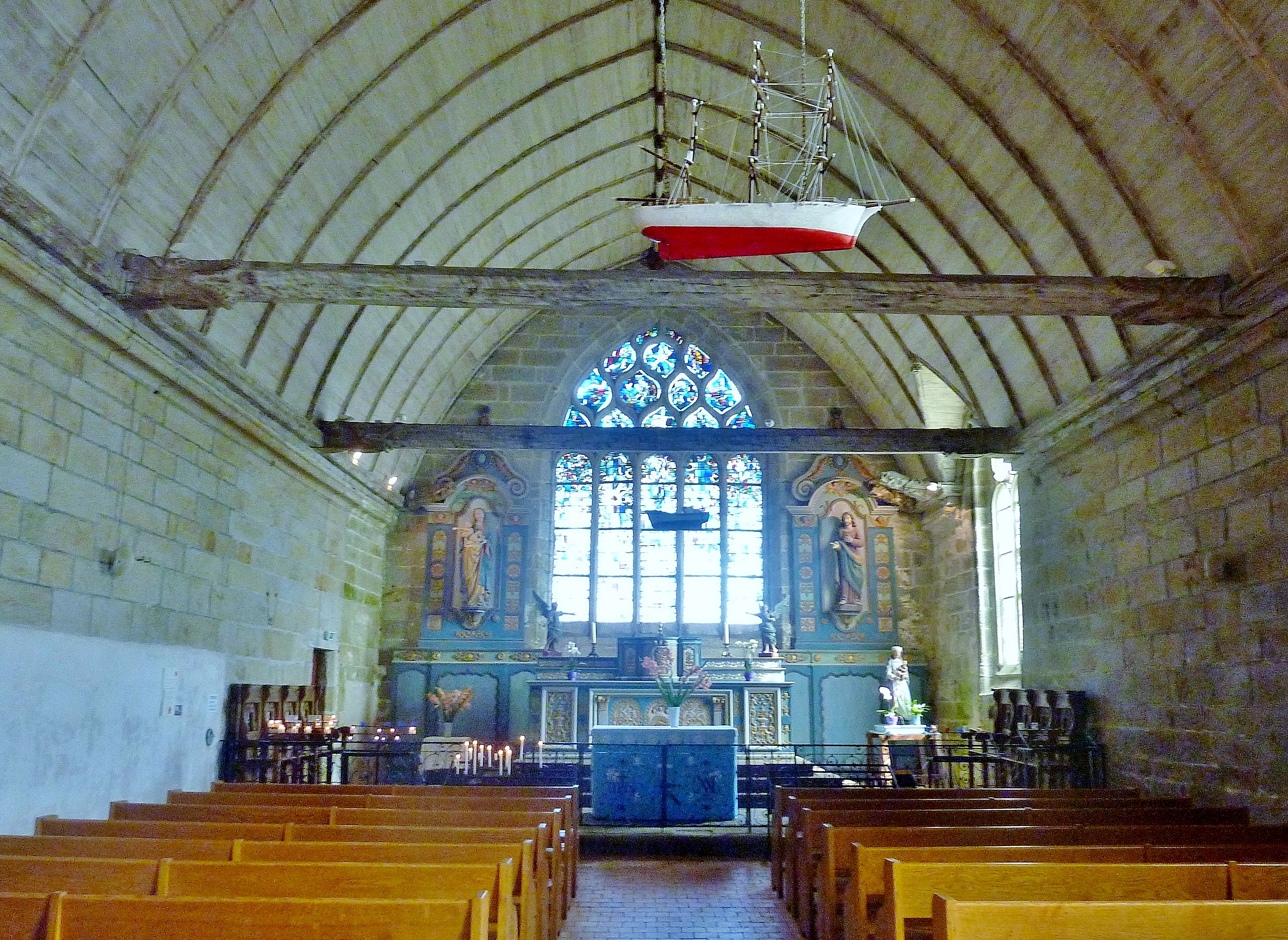
Saint-Guénolé-Penmarc'h : l'intérieur de la chapelle Notre-Dame-de-la-Joie, vue d'ensemble.

#### Manoirs[214]
- Kerbezec à Kérity
- Kerganten
- Kergadien
- Kergoler
- Kerousy
- Kervinigan
- Lezannou
- Pénity
- Pors ar Gosquer
- Pors Lambert
- Skividan

#### Rochers deSaint-Guénolé

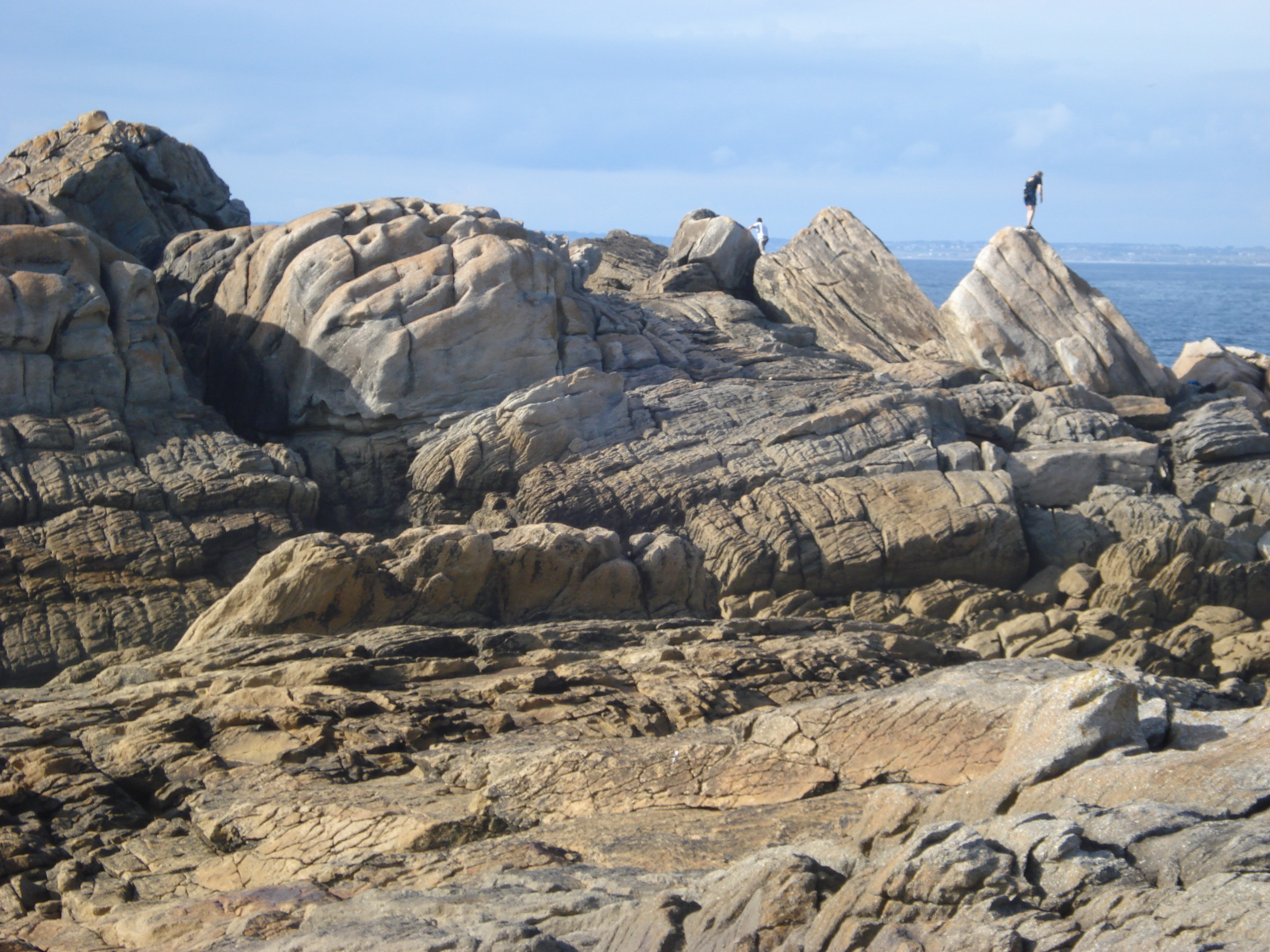
Rochers à Saint-Guénolé.
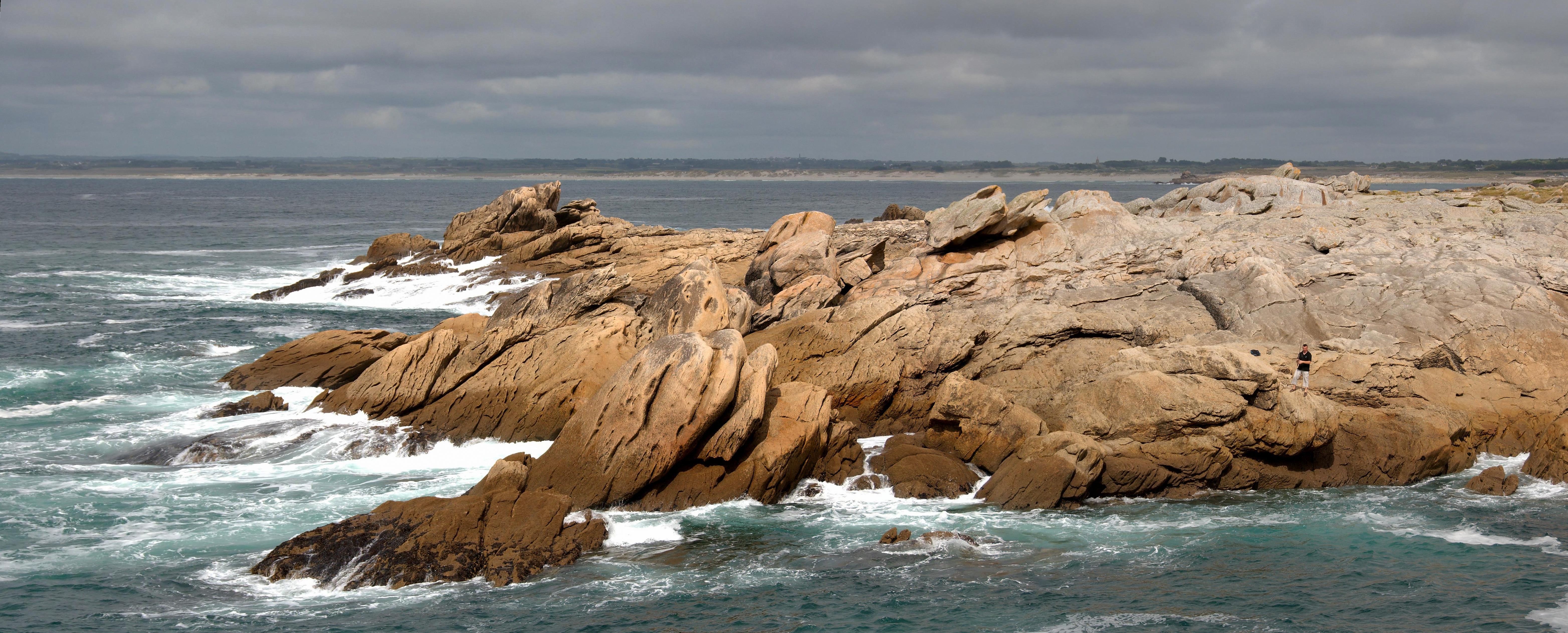
Rochers à Saint-Guénolé, panorama.
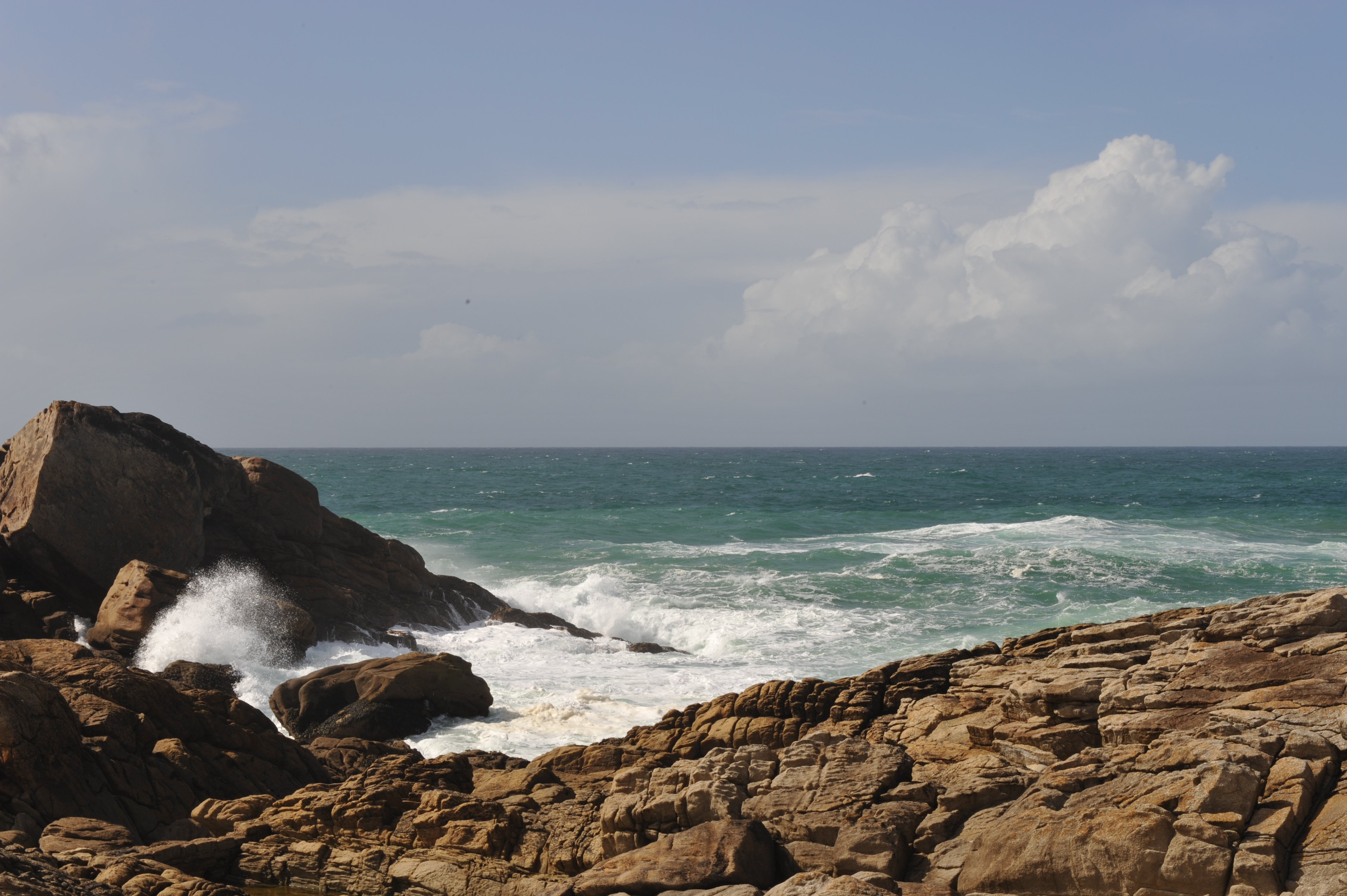
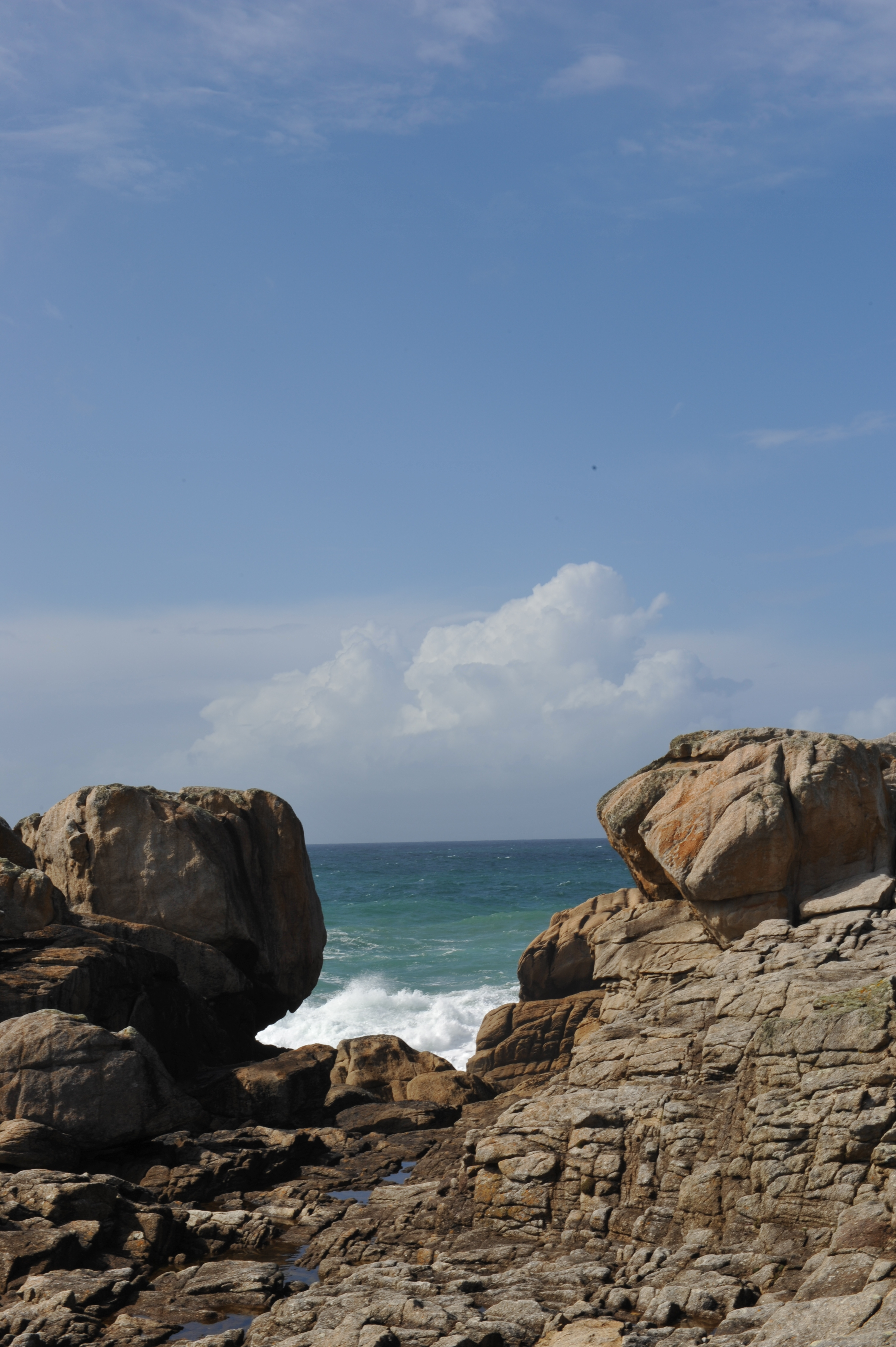
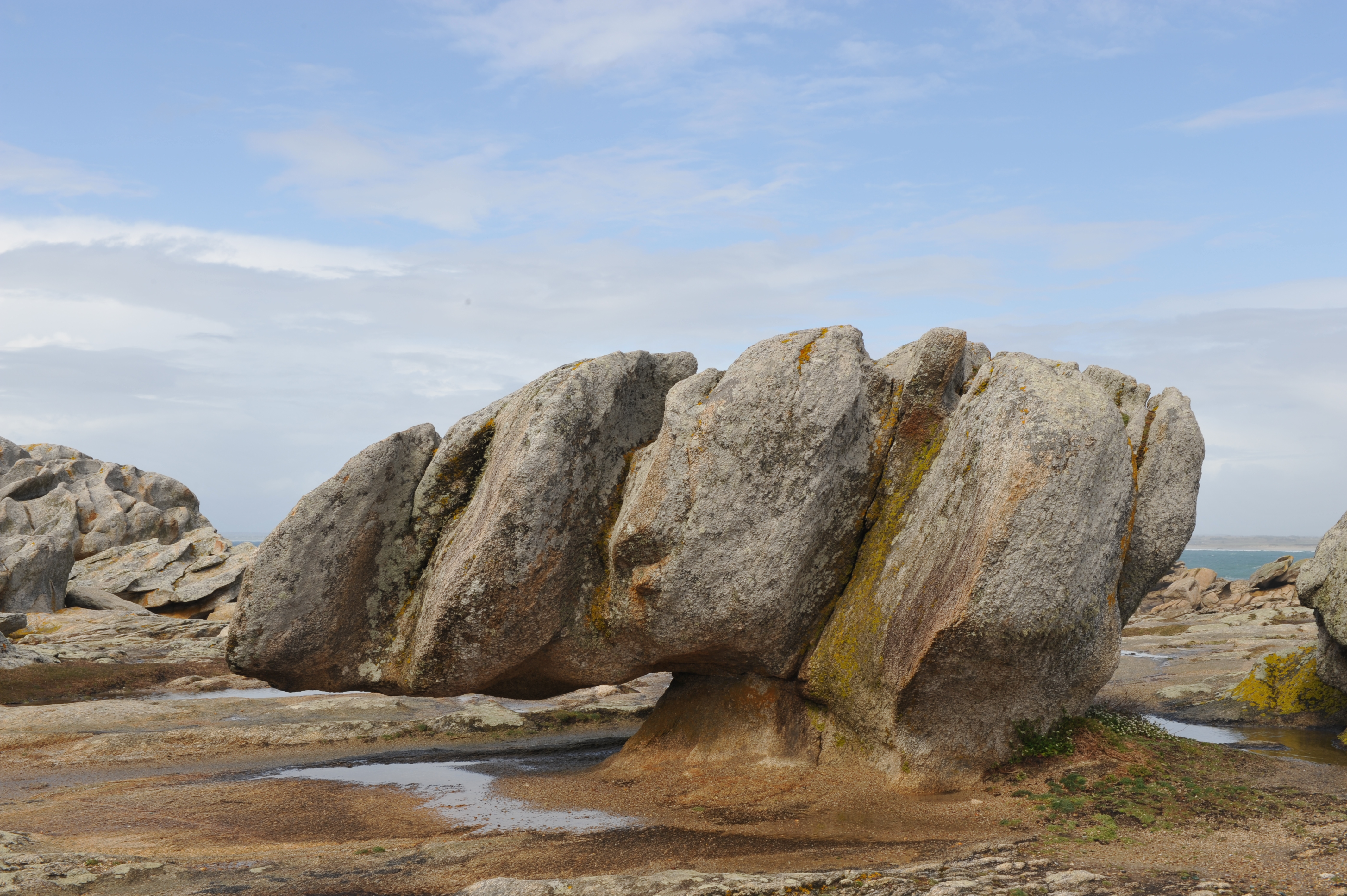
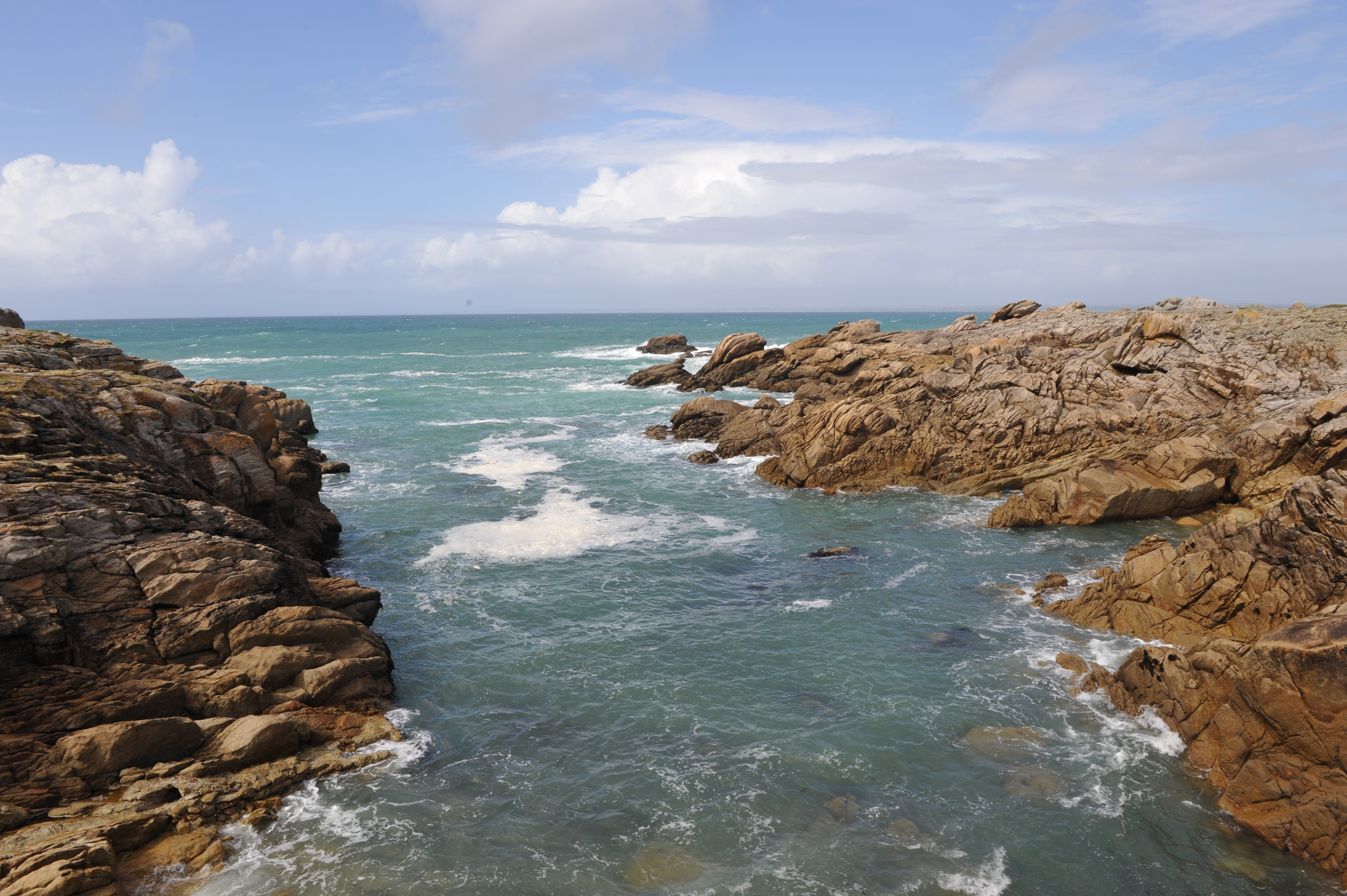
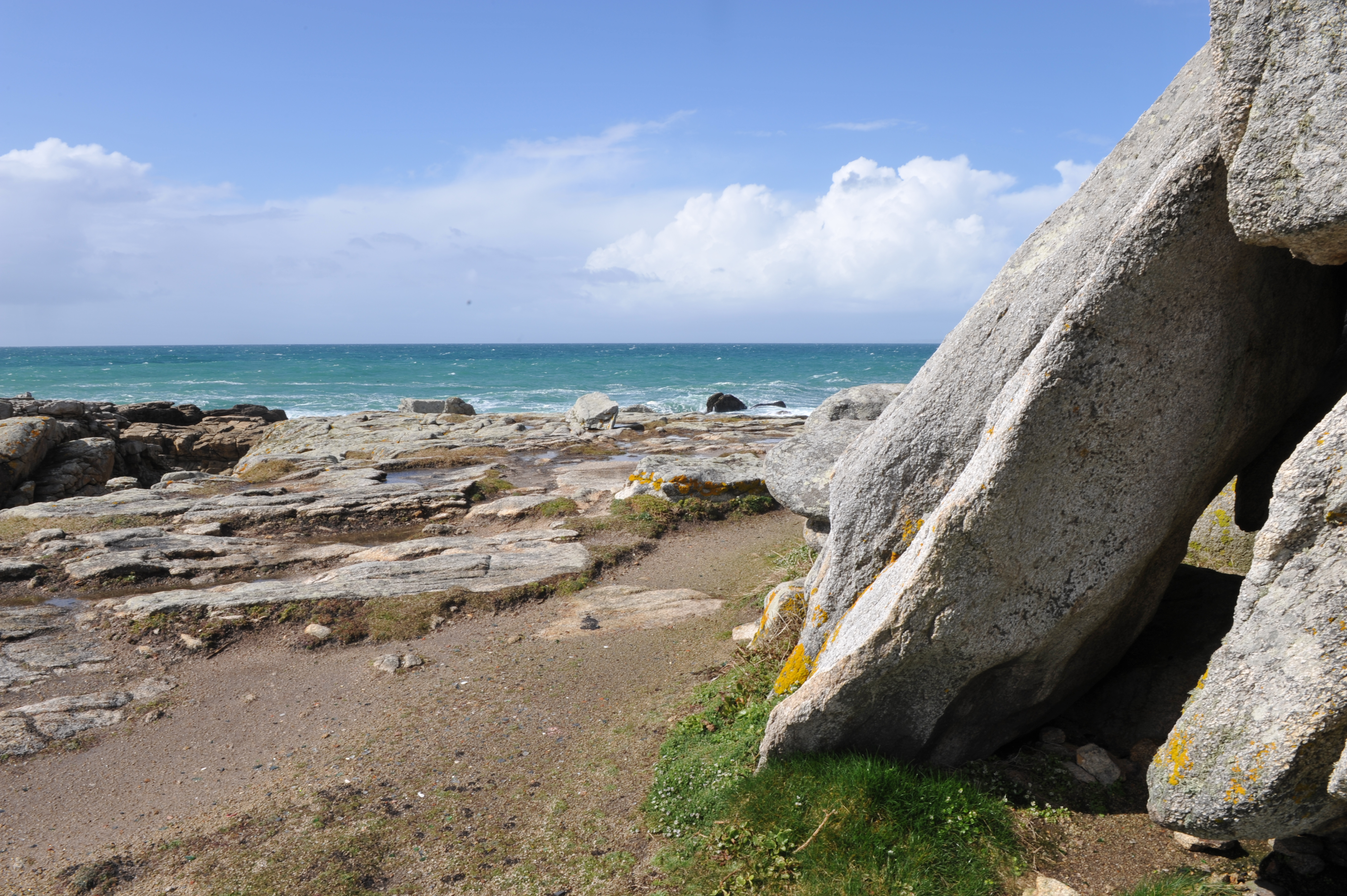
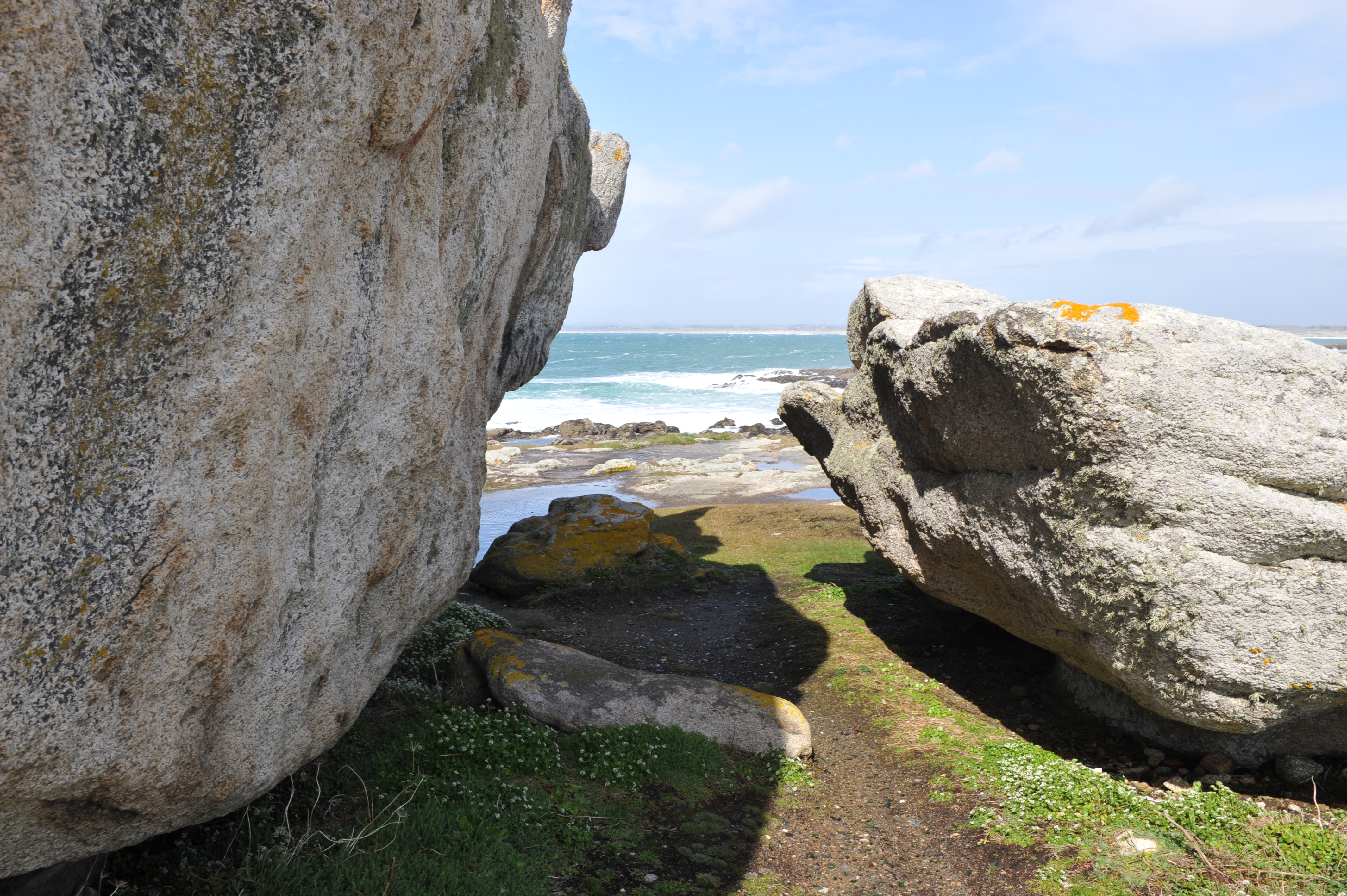

#### Croix du Poulguen
Le quartier du Poulguen comporte trois croix :
- la croix de Fer : elle est située près de la fontaine de la rue Traon ar poul. Elle est plantée dans un bloc de granite rectangulaire qui porte sur sa face côté mer une inscription en breton ;
- les deux croix de la route de Kerigou ont une embase circulaire en forme de meule. Plusieurs sites d'extractions de pierres de ce type existent dans le voisinage. Elles sont référencées dans l'Atlas des croix et calvaires de l'Abbé Castel sous les numéros 1392 et 1393 :
  - 1392 : Kerradénec E + Croas-Riou, limite de paroisses, g. 3 m. Socle rond. Croix monolithe, branches échancrées ;
  - 1393. Kerradénec E, g. 3 m. Haut Moyen Âge. Socle rond. Croix monolithe à bras courts. Cette croix était placée autrefois sur le tumulus du Poulguen et servait d'amer pour la navigation. Elle y est encore signalée en 1880. Elle fut ensuite mise au bord de la route de Kerigou.

#### Phares

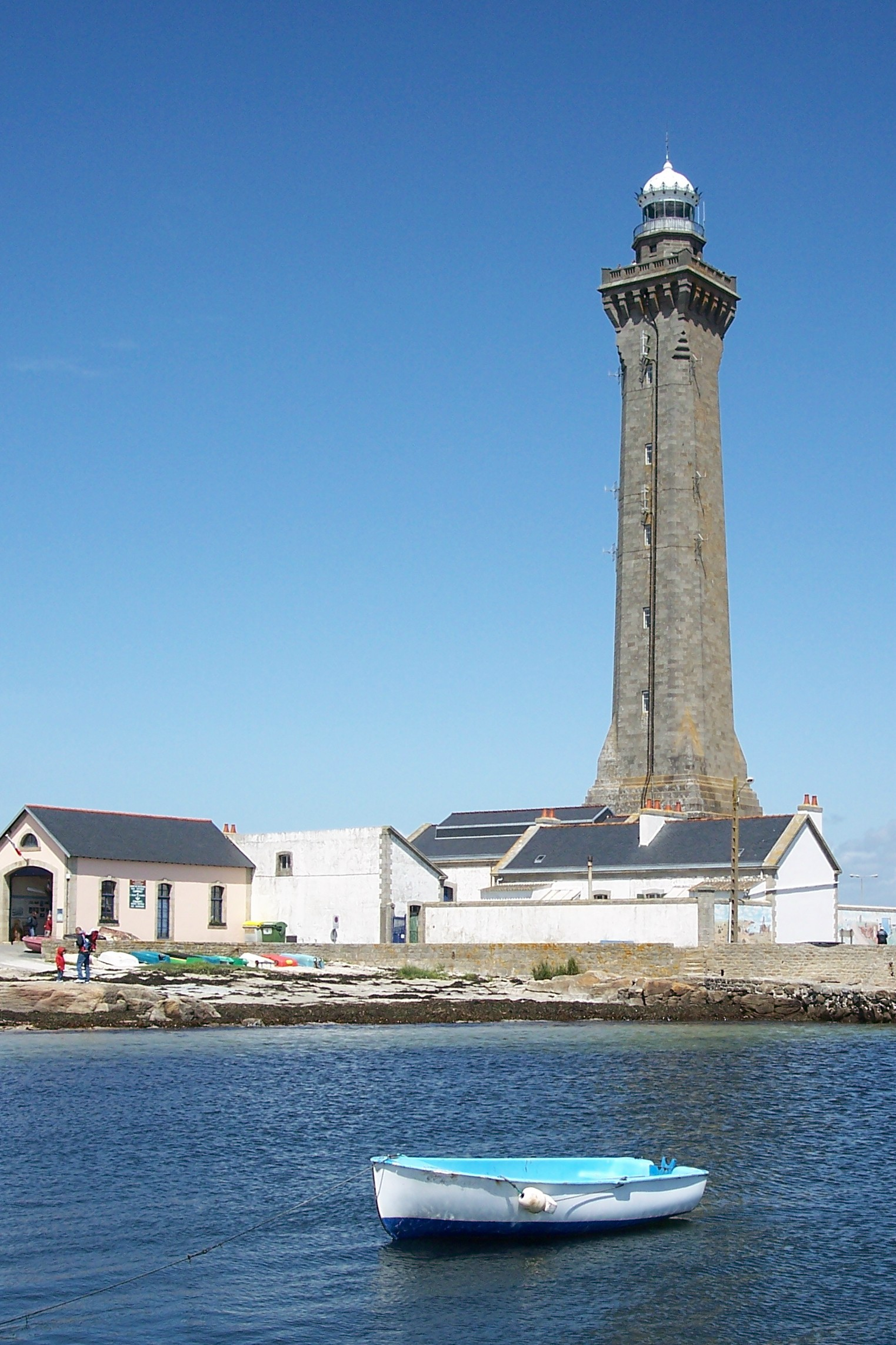
Le phare d'Eckmühl.
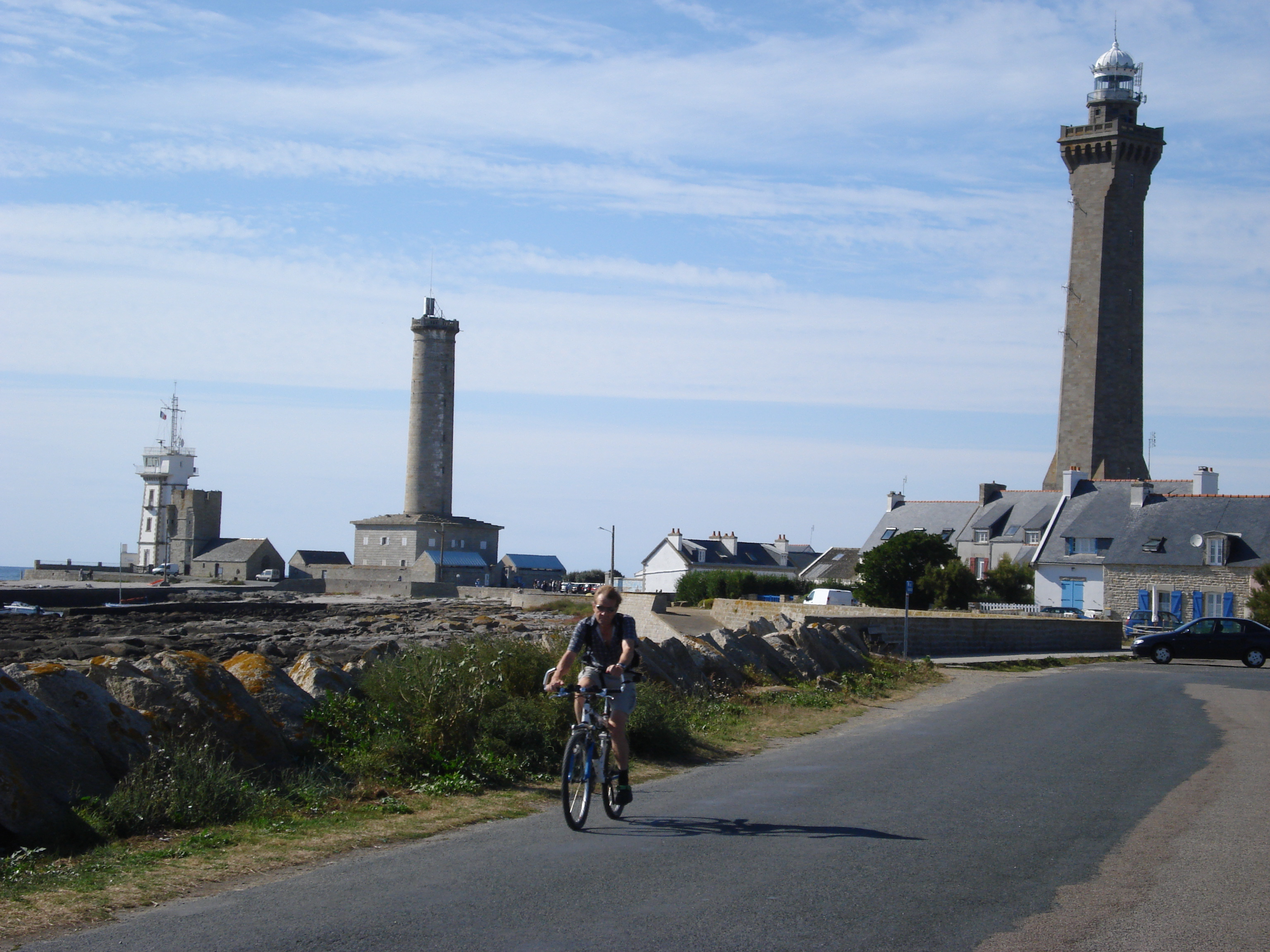
Les phares.
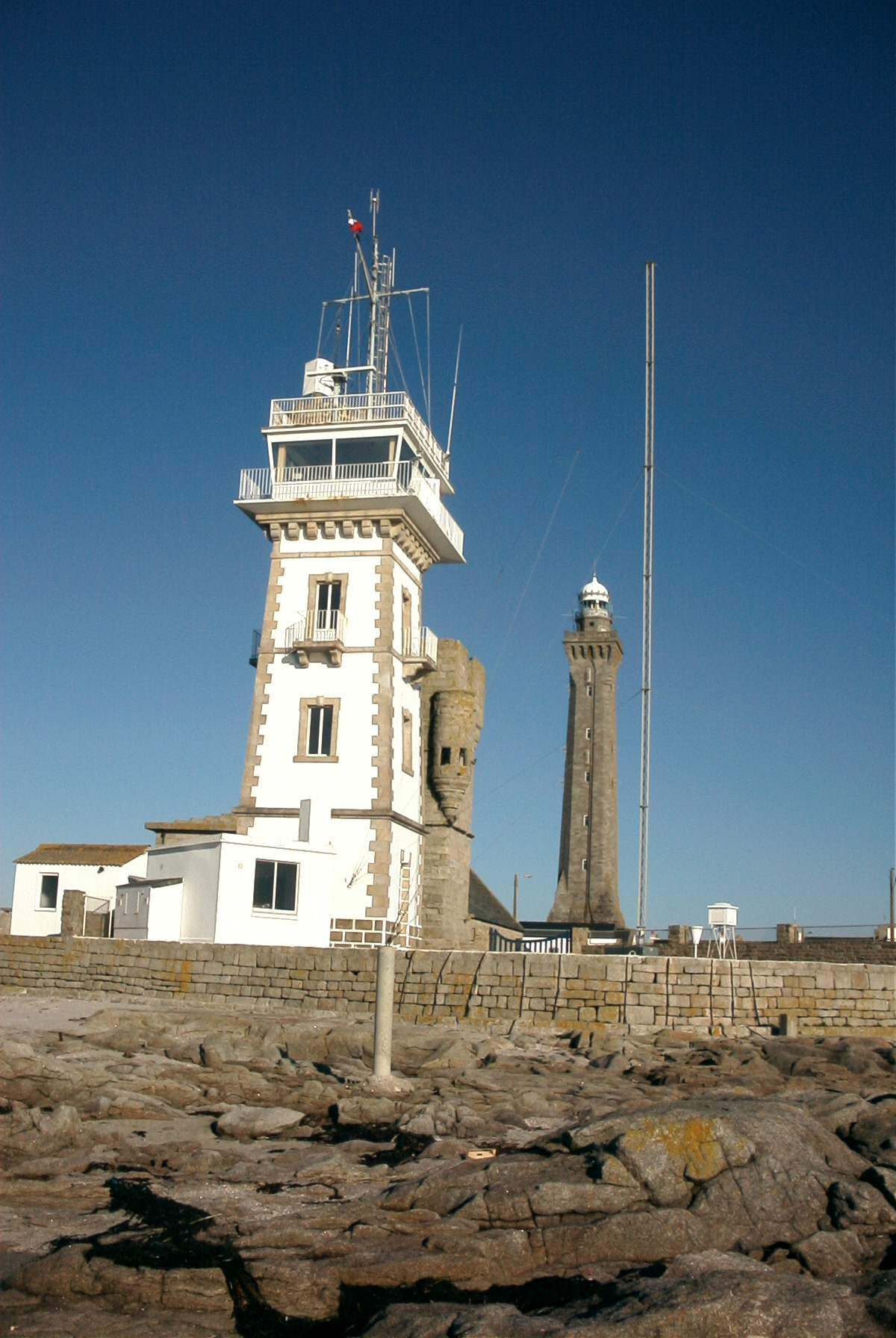
Le sémaphore.

#### Pointe de Saint-Pierre
L'ancien phare de Penmarc'h fonctionnait à partir de 1831 avec de l'huile végétale, puis à partir de 1875 avec de l'huile minérale. Depuis 1995 il accueille le « Centre de découverte maritime », qui reçoit trois à quatre expositions temporaires par an. On trouve aussi une boutique, regroupant de nombreux livres sur les phares.
Un bâtiment situé entre le phare actuel et l'ancien accueille un ancien canot de sauvetage de la SNSM, datant de 1901, le Papa Poydenot. C'est le dernier canot de sauvetage à voiles et à avirons navigable, restauré par l'association du même nom.

### Patrimoine culturel
- Musée de la Préhistoire finistérienne (Saint-Guénolé) - Université de Rennes 1
- Centre de découverte maritime (Saint-Pierre)

### Œuvres évoquant Penmarc'h

#### Billet de banque
- 20 francs Pêcheur, le verso de ce billet de la Banque de France représente Notre-Dame de la Joie et son calvaire[217].

#### Romans
- Ernest Ménard, Pen-Marc'h, roman historique breton, 1834[218].
- E. Bossuat : Le pêcheur de Penmark, roman, éditions Alfred Mame et fils, Tours, 1878[219].

#### Tableaux
Outre les tableaux évoqués précédemment dans la partie consacrée aux « Peintres de Penmarch » :
- André Dauchez : La route de Penmarc'h[220] ;
- Ernest Guérin a peint de nombreuses œuvres représentant Penmarc'h, Saint-Guénolé, Notre-Dame-de-la-Joie, par exemple Les pêcheurs de Penmarc'h, Bretagne ;

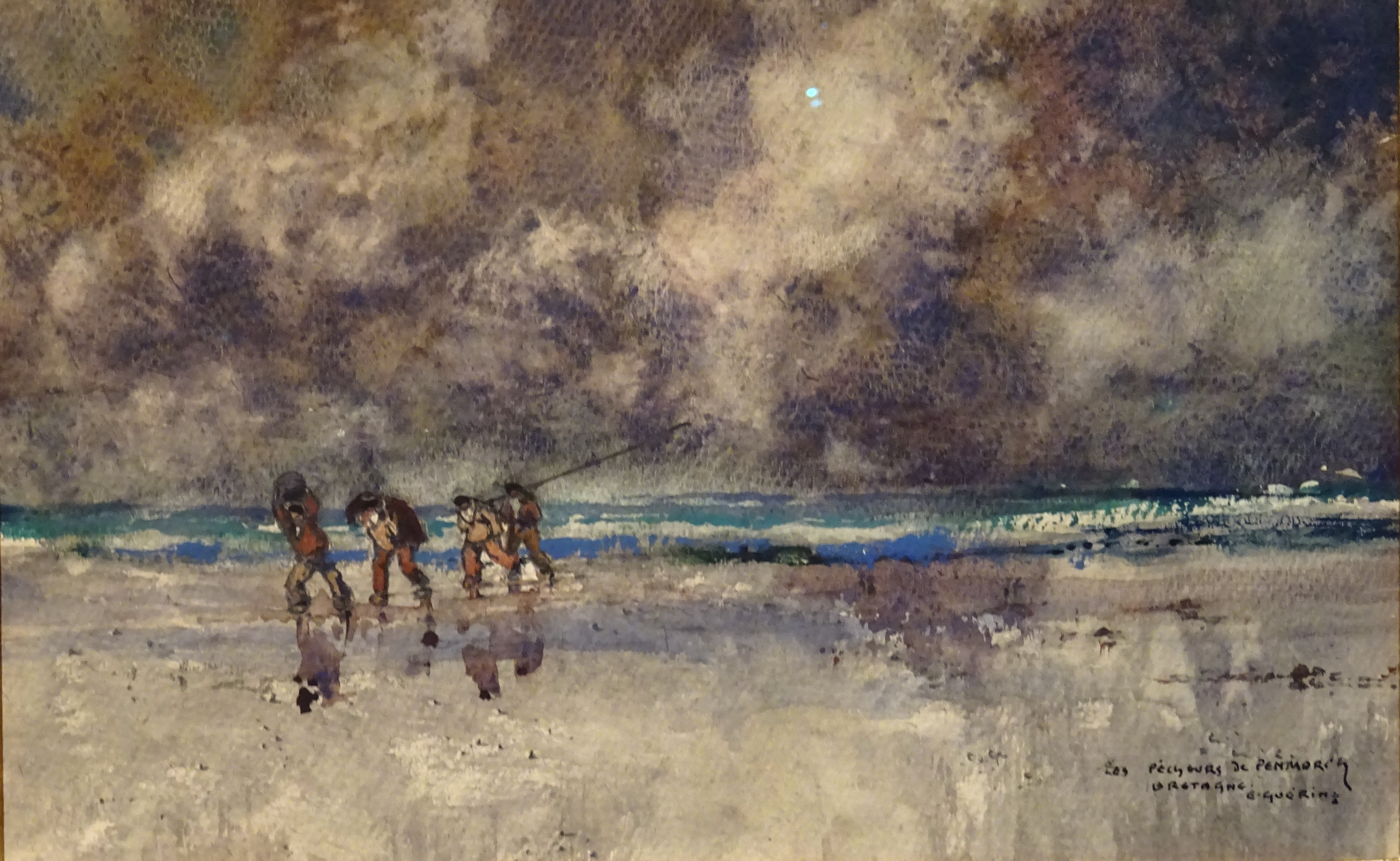
Ernest Guérin ː Les pêcheurs de Penmarc'h, Bretagne (mine de plomb et aquarelle sur papier, non daté).

- Louis Marcoussis : Paysage de Kérity ;
- Roger Kérinec[221] (né en 1917 à Brest, décédé le 7 mai 2001 à Douarnenez) : Le vieil arbre à l'entrée de Penmarc'h, Matin dans les marais de Lescorf, Penmarc'h[222].

### Festival
- Le « Festival du goéland masqué », organisé chaque année à Penmarch le week-end de la Pentecôte, est un festival du roman policier, qui attire chaque année plusieurs milliers de visiteurs[223].

### Personnalités liées à la commune
- Jean Guillou, né à Cléder le 2 décembre 1830, fut l'auteur de nombreux cantiques bretons, en prose et en vers ; il fut recteur de Locmaria à Quimper entre 1870 et 1872, puis de Penmarc'h jusqu'à sa mort le 1er septembre 1887 ; il fut enterré dans cette commune[224].
- Jean-Pierre Abraham (écrivain — 1936-2003) ;
- Jean Bazaine (peintre — 1904-2001) ;
- Bernard Berrou, écrivain, Grand prix des écrivains bretons 2000, Prix Bretagne 2018 pour l'ensemble de son œuvre ;
- Claude Berrou, né à Penmarc'h, professeur à Télécom Bretagne, prix Marconi en 2005, membre de l'Académie des Sciences ;
- Bernez Kloareg, biologiste marin, spécialiste des algues, ancien directeur de la Station biologique de Roscoff, membre de l'Académie des Sciences ;
- Yves Buannic (prêtre — 1927-2013), fondateur d'Enfants du monde ;
- Marcel Divanach (instituteur, conteur et écrivain breton — 1908-1978) ;
- Serge Duigou (journaliste-écrivain) ;
- Auguste Dupouy (écrivain) ;
- Jean Hautinguiraut (artiste — 1927-2006) ;
- Jean-Julien Lemordant (peintre — 1878-1968) - Ciel de Jean-Julien Lemordant ;
- Baptiste Dupuis (1909-1940), Compagnon de la Libération, Mort pour la France le 24 septembre 1940 à Rufisque, près de Dakar, pendant l'Opération Menace ;
- Alain Guellec, né à Penmarc'h, évêque de Montauban.